# Biserica de lemn din Ciungani

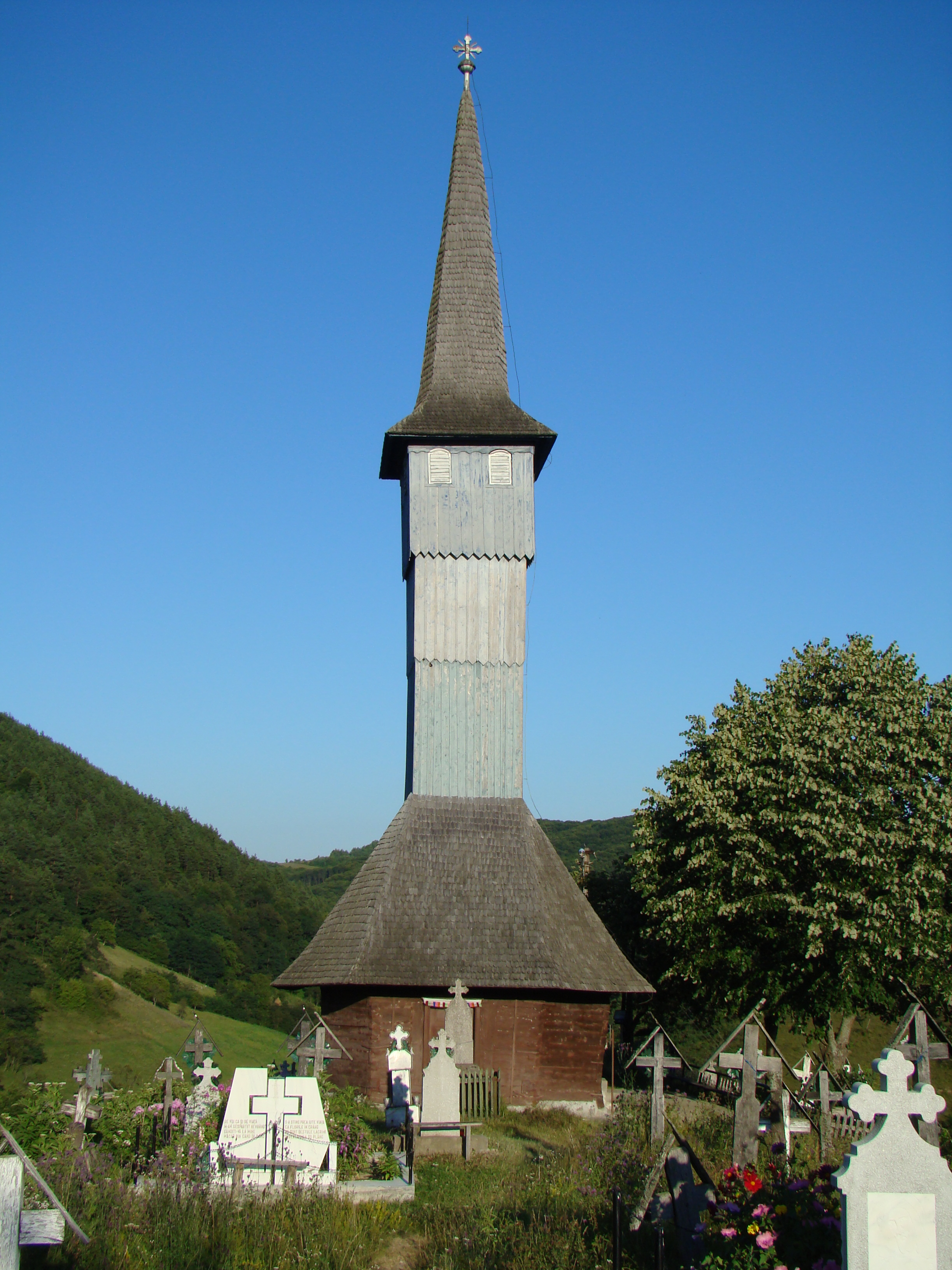
Biserica de lemn „Buna Vestire” din Ciungani, comuna Vața de Jos, județul Hunedoara, foto: iulie 2009.

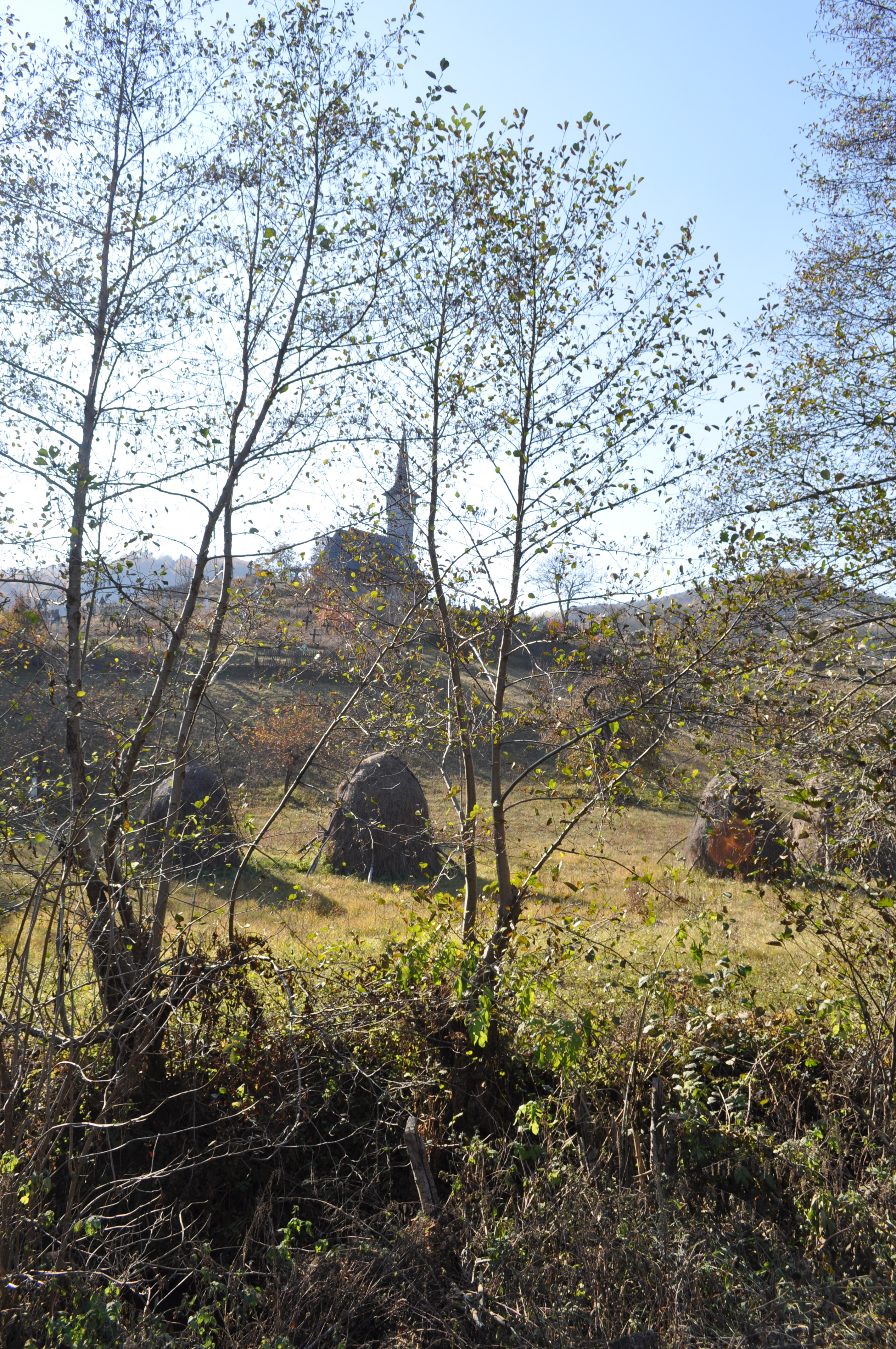
Biserica văzută din dreptul văii Ciunganilor

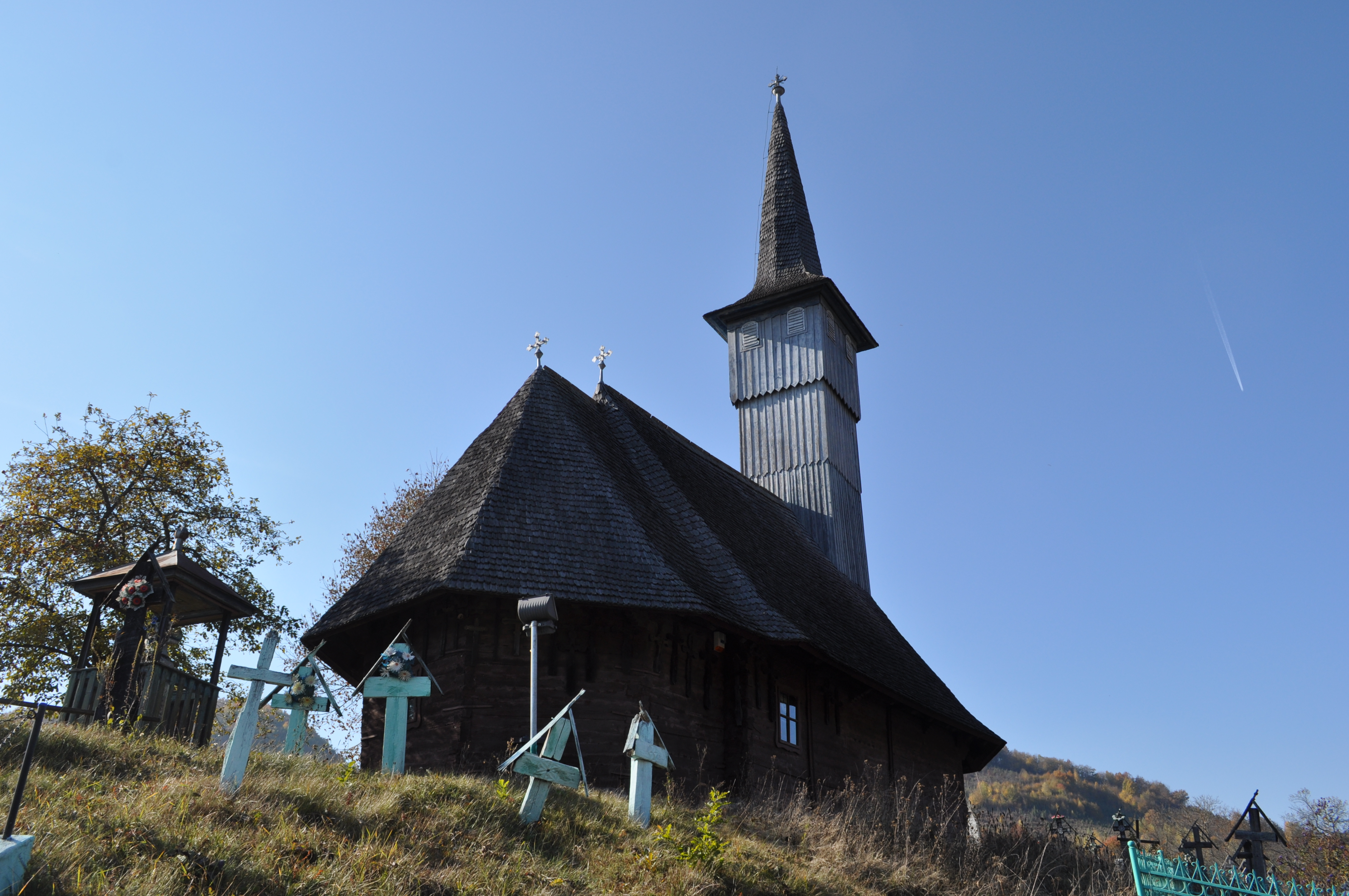
Biserica de lemn „Buna Vestire” din Ciungani, comuna Vața de Jos, județul Hunedoara, foto: octombrie 2011.

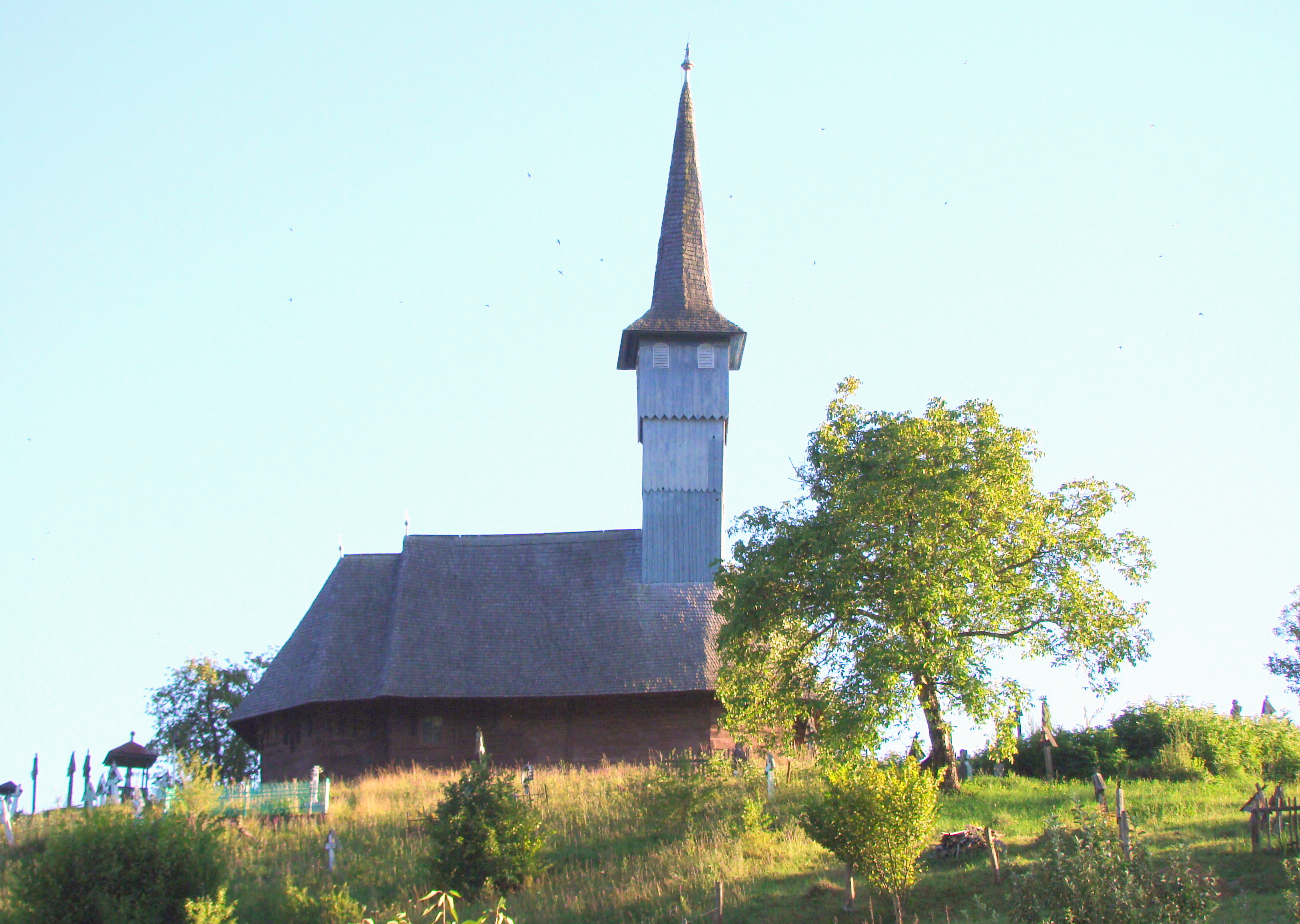
Biserica (nord)

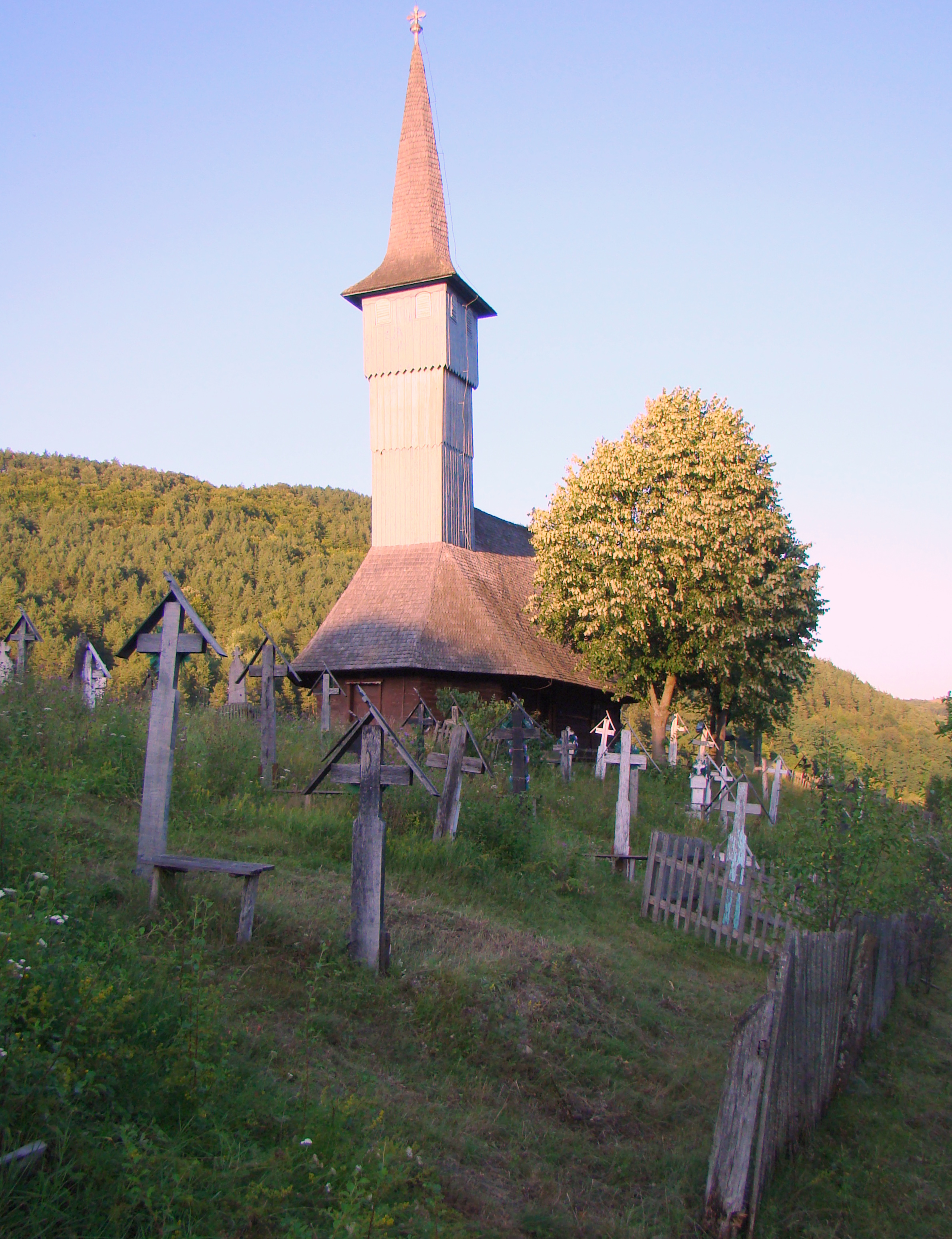
Biserica (sud-vest)

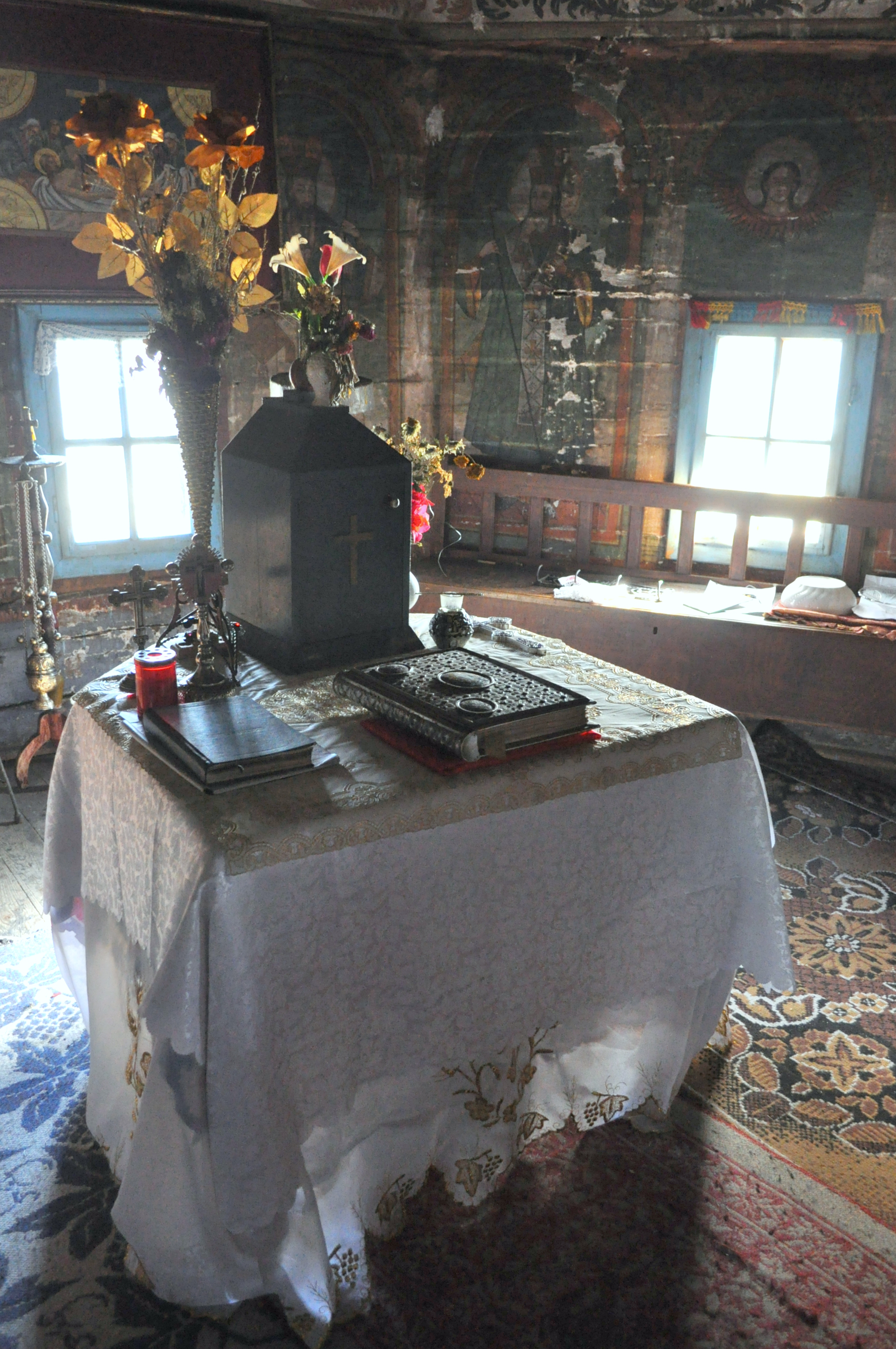
În altar

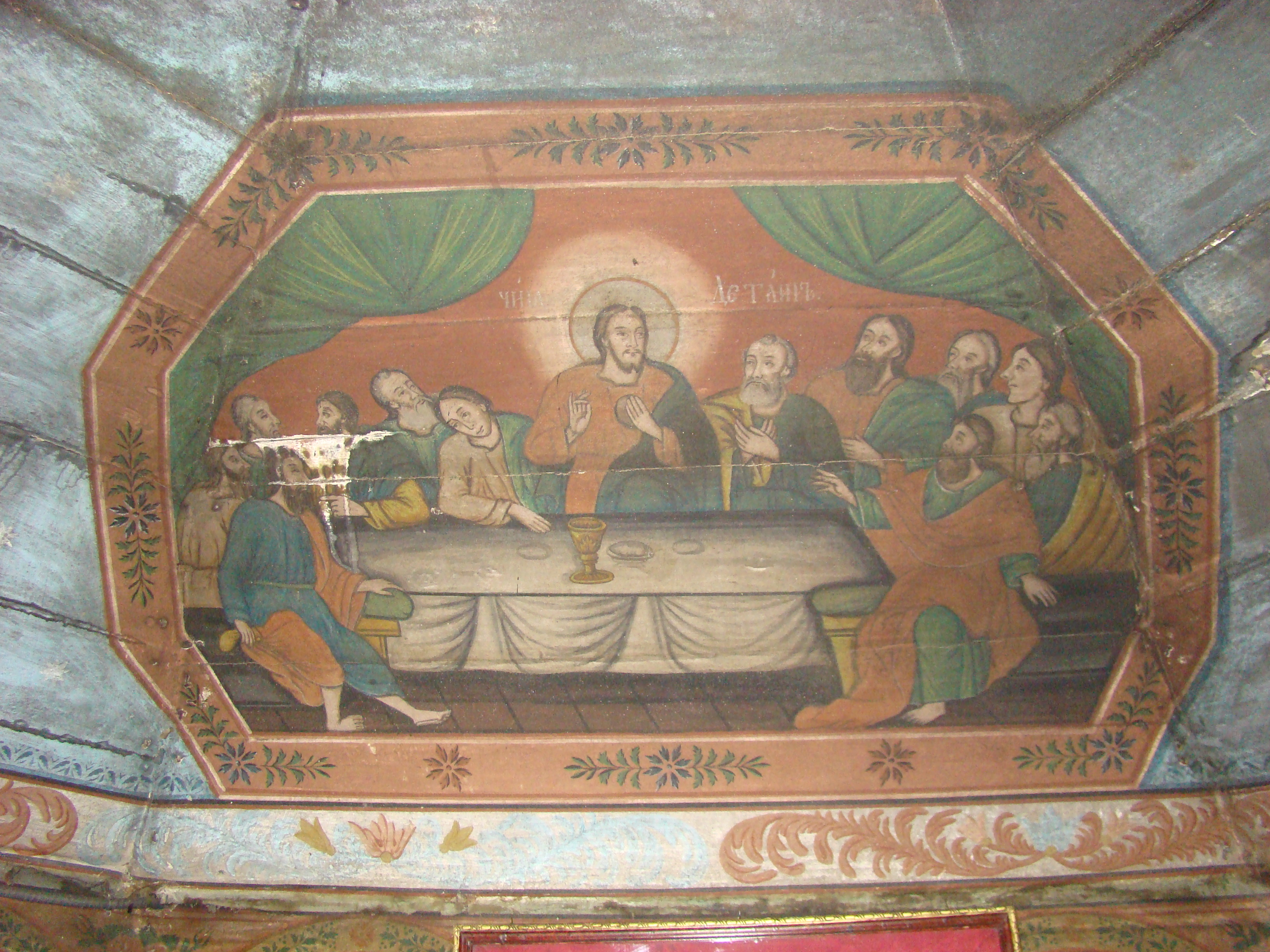
Altar, latura de est: Cina cea de Taină

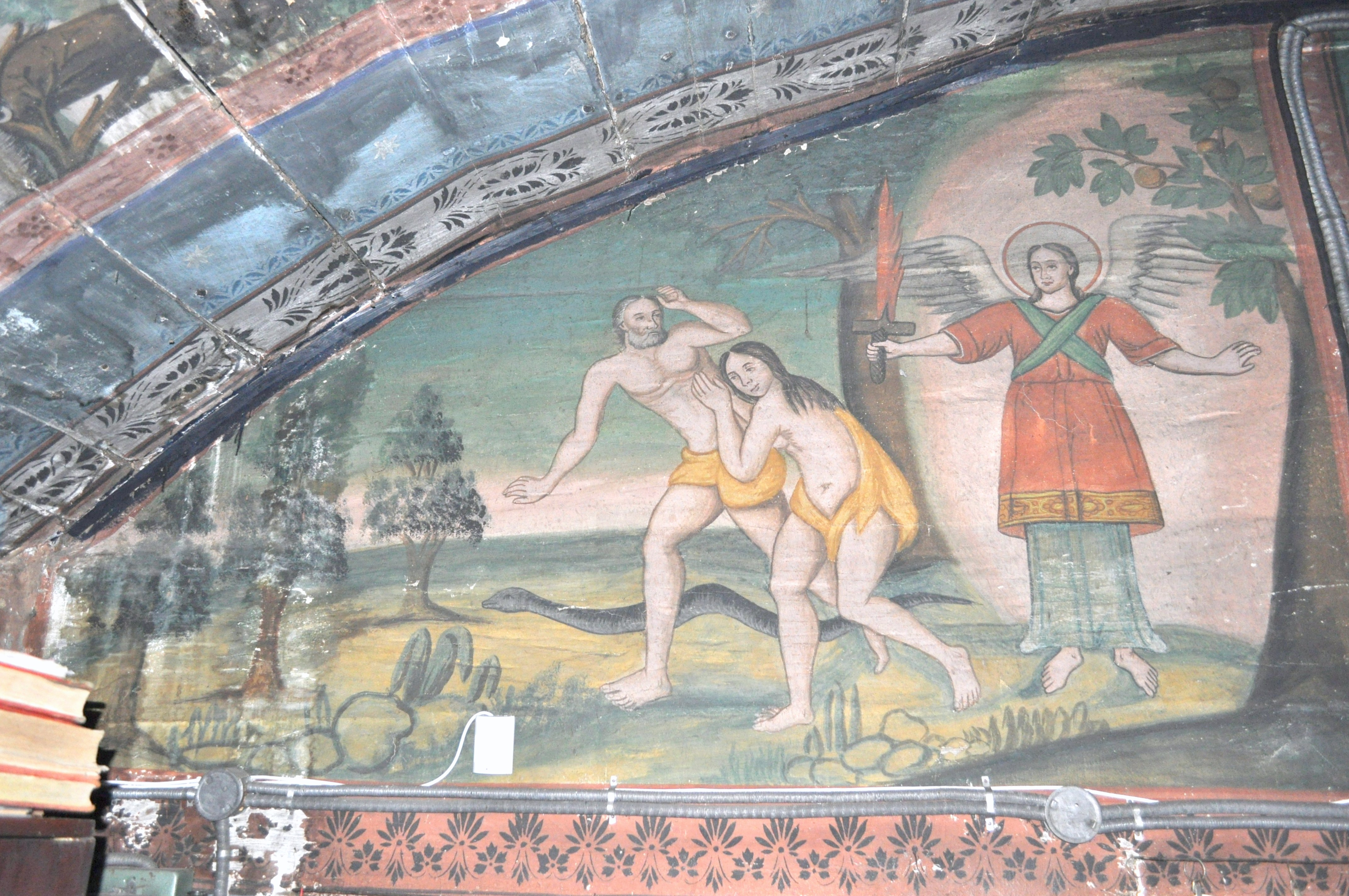
Altar, latura de vest: Izgonirea din Rai

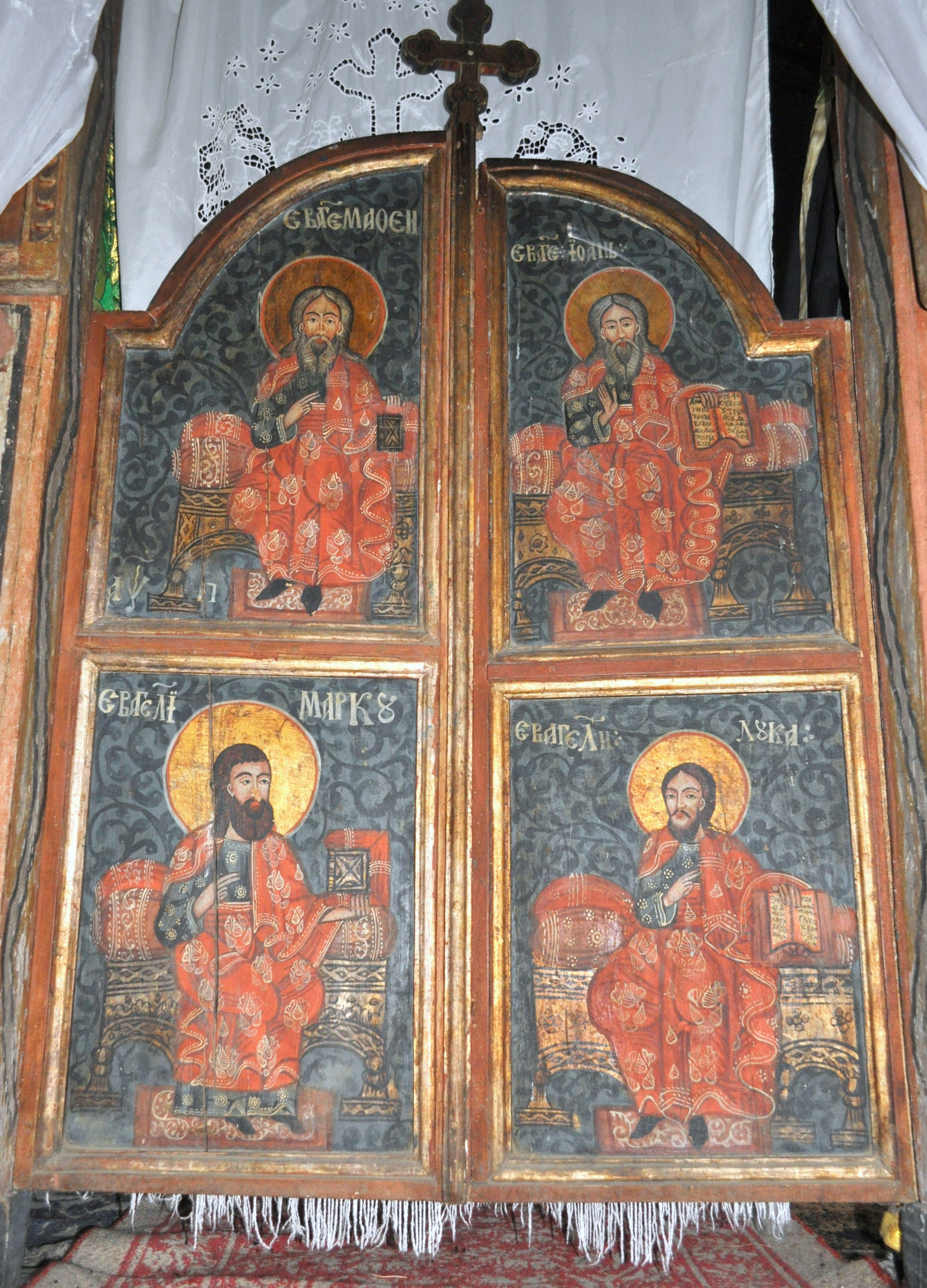
Ușile împărătești

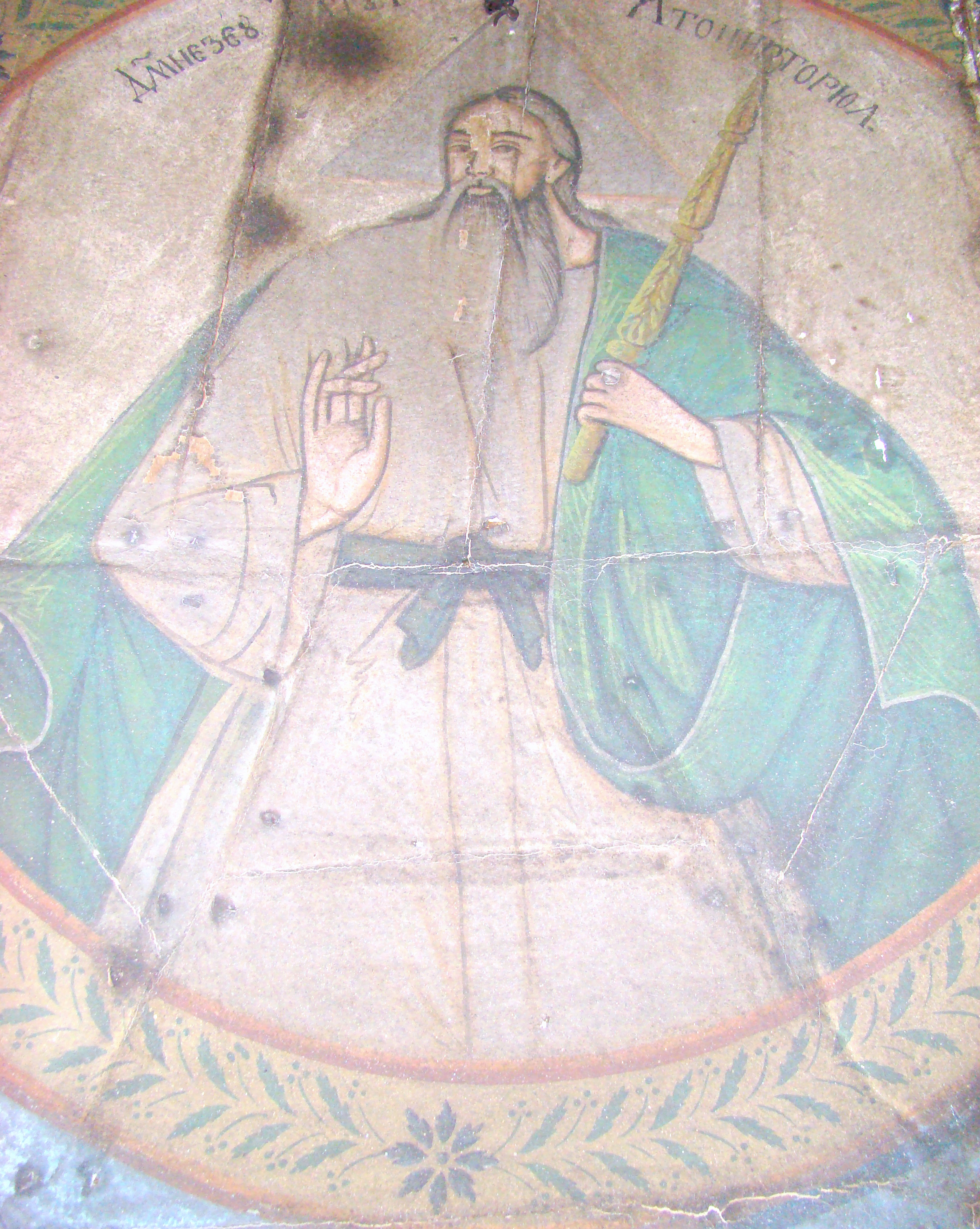
Dumnezeu Atotputernic

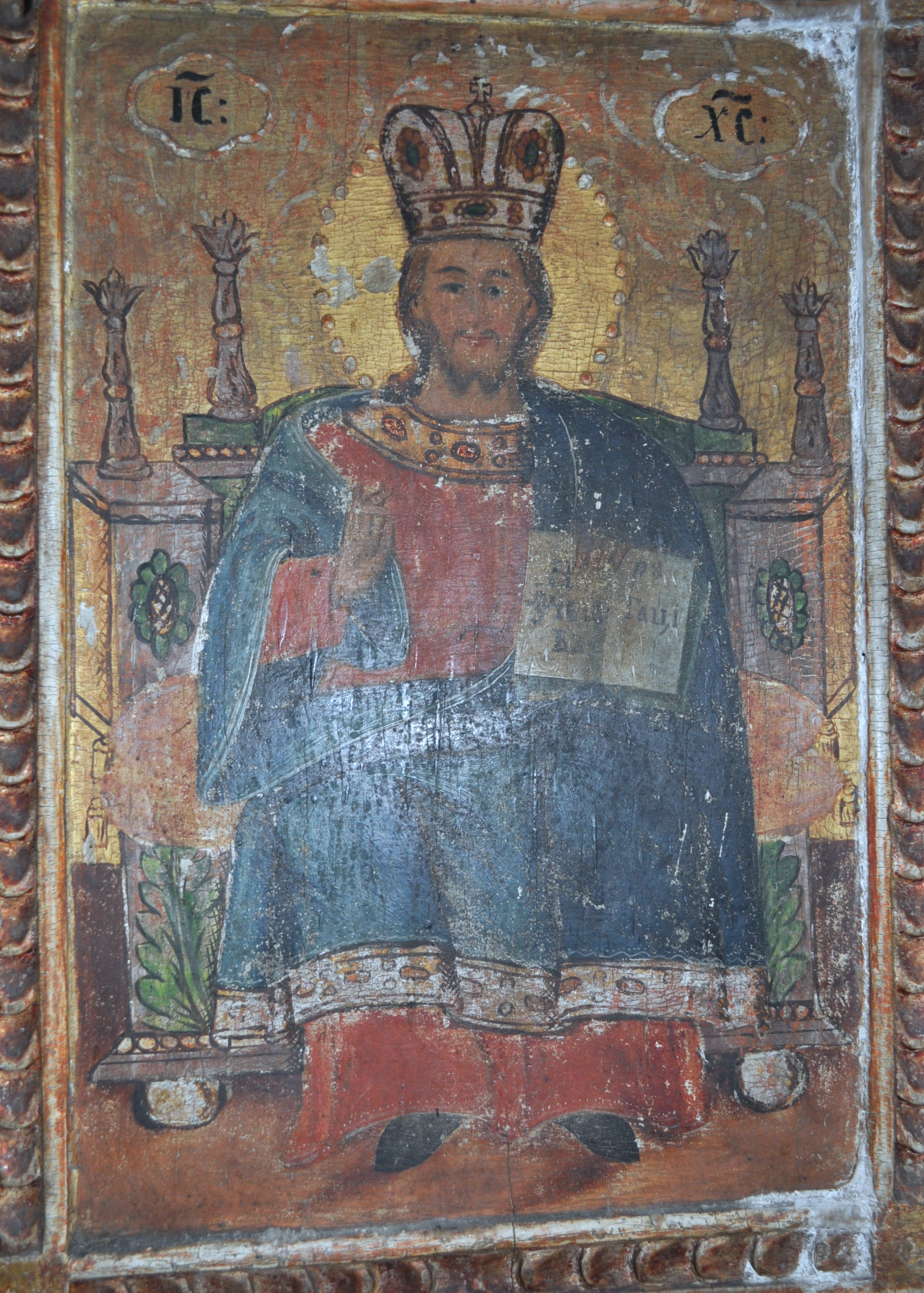
Icoană împărătească: Iisus arhiereu

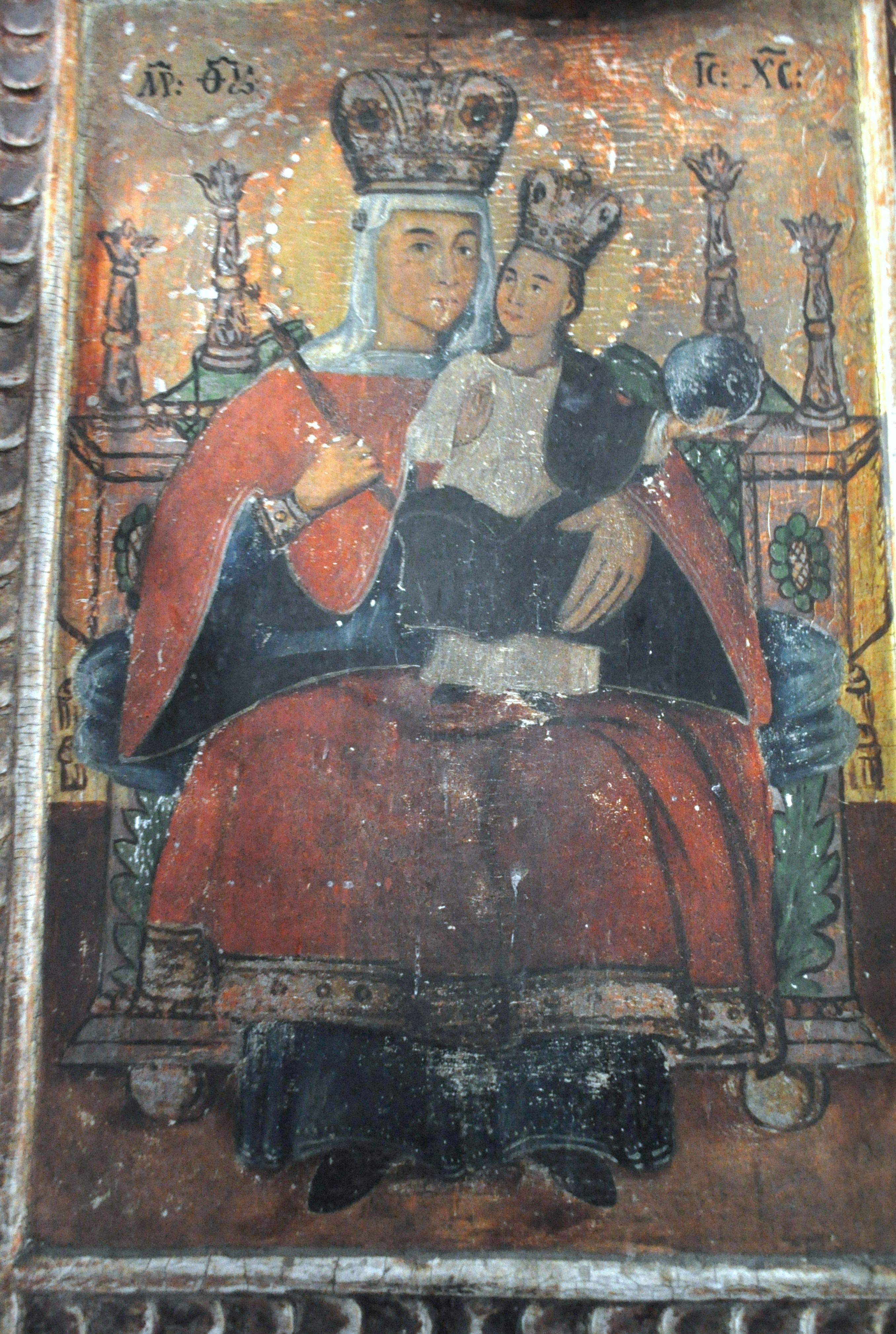
Icoană împărătească: Maria cu pruncul

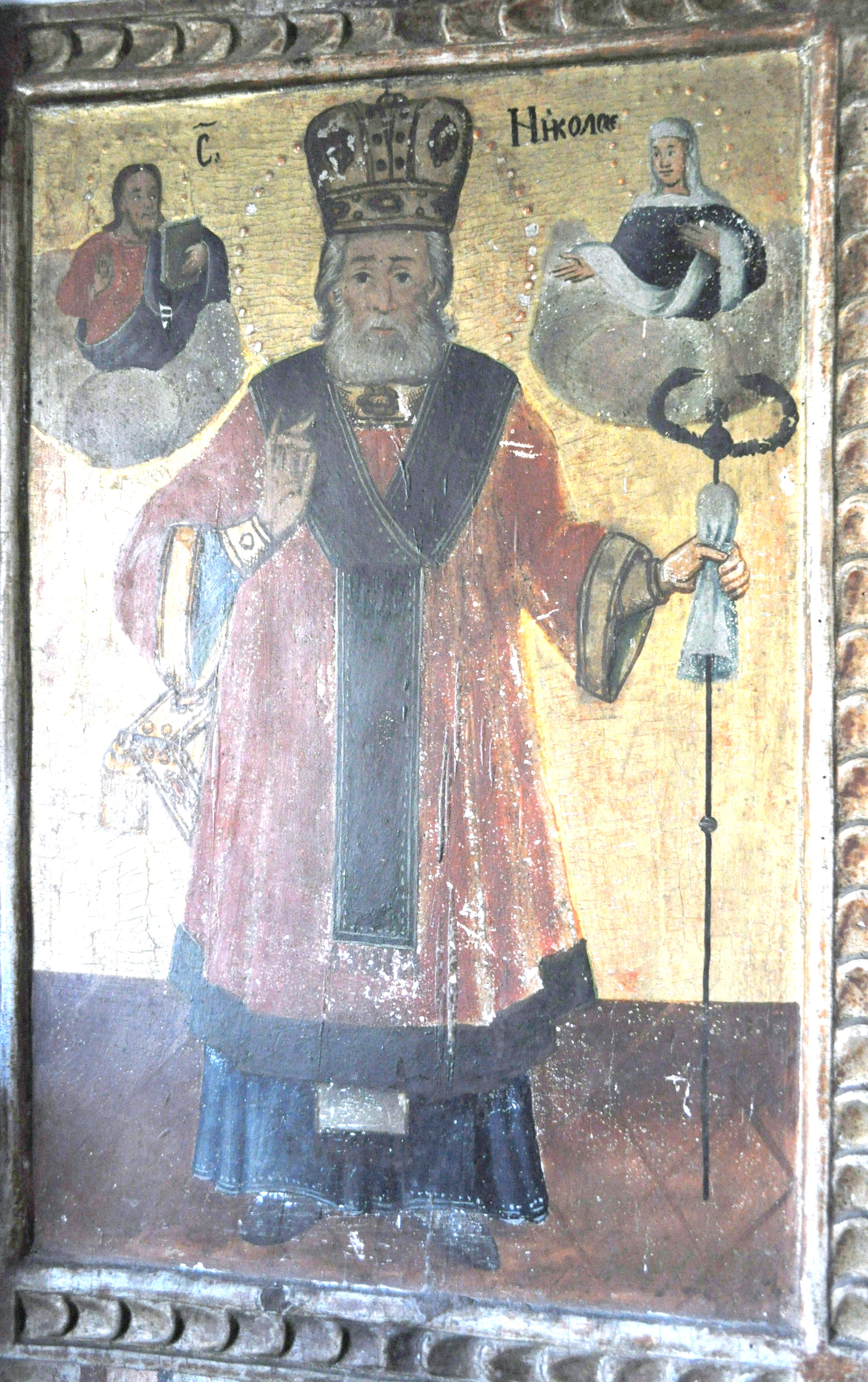
Icoană împărătească: Sfântul Ierarh Nicolae

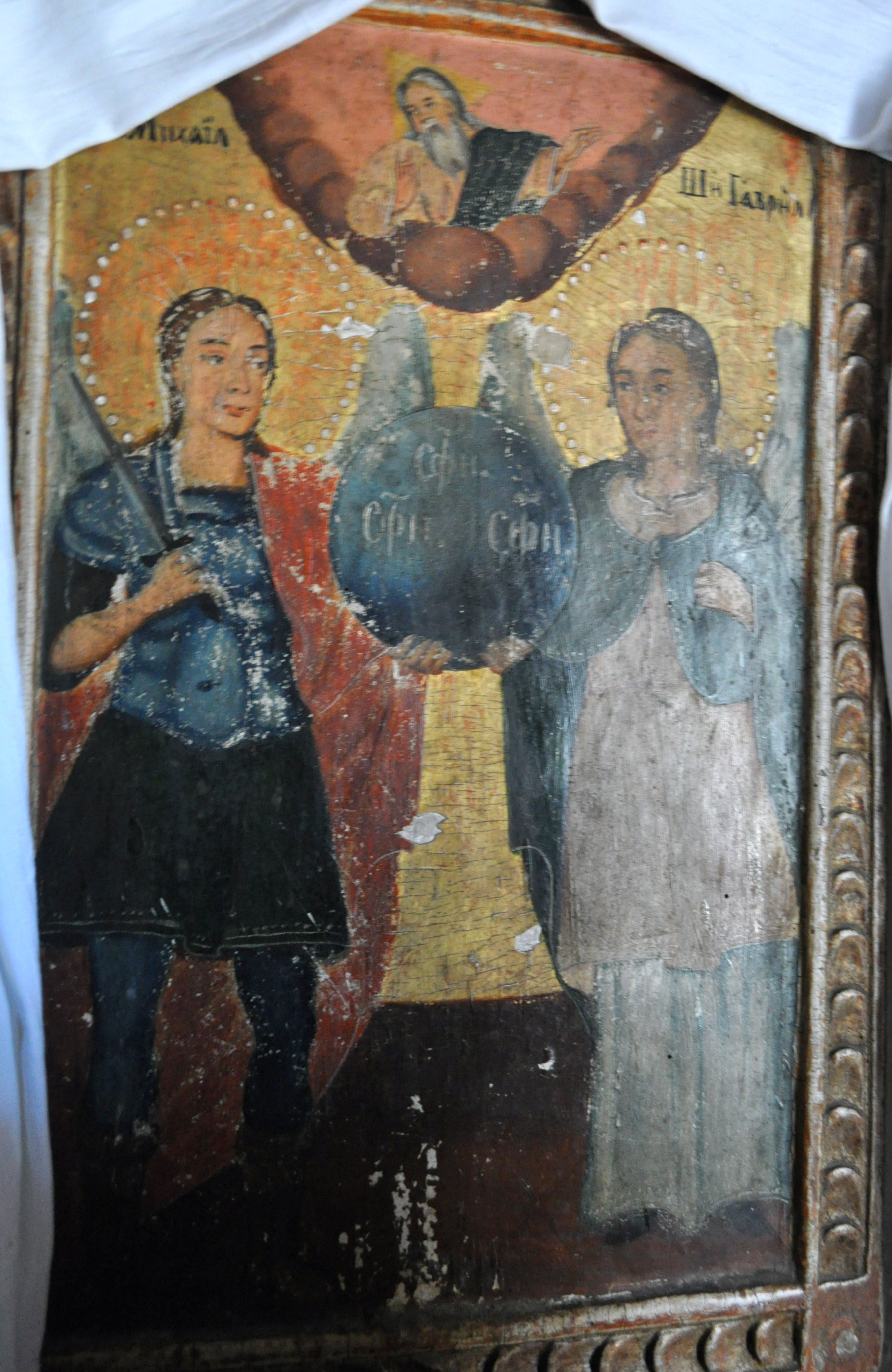
Icoană împărătească: Sfinții Arhangheli

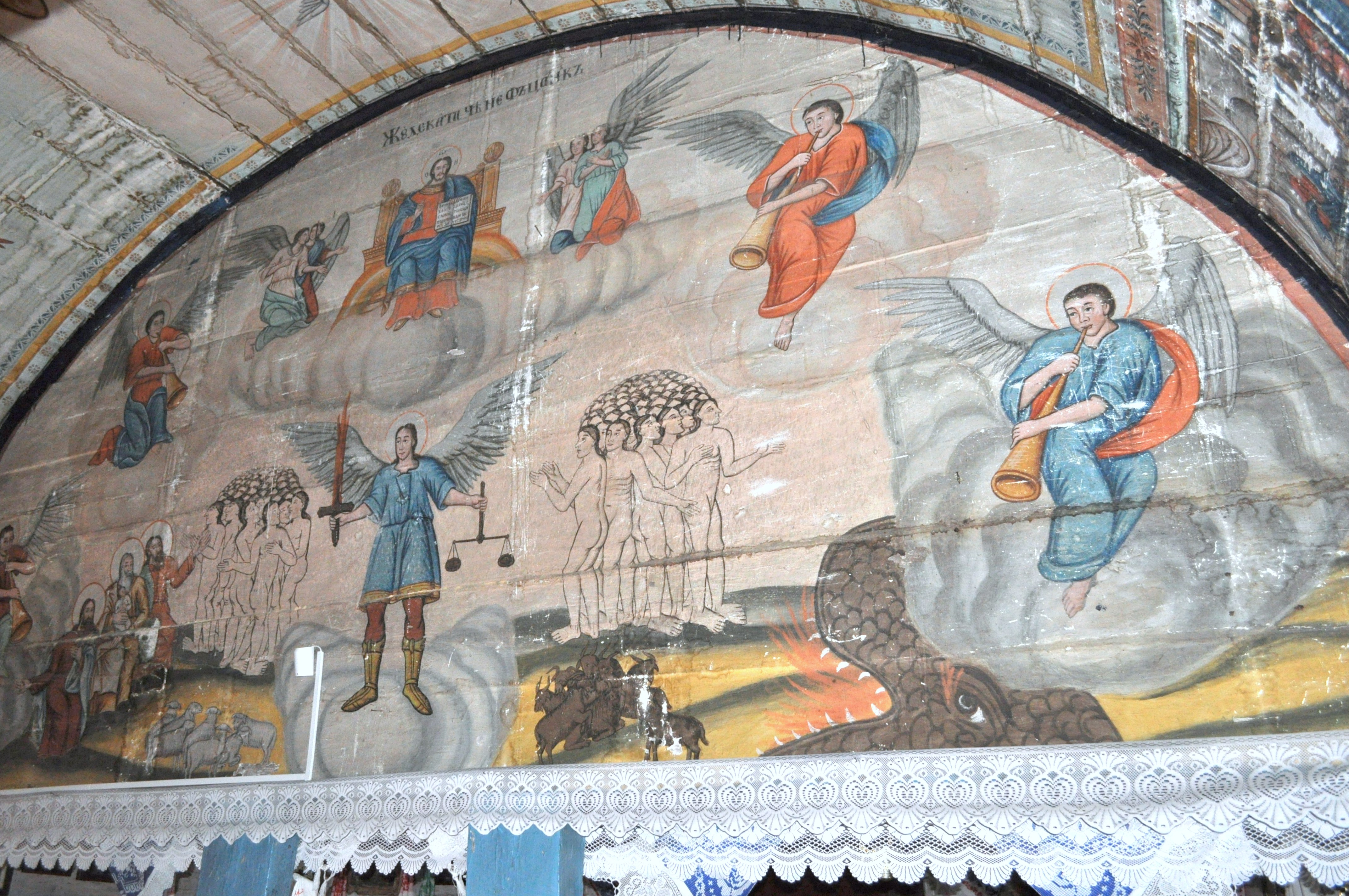
Timpanul de vest al naosului

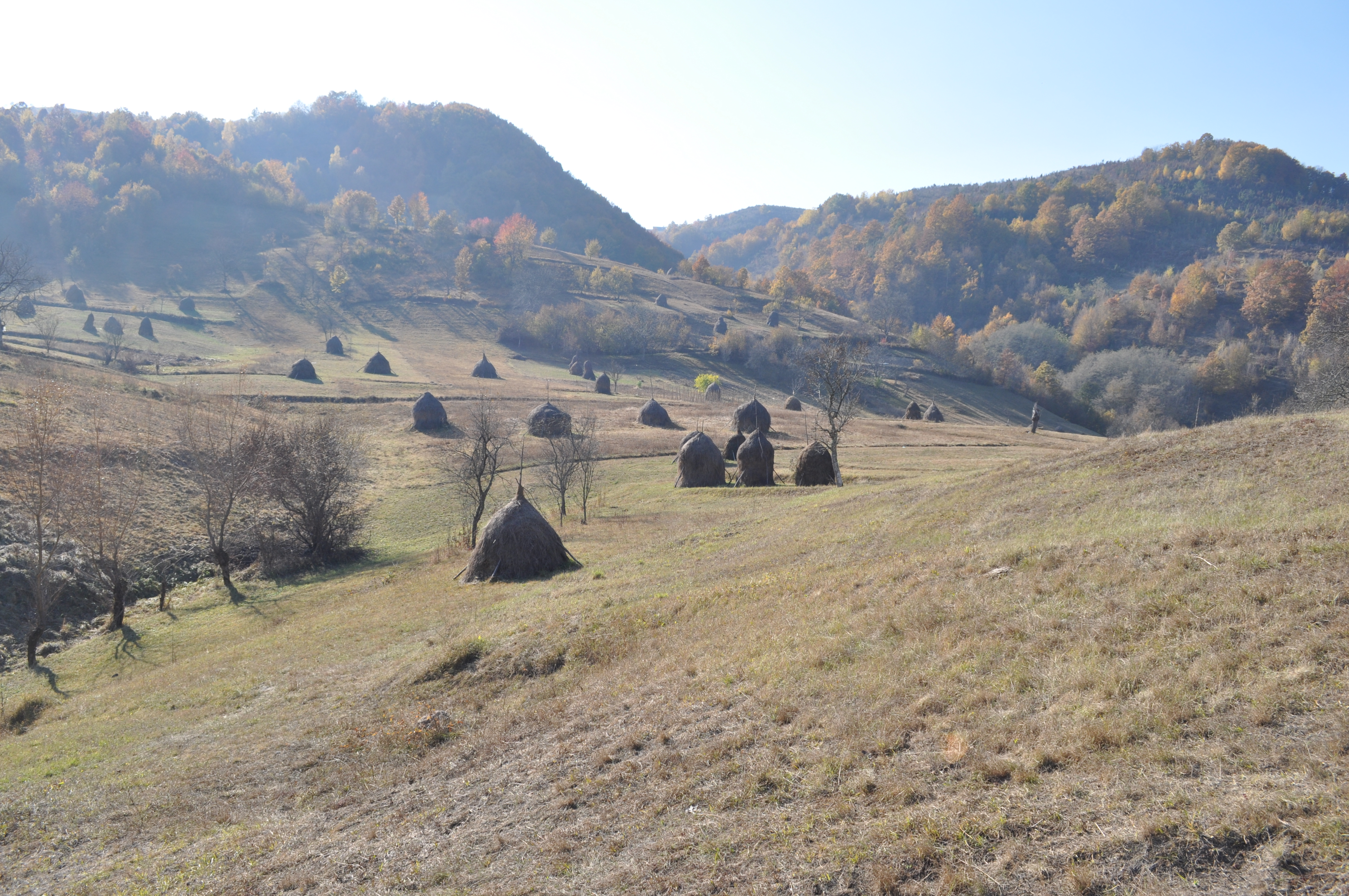
Împrejurimile bisericii

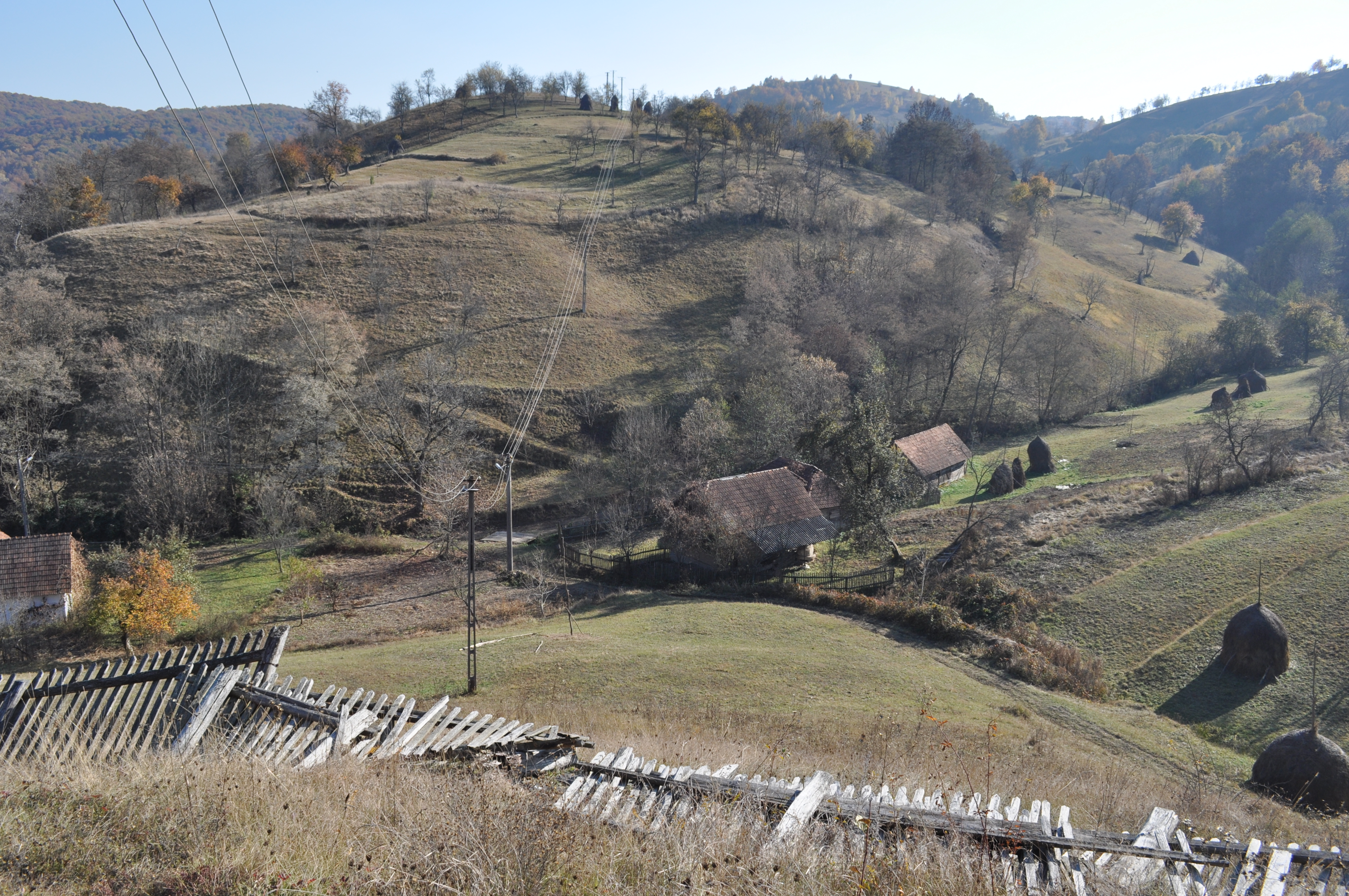
Împrejurimile bisericii

Biserica de lemn din Ciungani, comuna Vața de Jos, județul Hunedoara a fost ridicată în jurul anului 1600. Are hramul „Buna Vestire” (25 Martie) și figurează pe noua listă a monumentelor istorice, cod LMI HD-II-m-A-03297. Cu cei 14 metri ai săi, are turnul cel mai înalt dintre bisericile de lemn hunedorene.

## Istoric și trăsături
Pe dealul „Zapoza” din satul Ciungani se păstrează un edificiu foarte valoros din bârne, înscris pe lista monumentelor istorice românești. Biserica, cu hramul „Buna Vestire” era descrisă în 1755 ca fiind „de lemn,  veche, nesfințită” de conscriptorii episcopului sârb Sinesie Jivanovici al Aradului. Aceasta figurează atât în tabelele recensămintelor ecleziastice din anii 1761-1762 și 1829-1831, precum și pe harta iosefină a Transilvaniei (1769-1773). 
Lăcașul înfățișează o planimetrie arhaică, anume cea a unui dreptunghi cu absida pentagonală decroșată, prevăzut, în partea opusă, cu o terminație poligonală în trei laturi; tradiția potrivit căreia biserica ar fi fost înălțată în jurul anului 1600 își găsește astfel confirmarea. Pisania care cuprindea datarea începuturilor acestui edificiu a dispărut însă în cursul unui vechi șantier de supraînălțare a pereților bisericii. Acoperișul cu pante repezi, precum și fleșa înaltă a turnului-clopotniță impunător (14 m), sunt învelite în șiță.  Accesul în sfântul lăcaș se face prin două uși, amplasate pe laturile de sud și de vest.
La interior se constată existența a două etape distincte de pictură. Peste cea realizată în anul 1782 de Iosif Zugravul, realizatorul ansamblurilor murale arădene de la Șoimuș-Buceava și Mădrigești, s-a suprapus în 1810, aproape în totalitate, un nou decor mural, datorat meșterilor Ioan din Poiana Sibiului și Mihai Borșoș; icoanele din pronaos, atribuite lui Constantin Zugravul din Rișca, sunt contemporane primei etape.
Dată fiind extinderea satului, este posibil ca în a doua jumătate a secolului al XVIII-lea să se fi ridicat încă o bisericuță din bârne, vândută în 1830, potrivit tradiției, obștii din Vozdoci (cătun încorporat azi în Luncșoara, județul Arad).

## Imagini din exterior

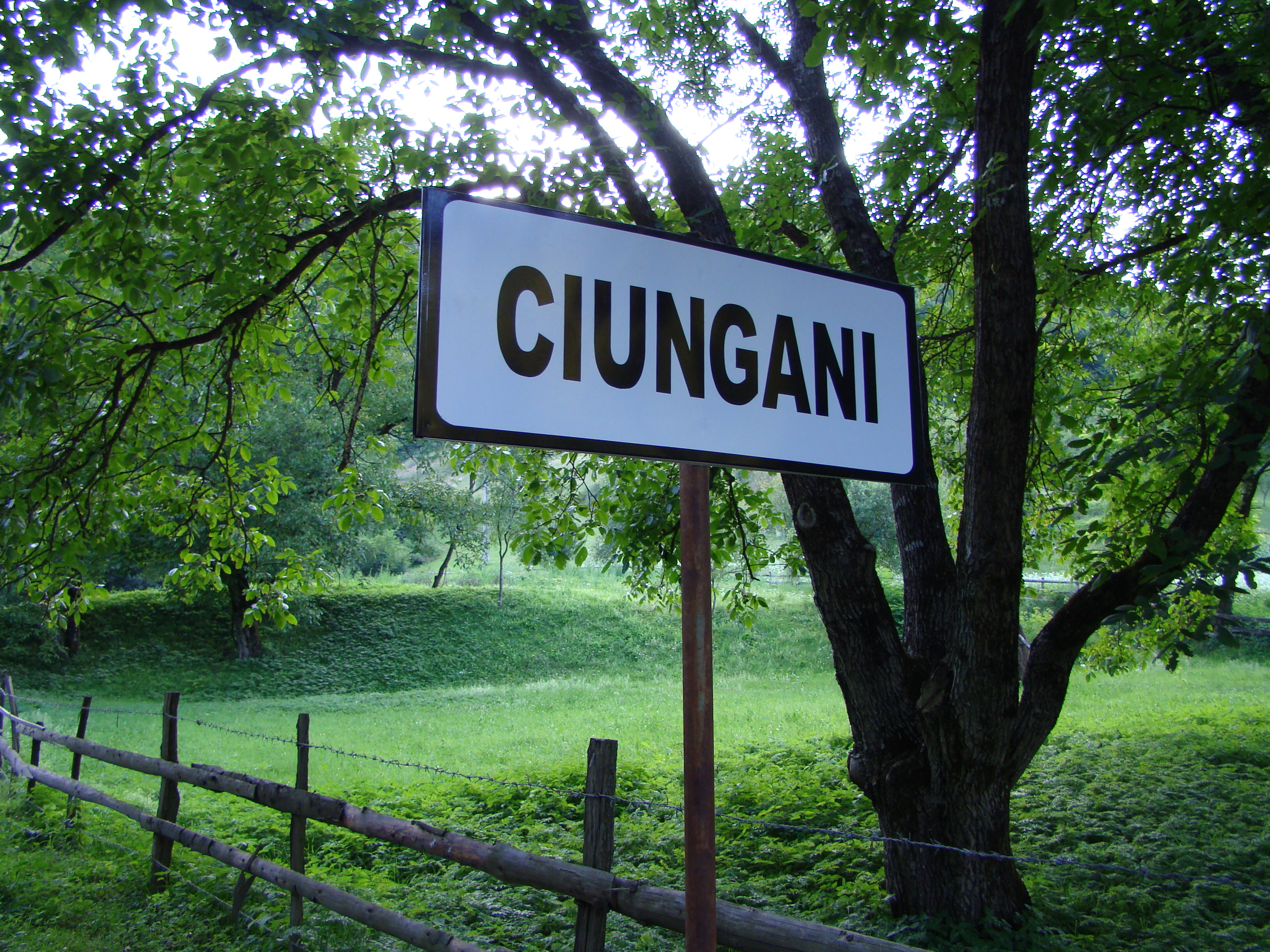
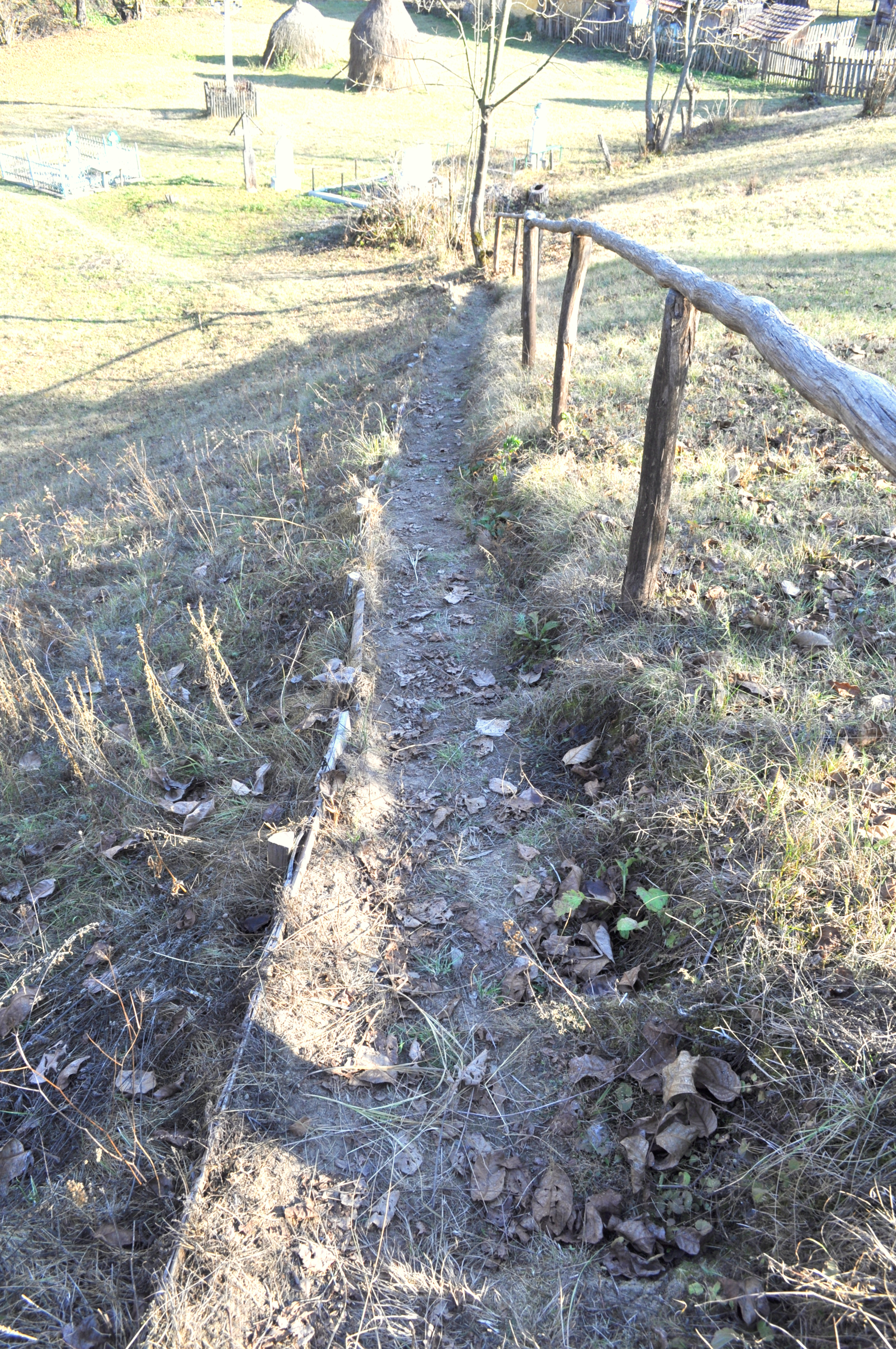
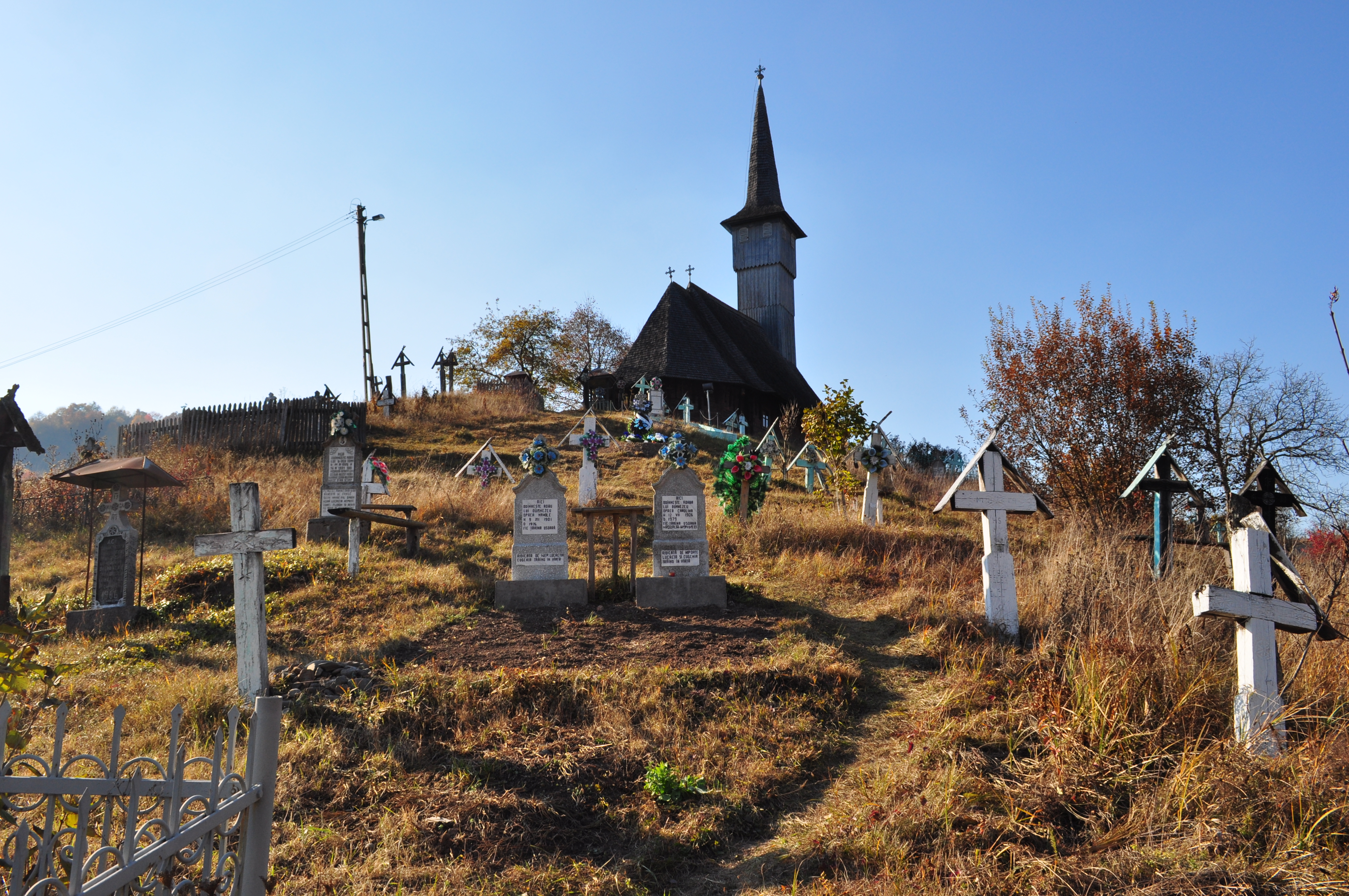
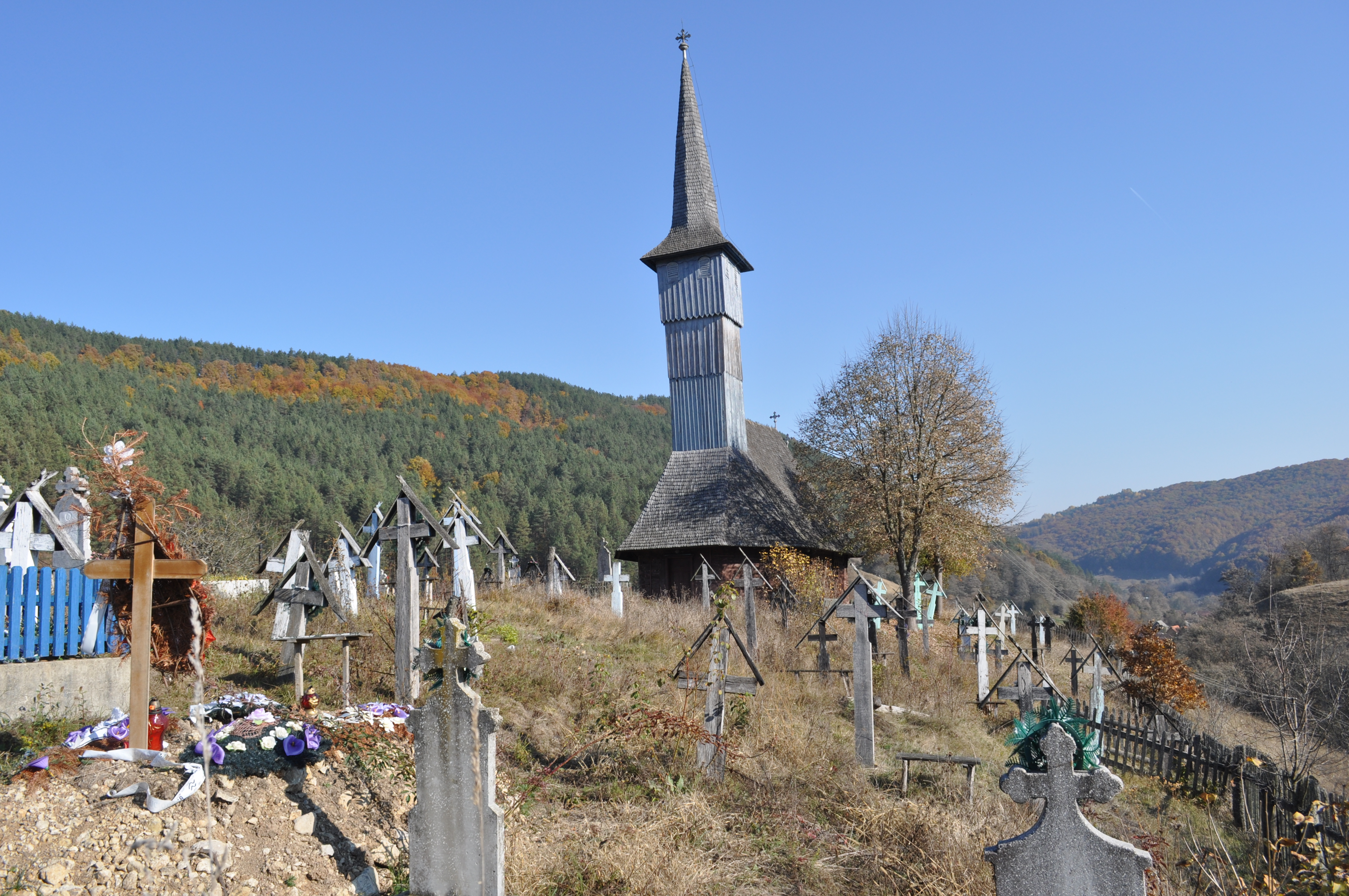
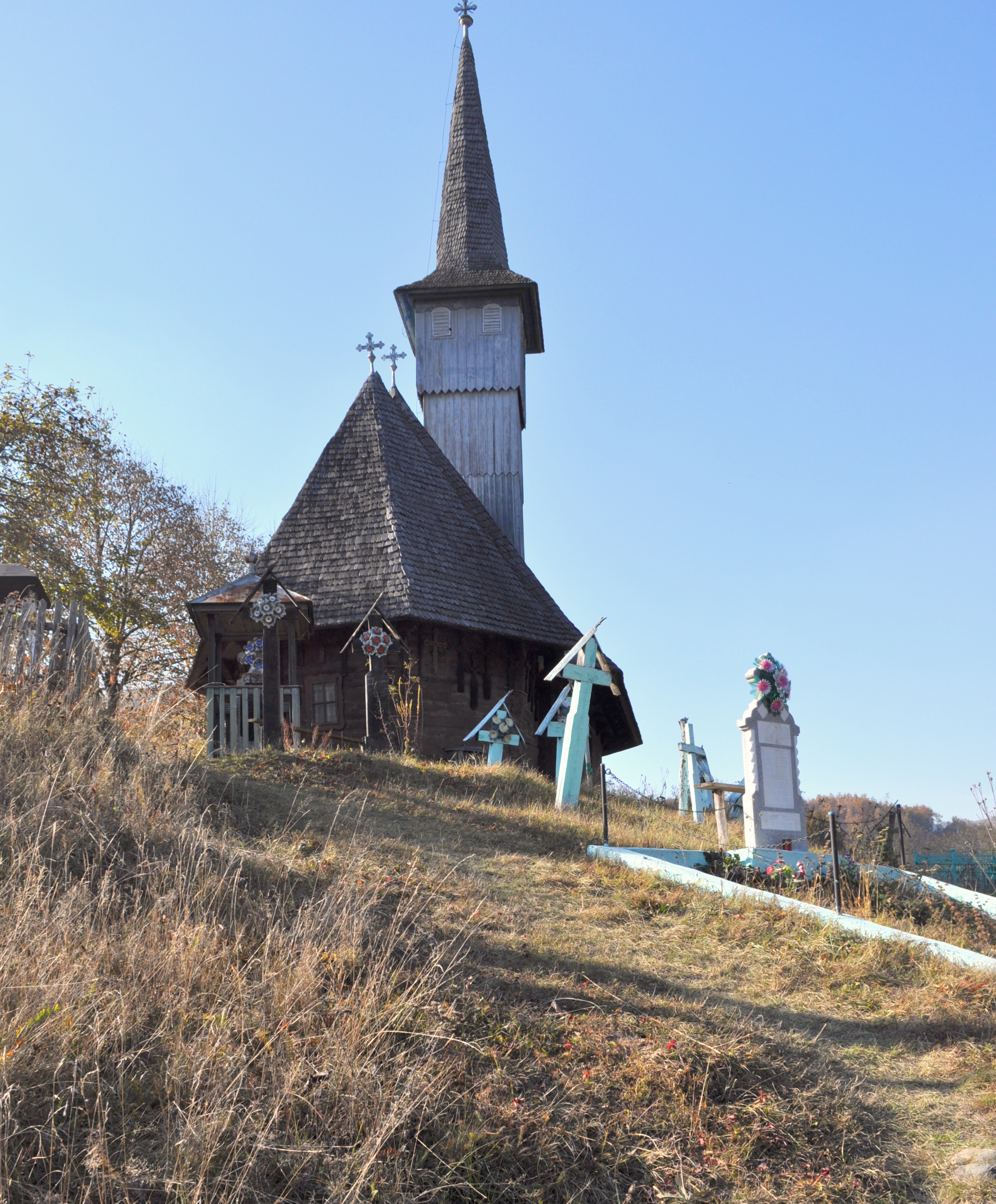
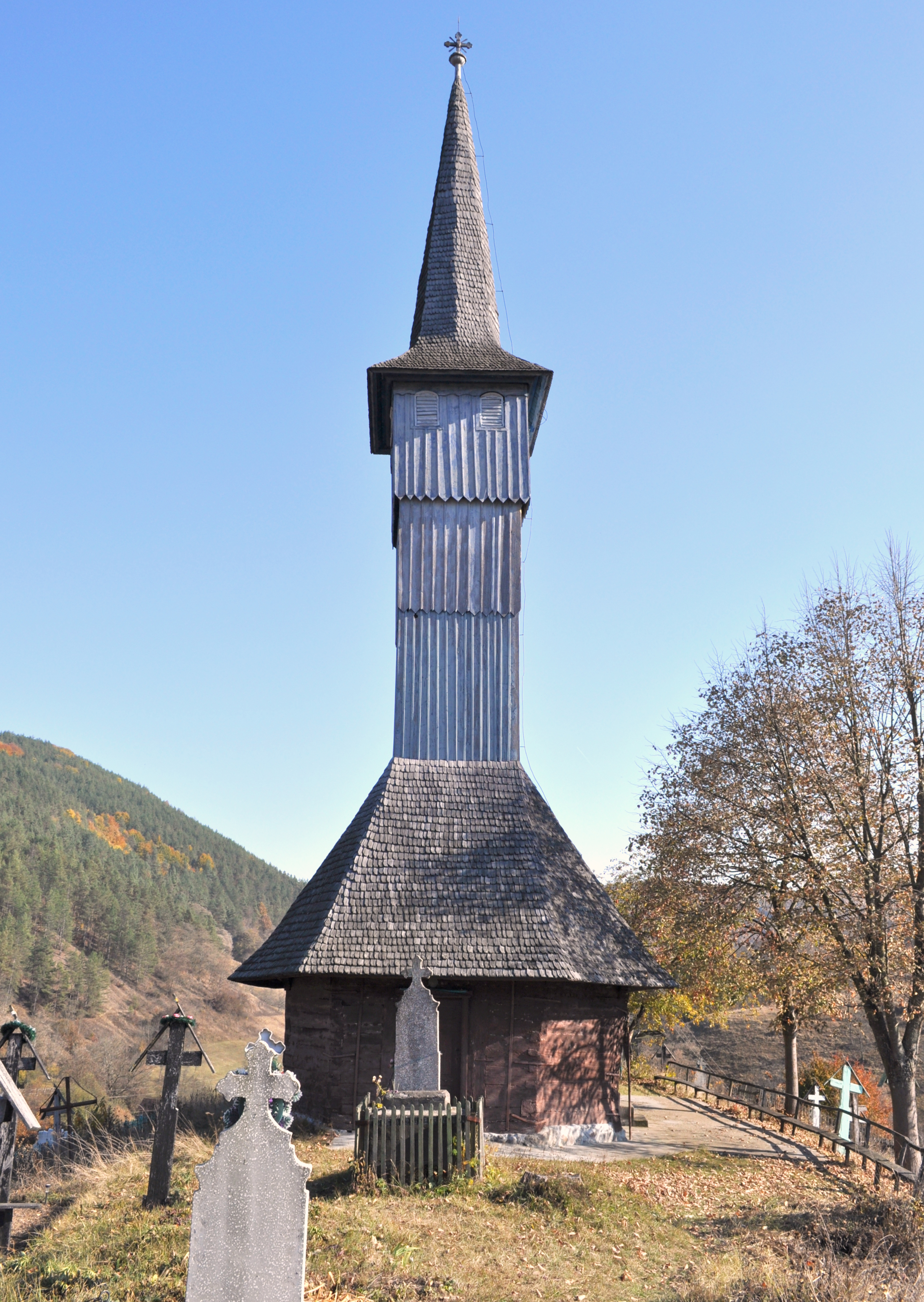
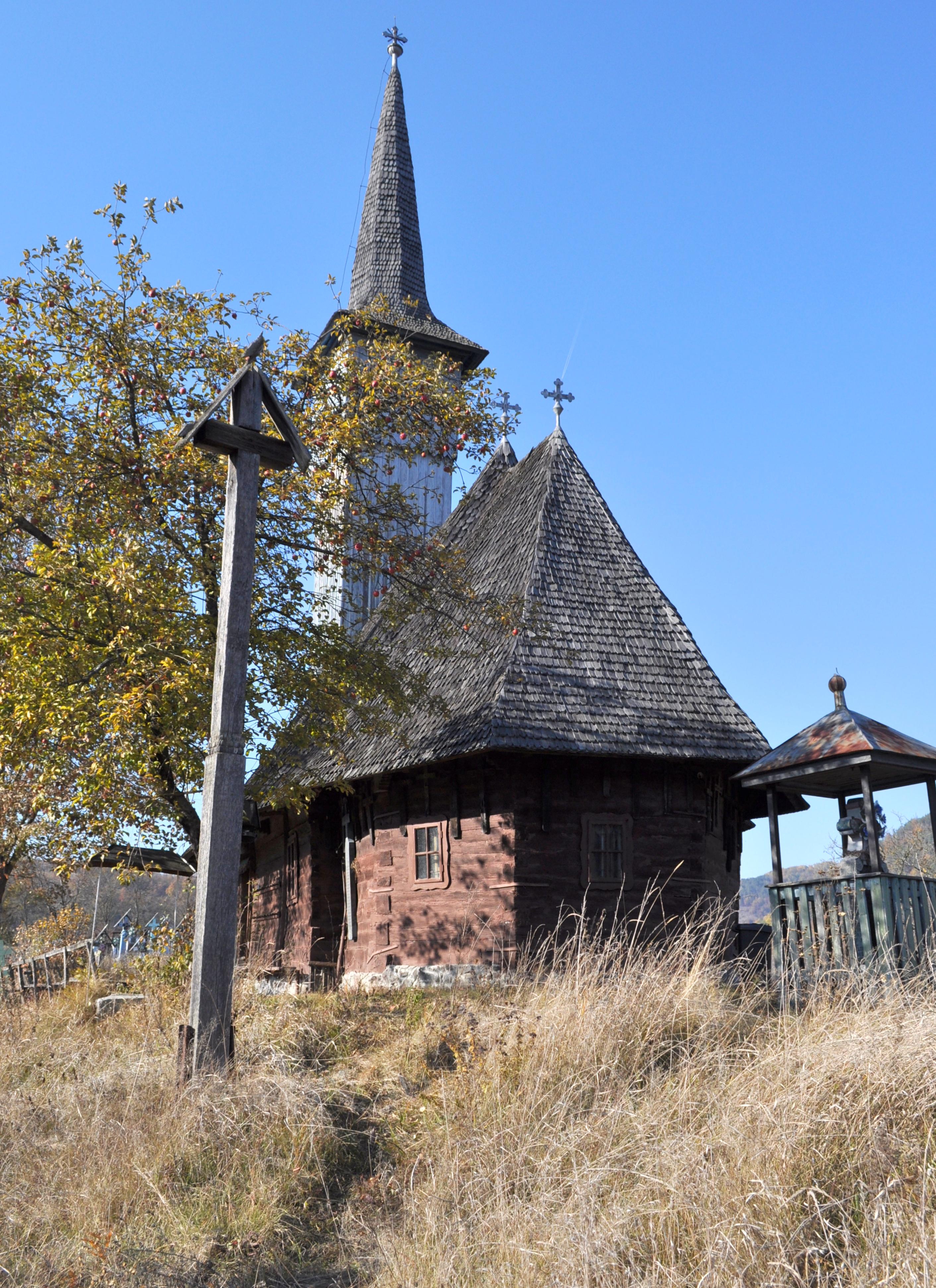
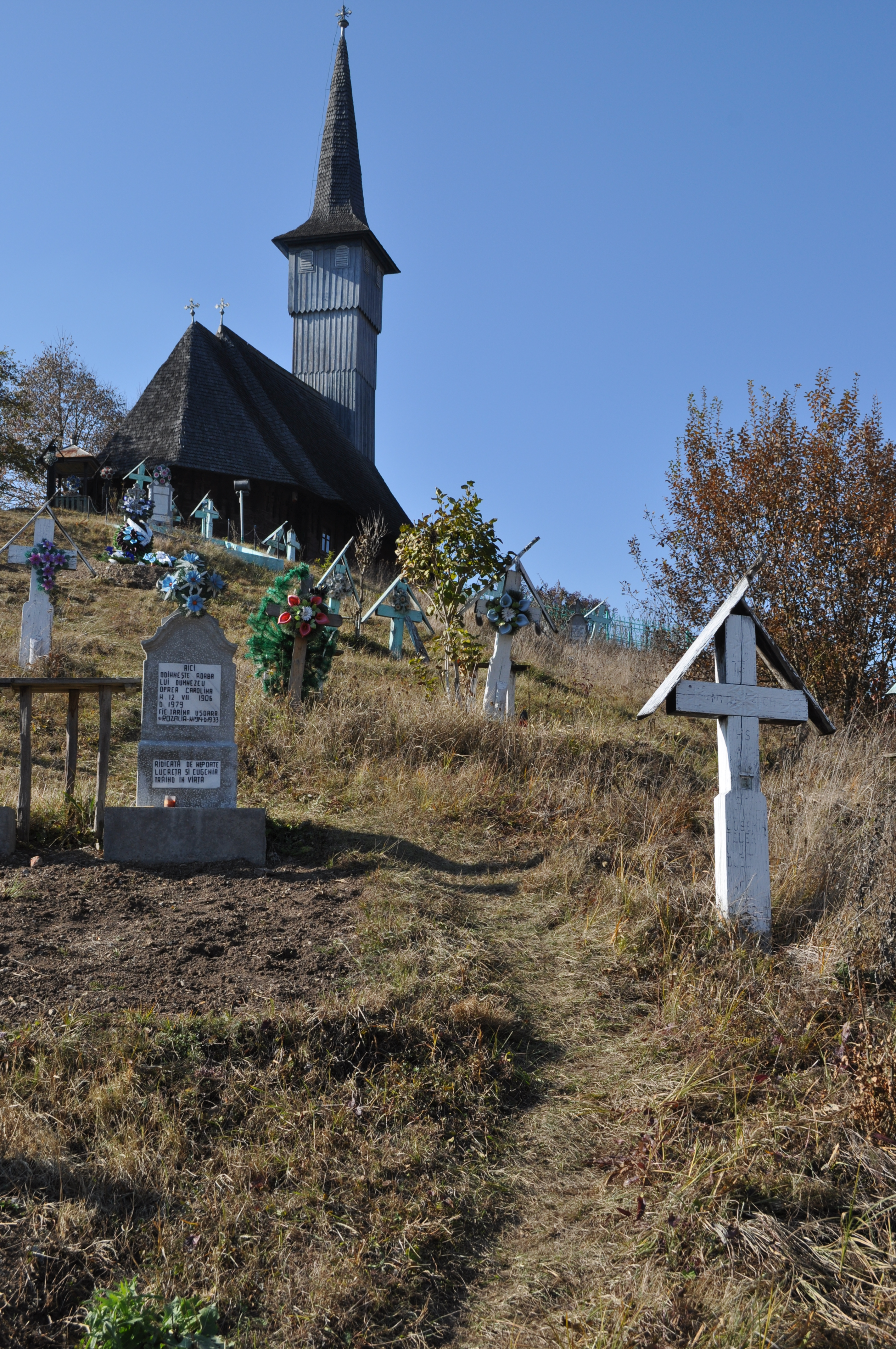
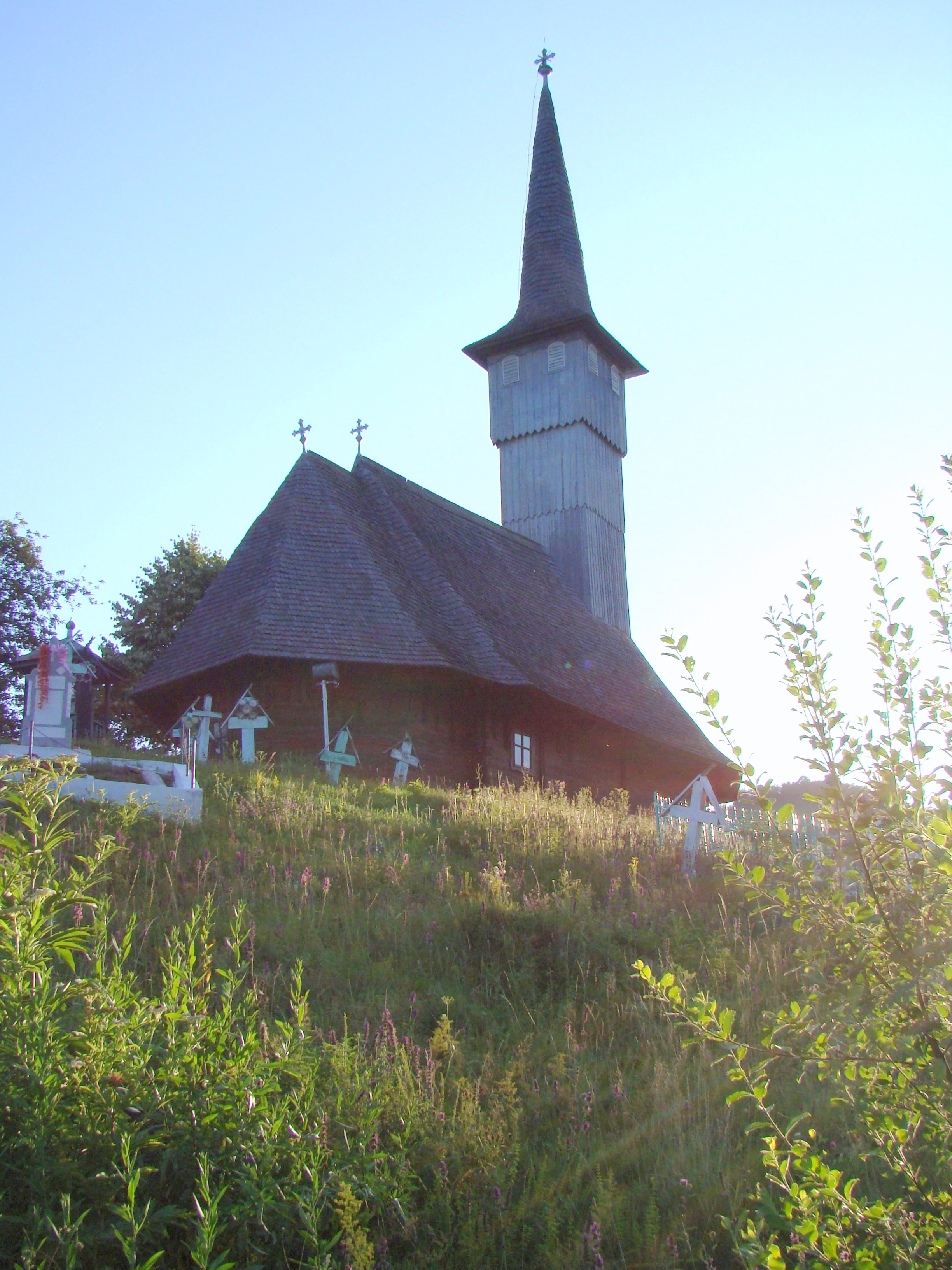
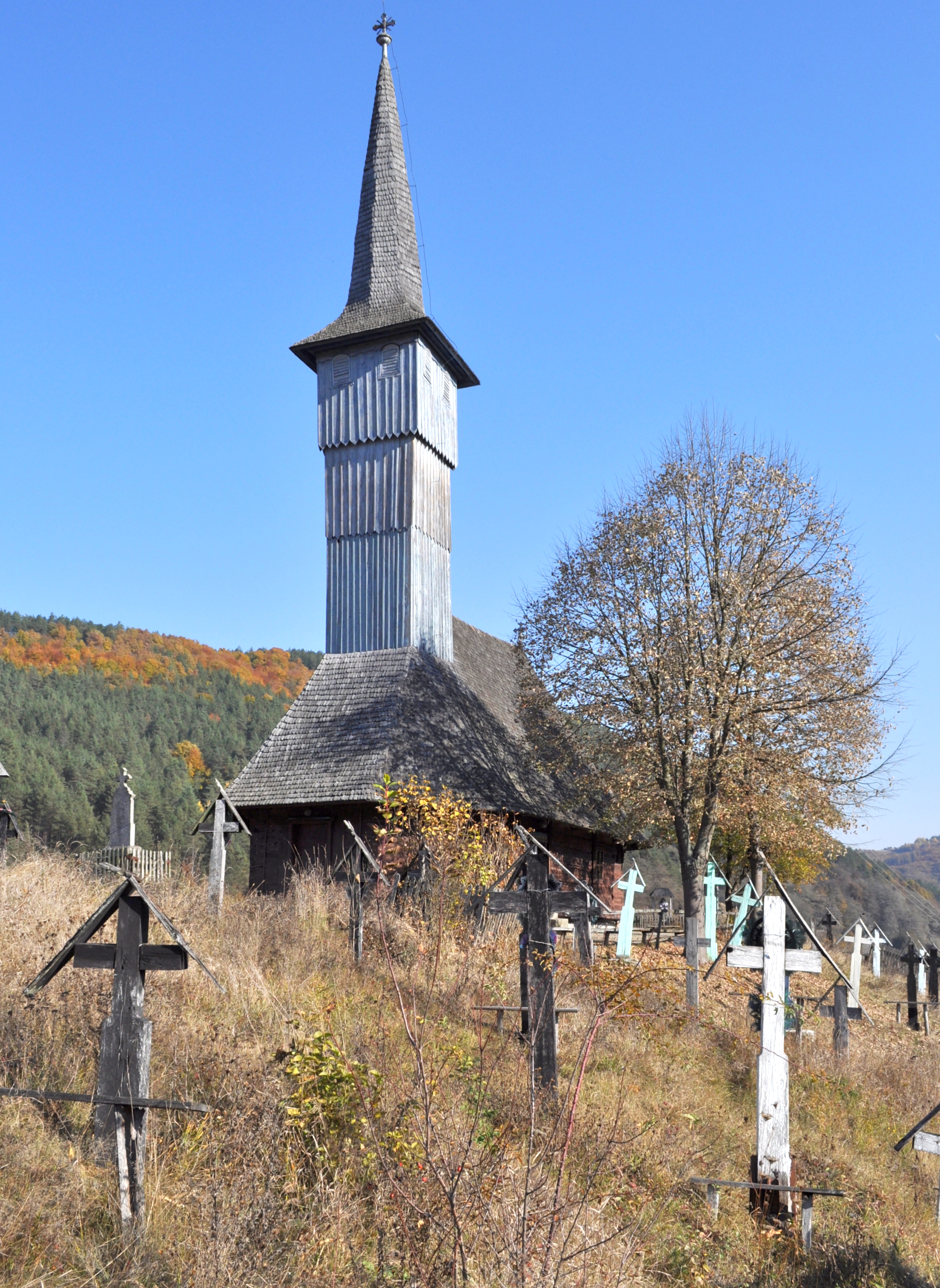
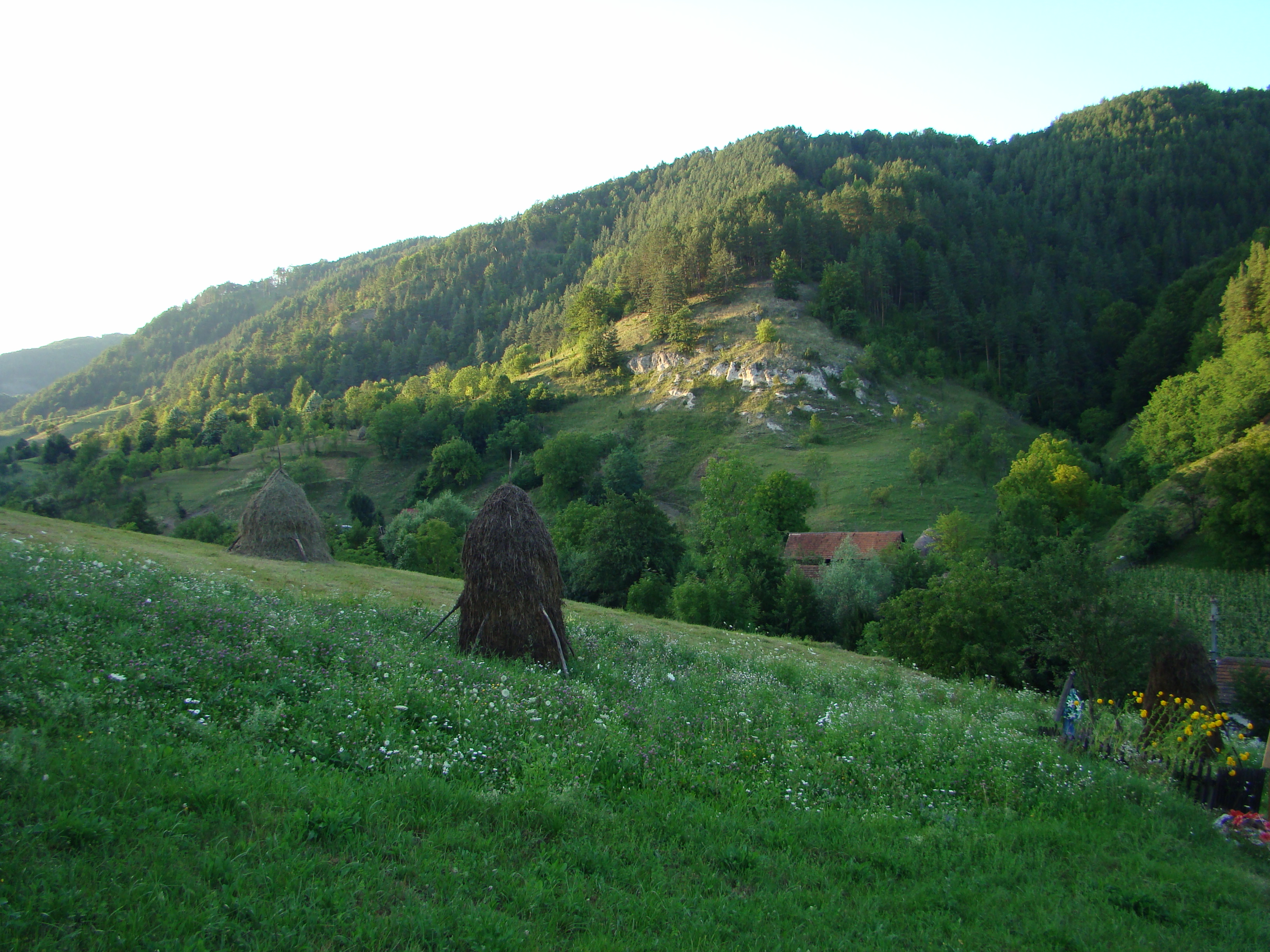
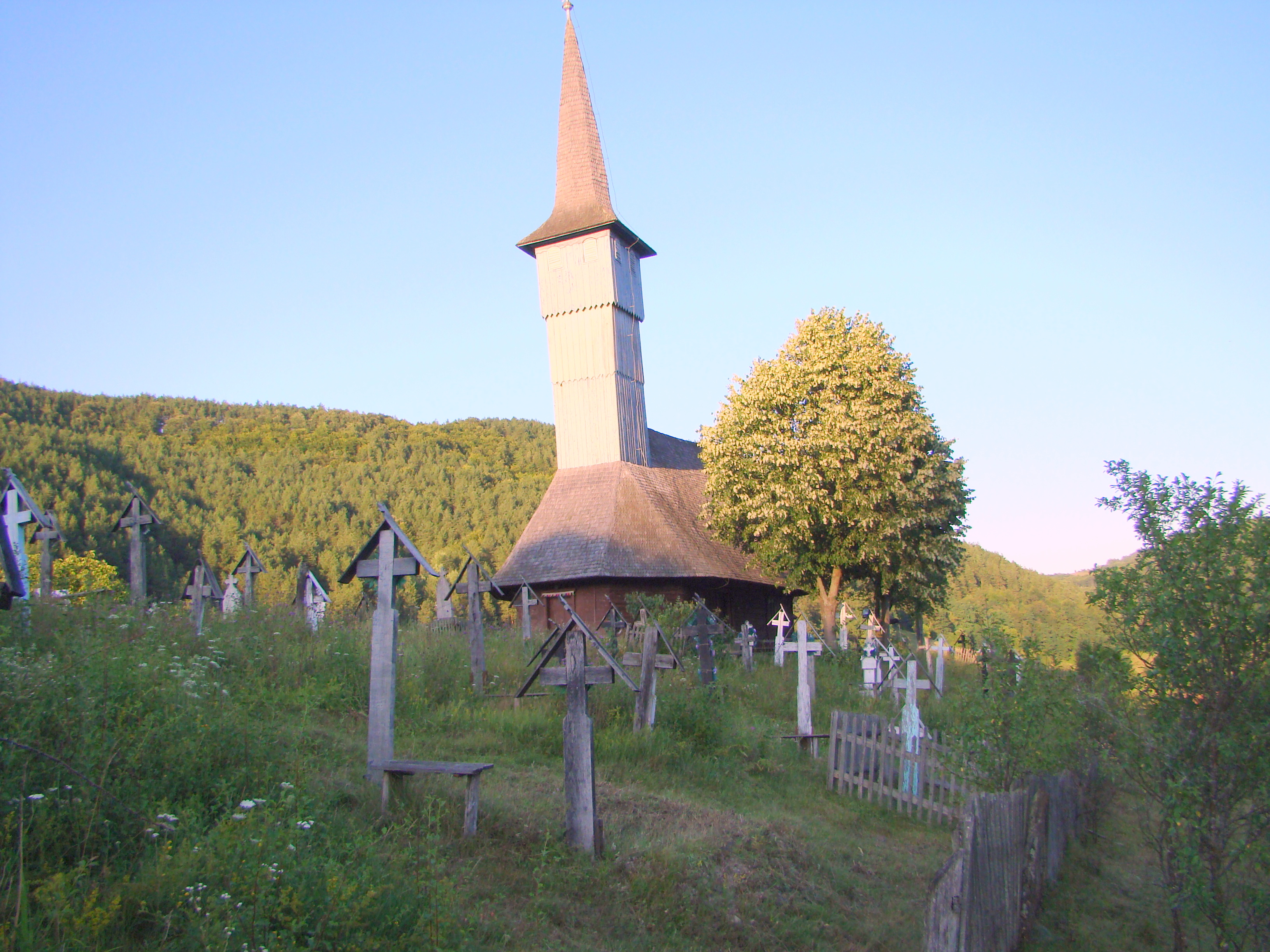
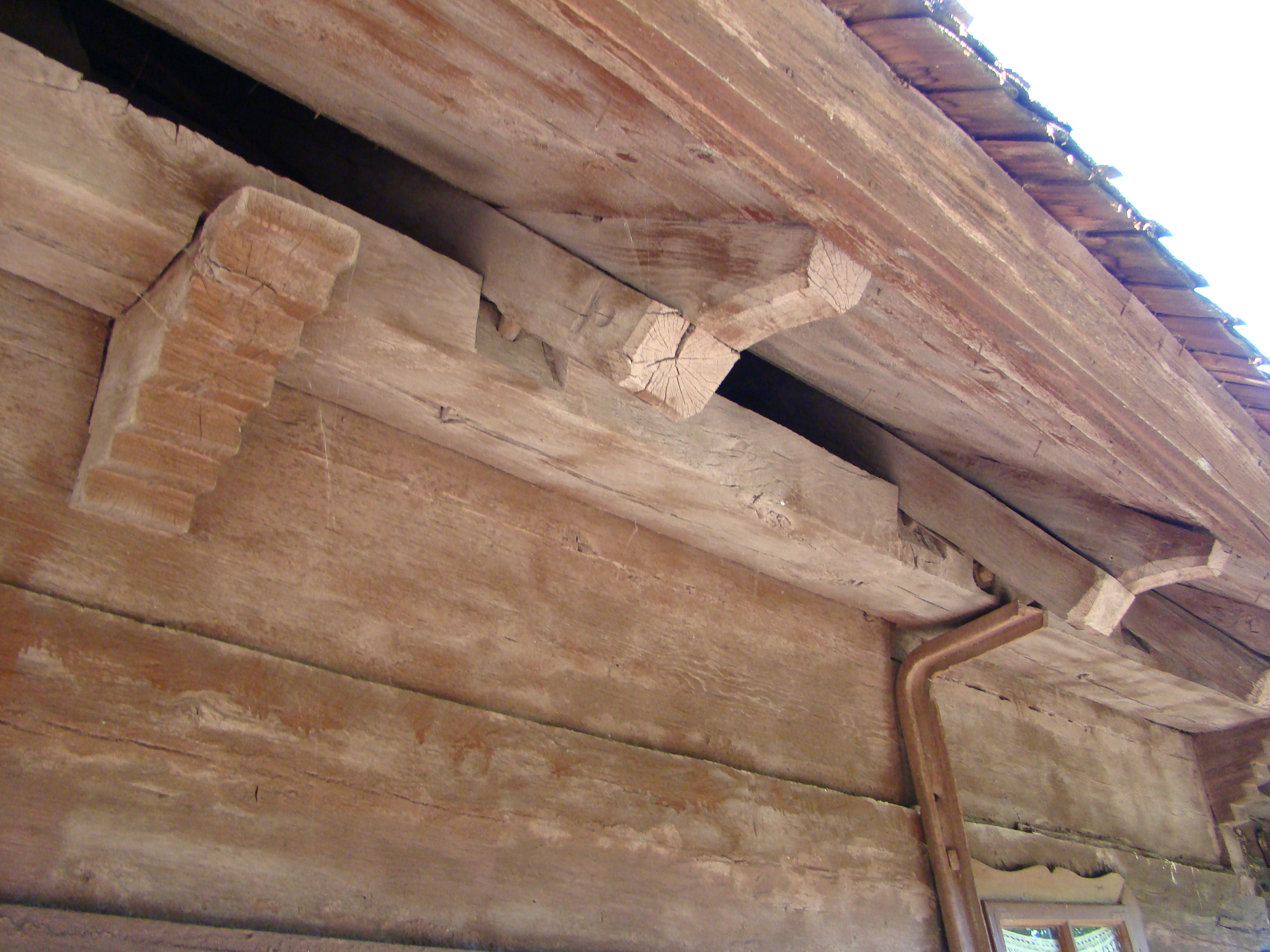
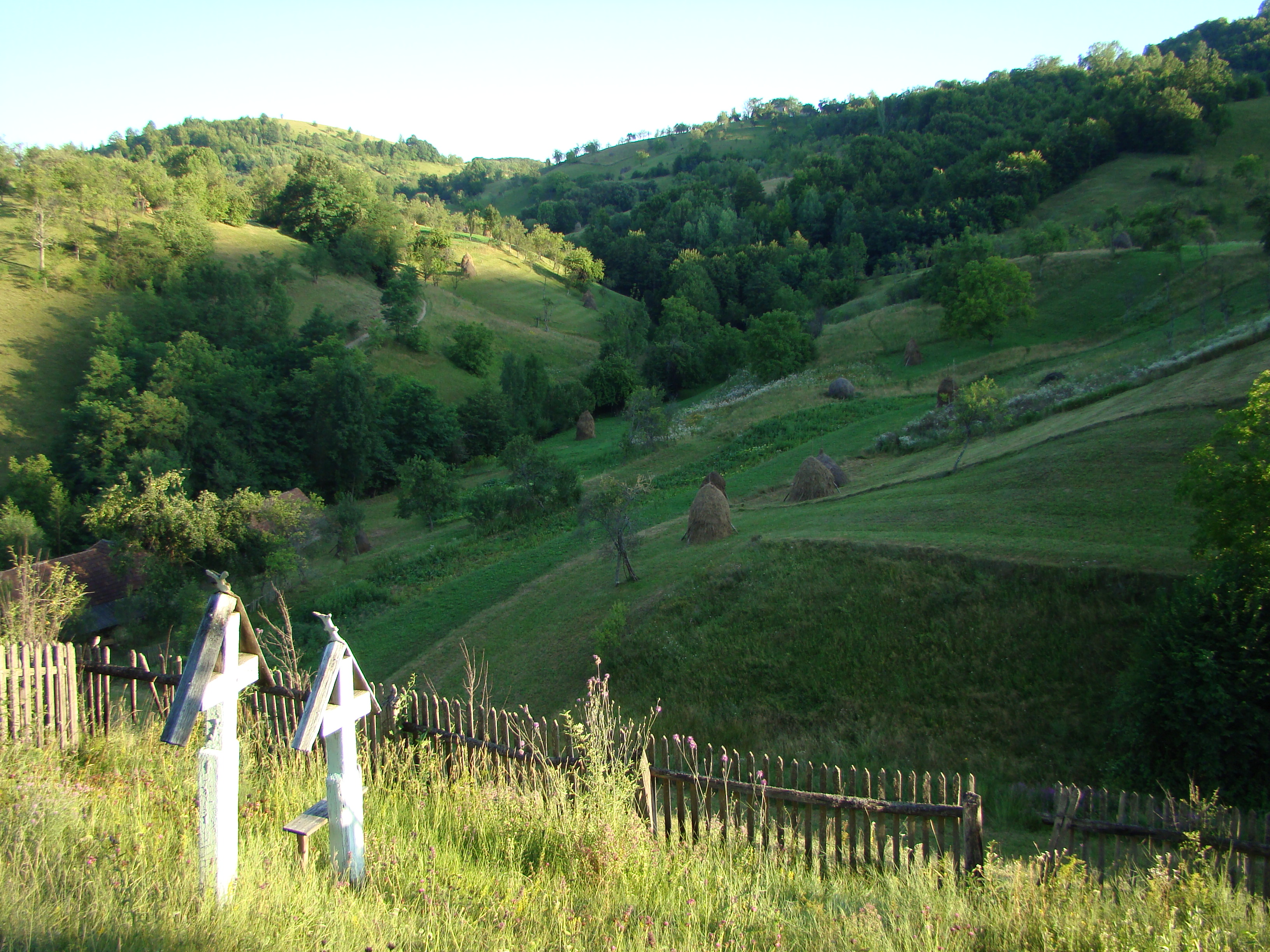
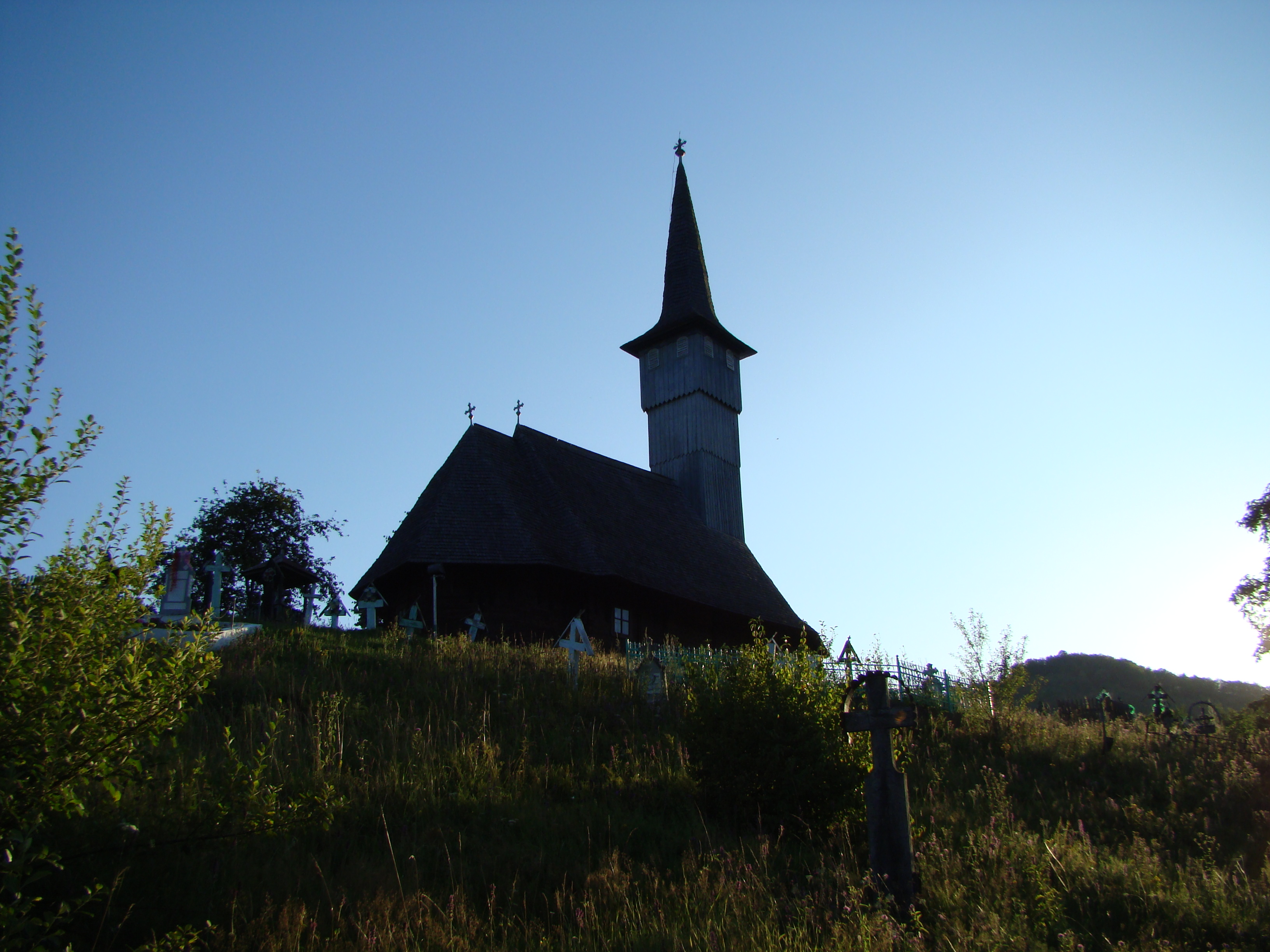
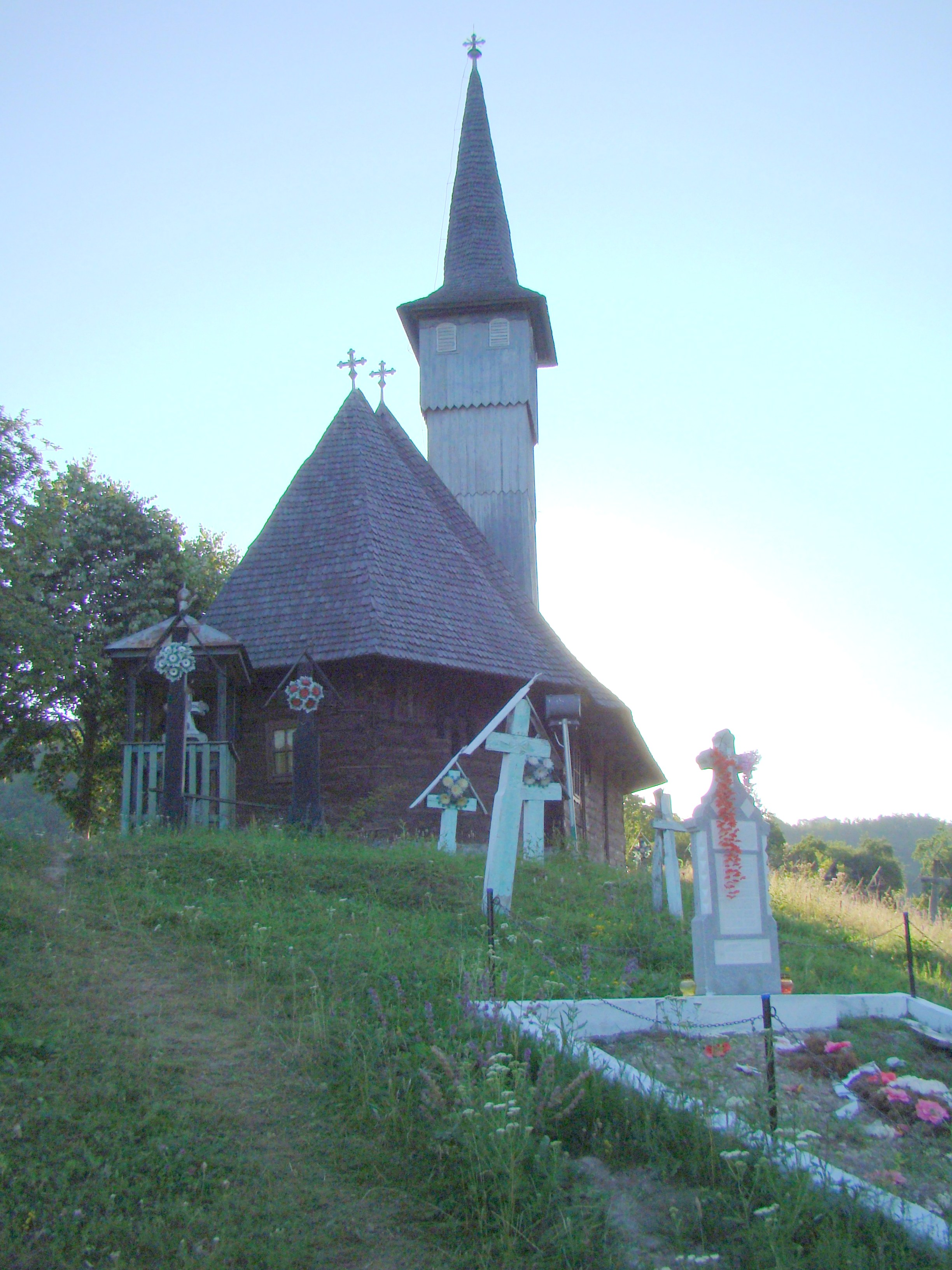
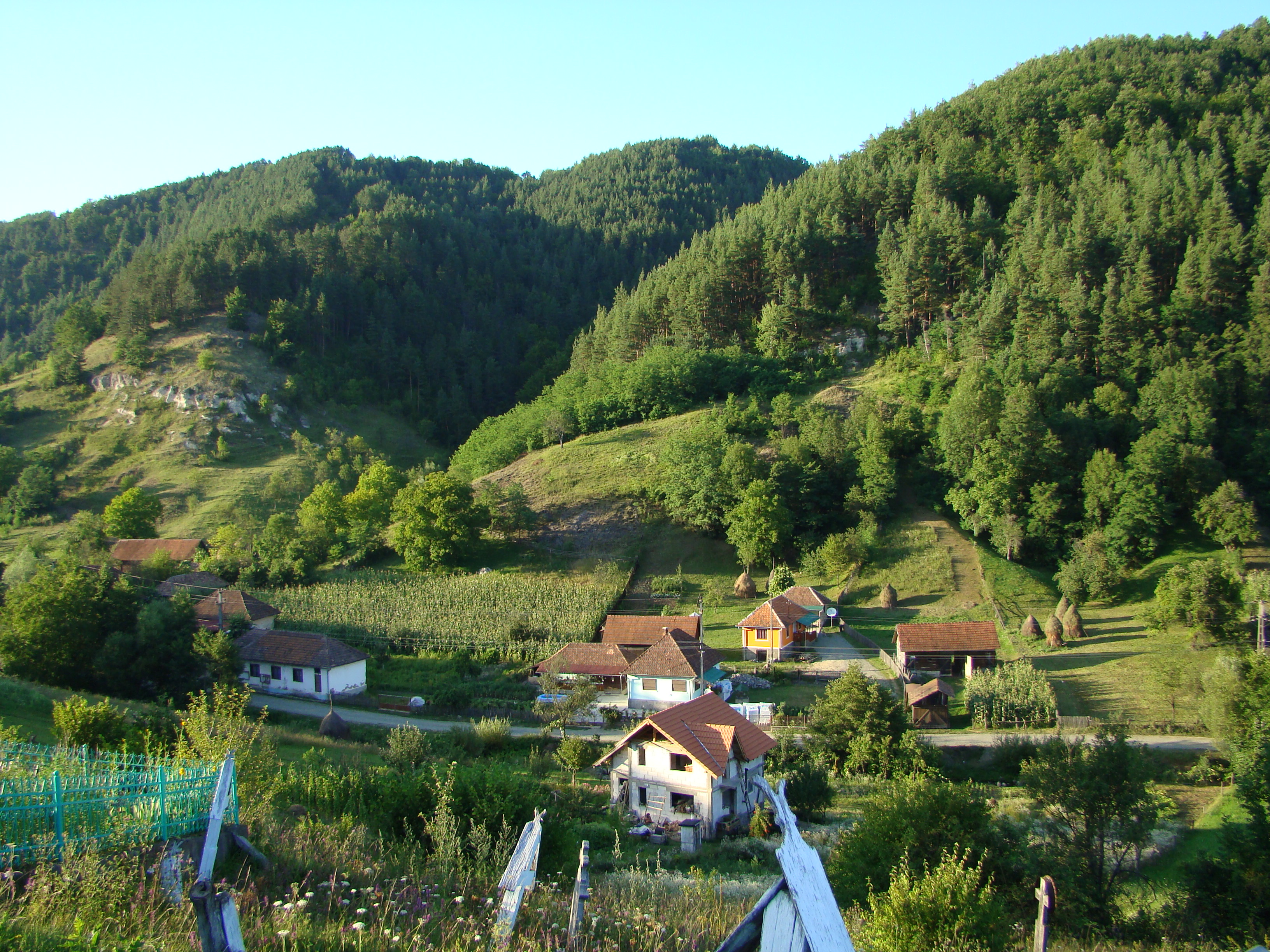
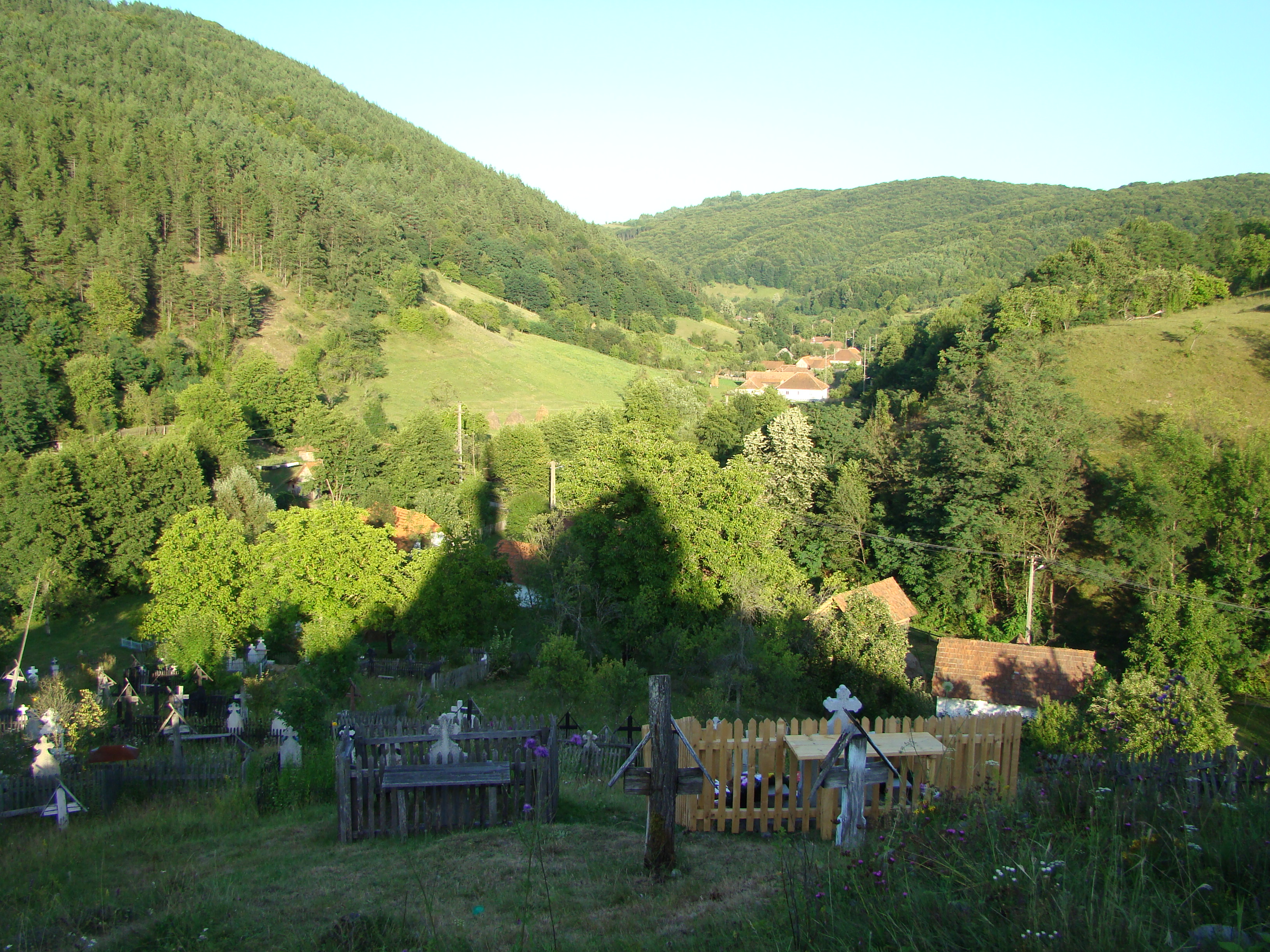
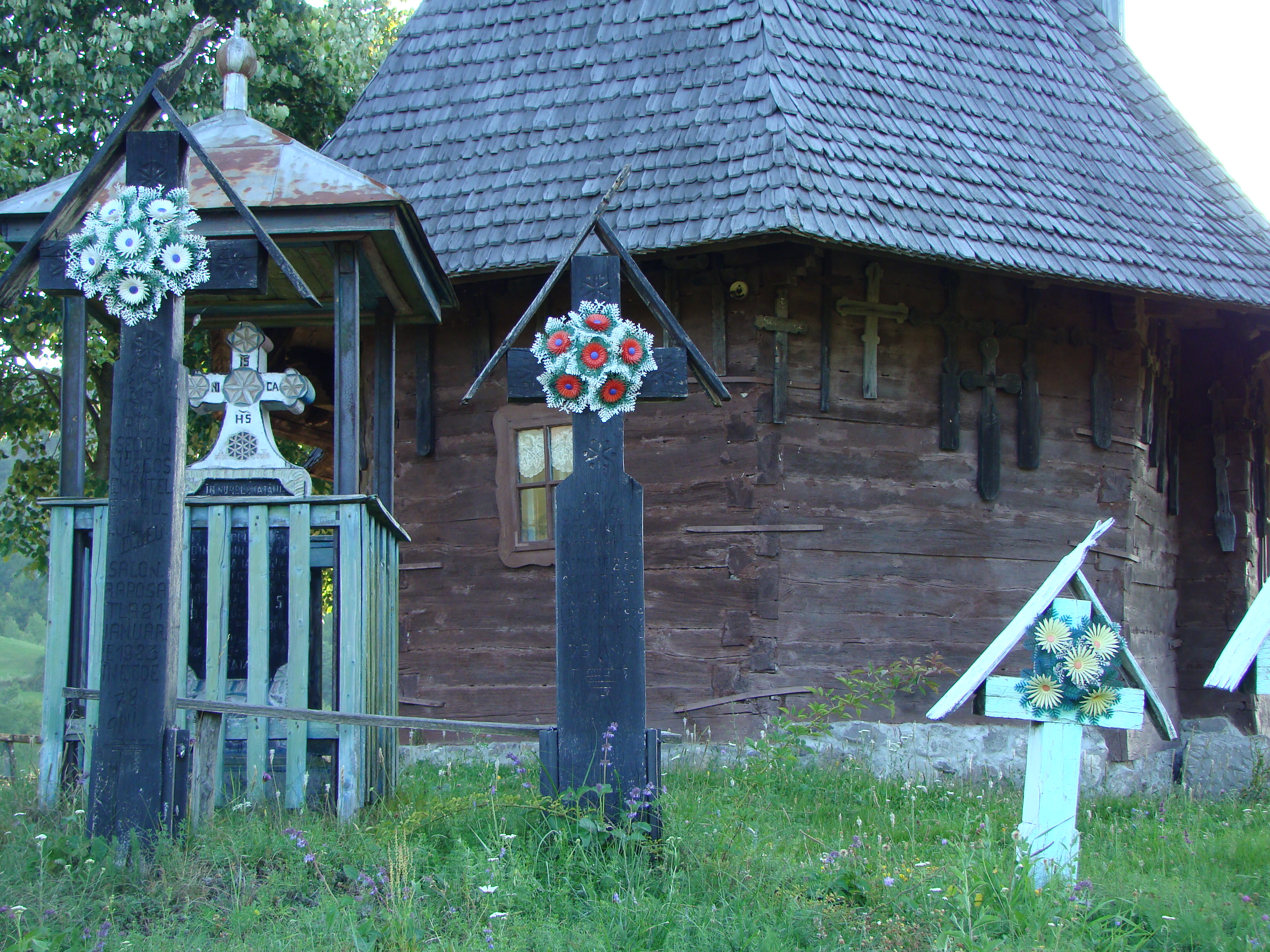
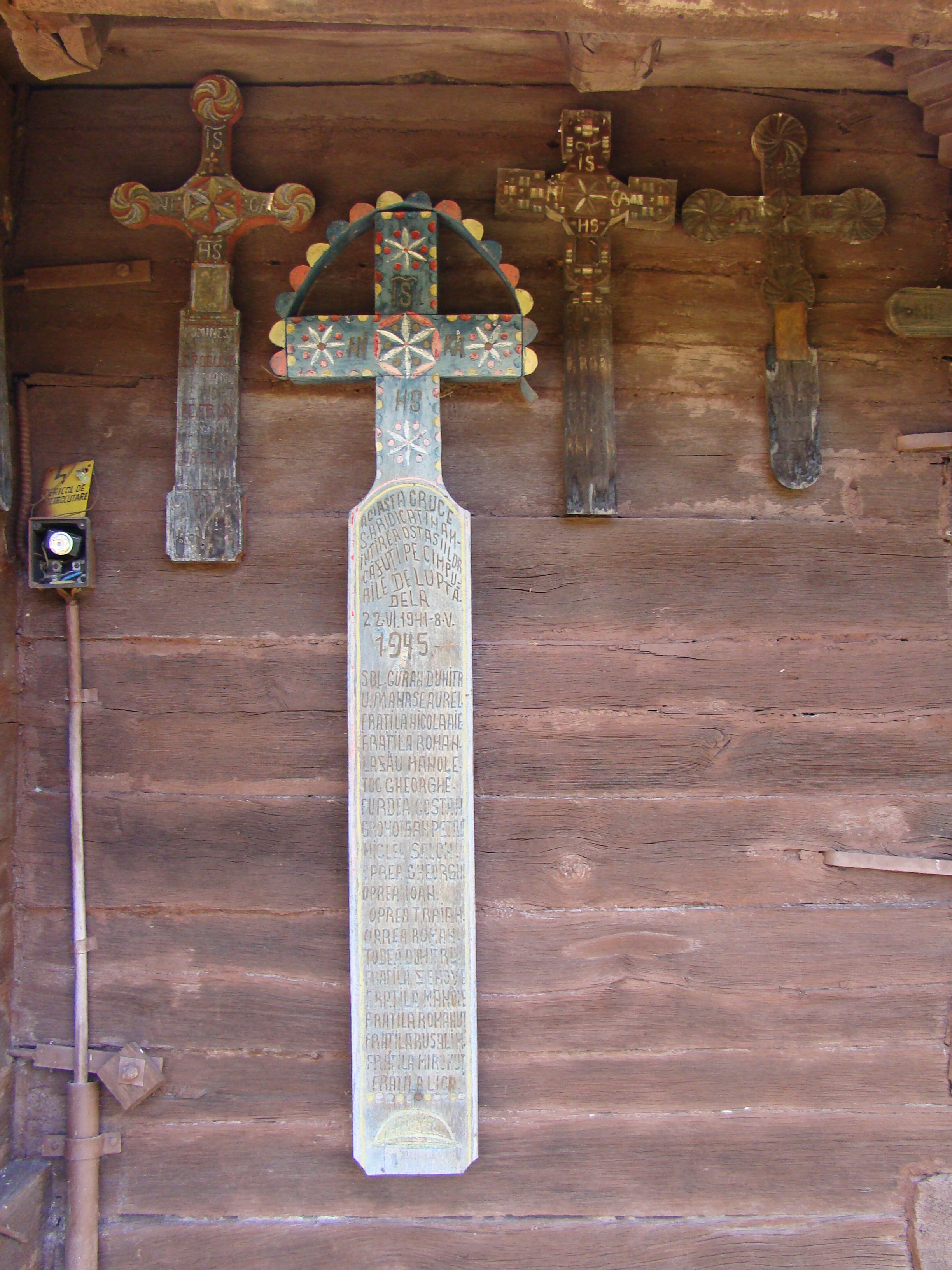
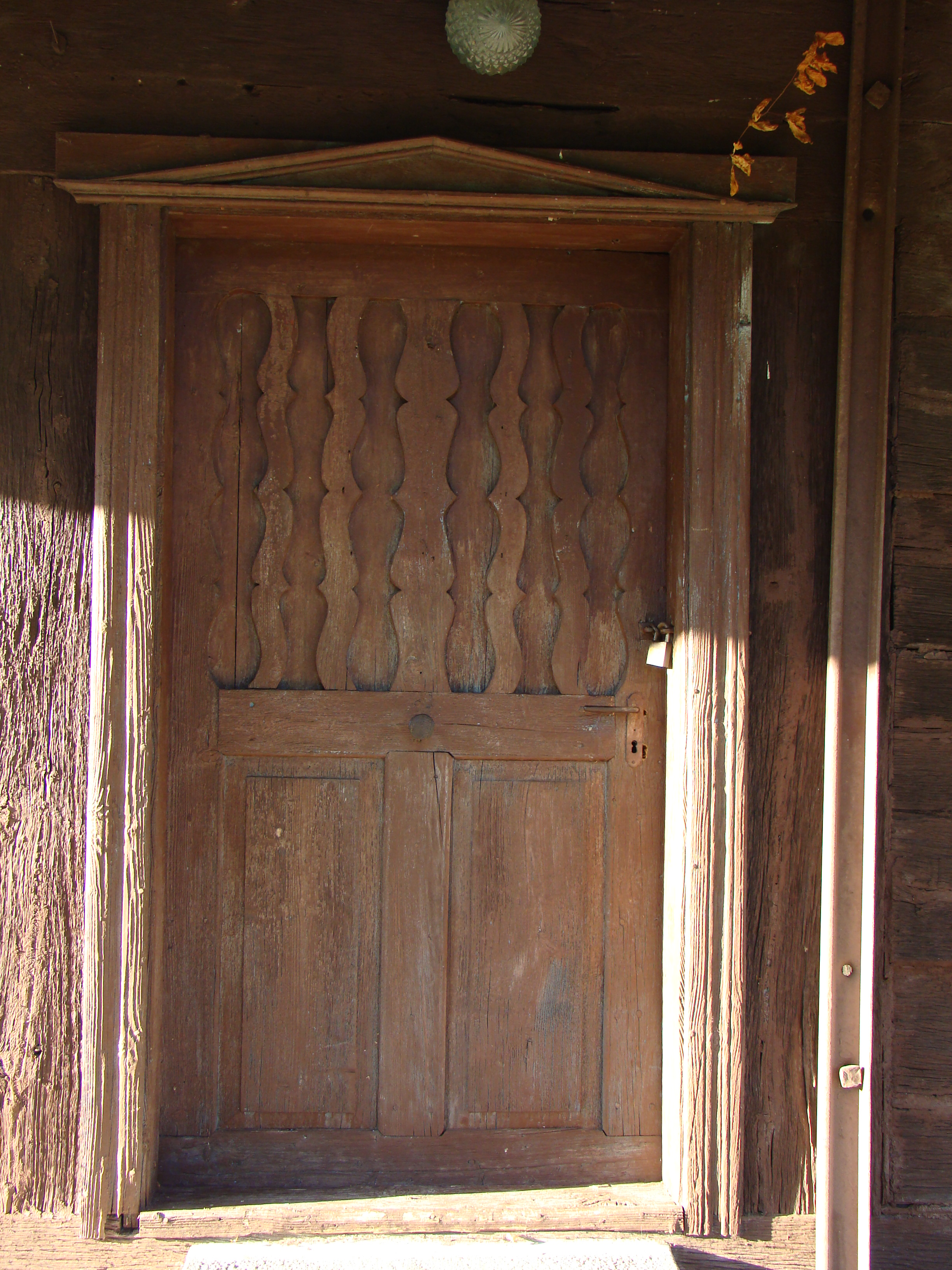
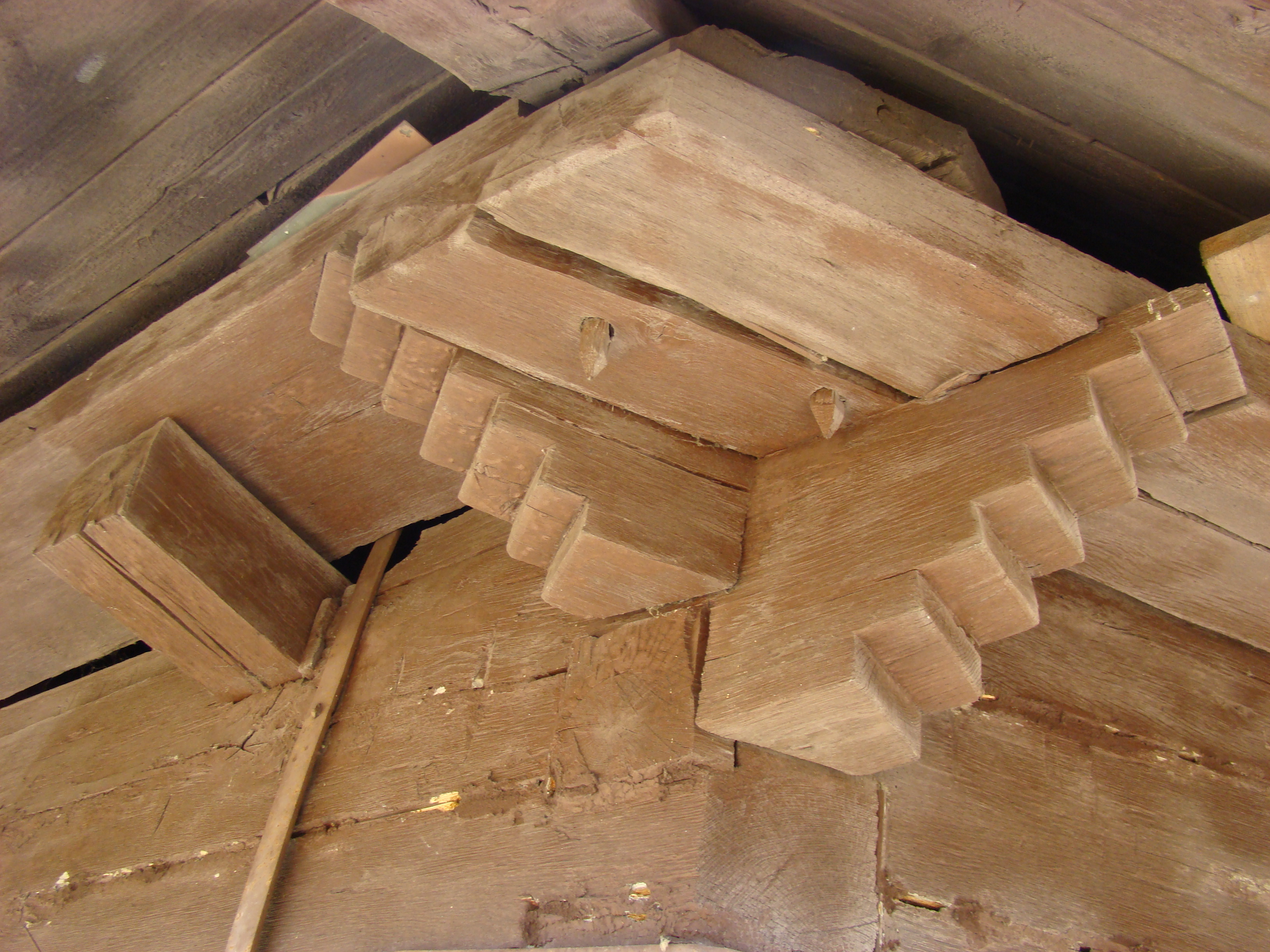
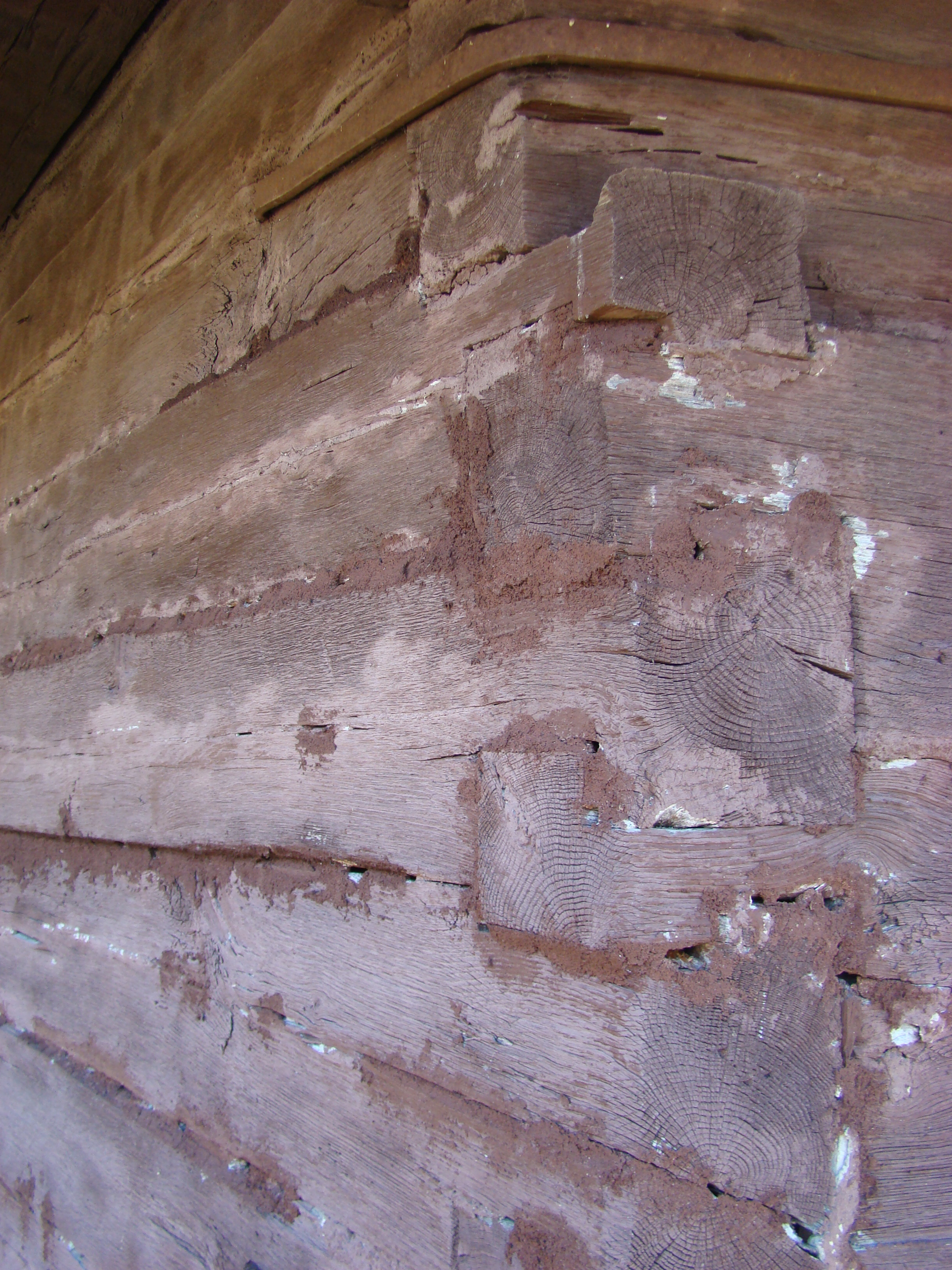
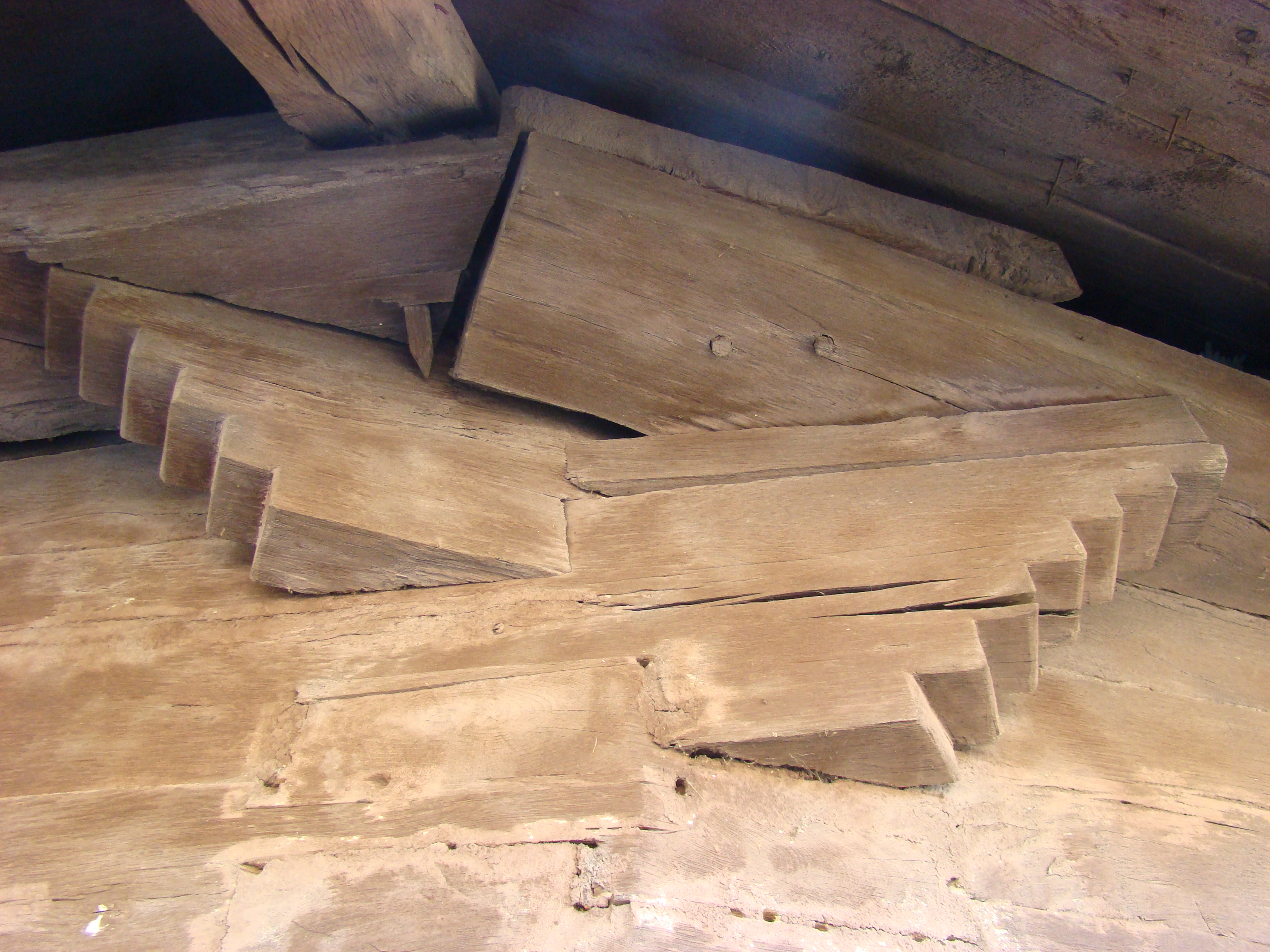
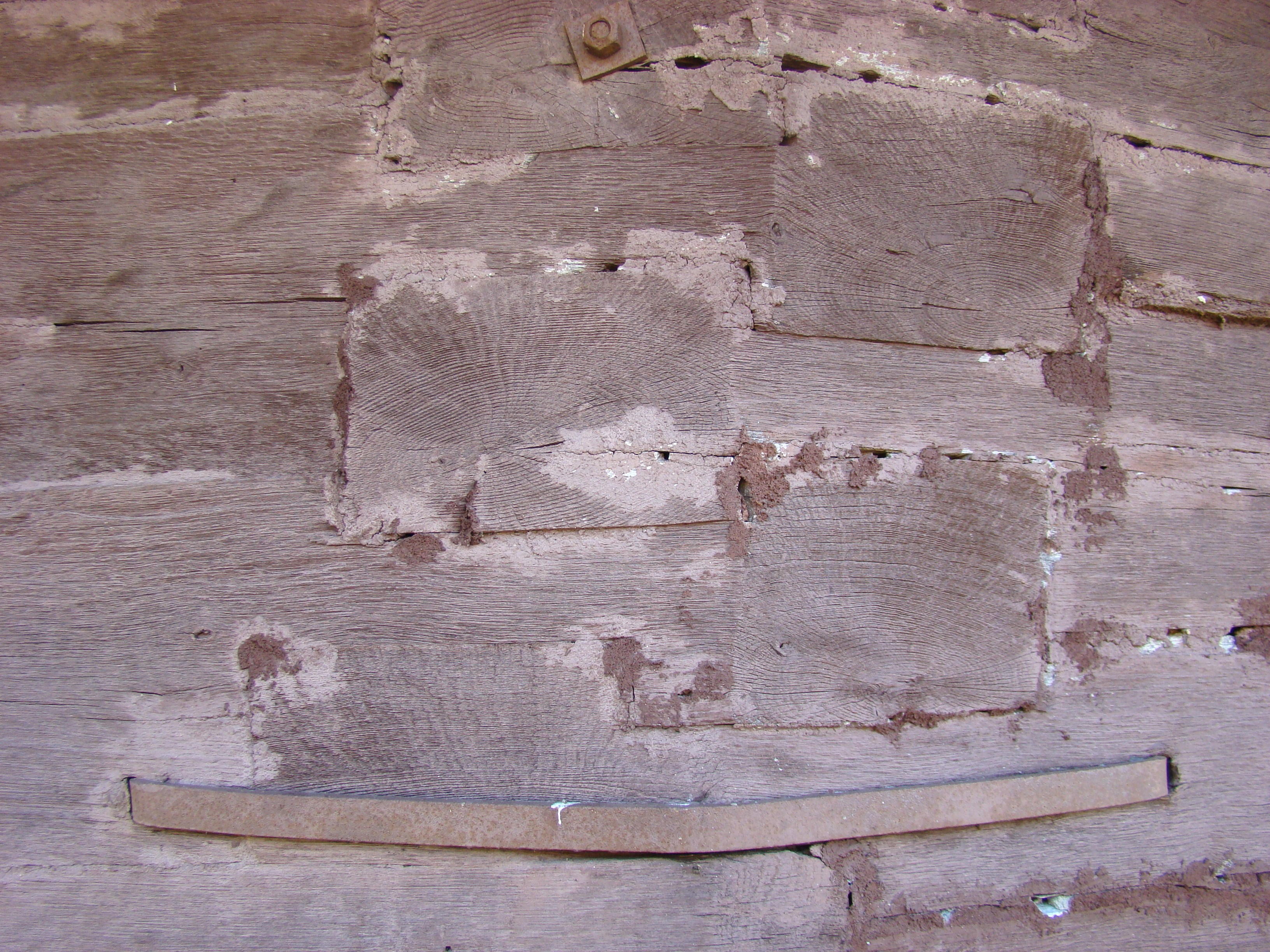
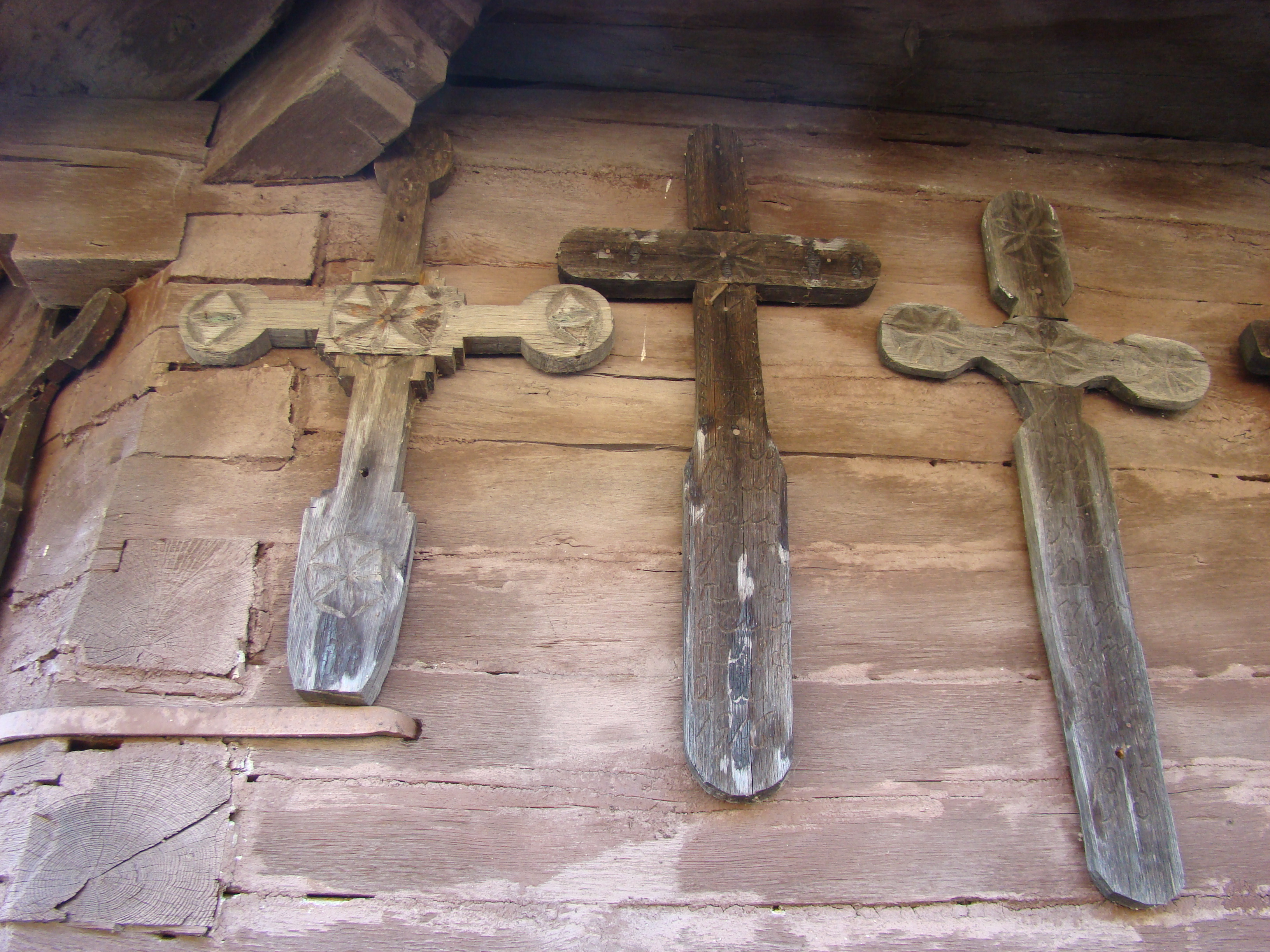
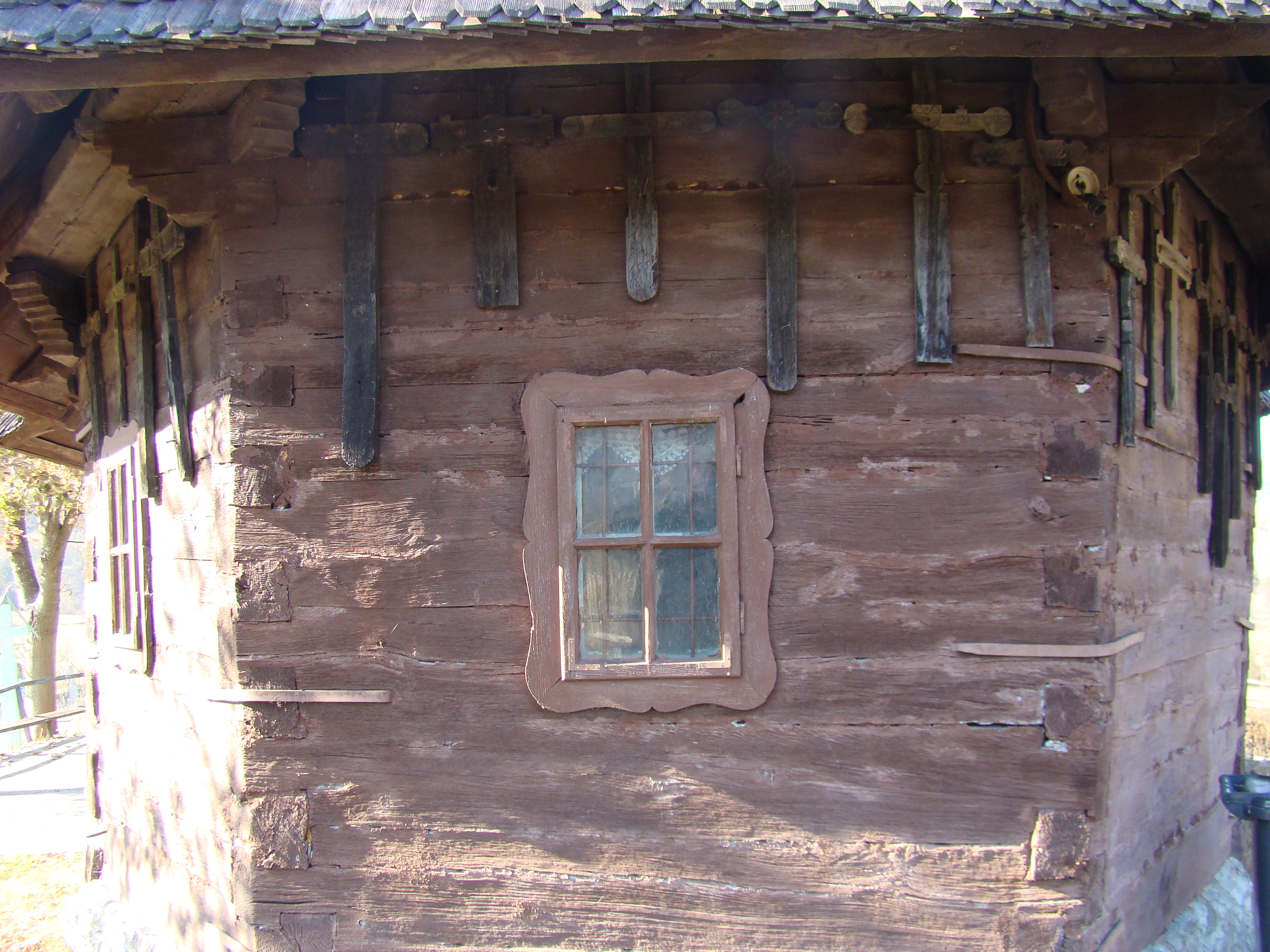
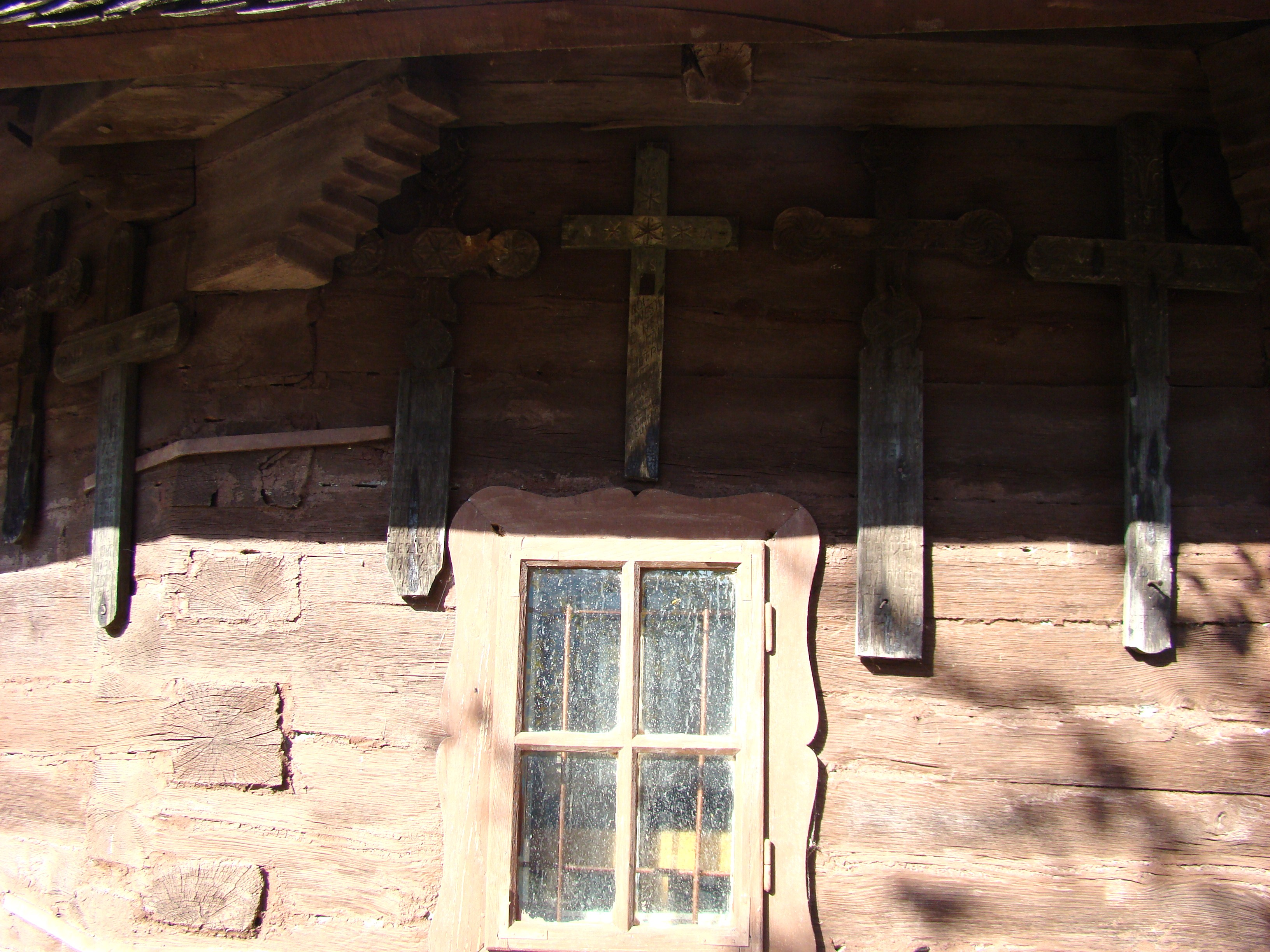
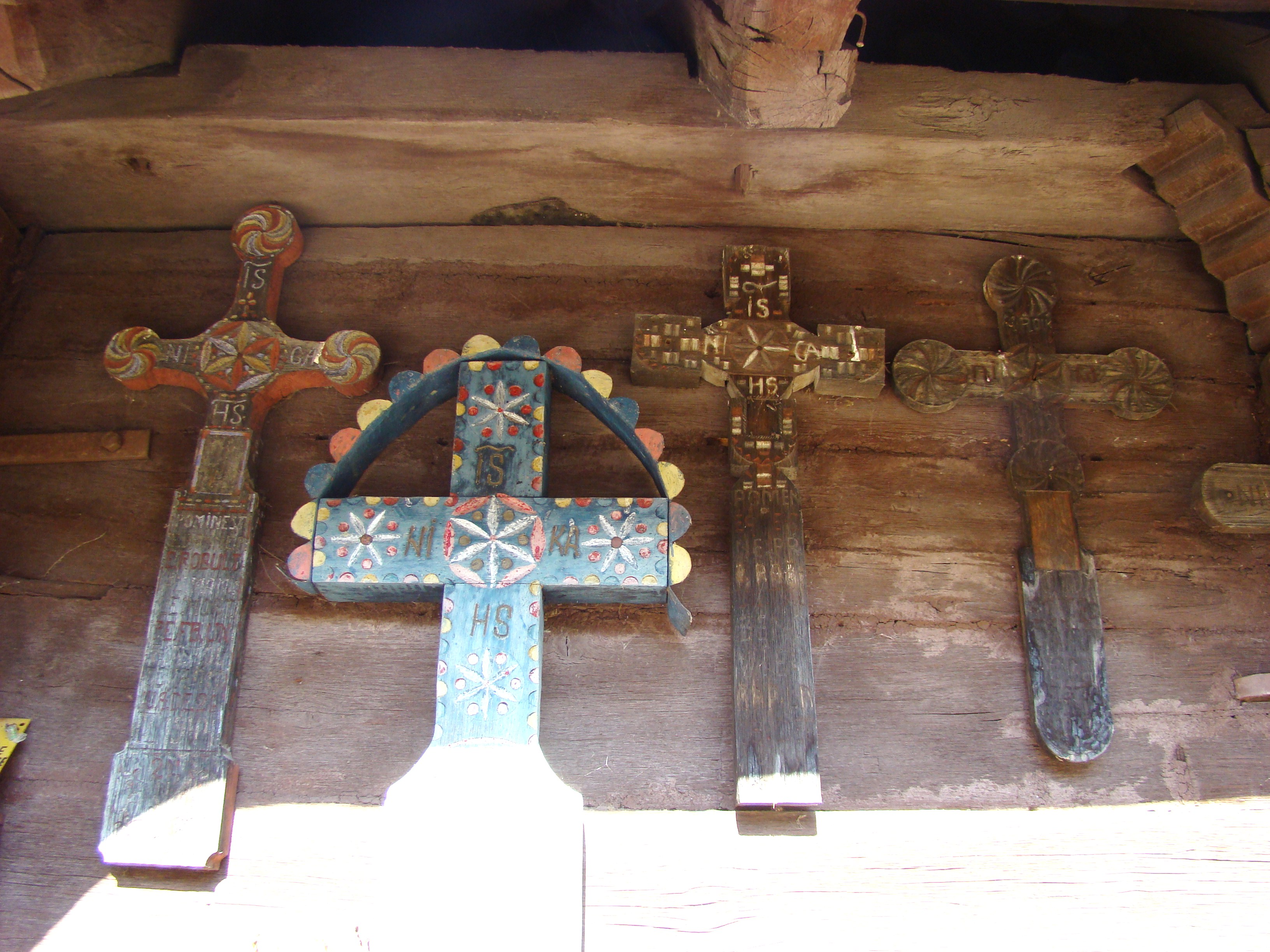
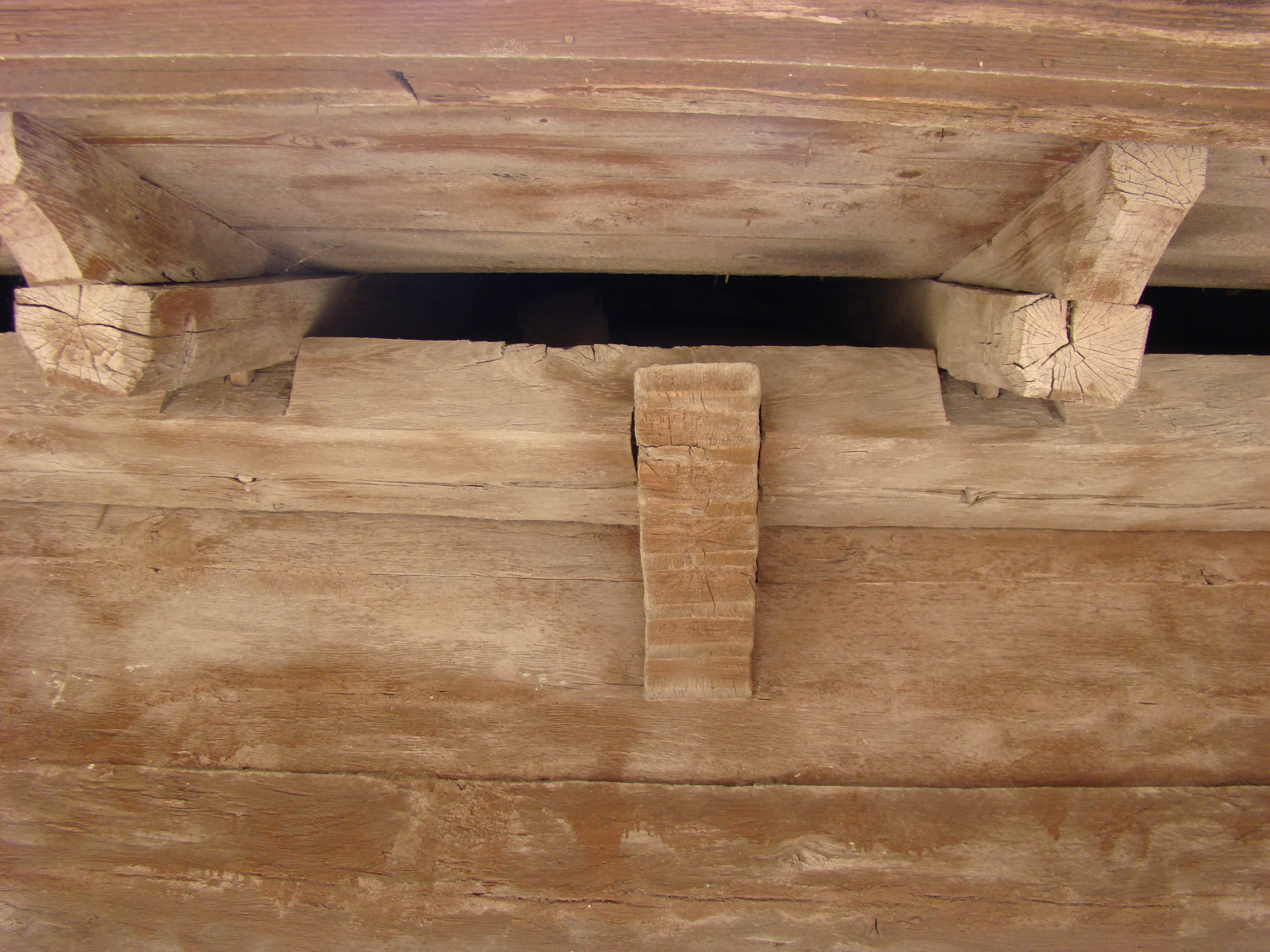
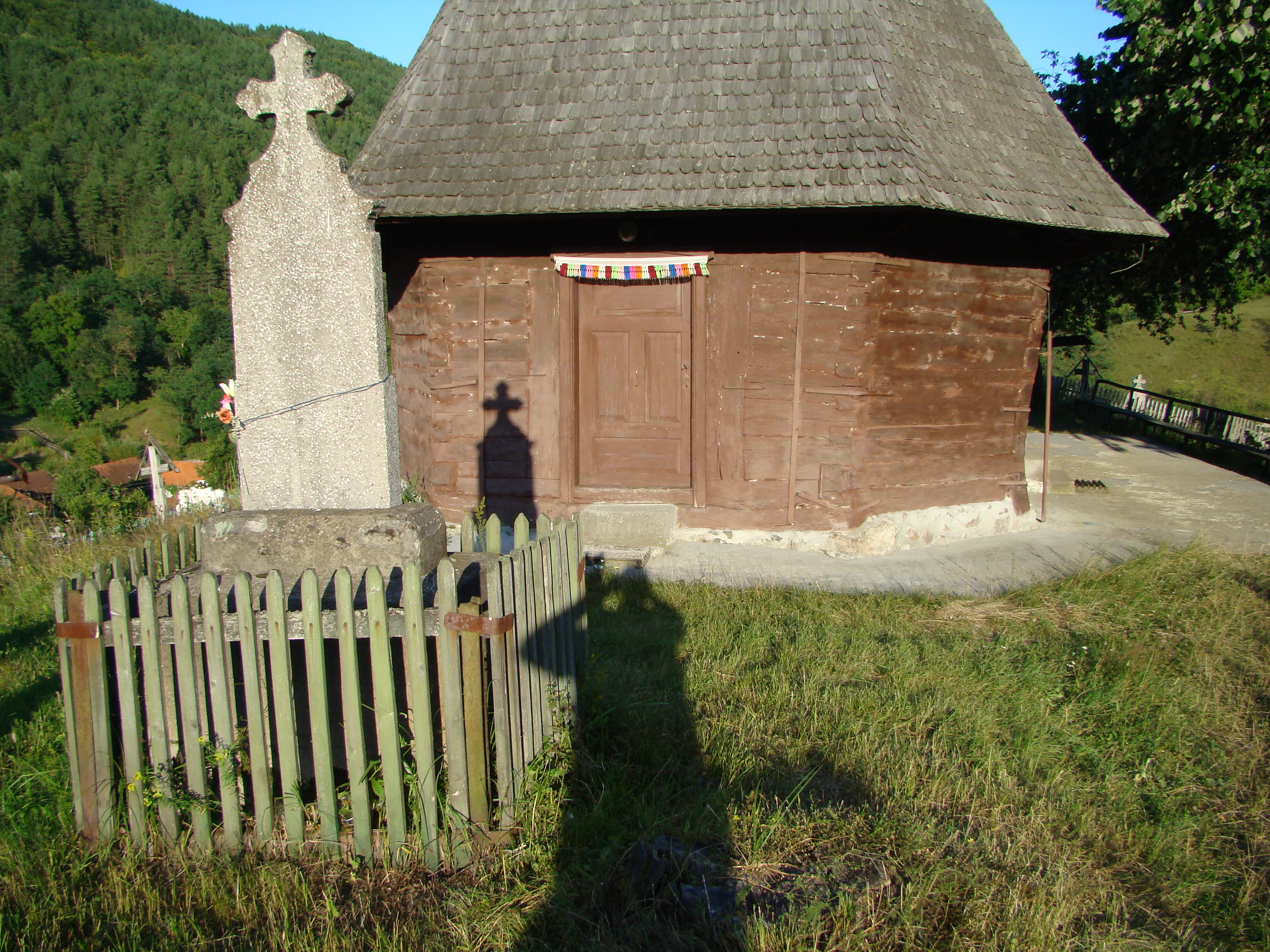
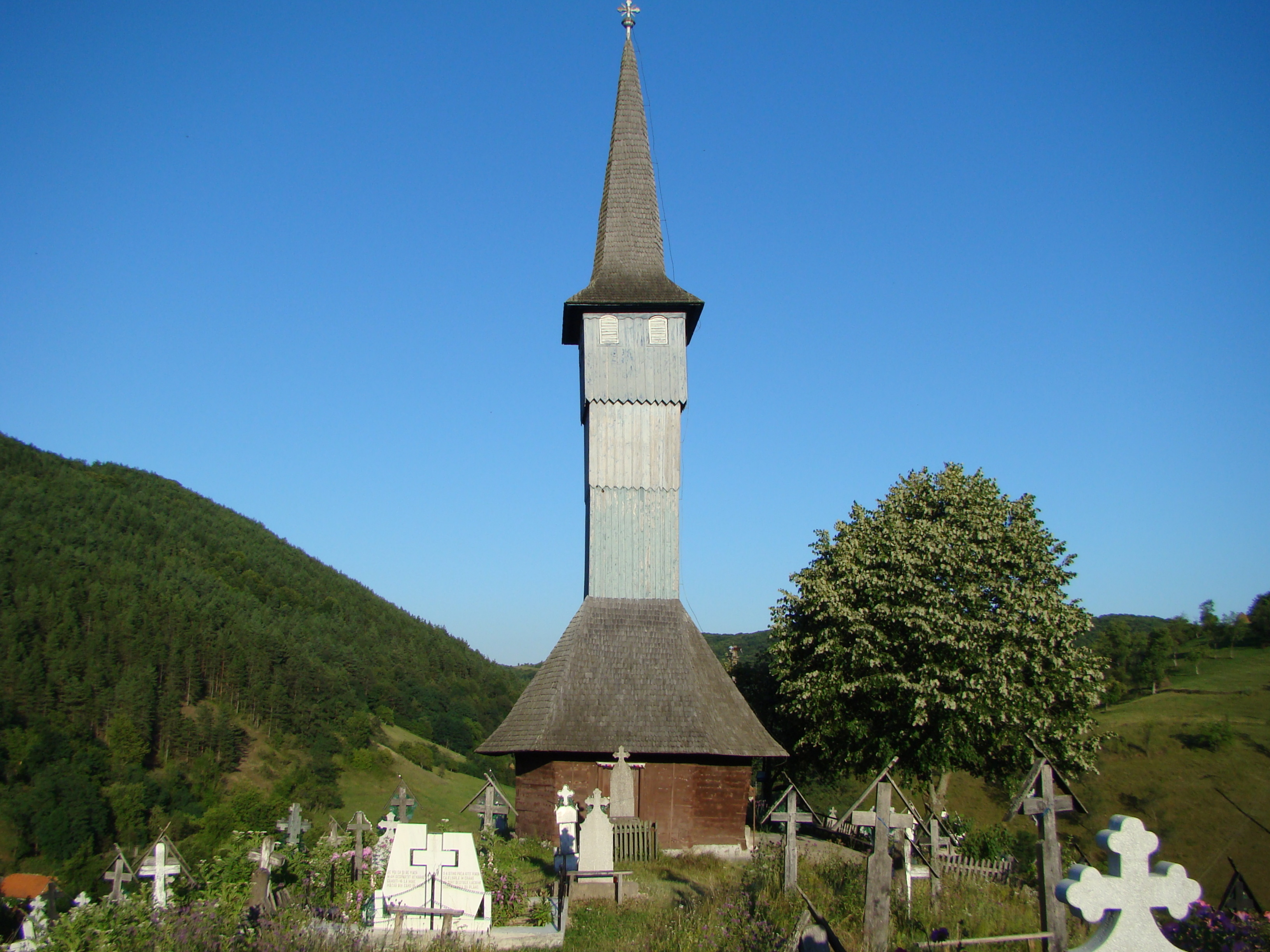
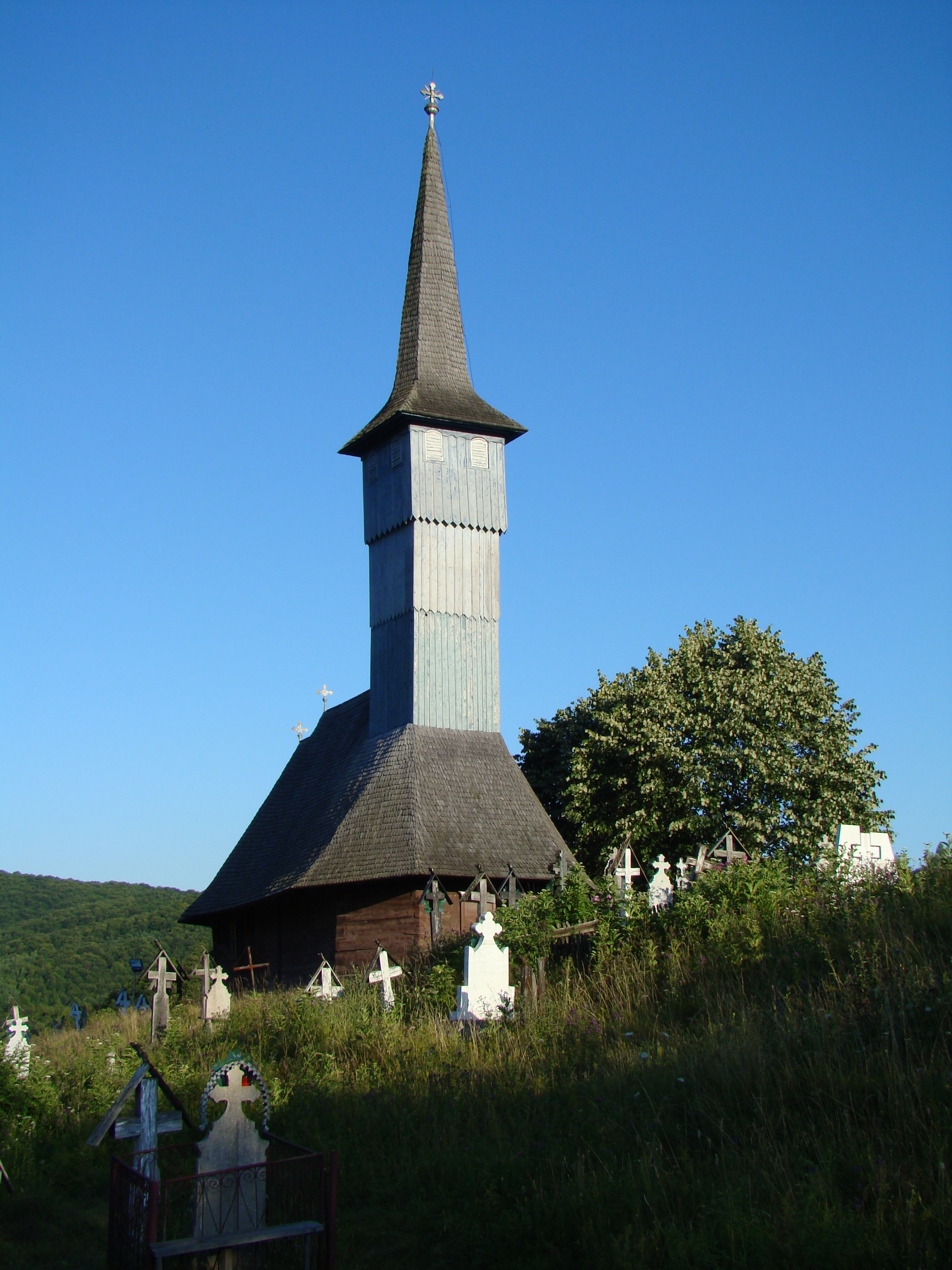
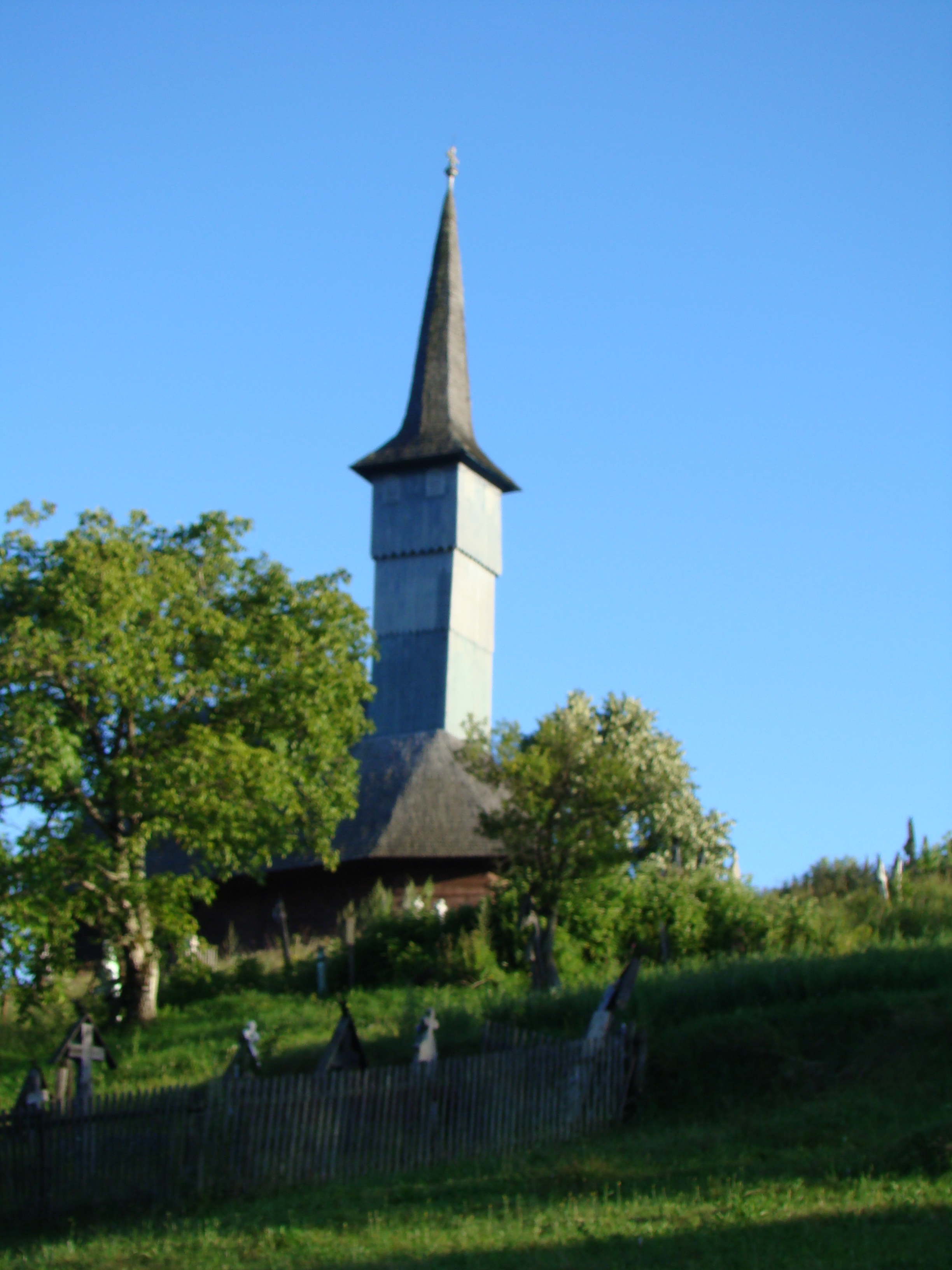
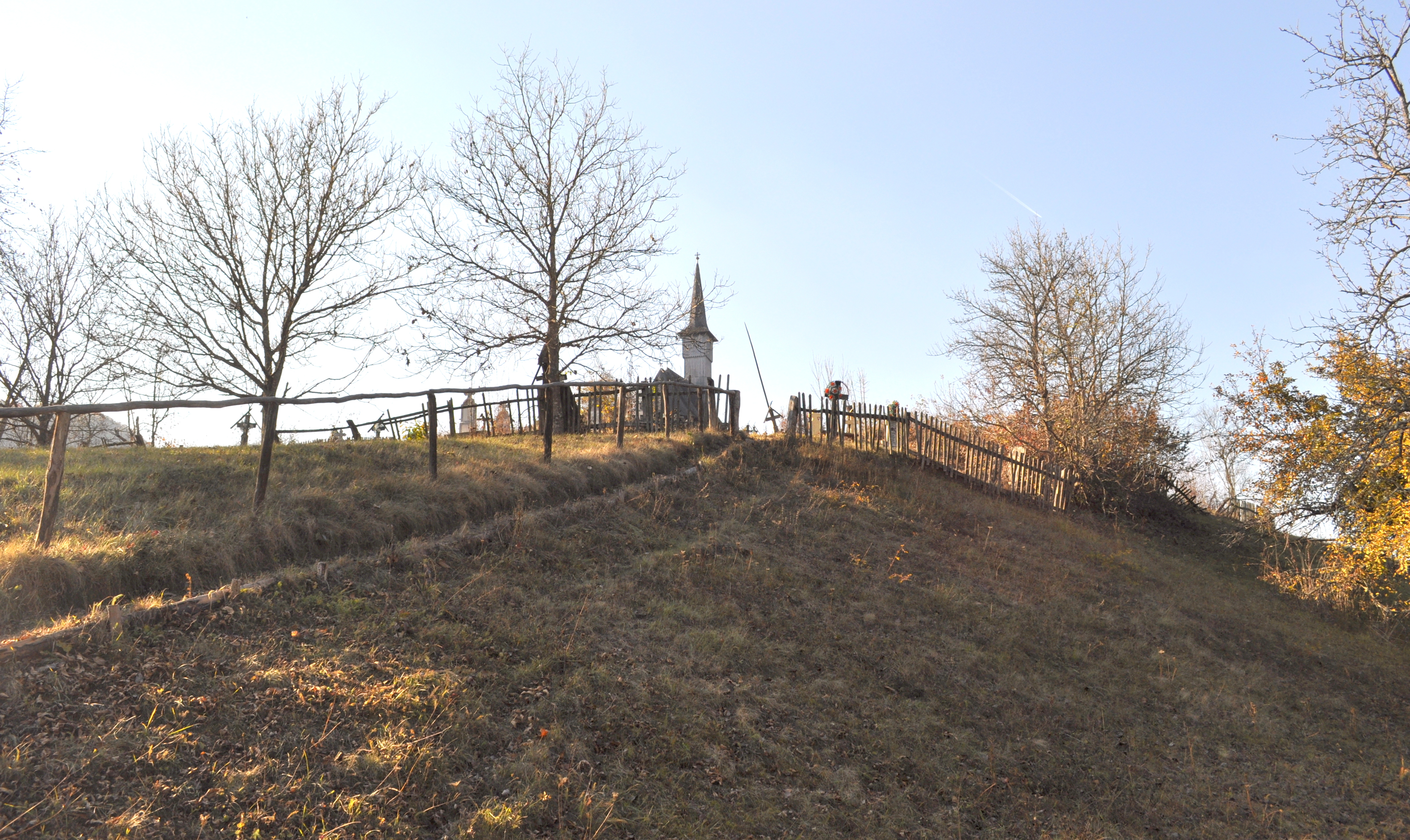
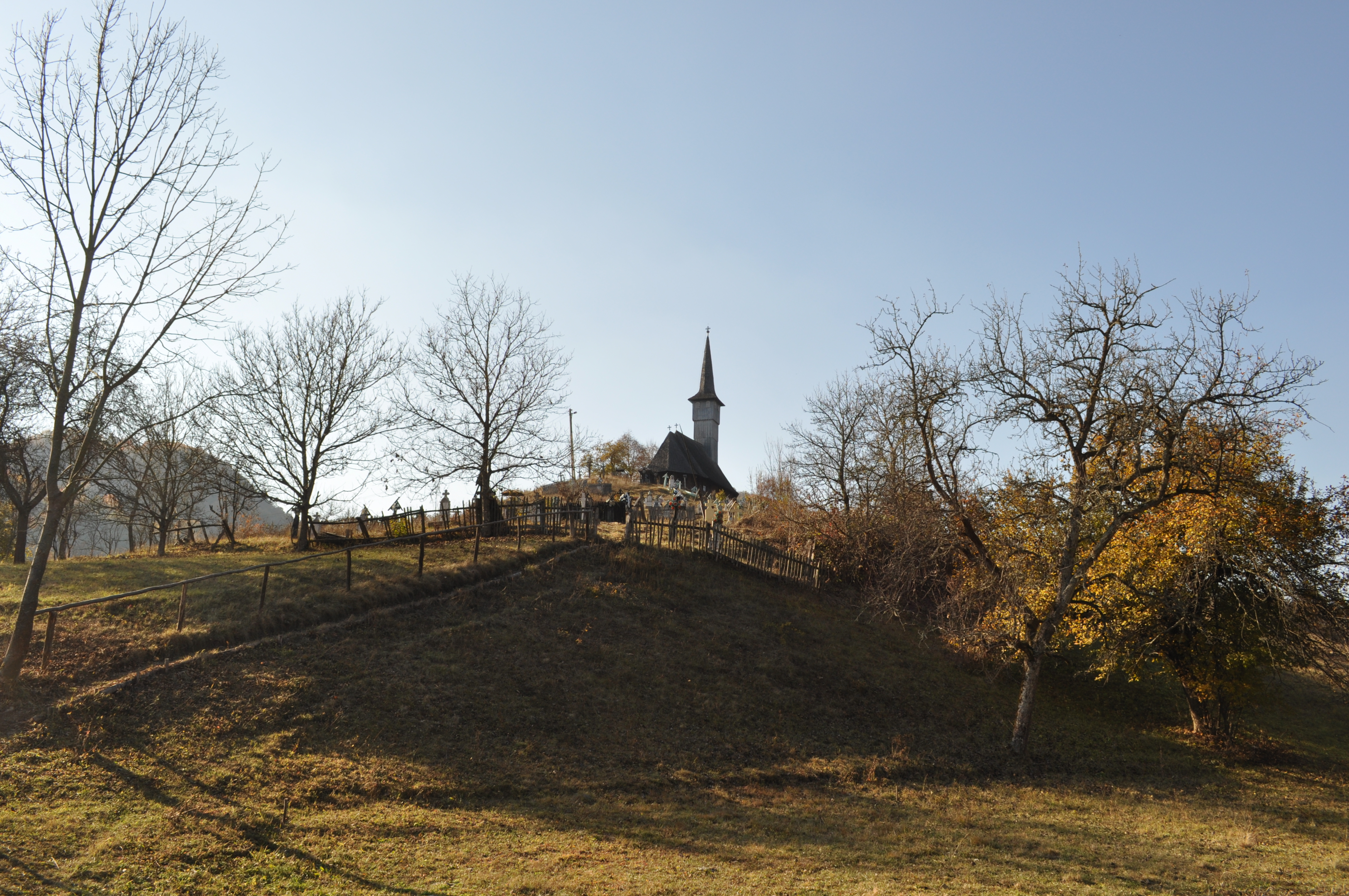
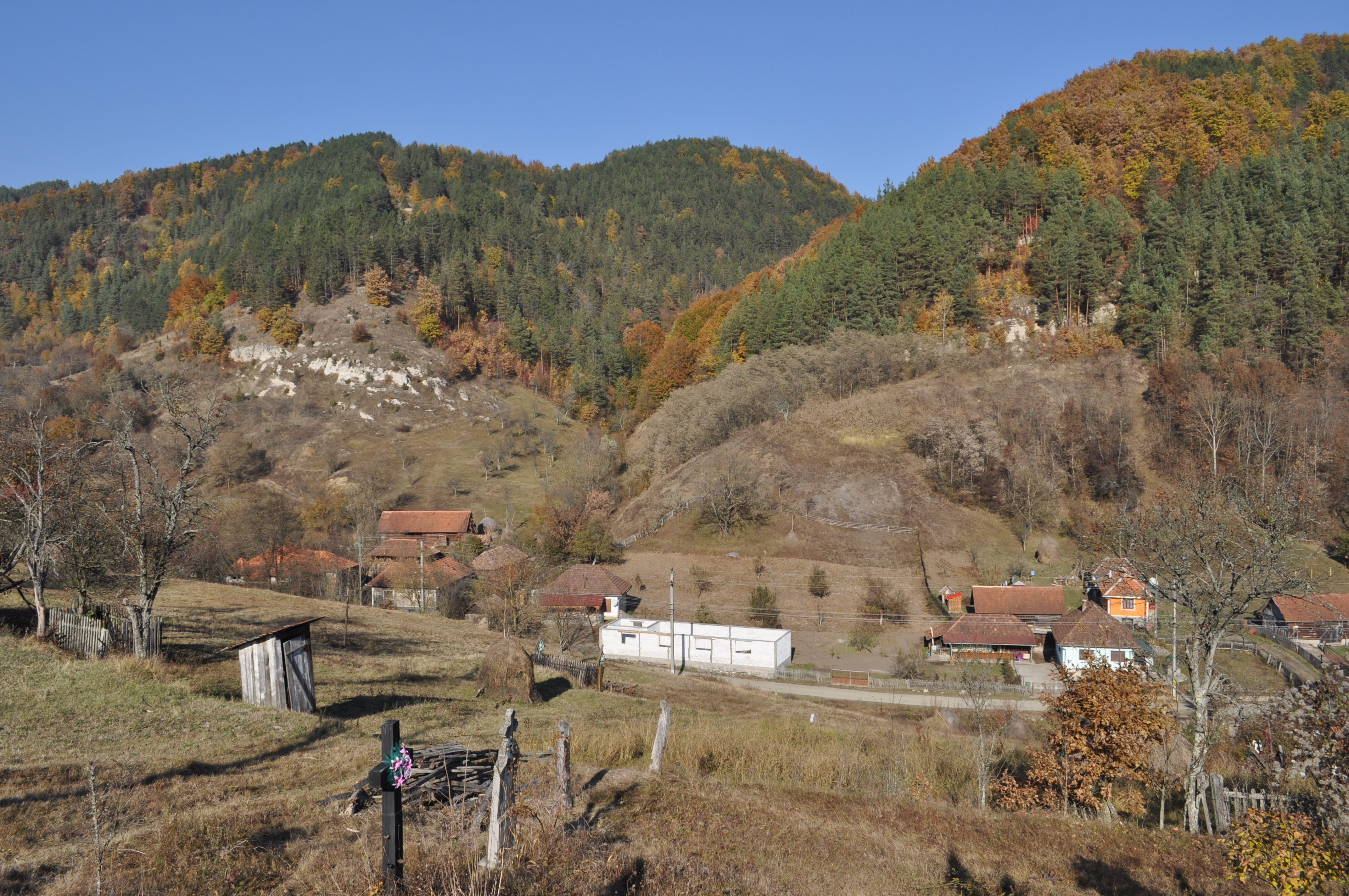
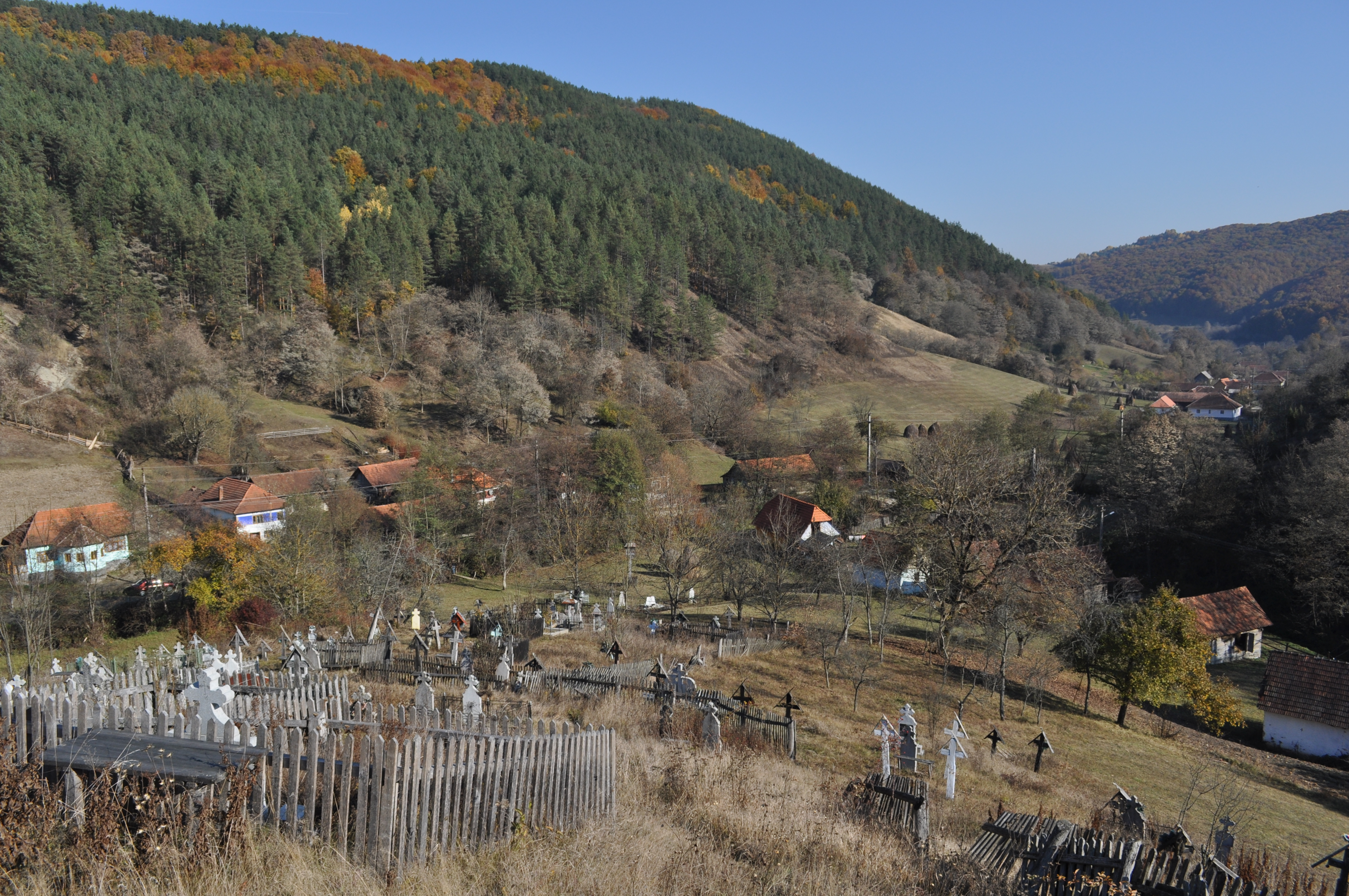
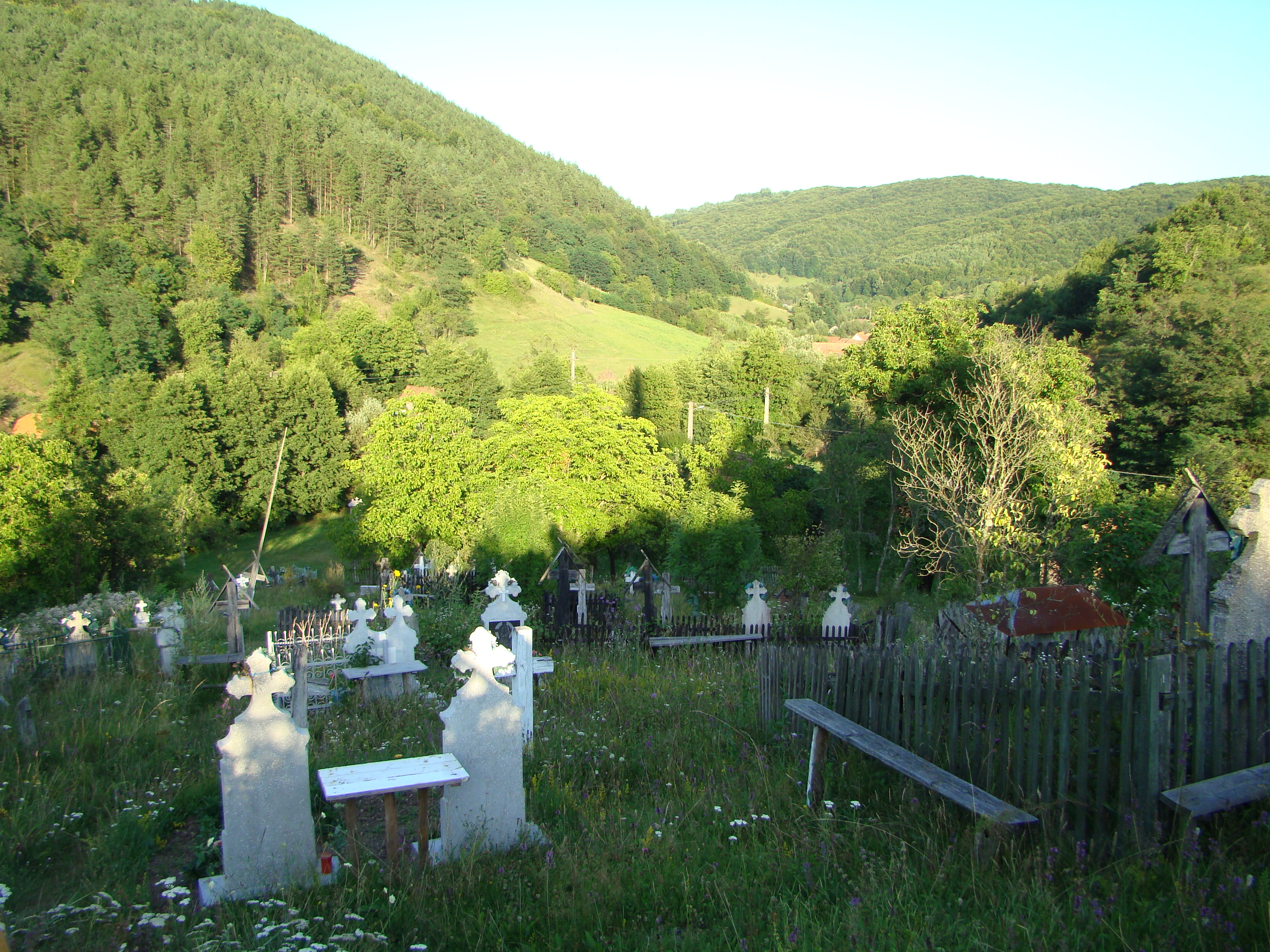

## Imagini din interior

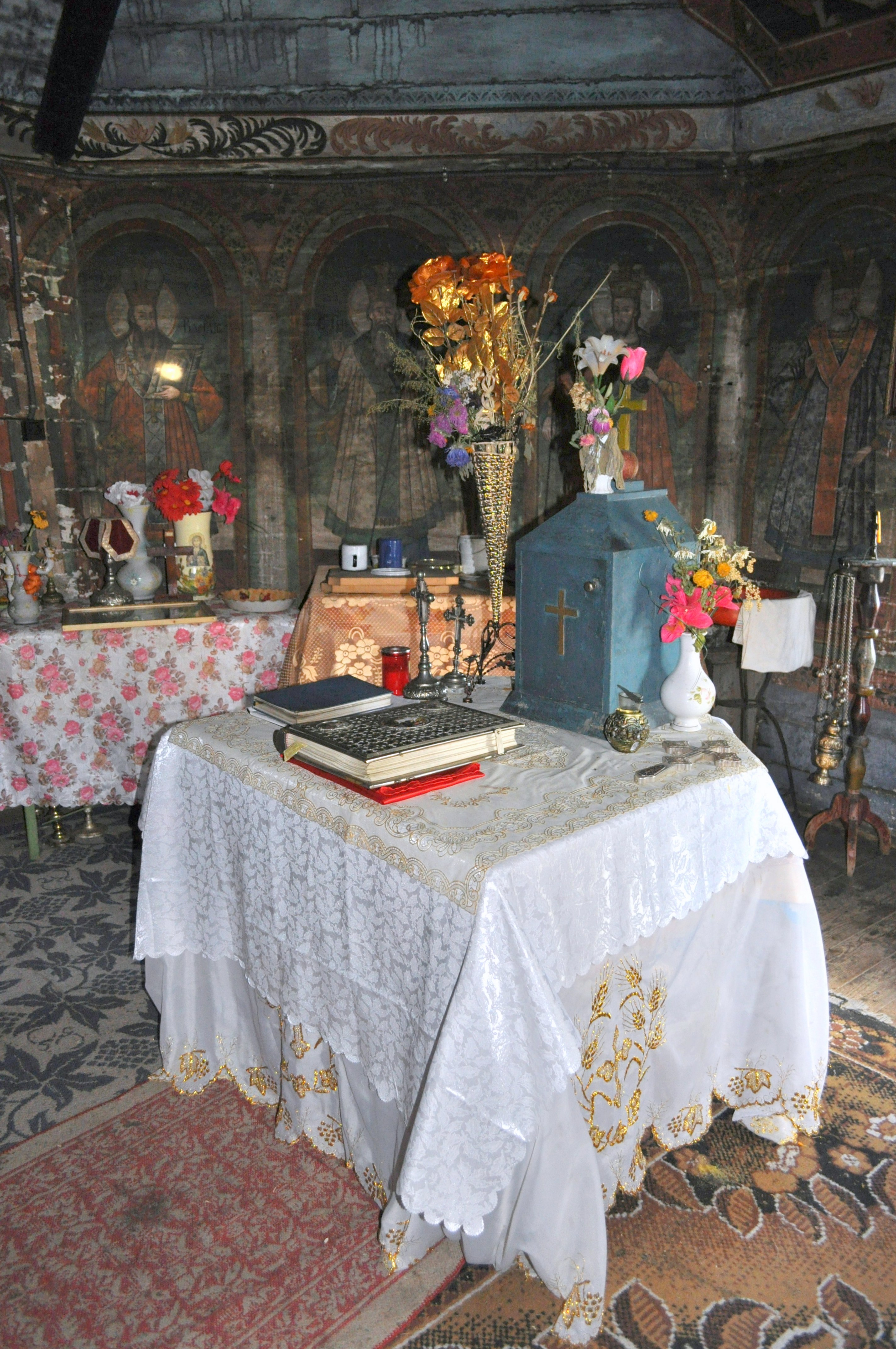
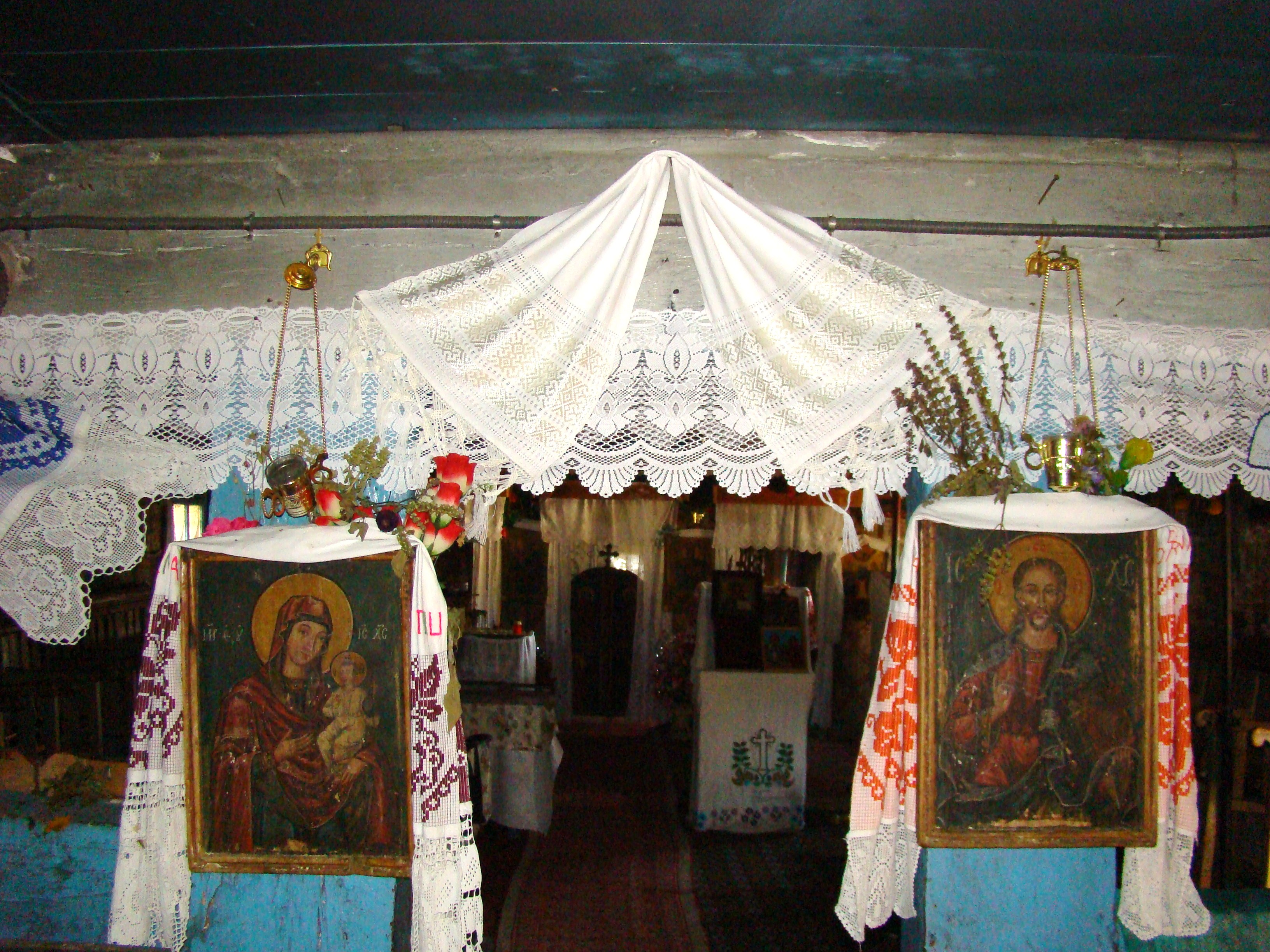
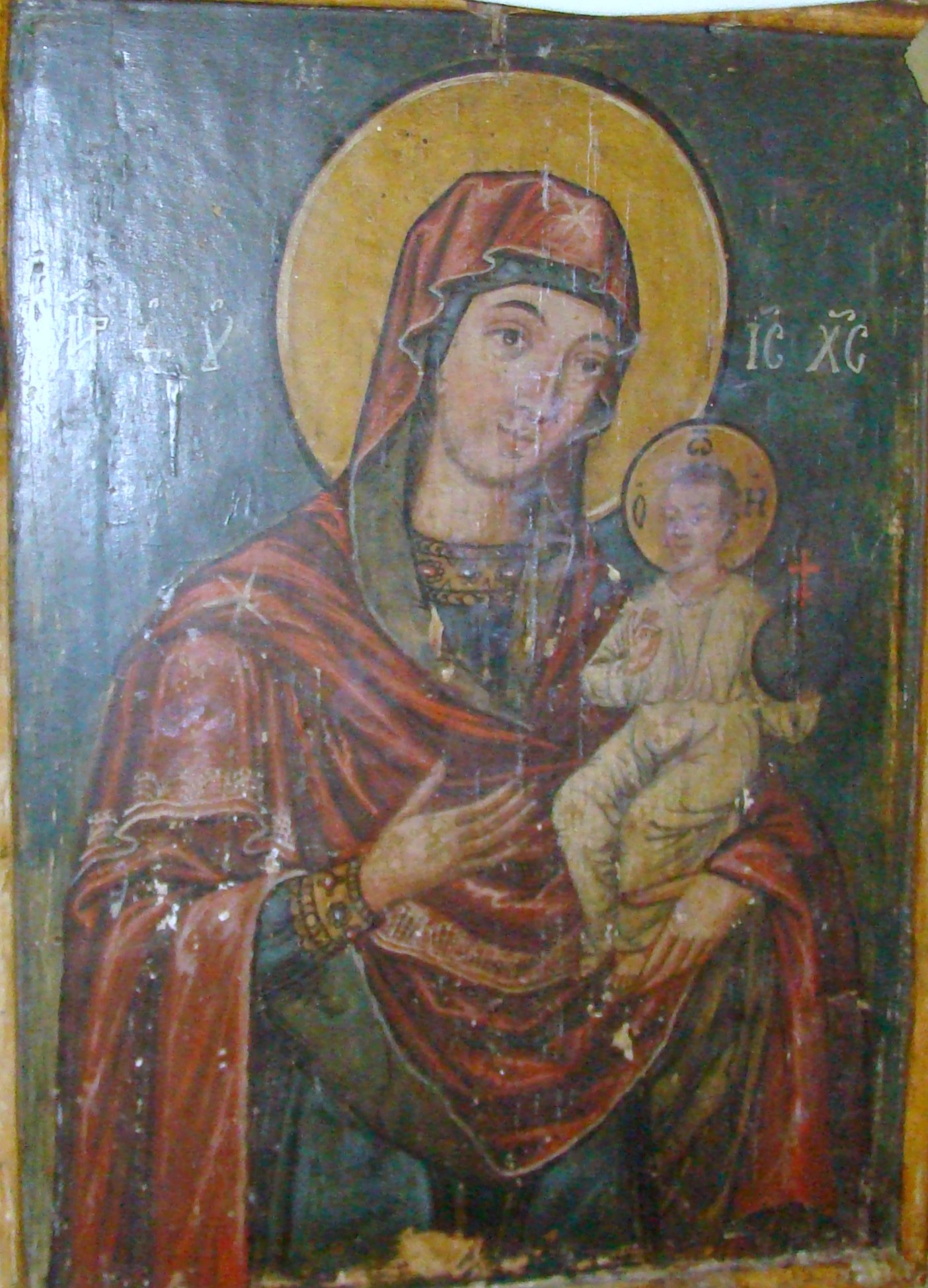
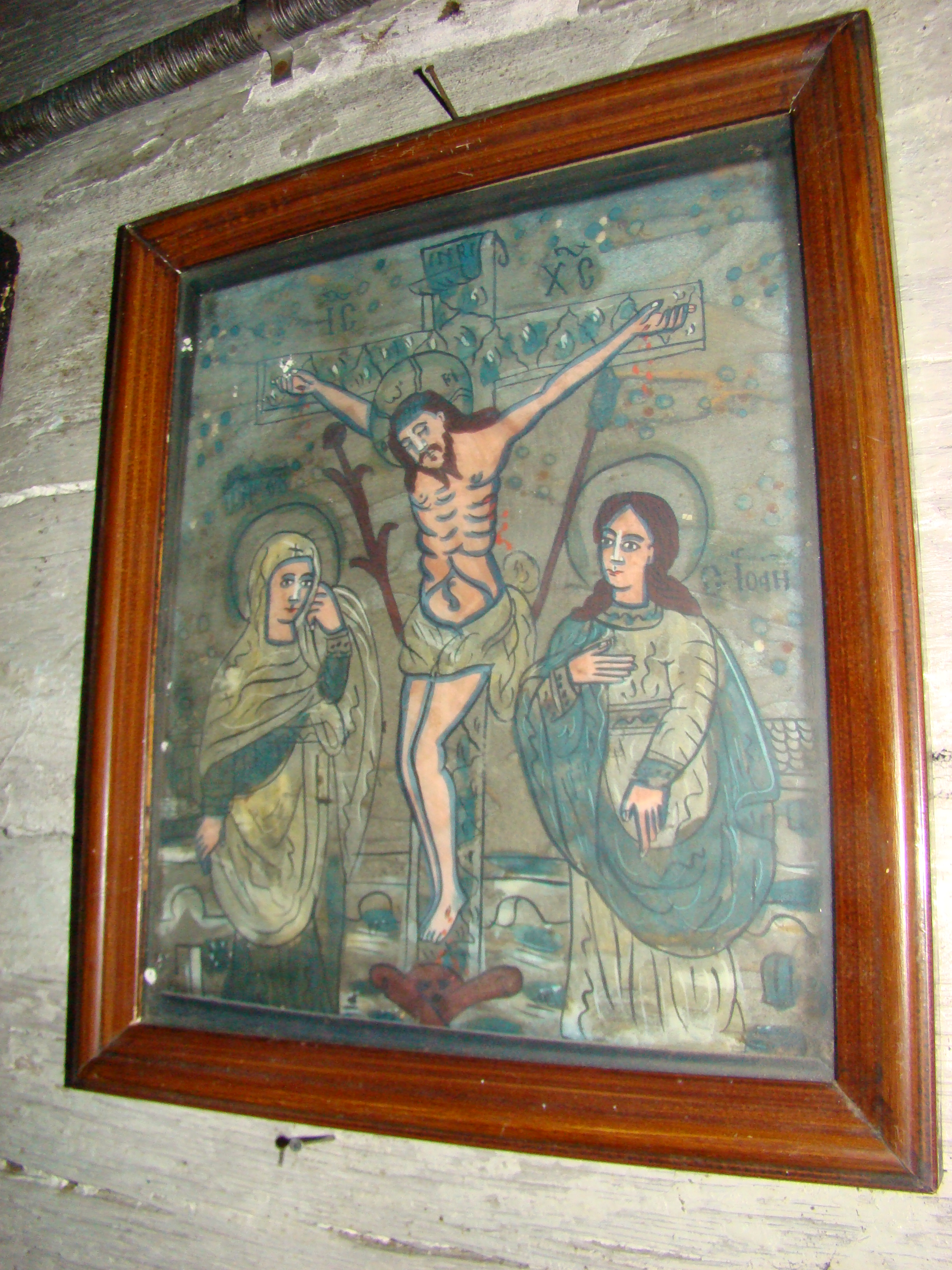
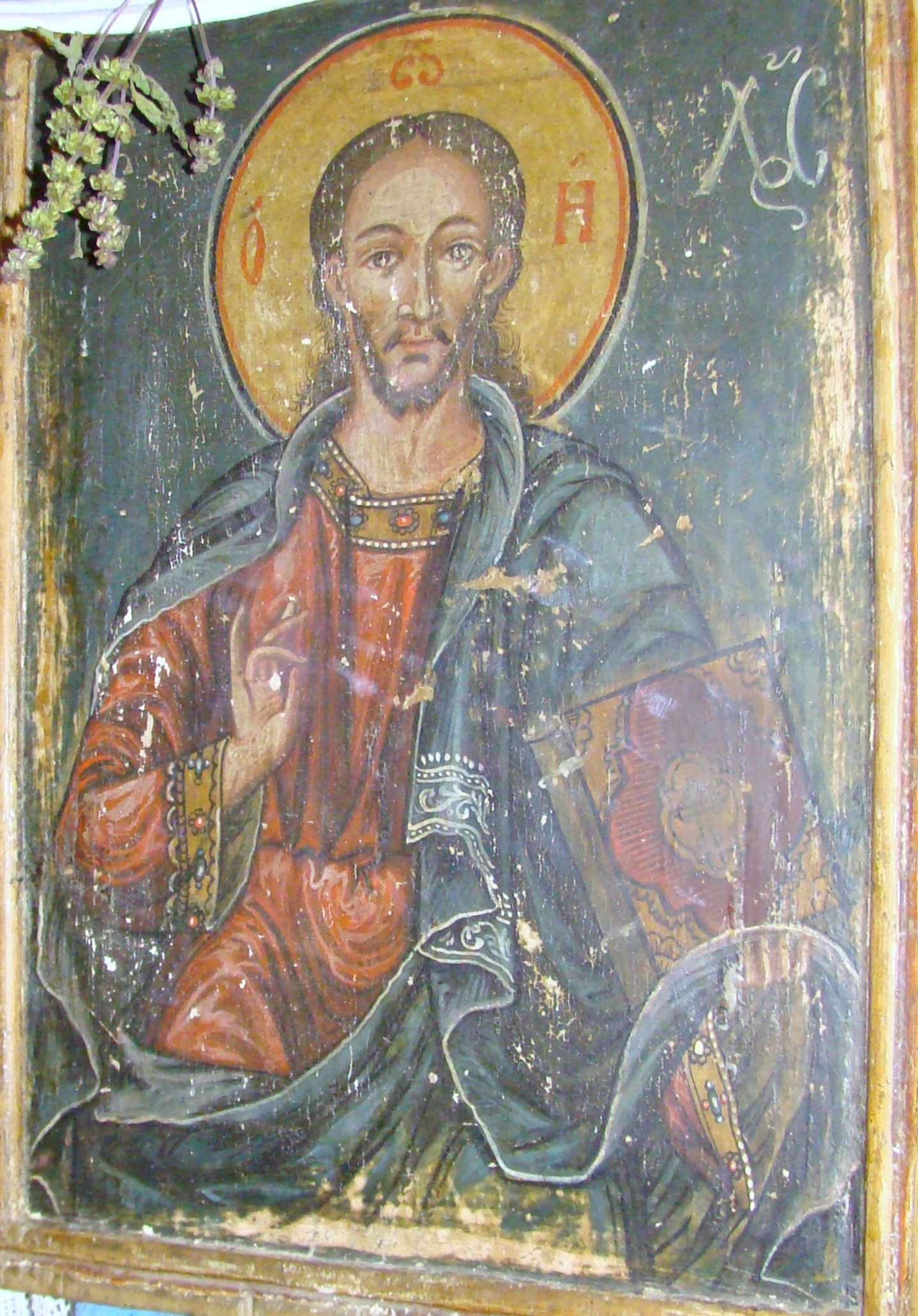
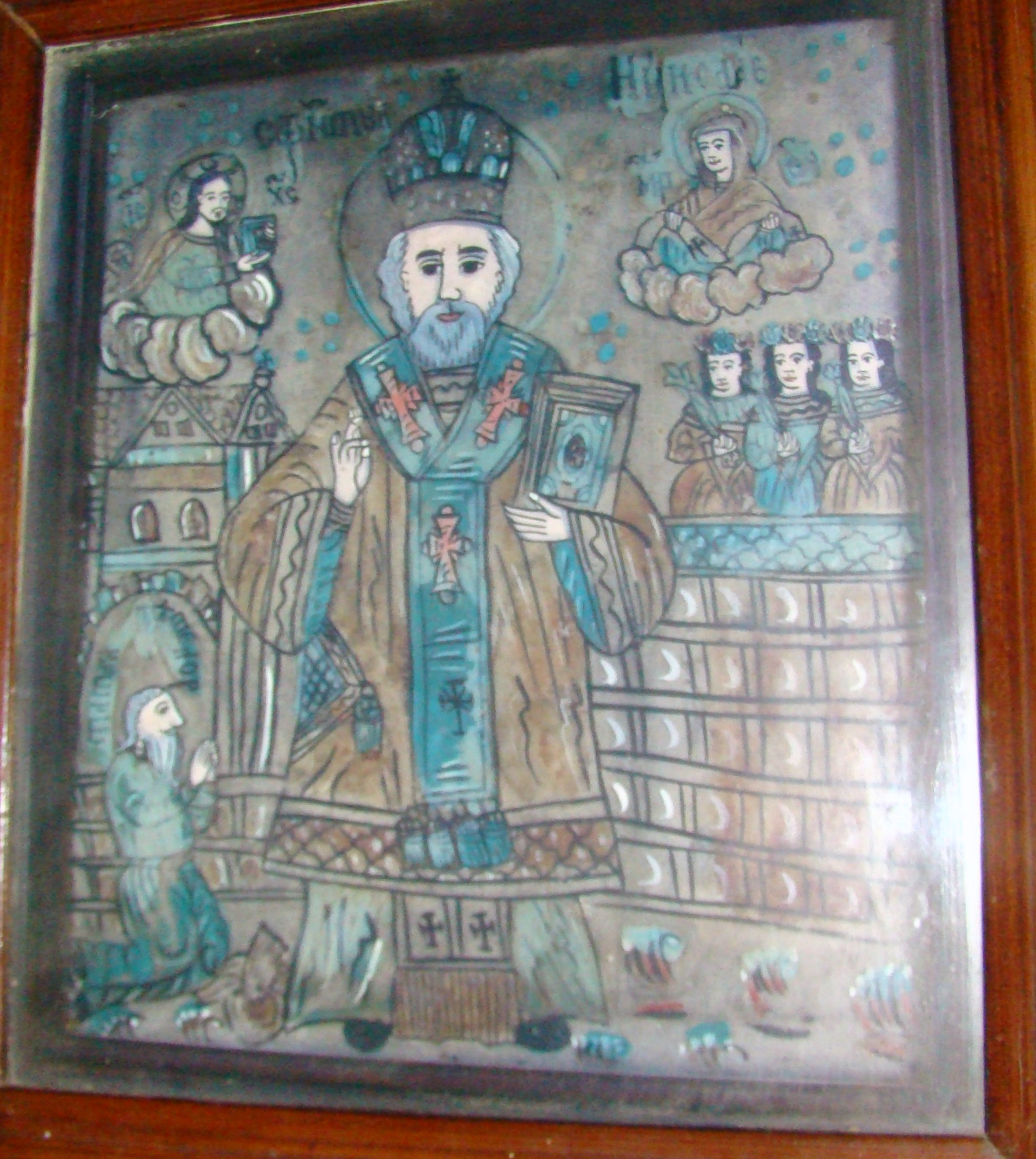
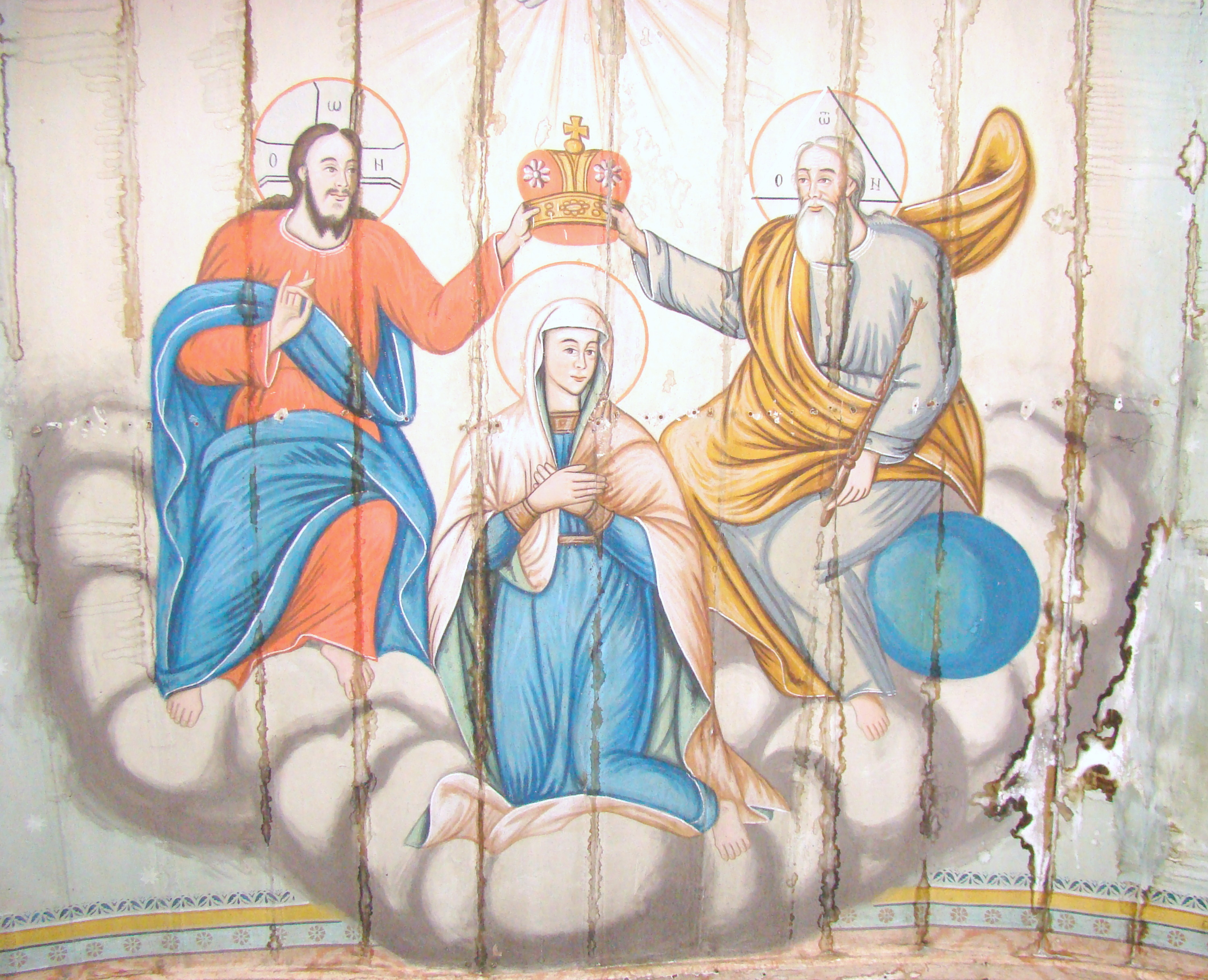
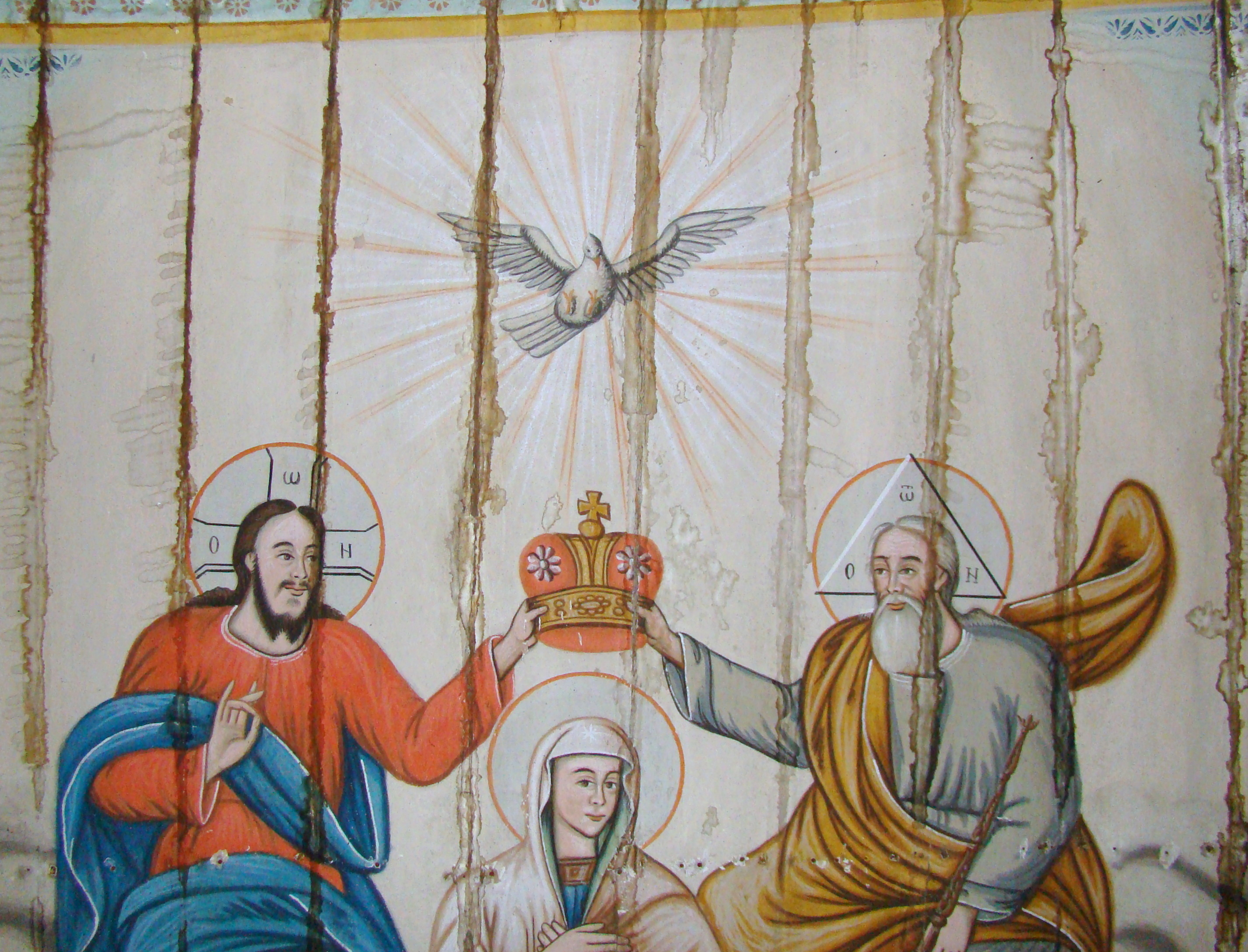
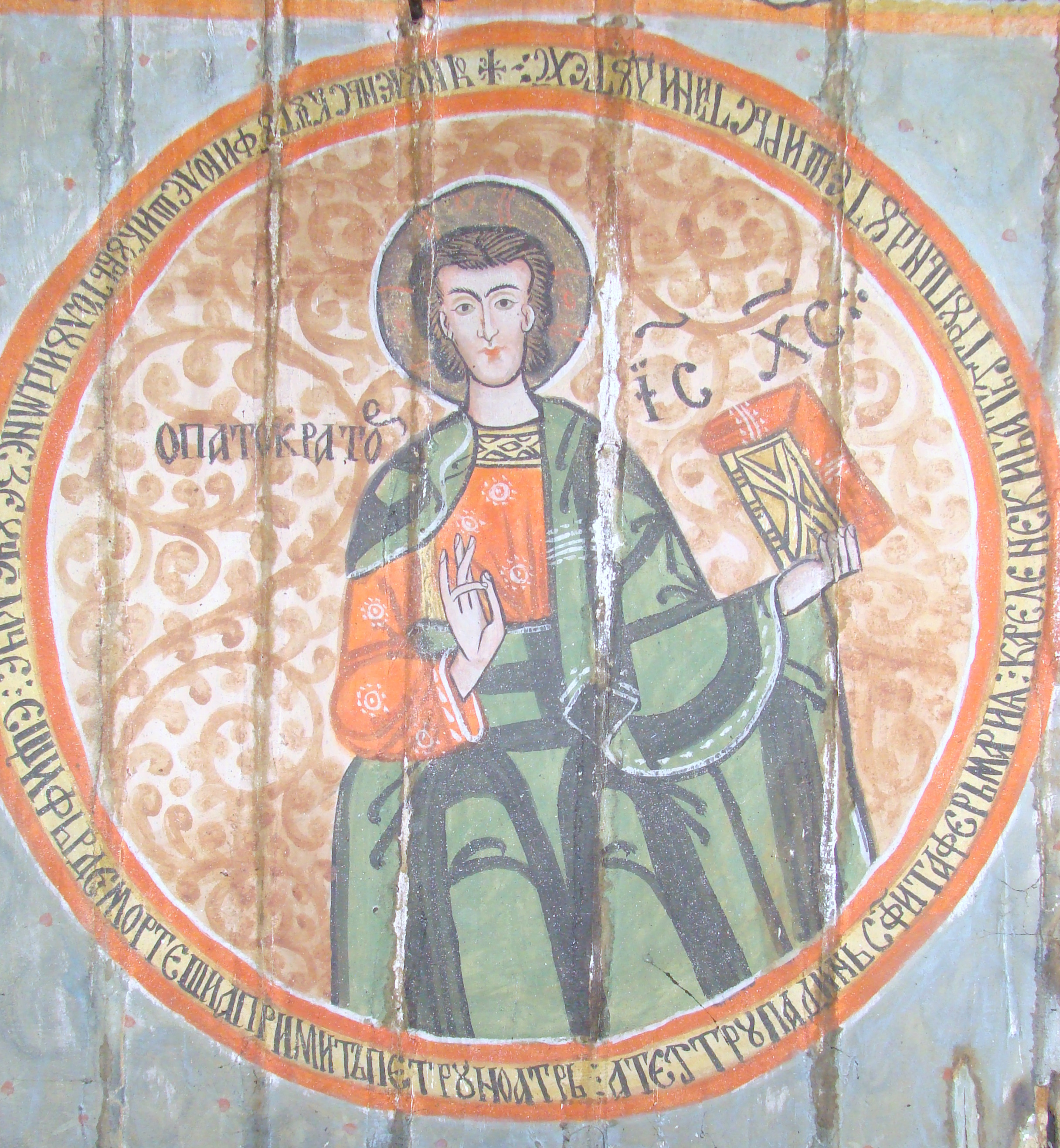
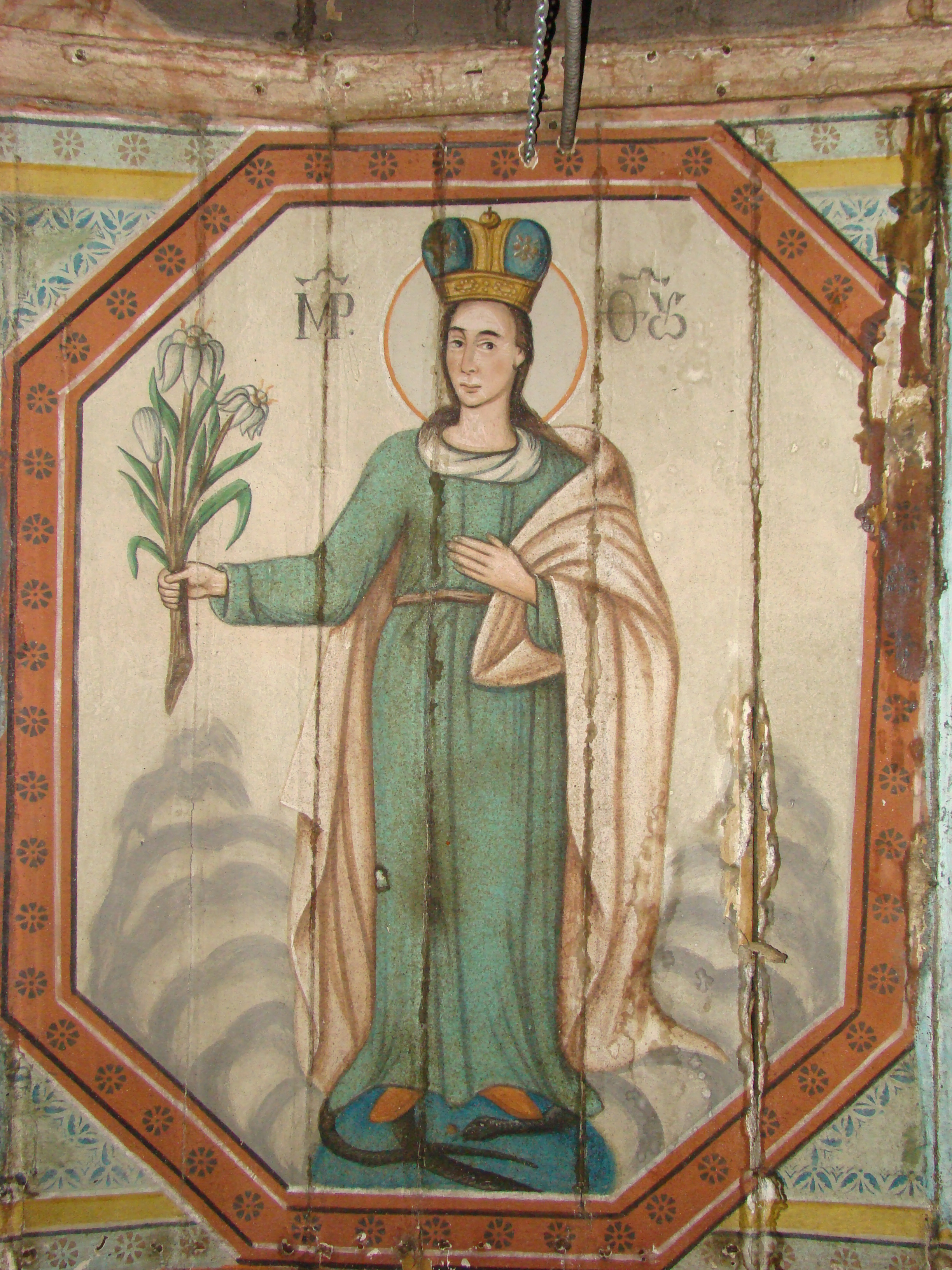
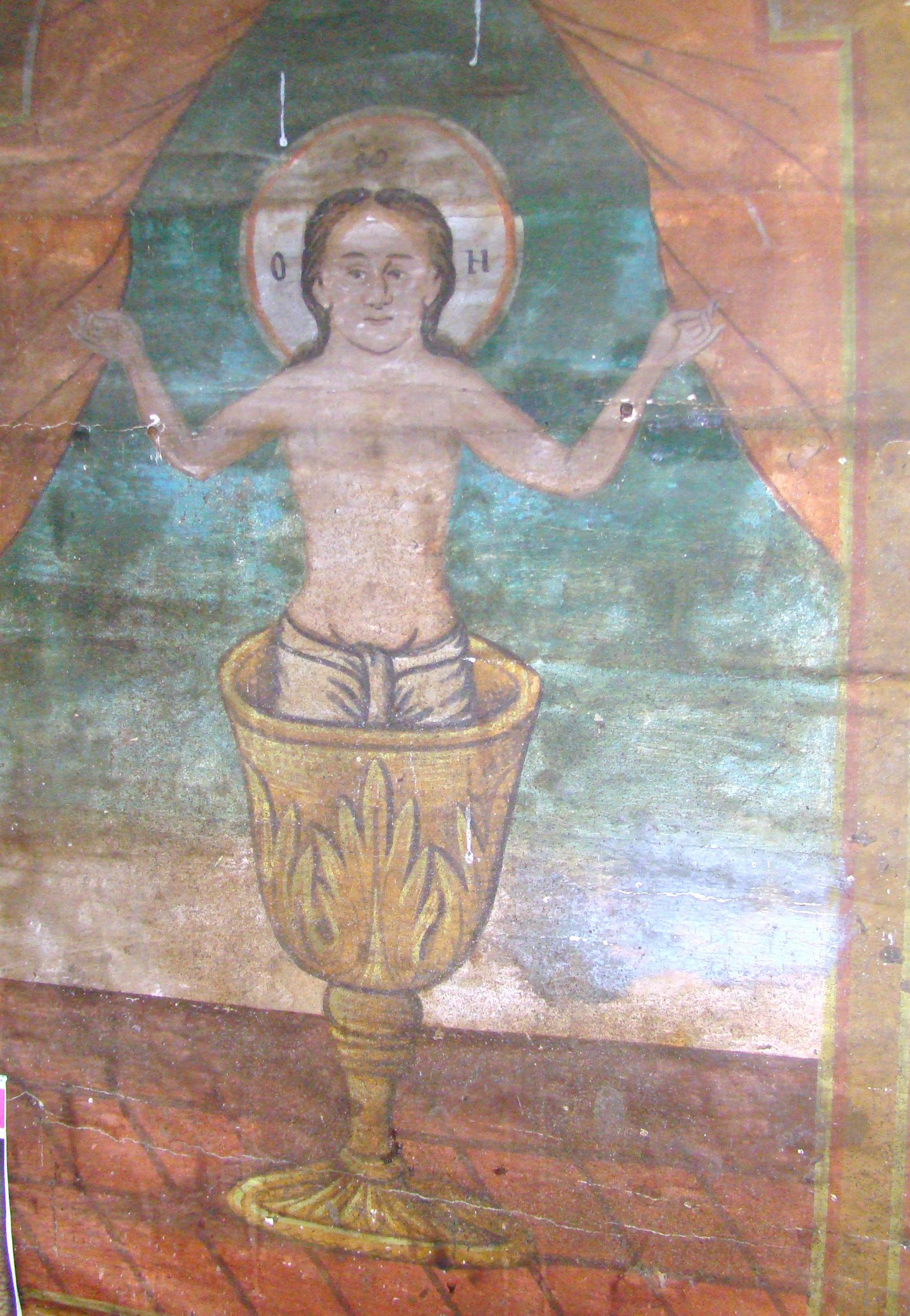
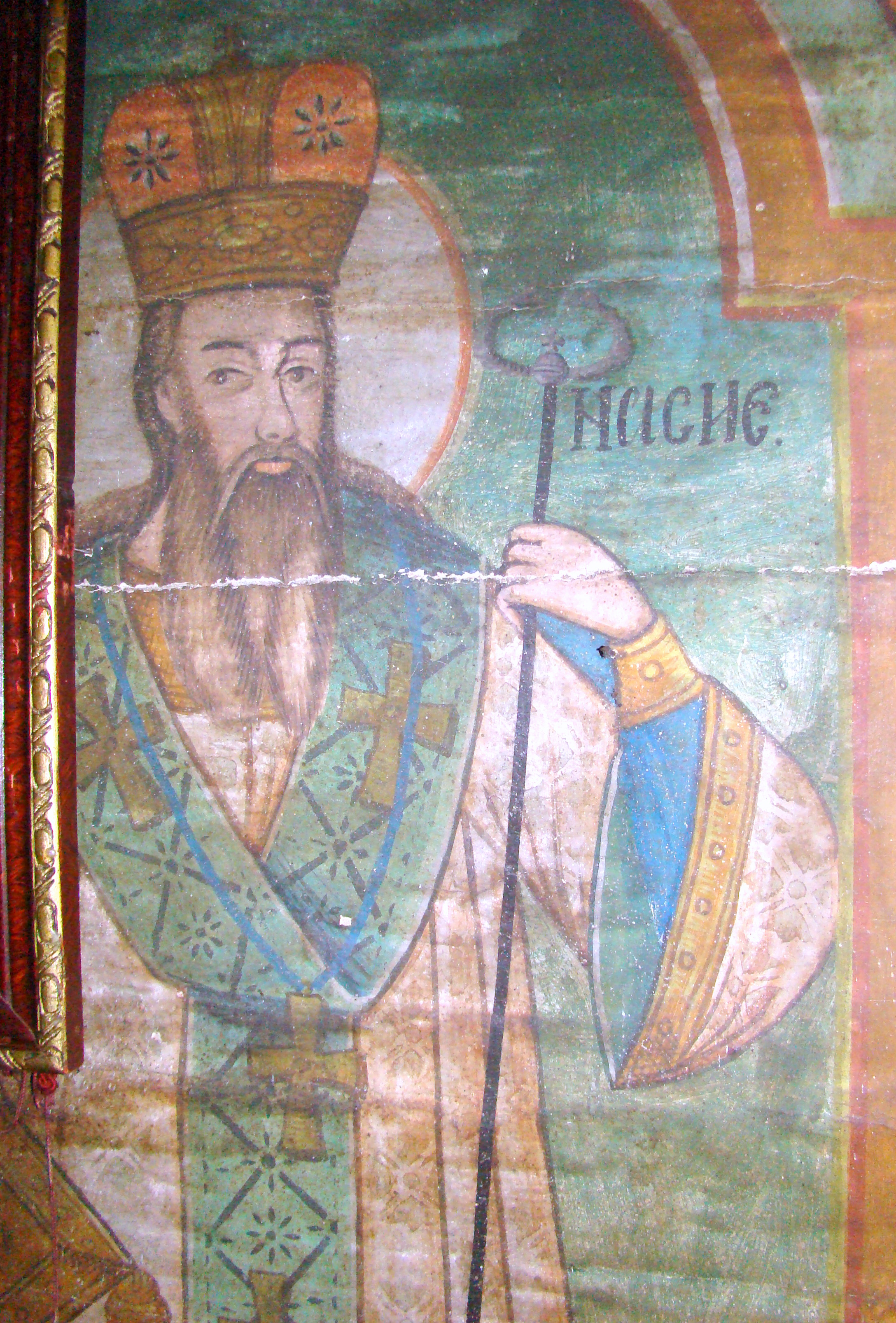
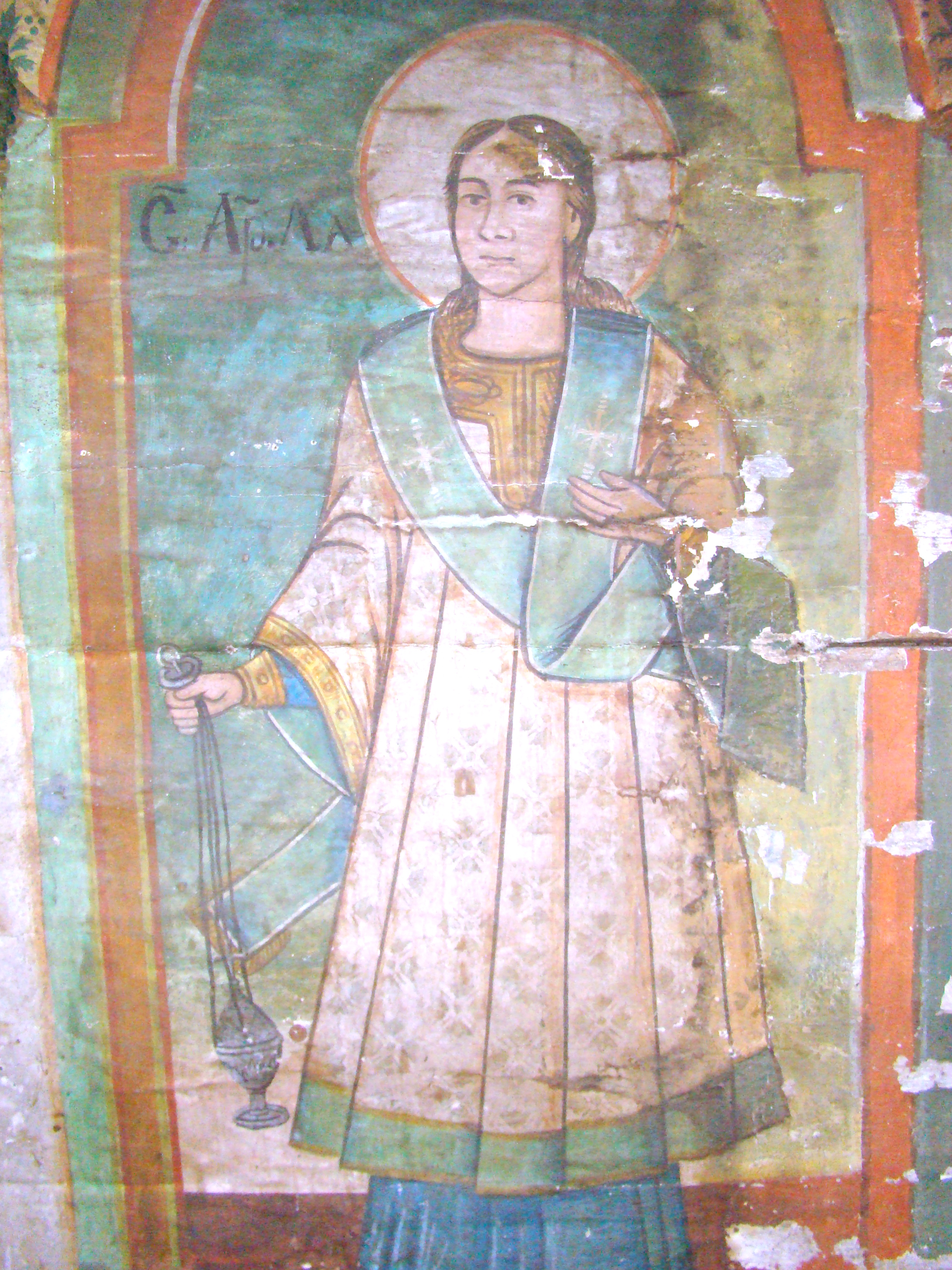
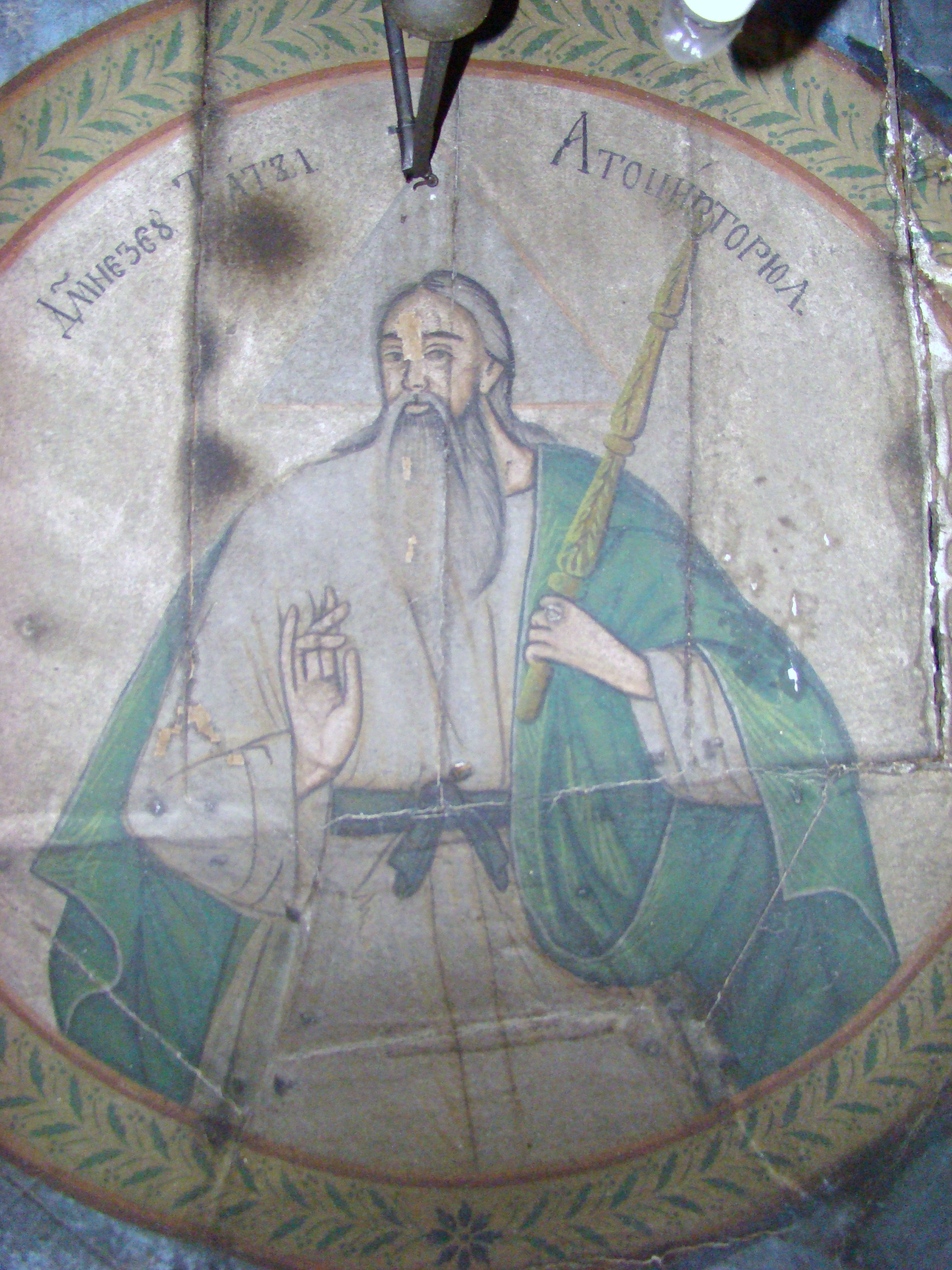
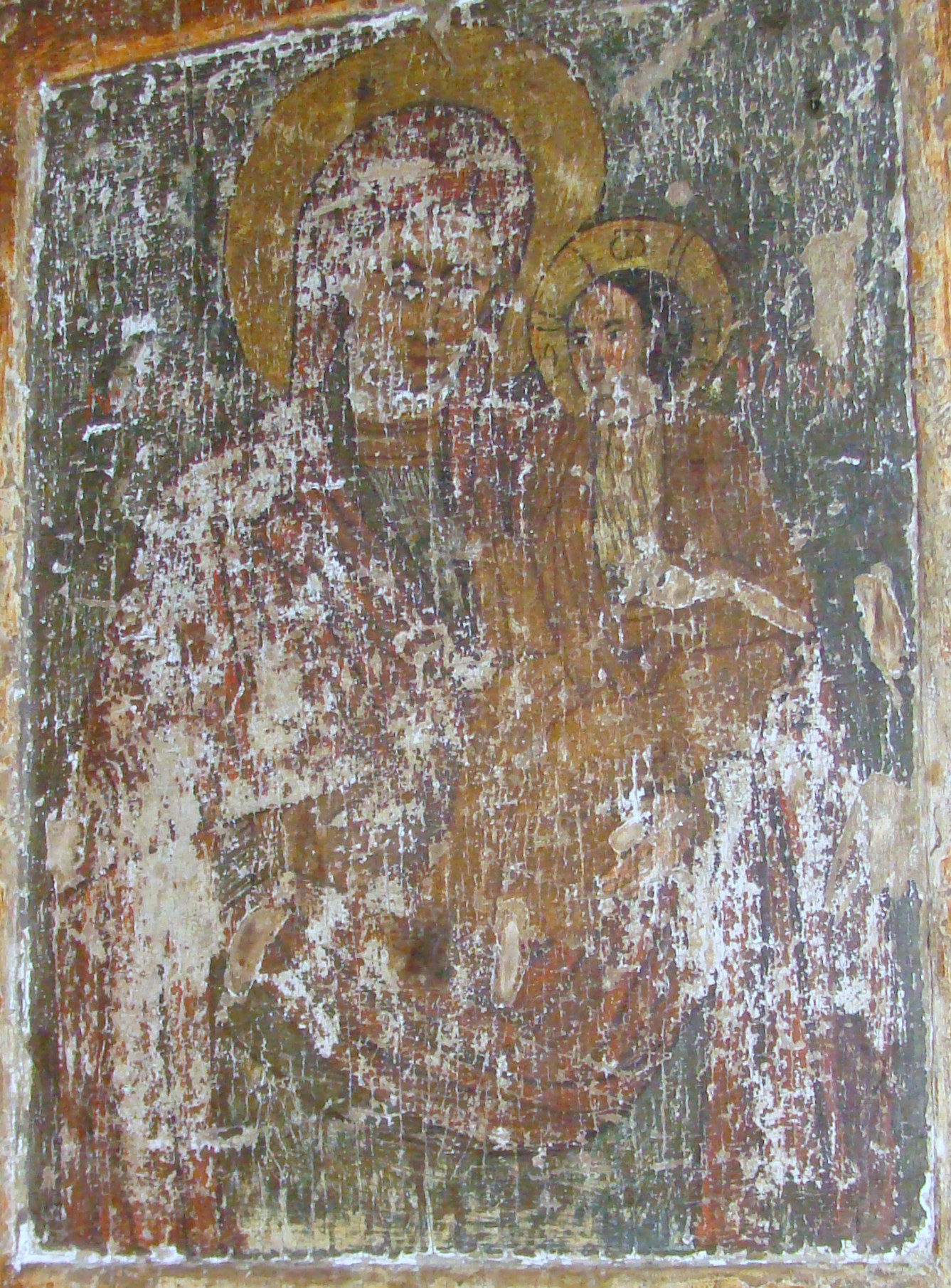
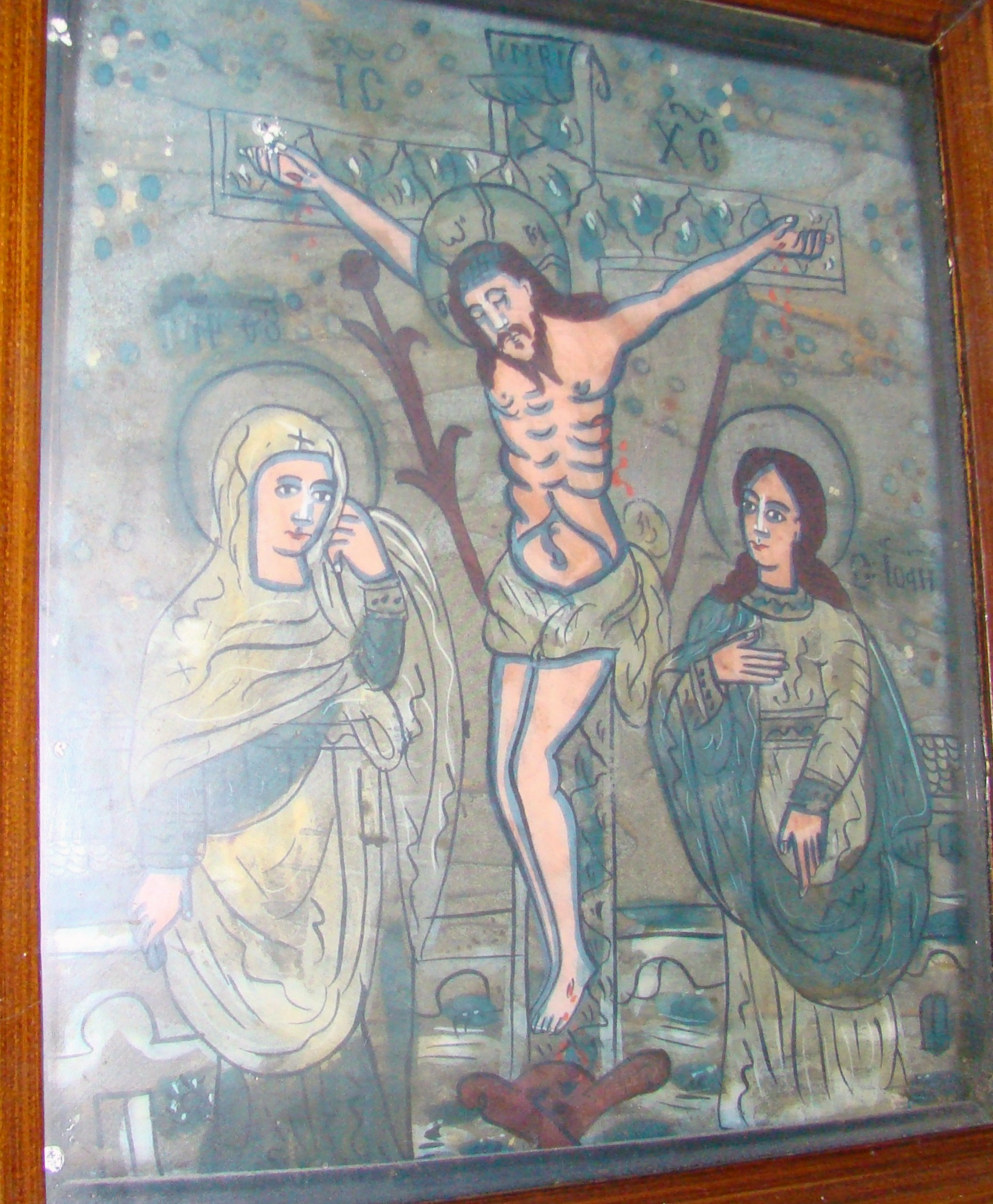
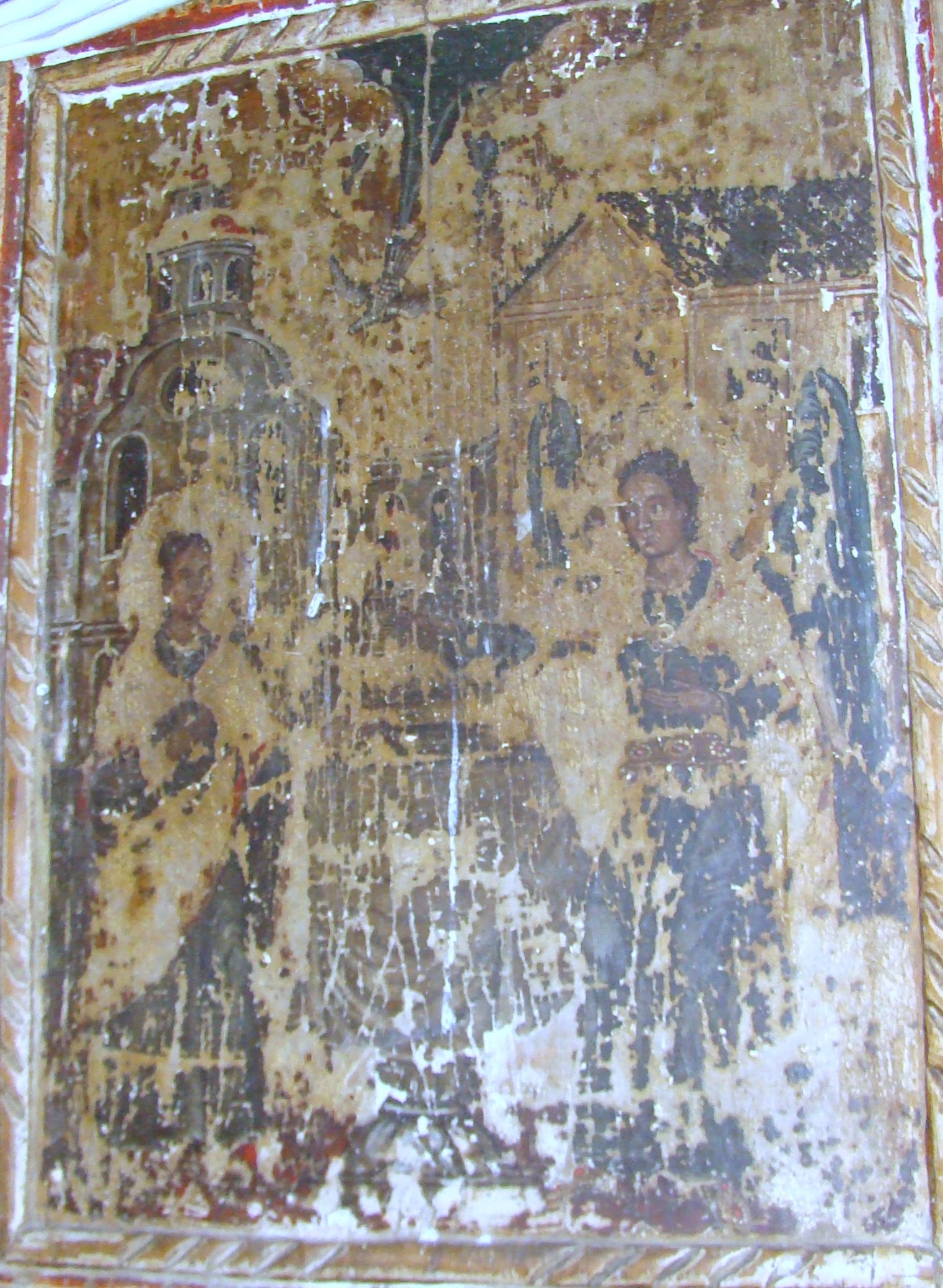
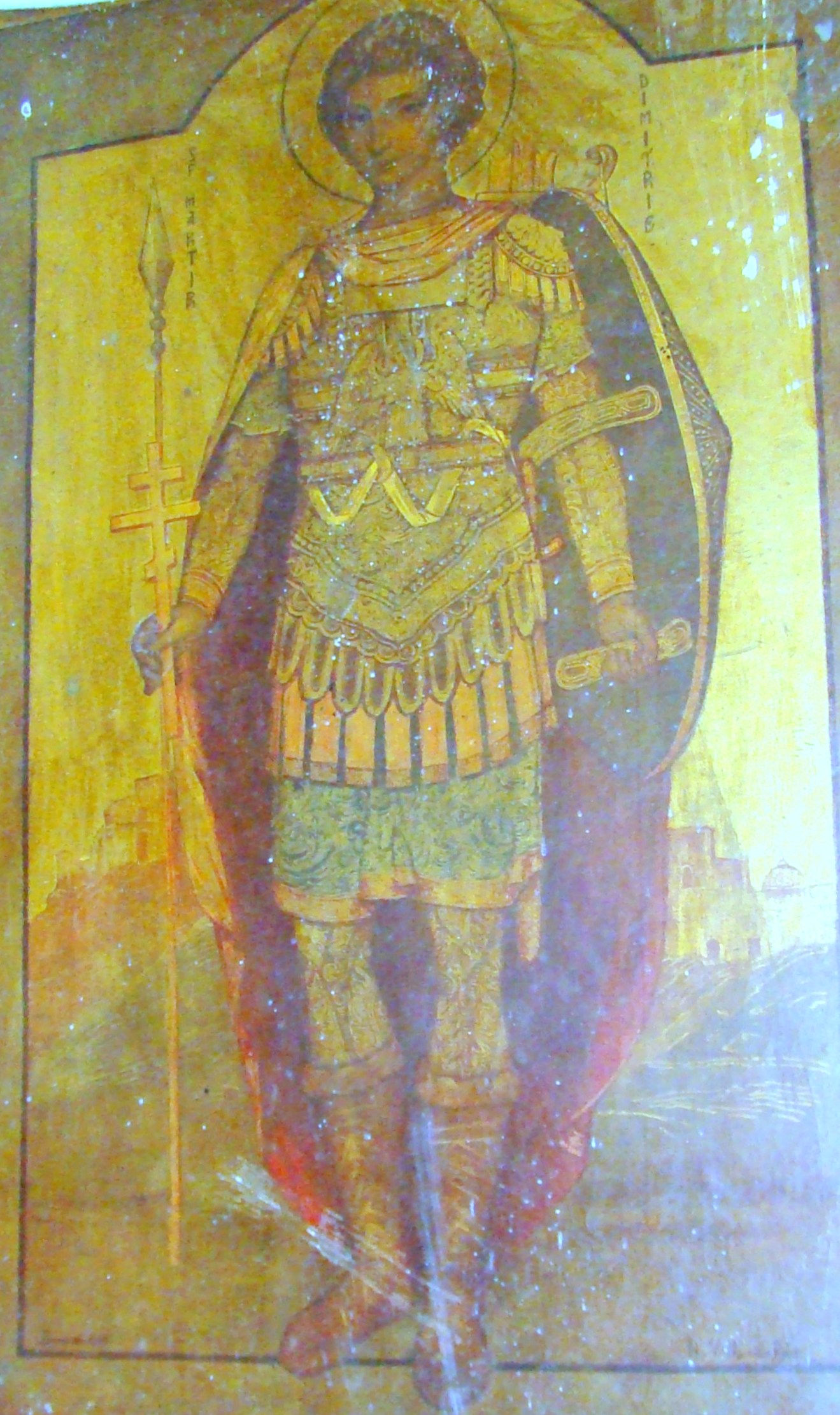
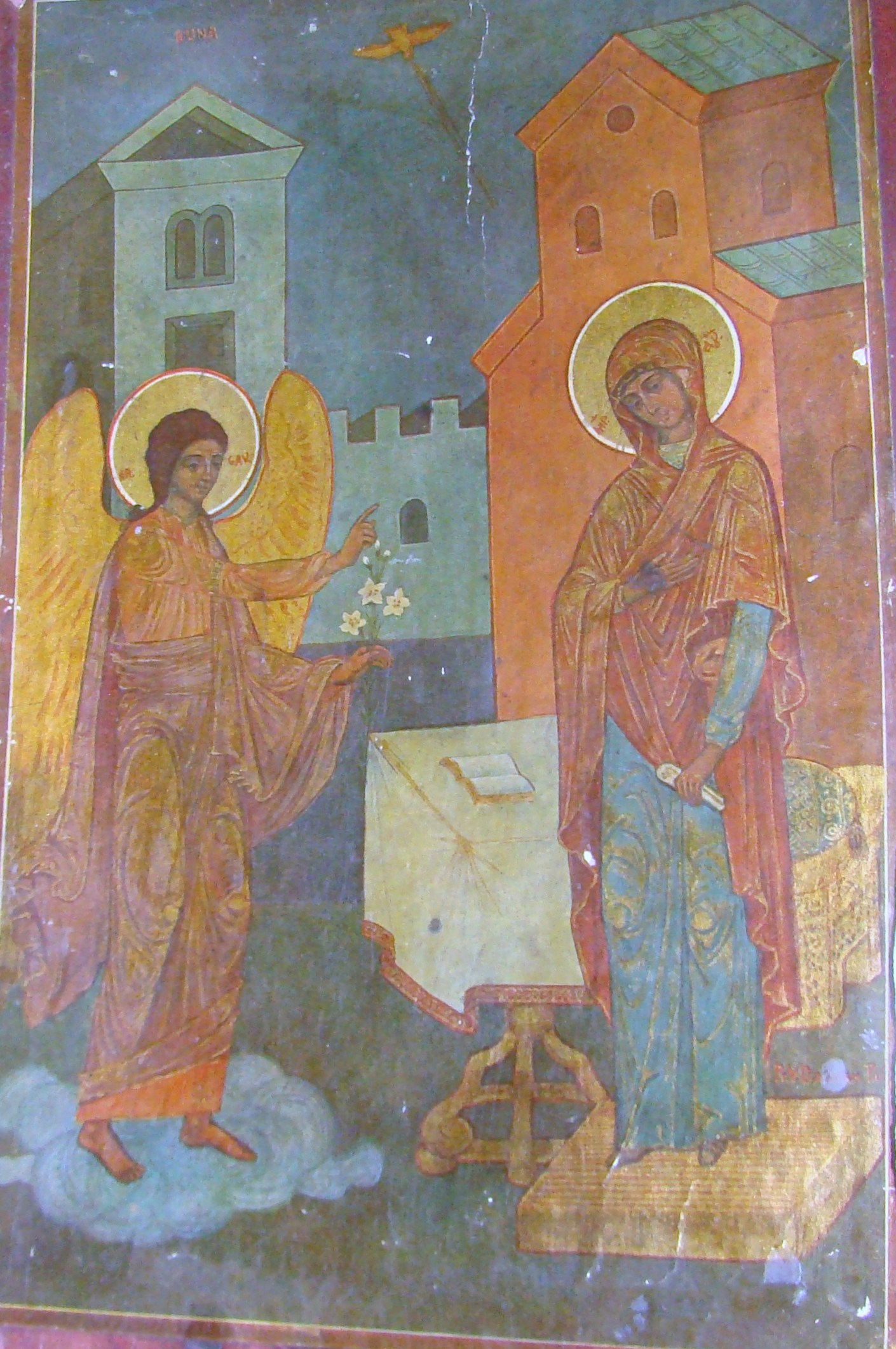
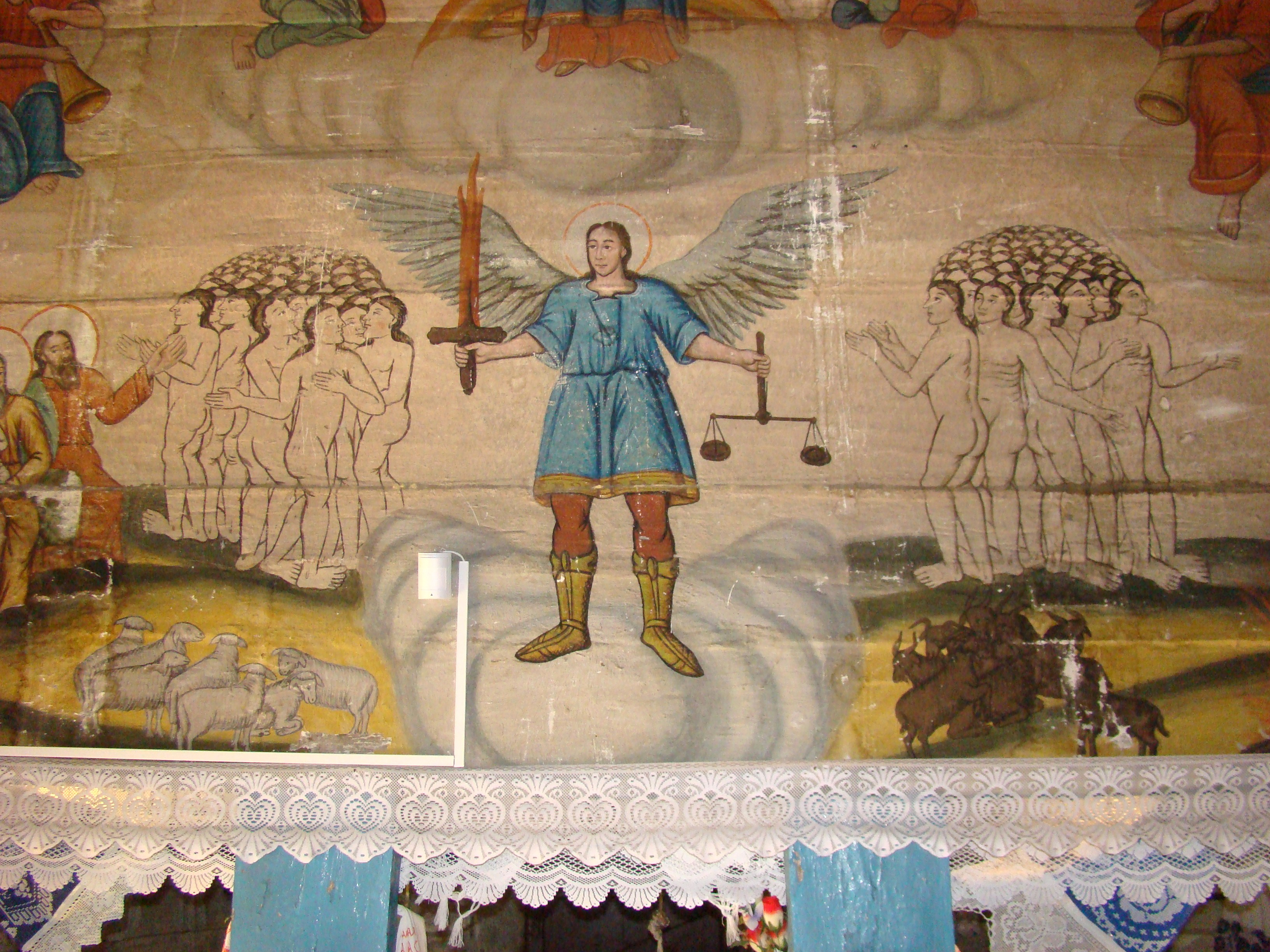
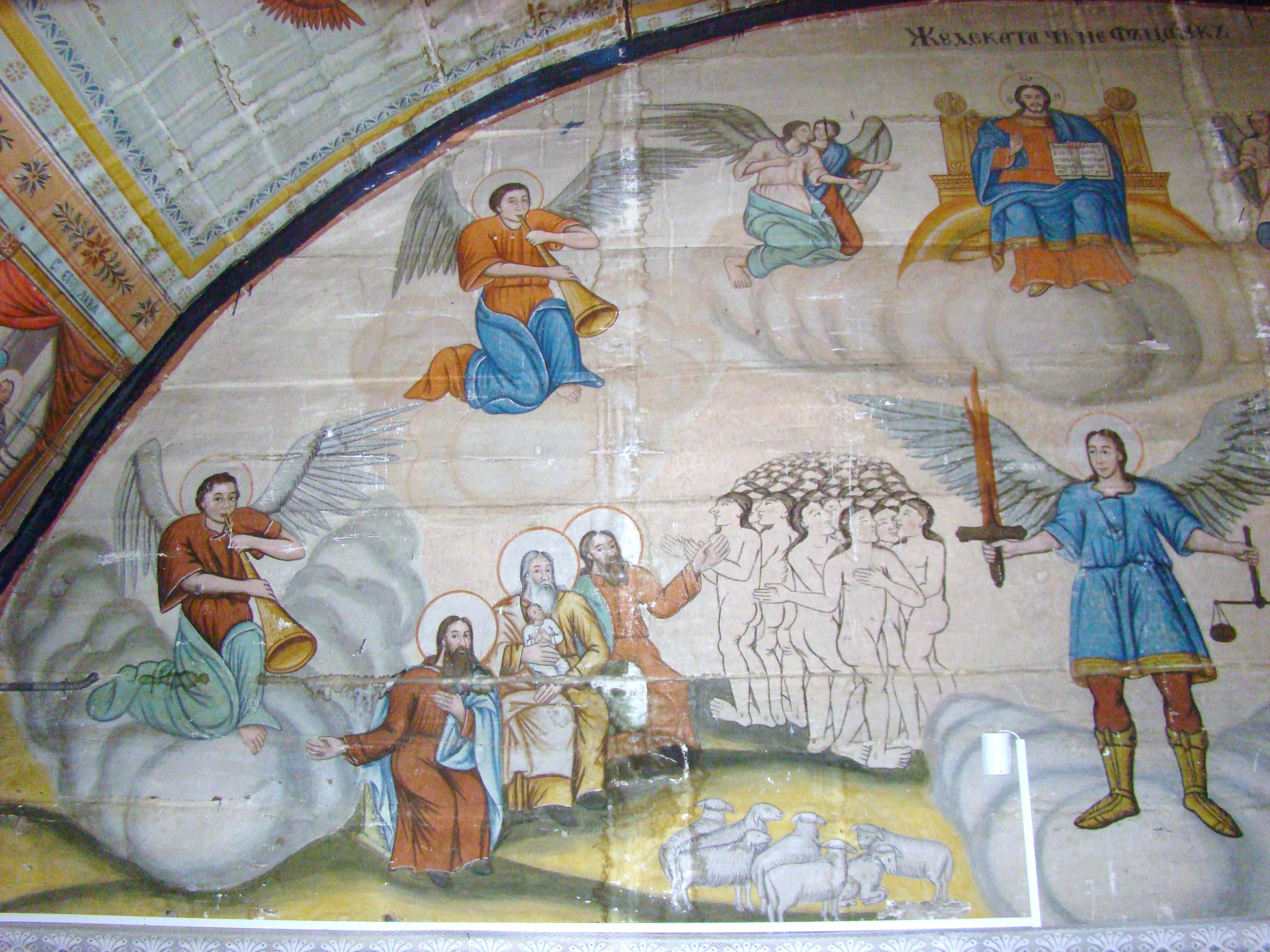
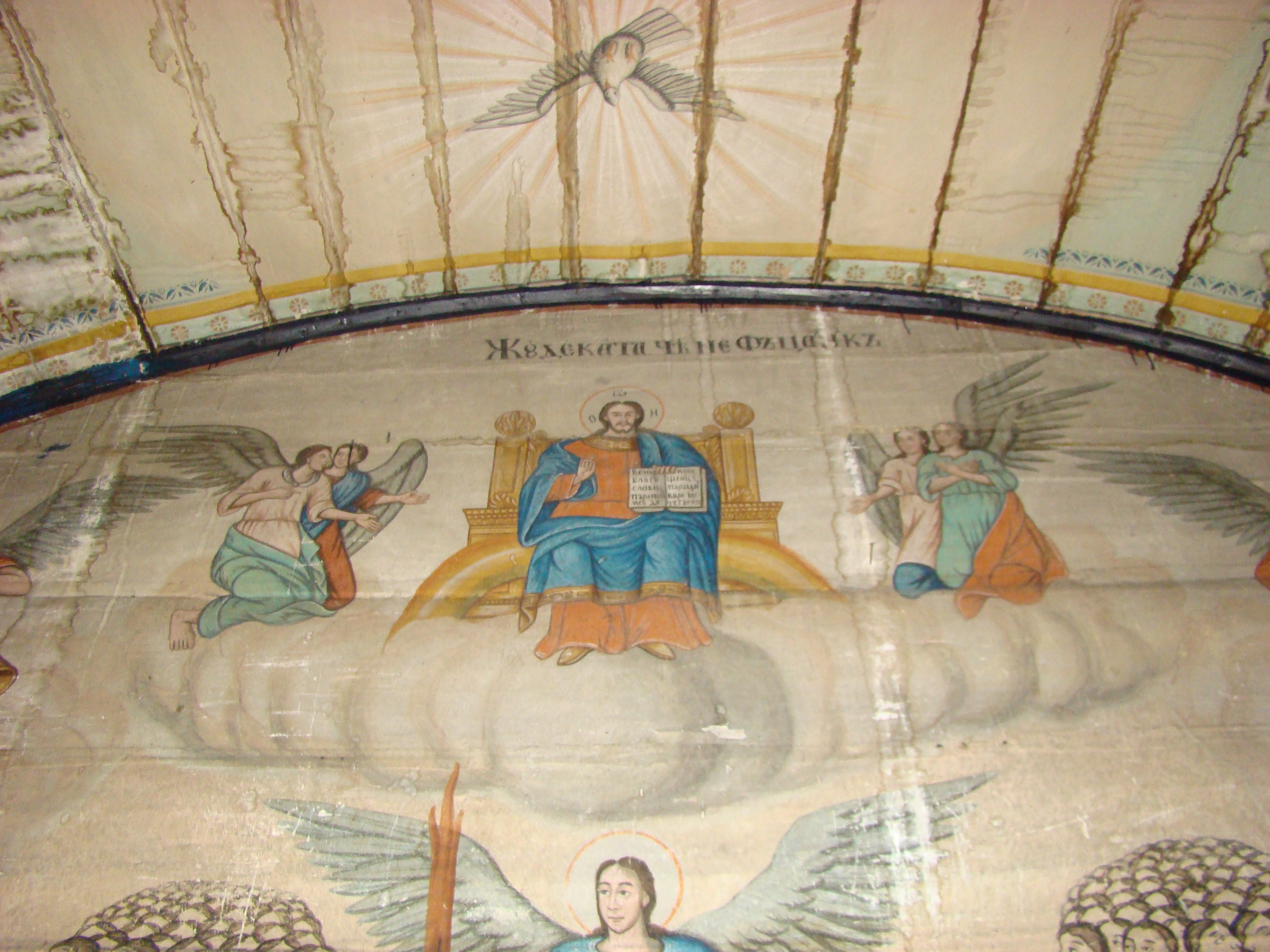
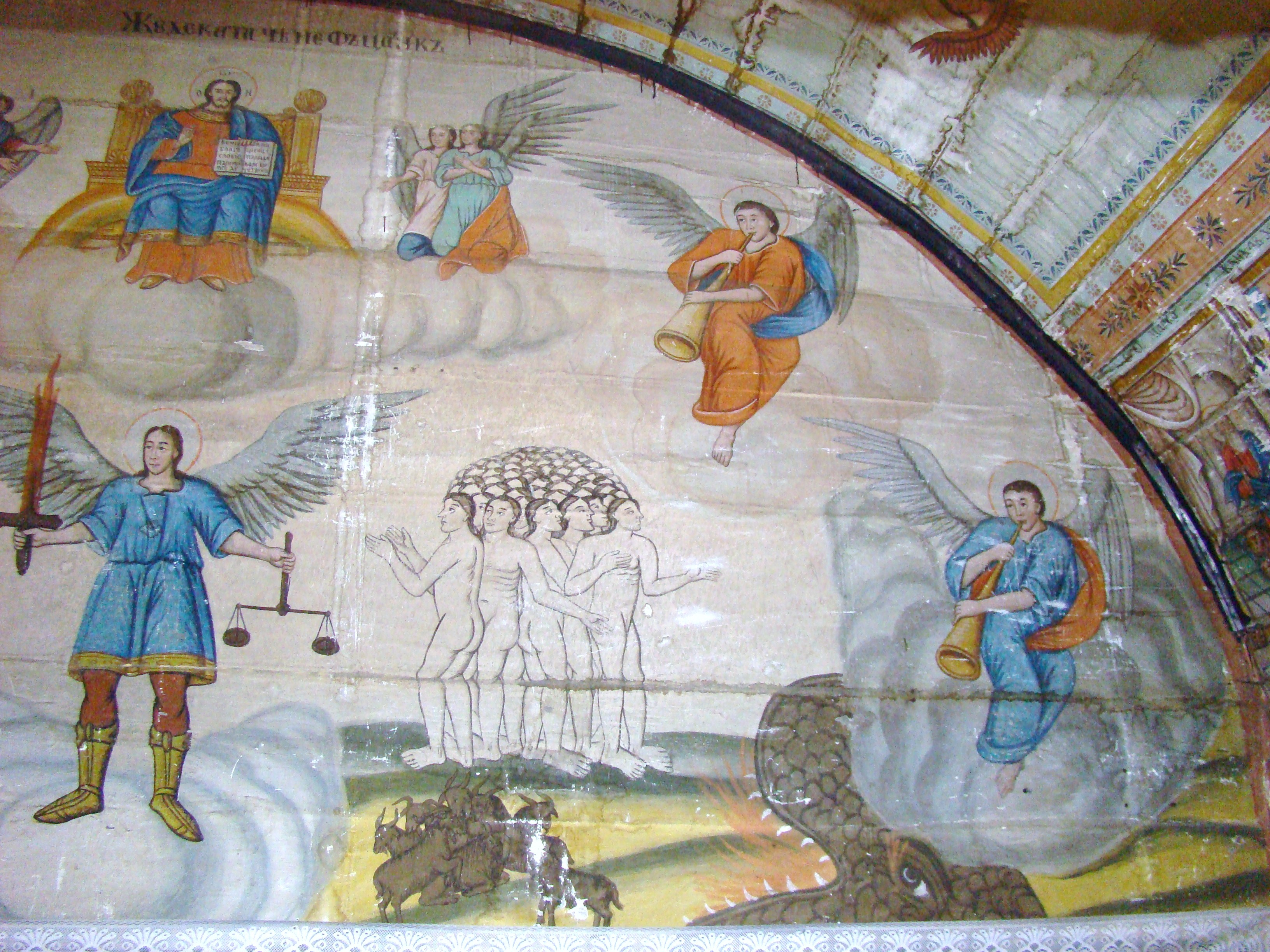
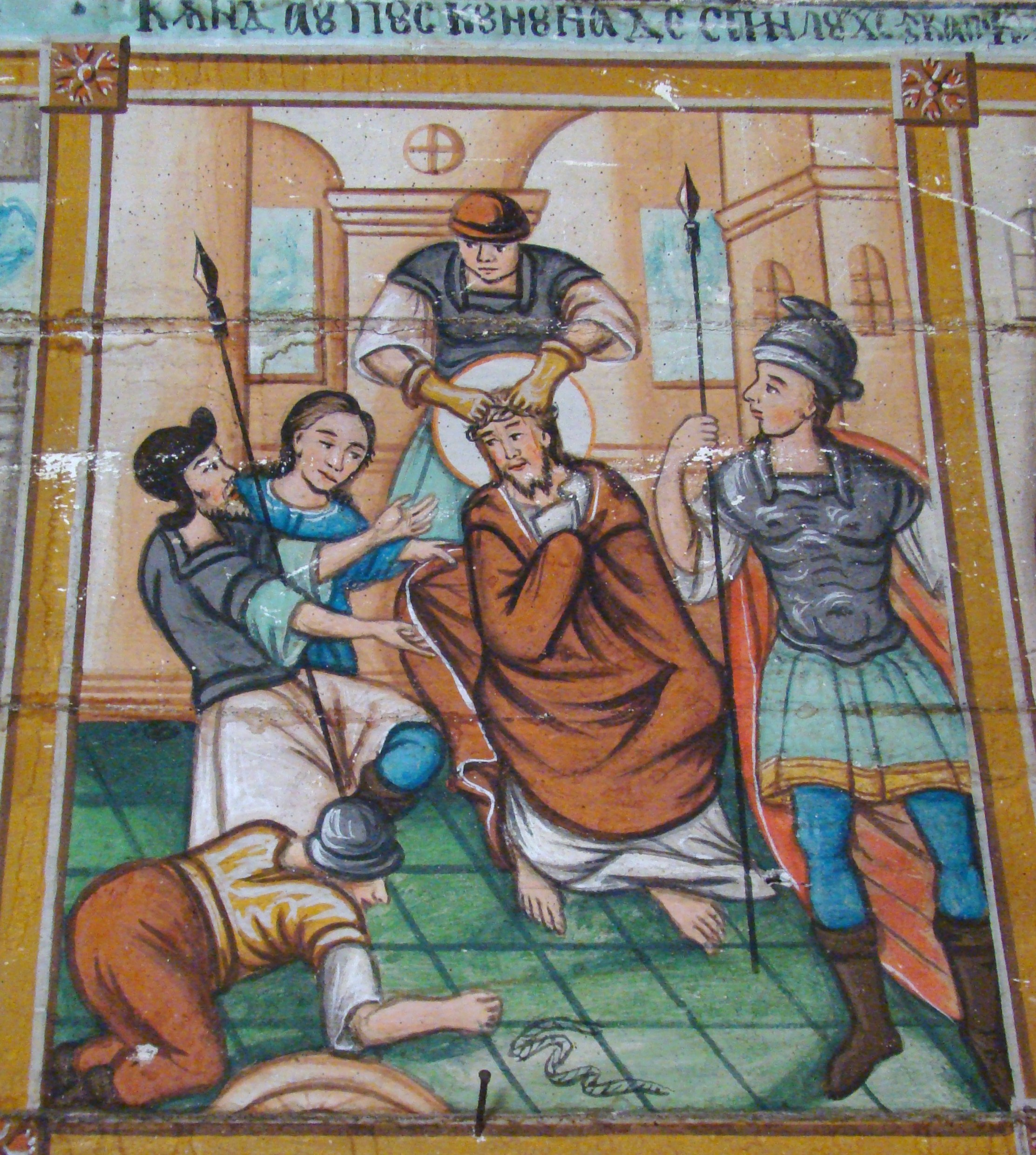
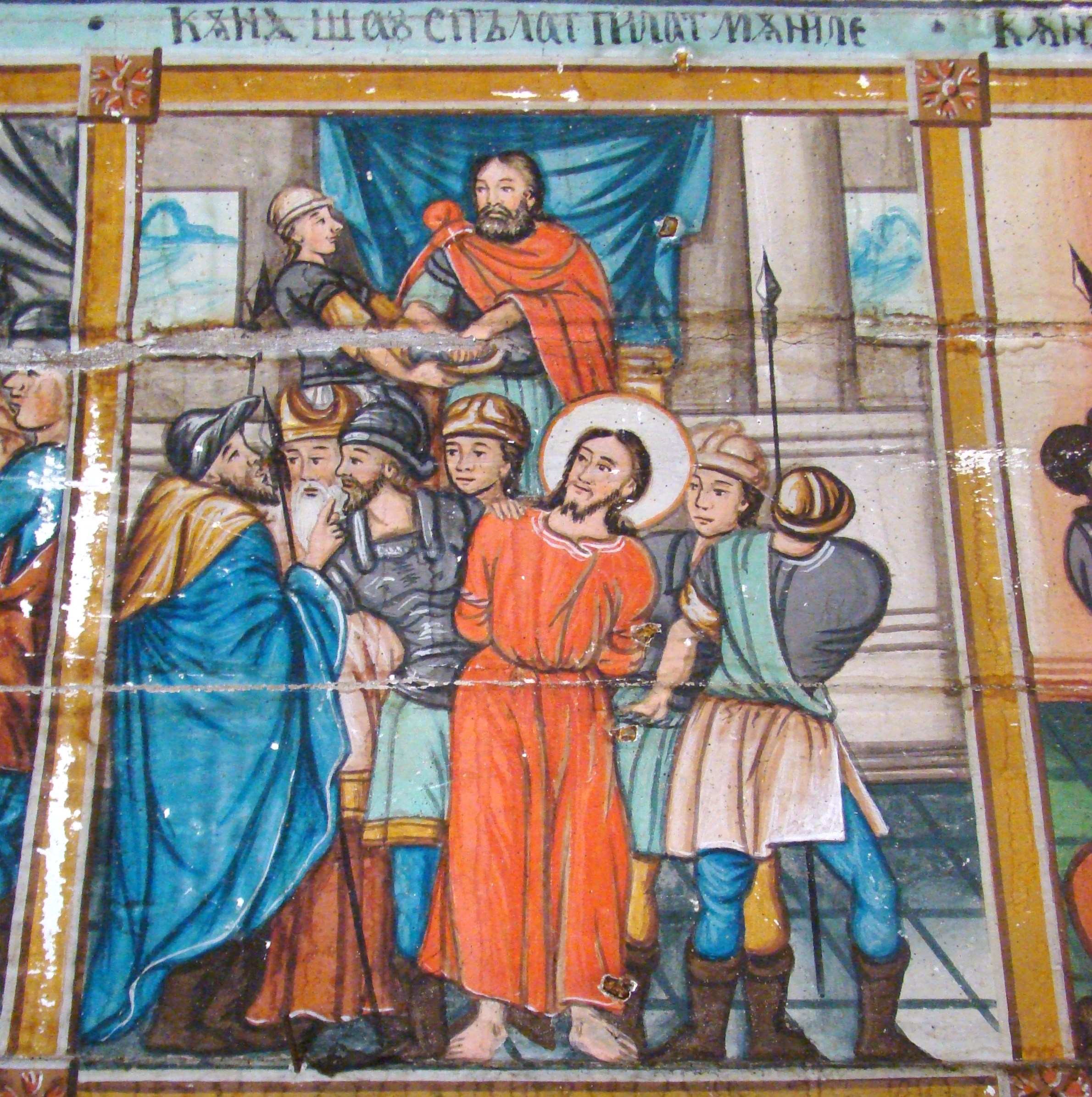
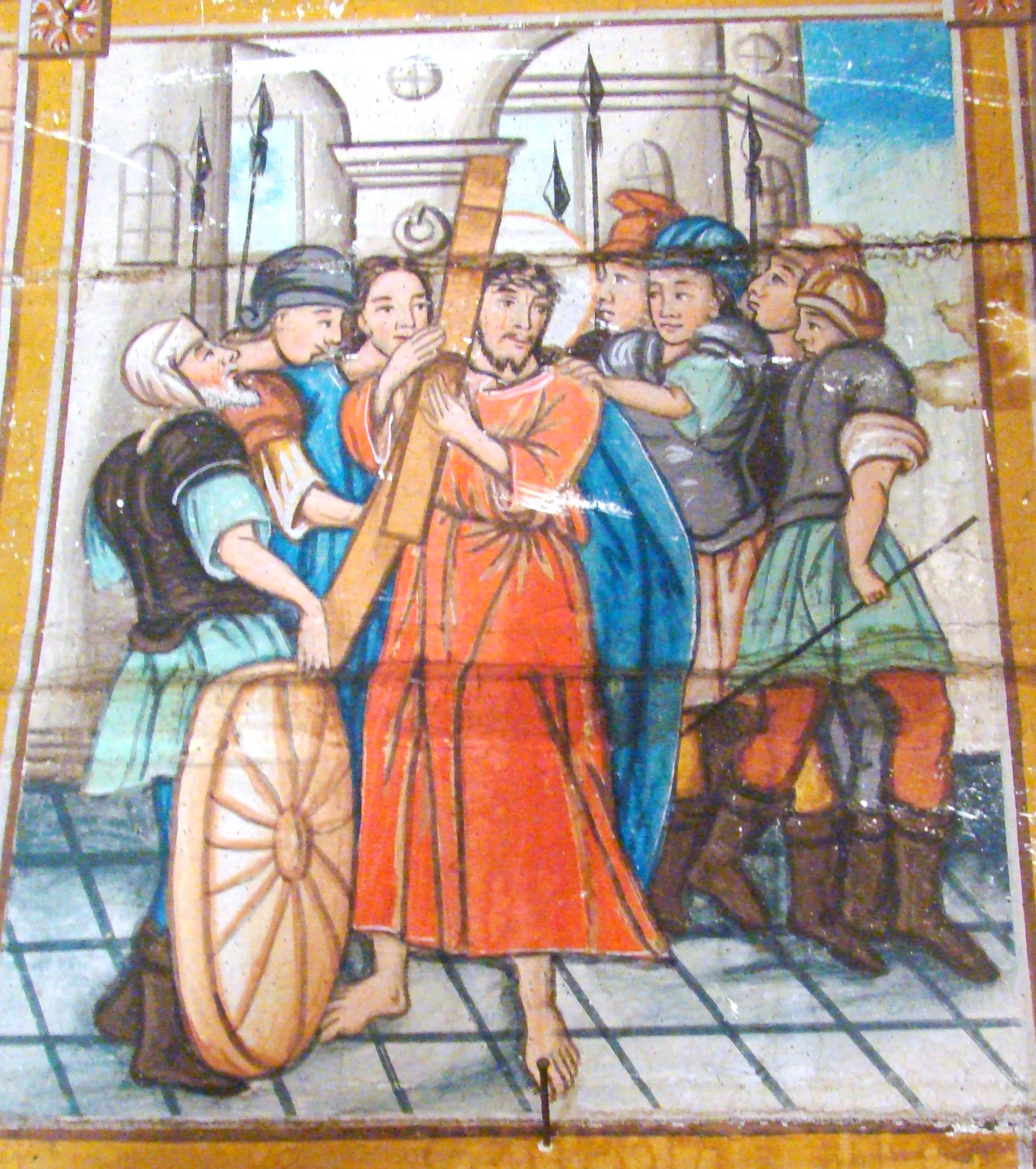
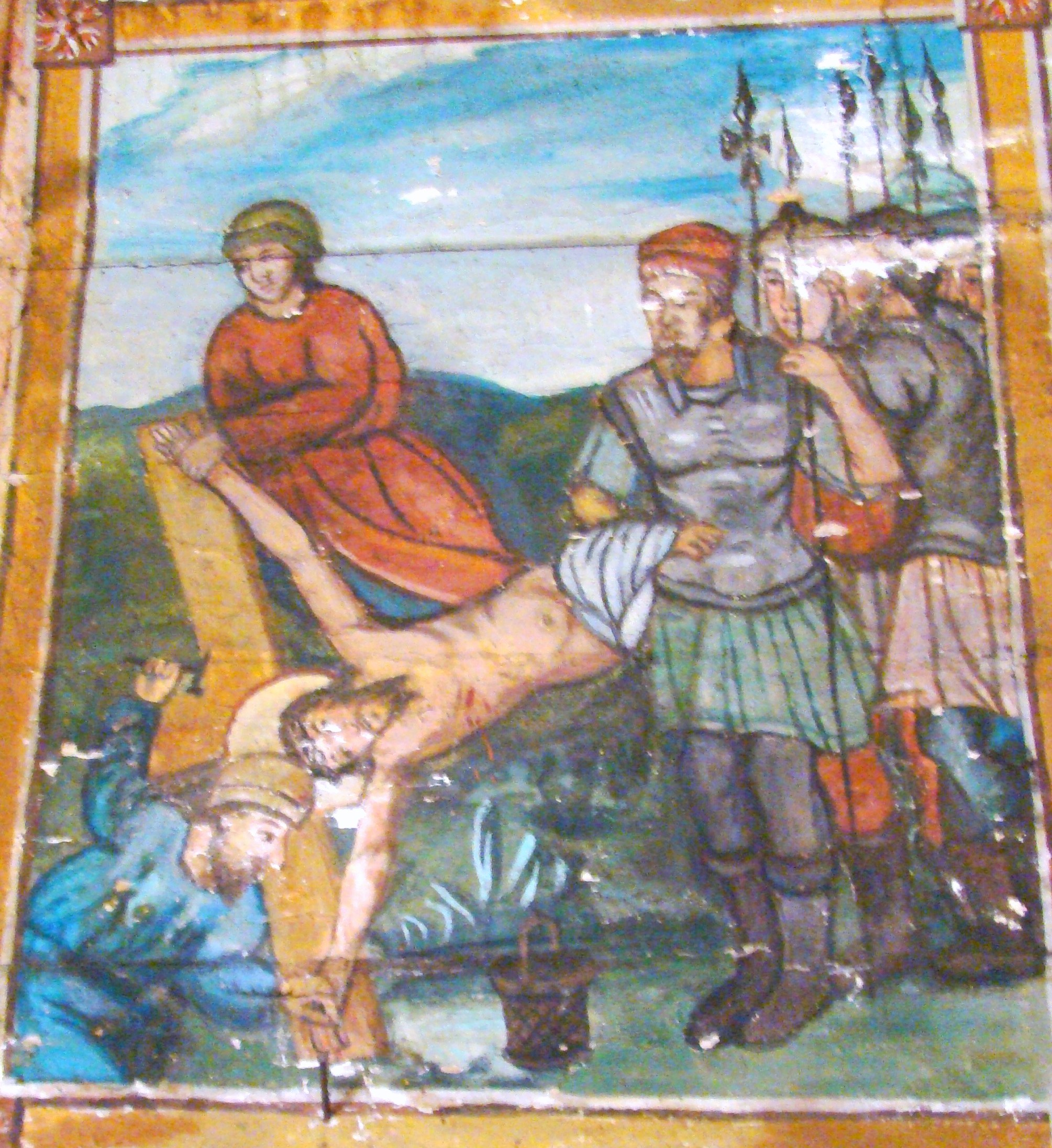
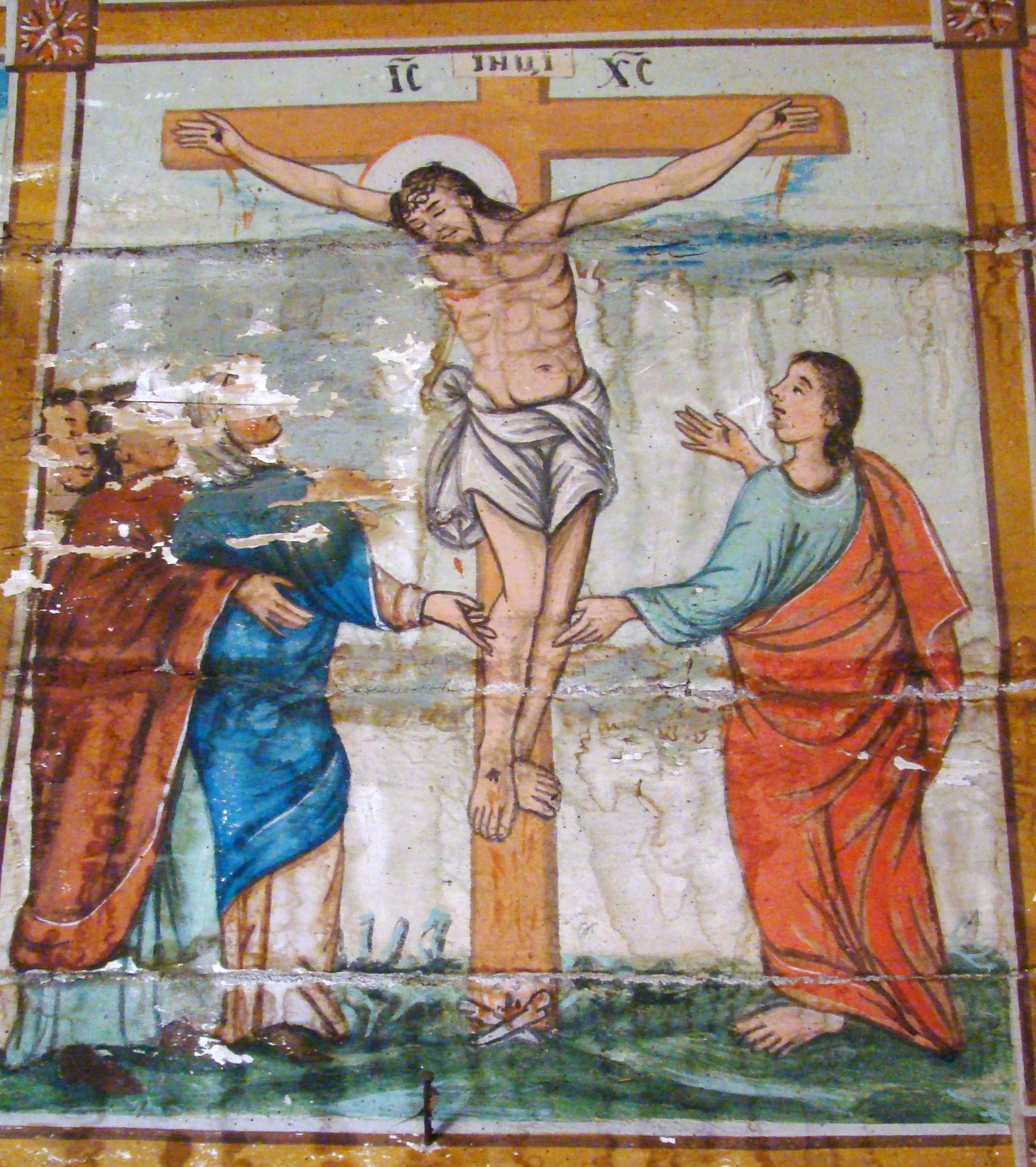
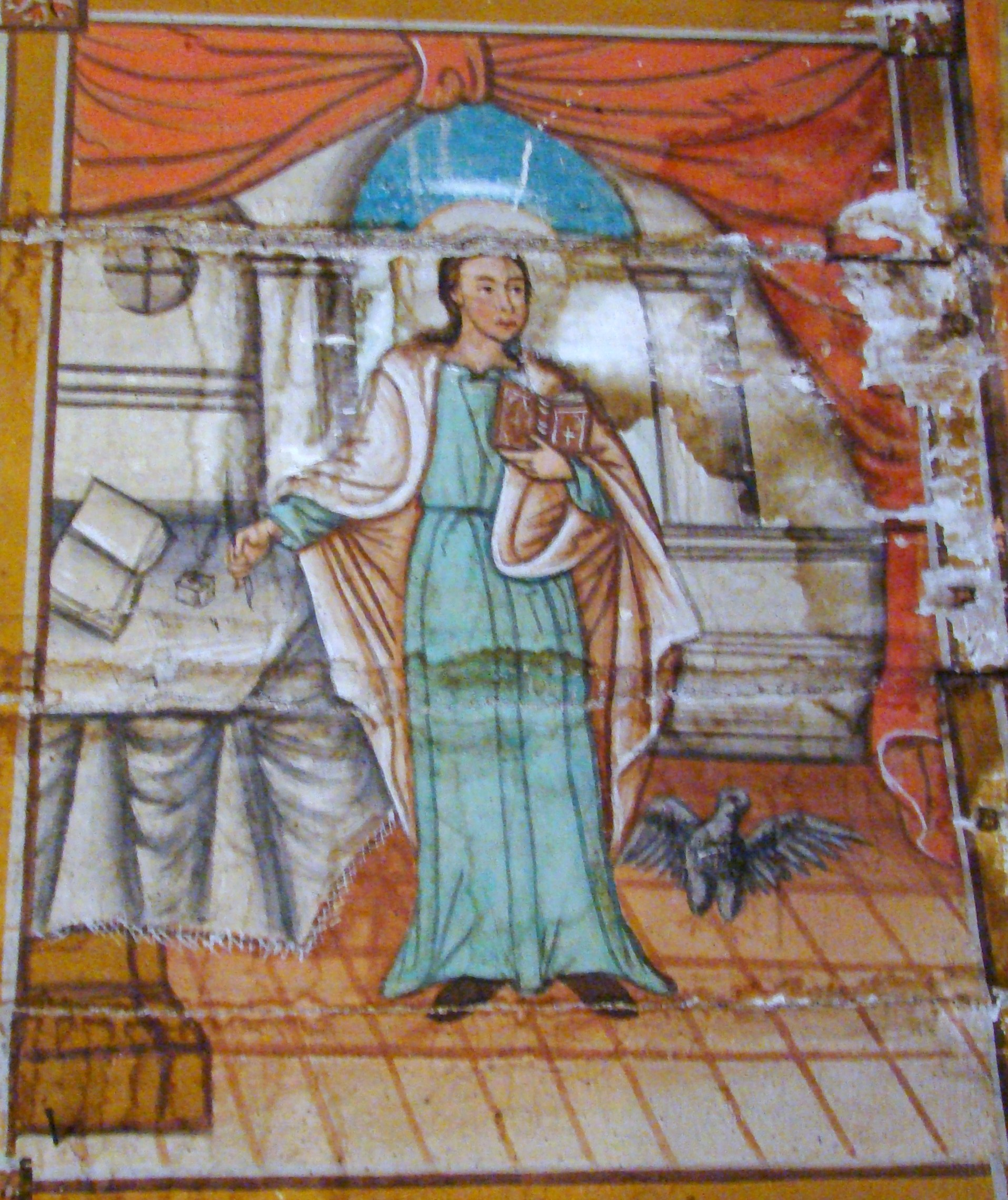
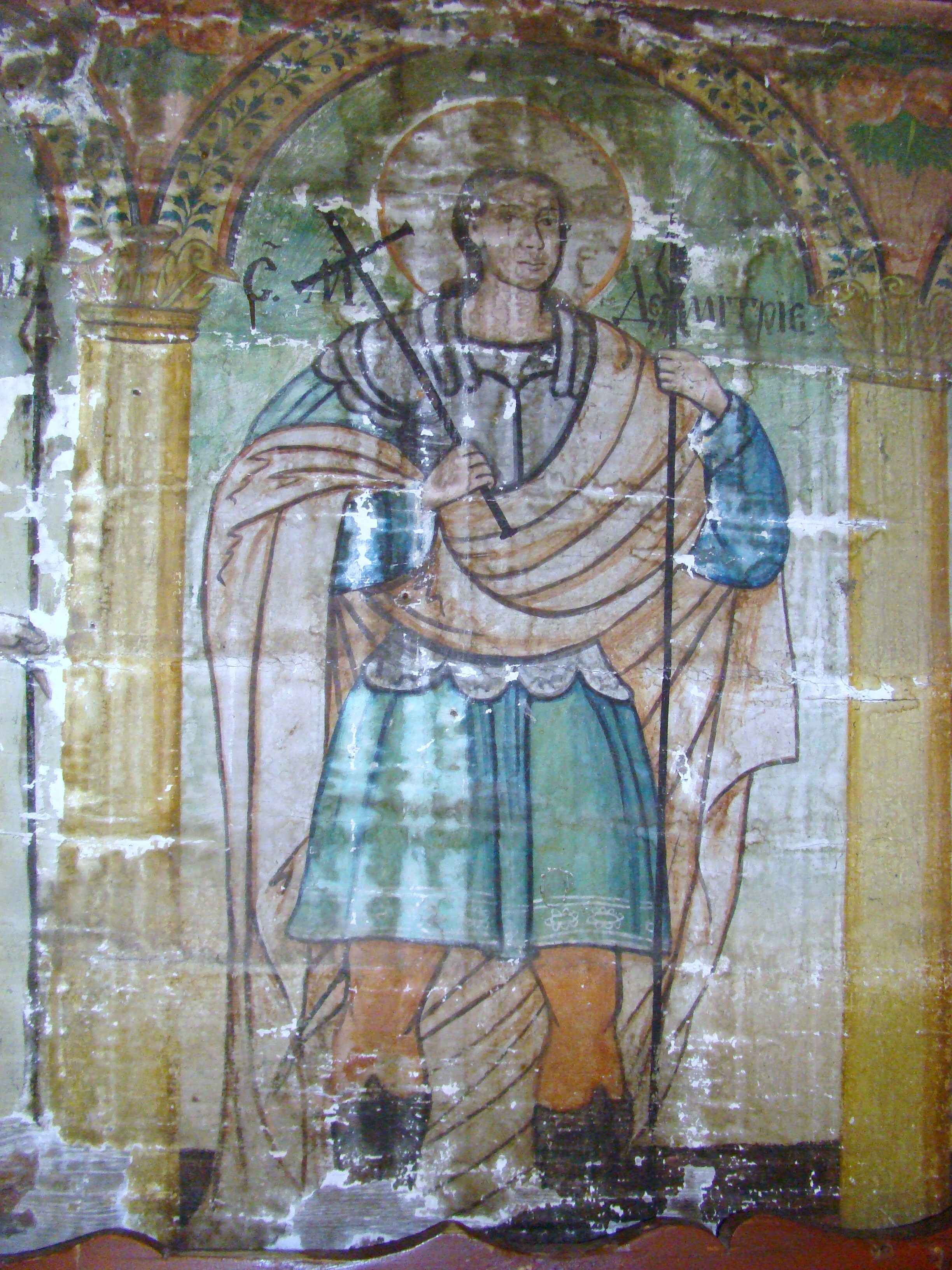
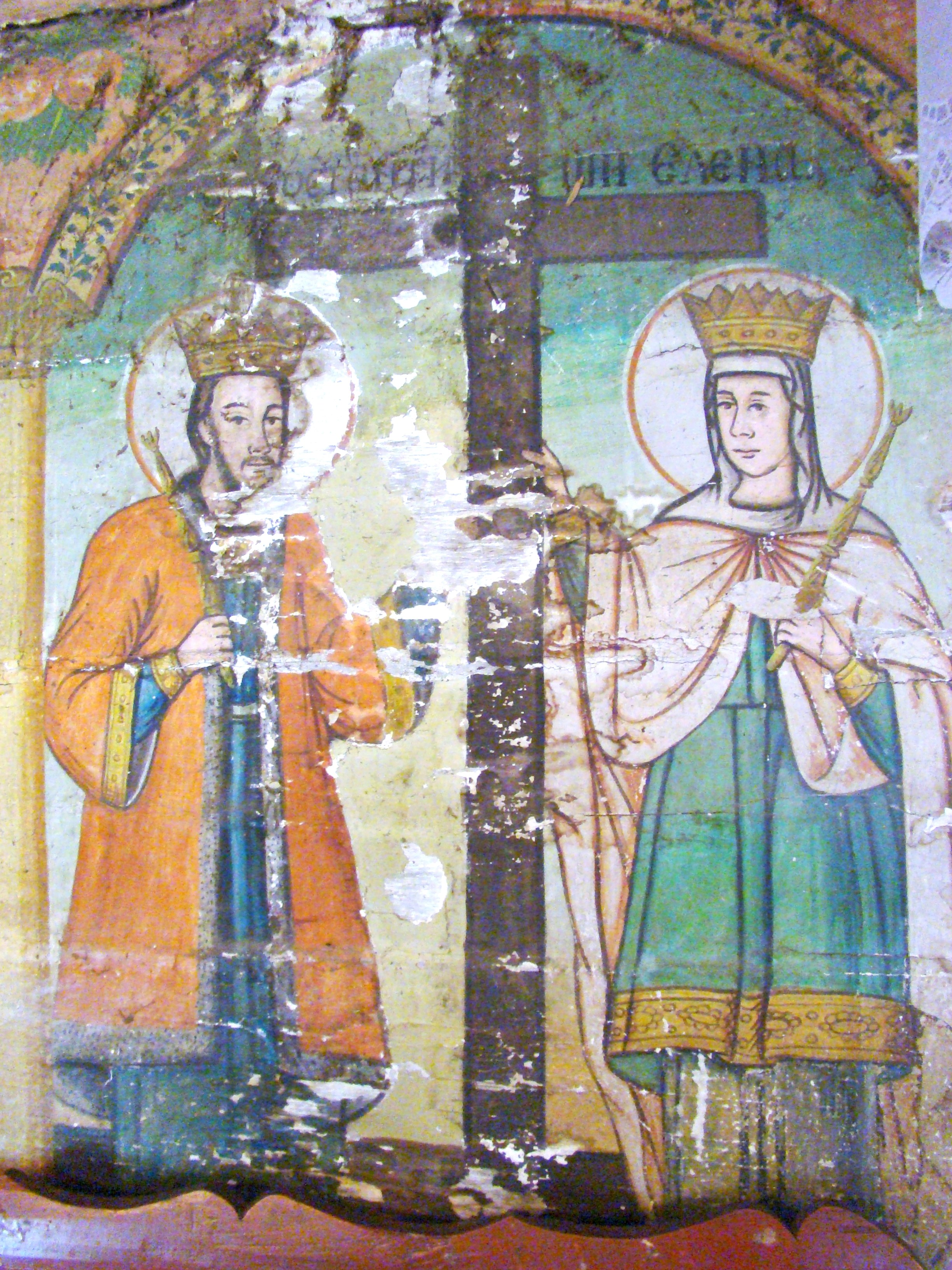
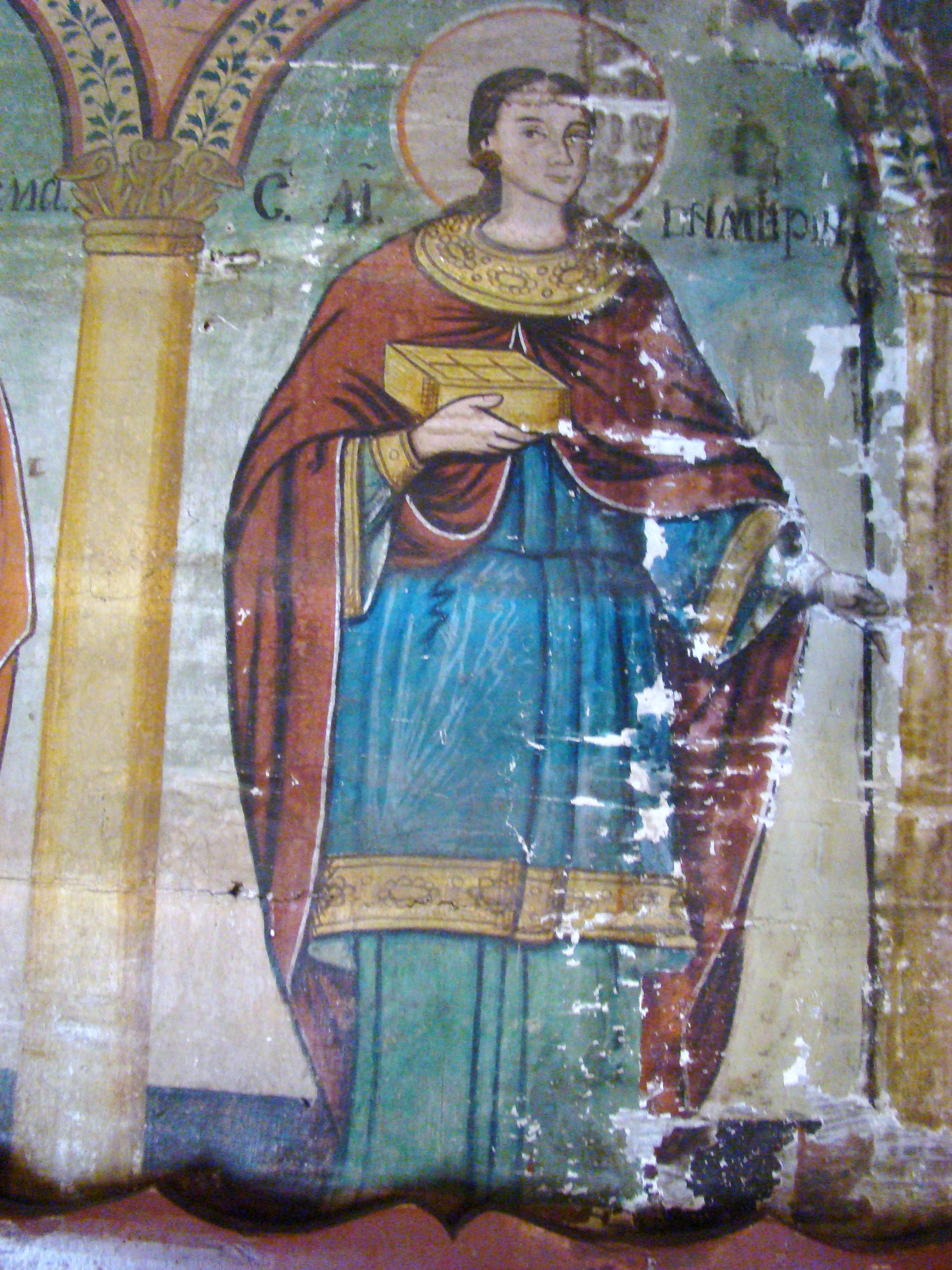
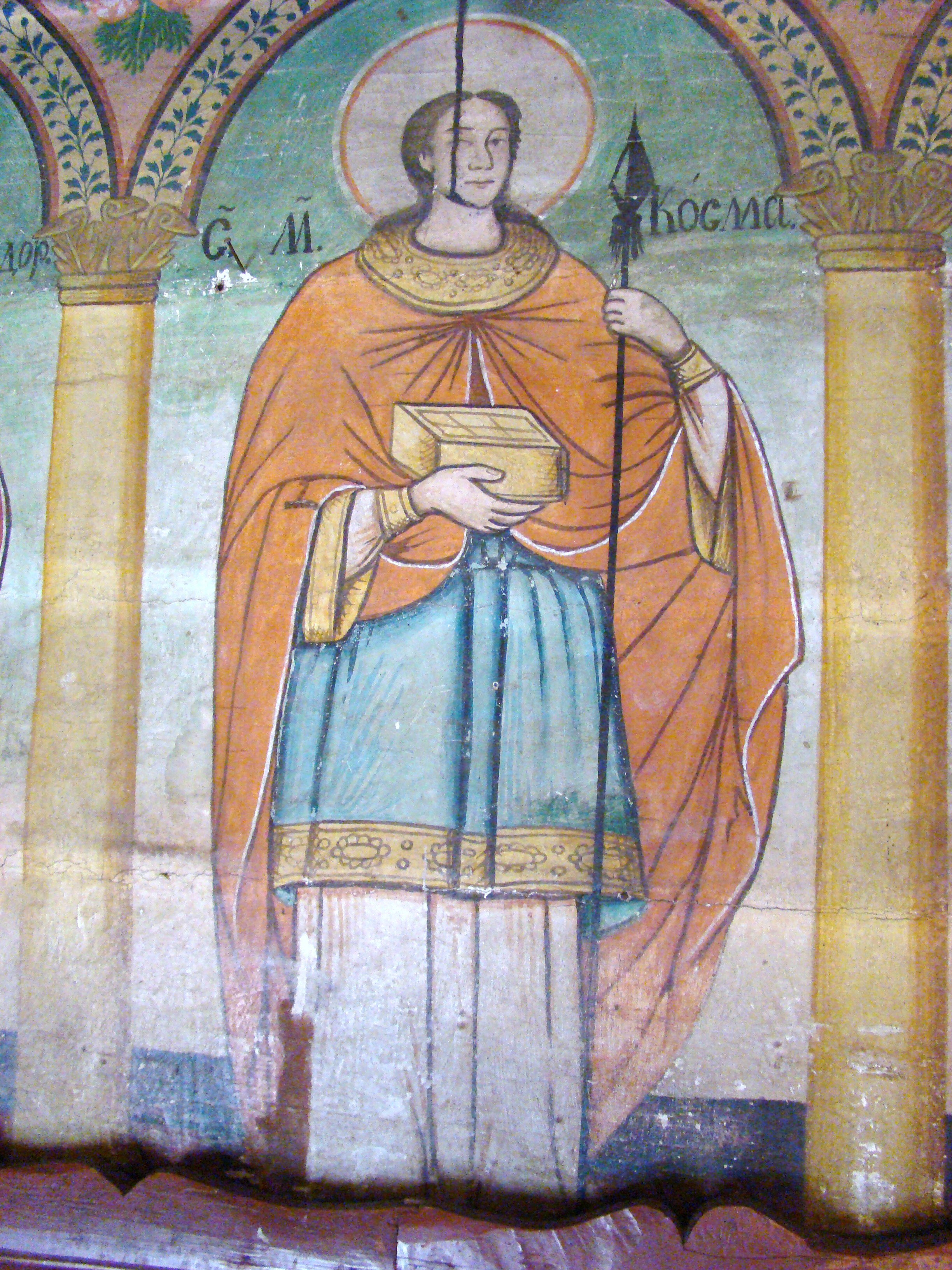
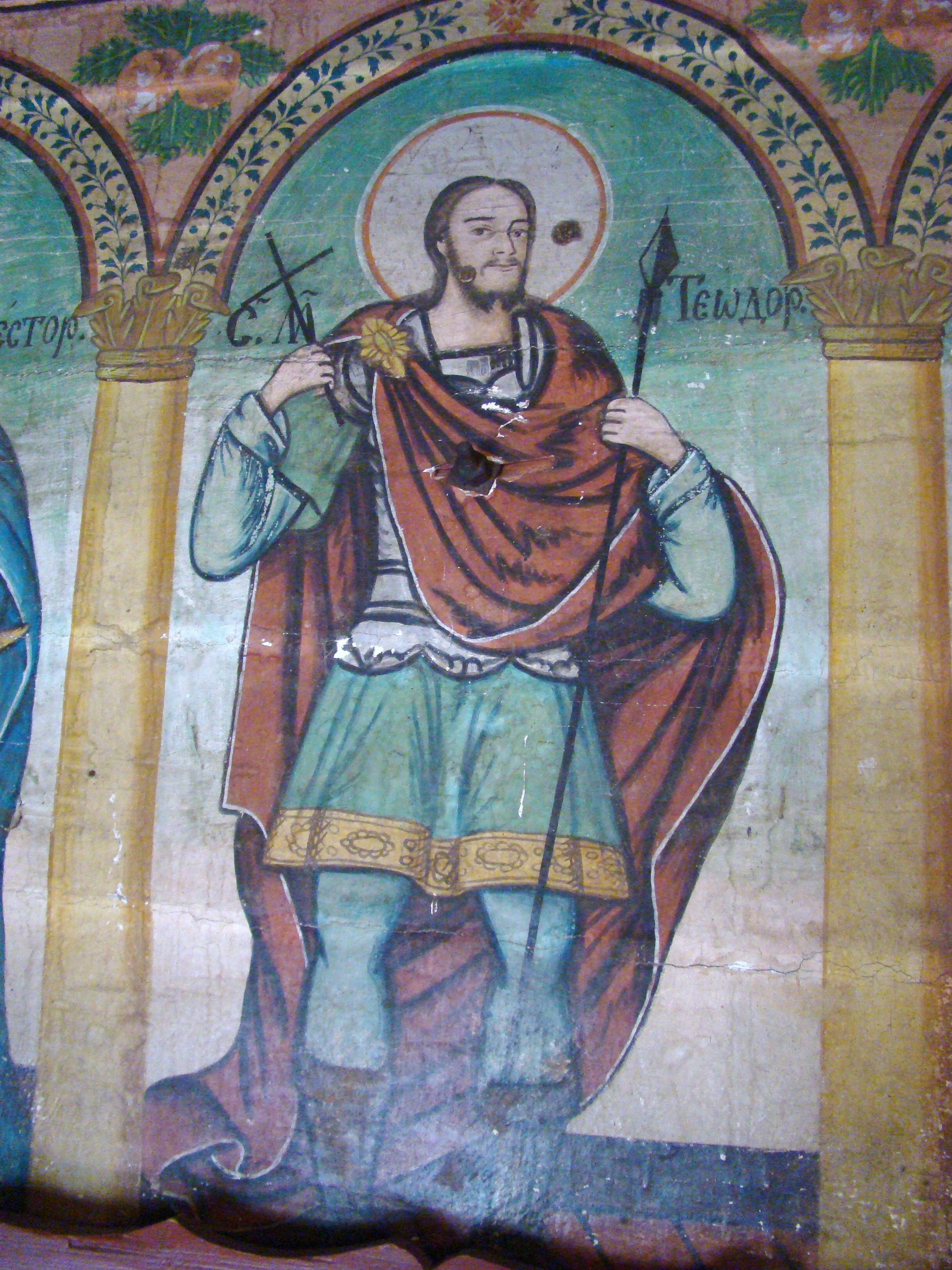
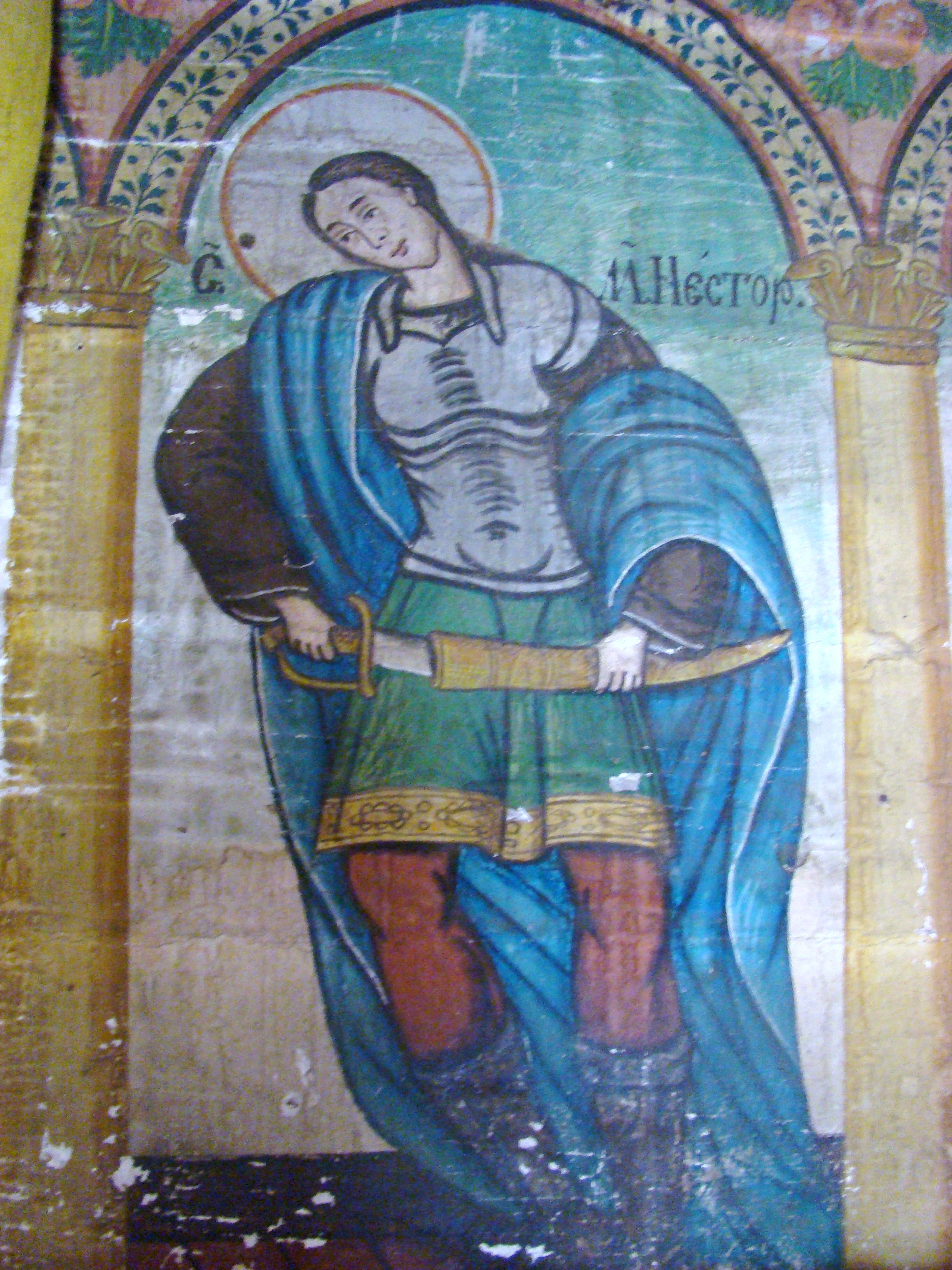
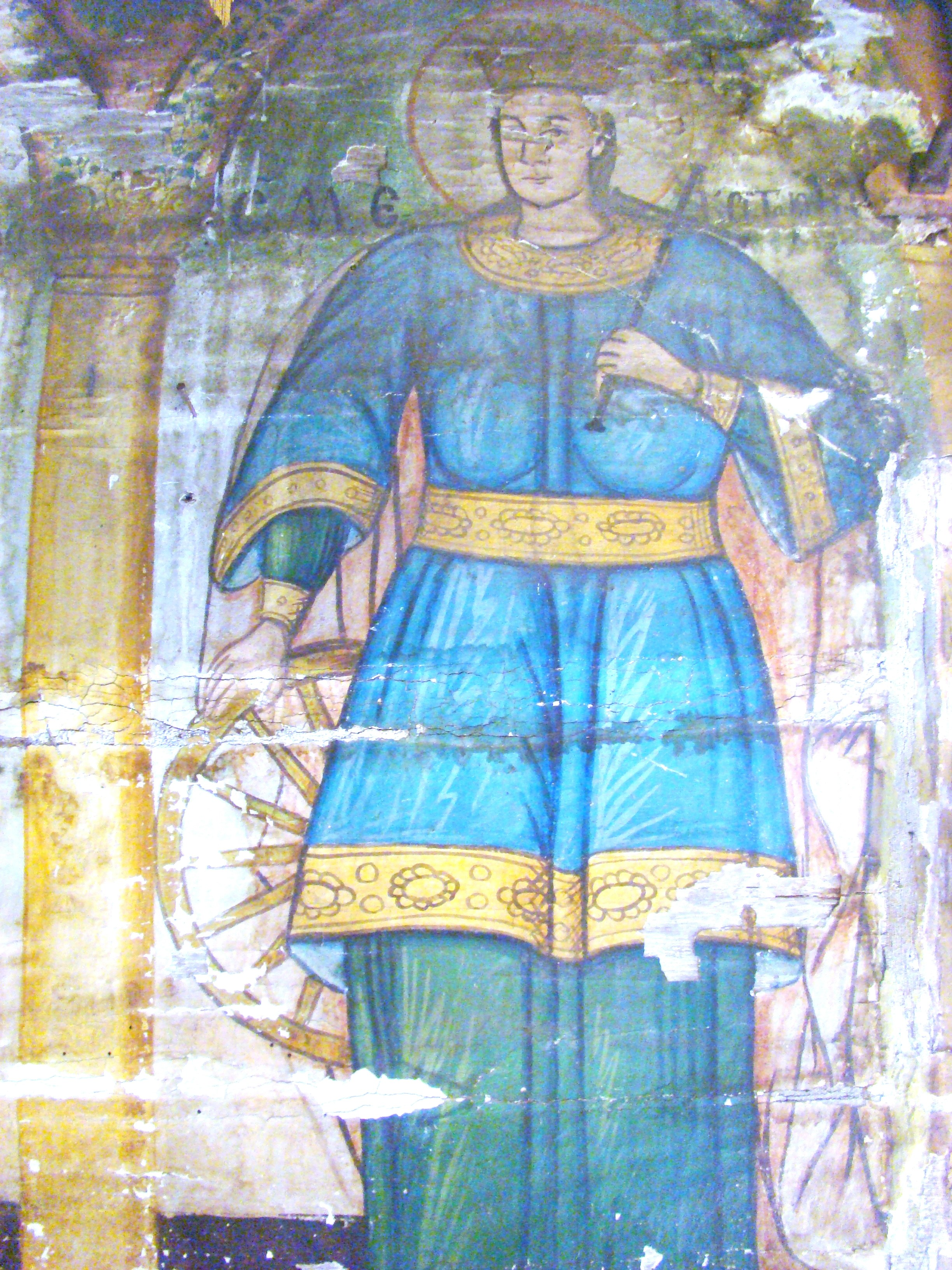
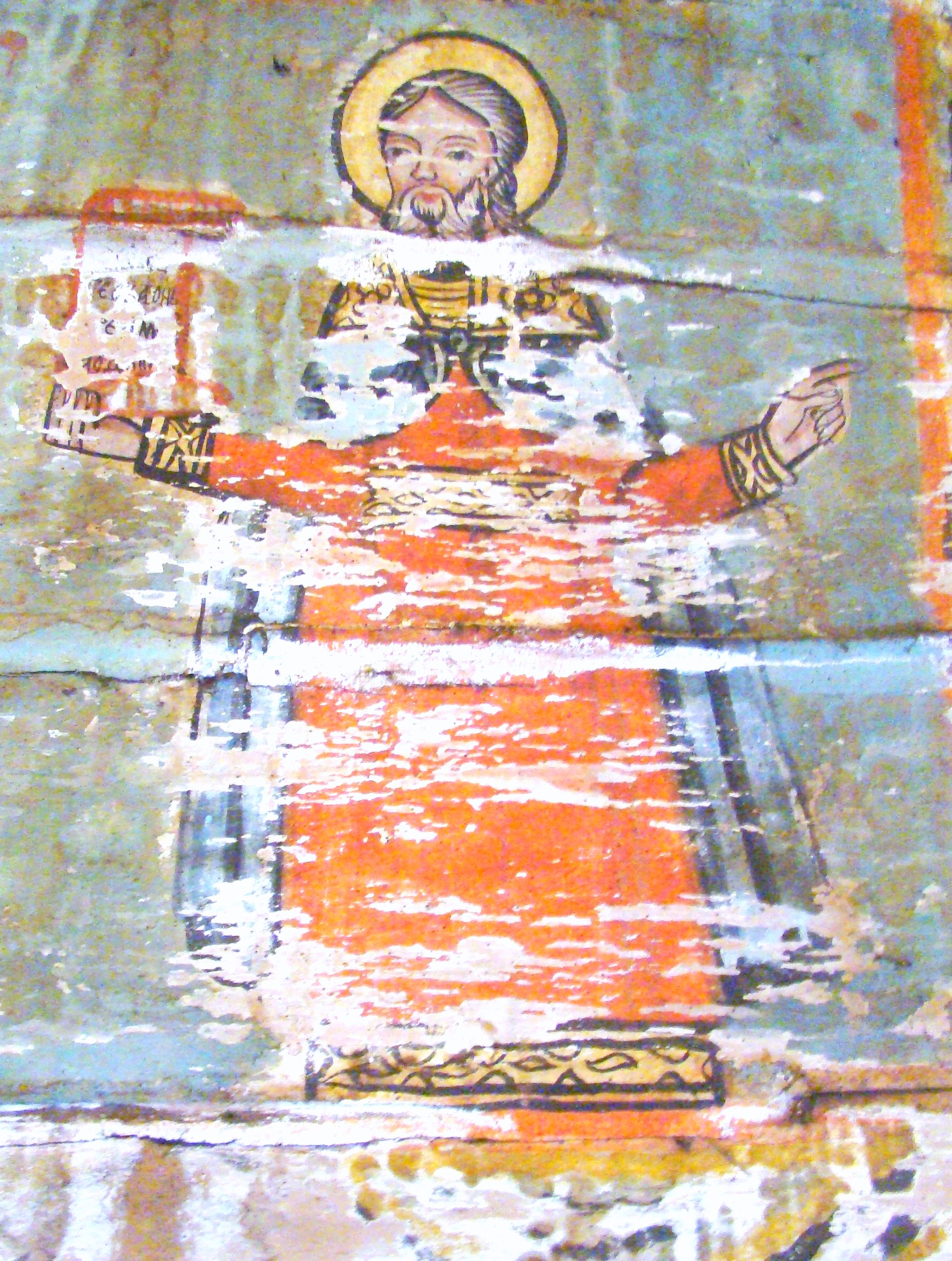
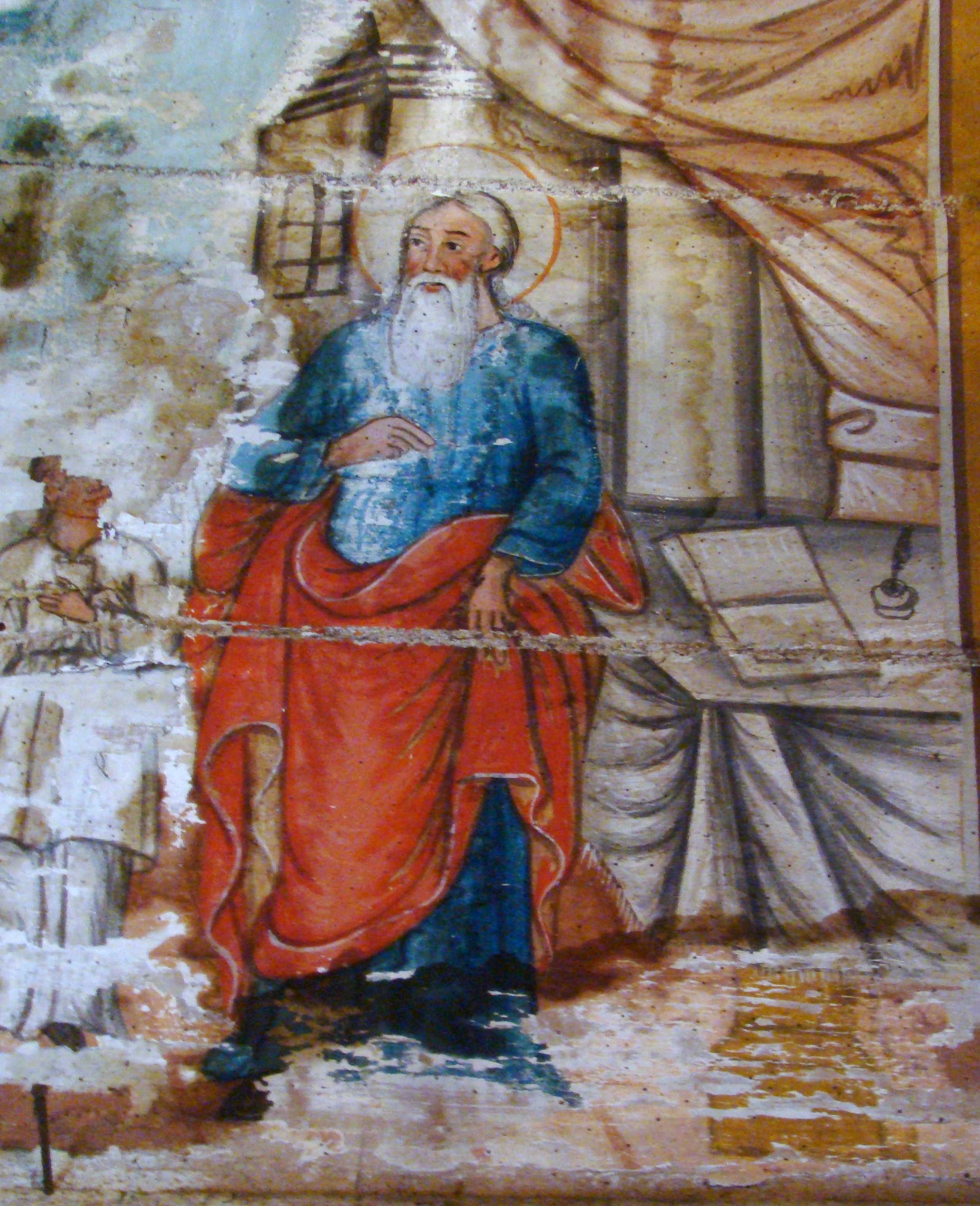
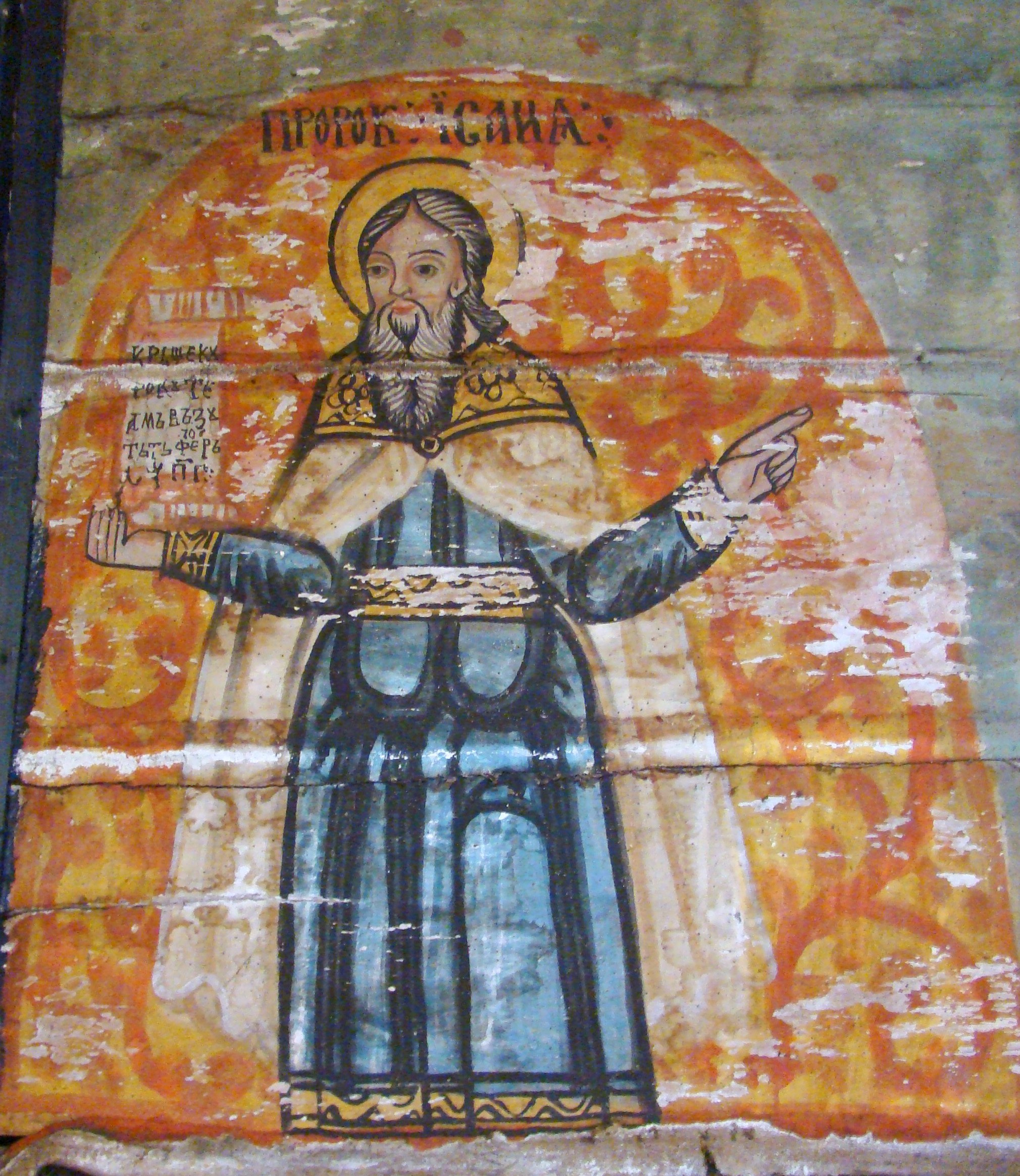
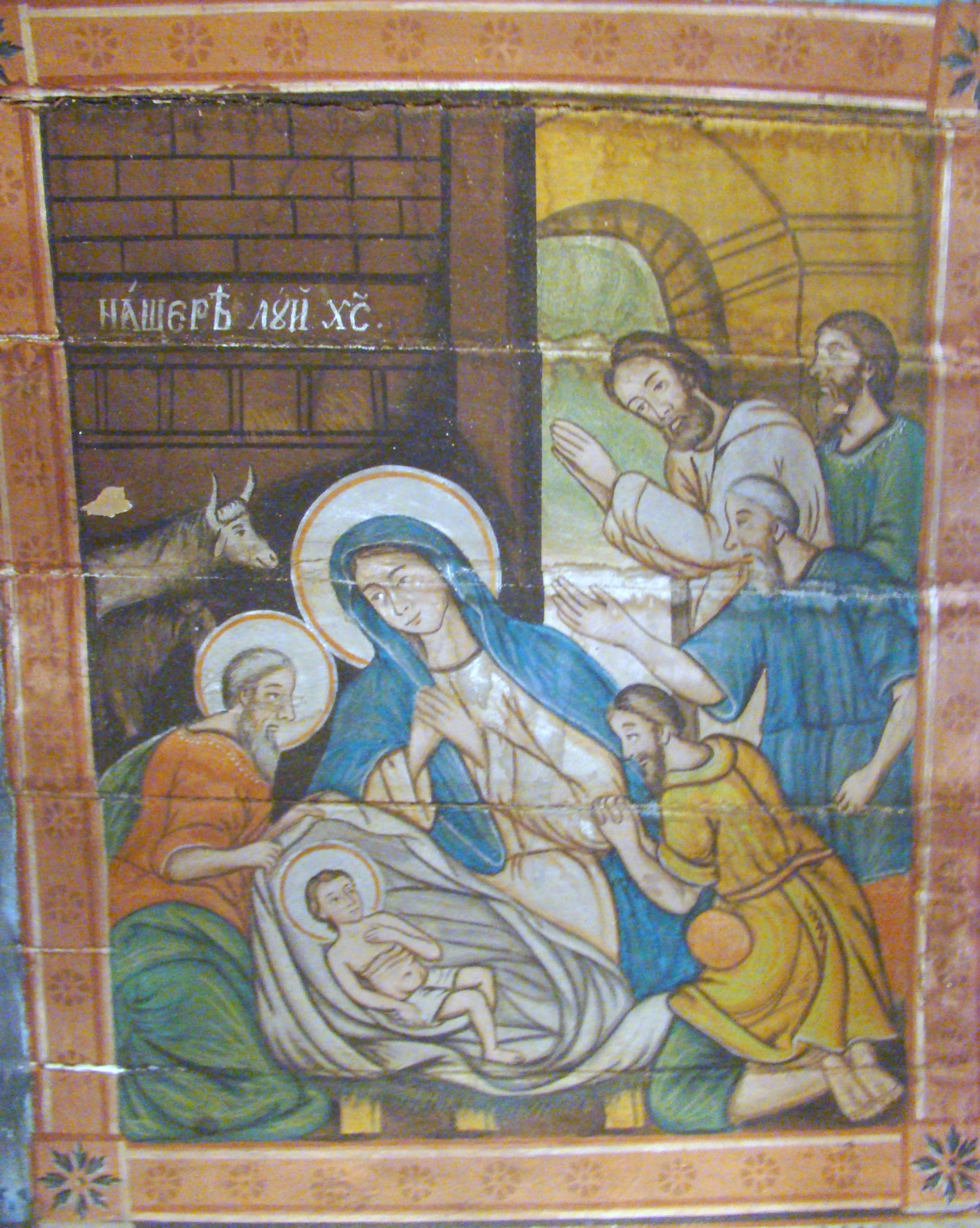
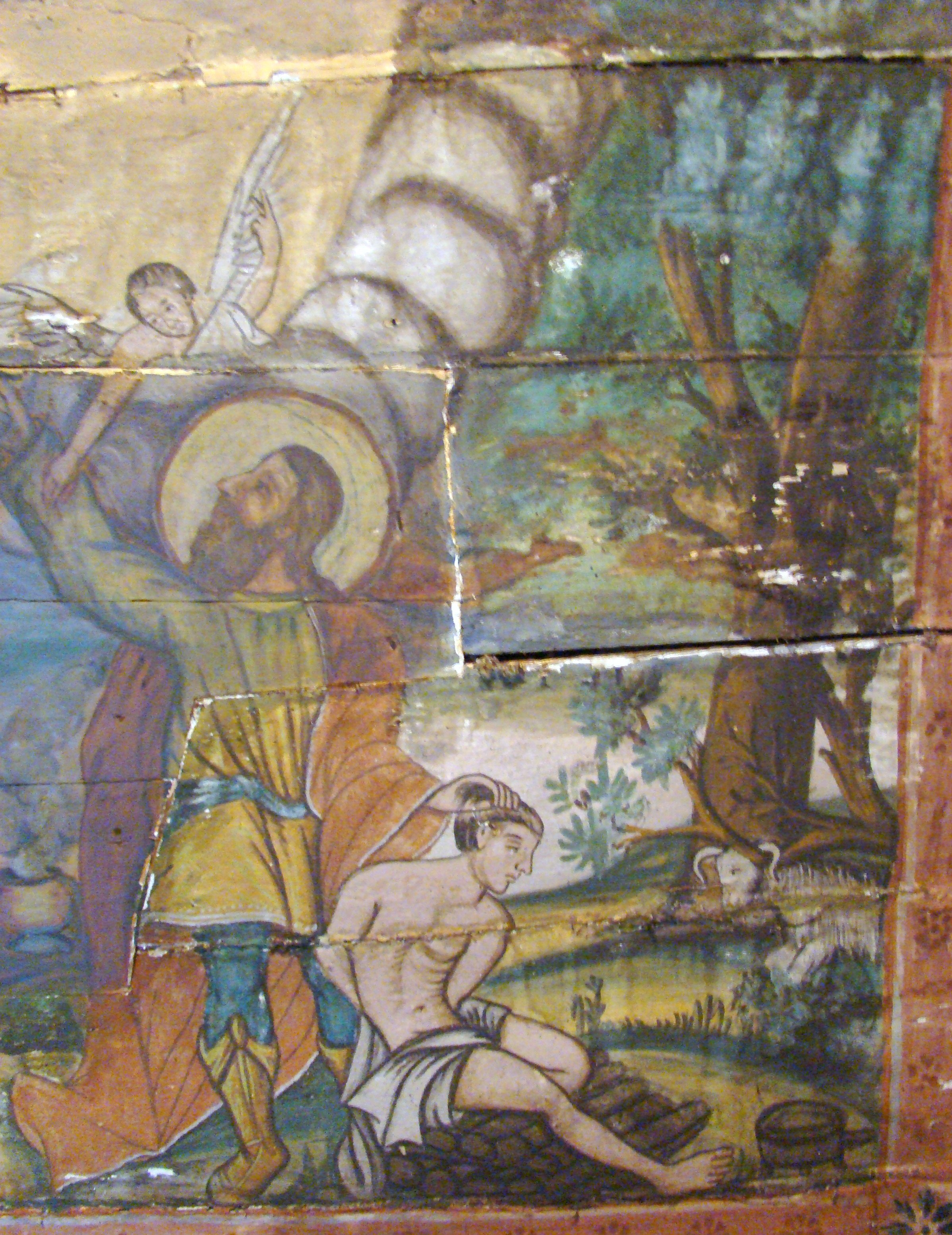
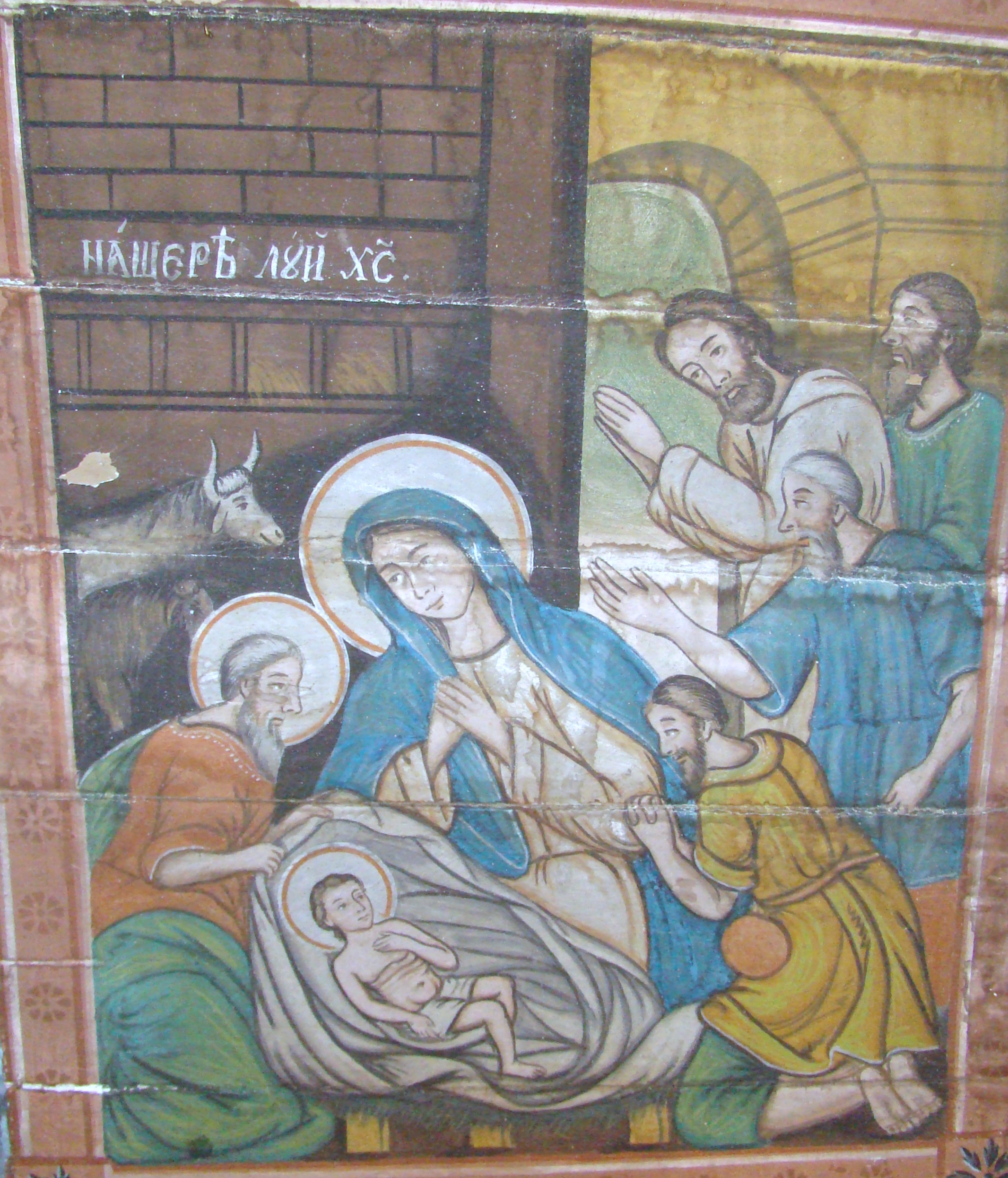
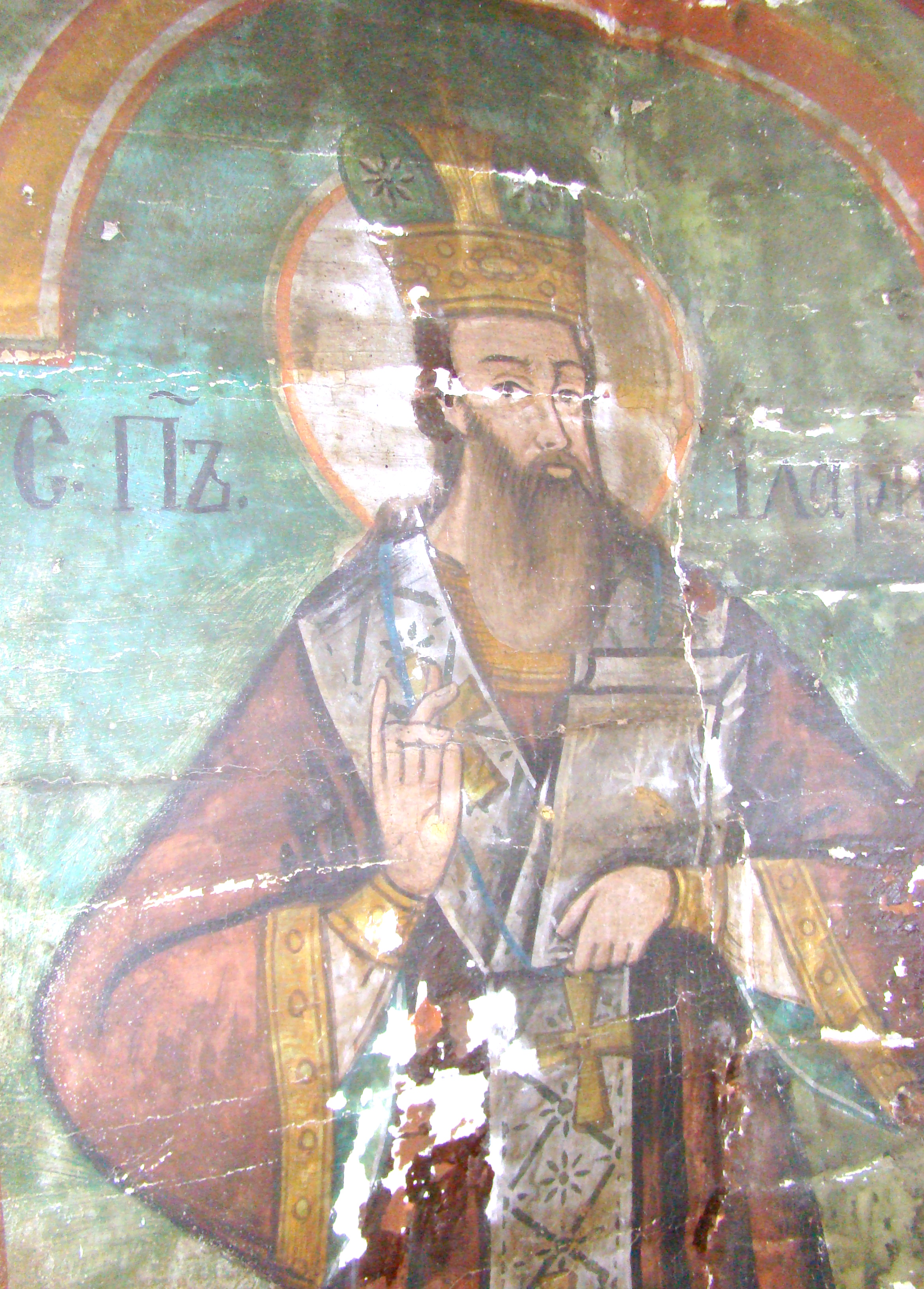
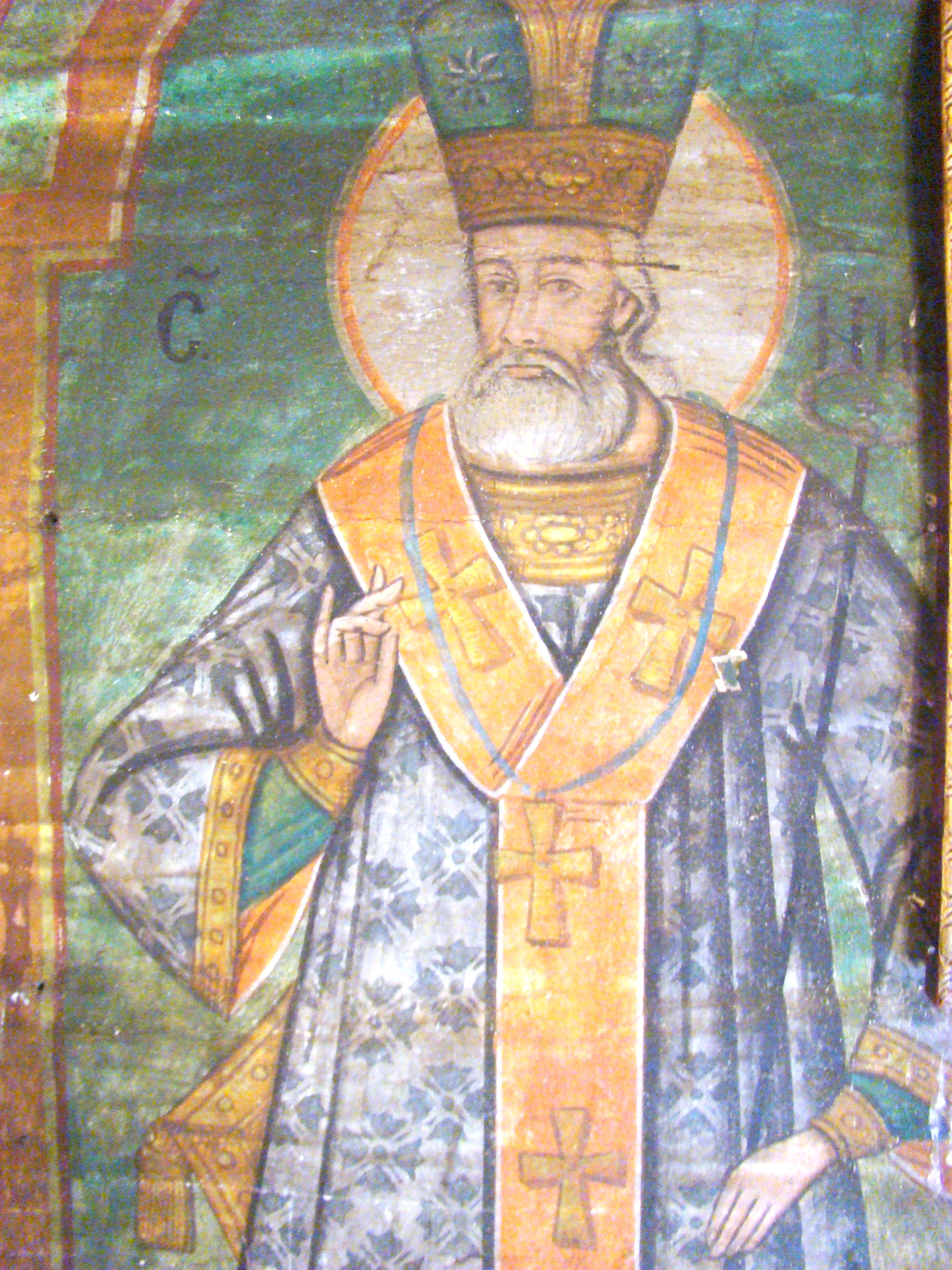
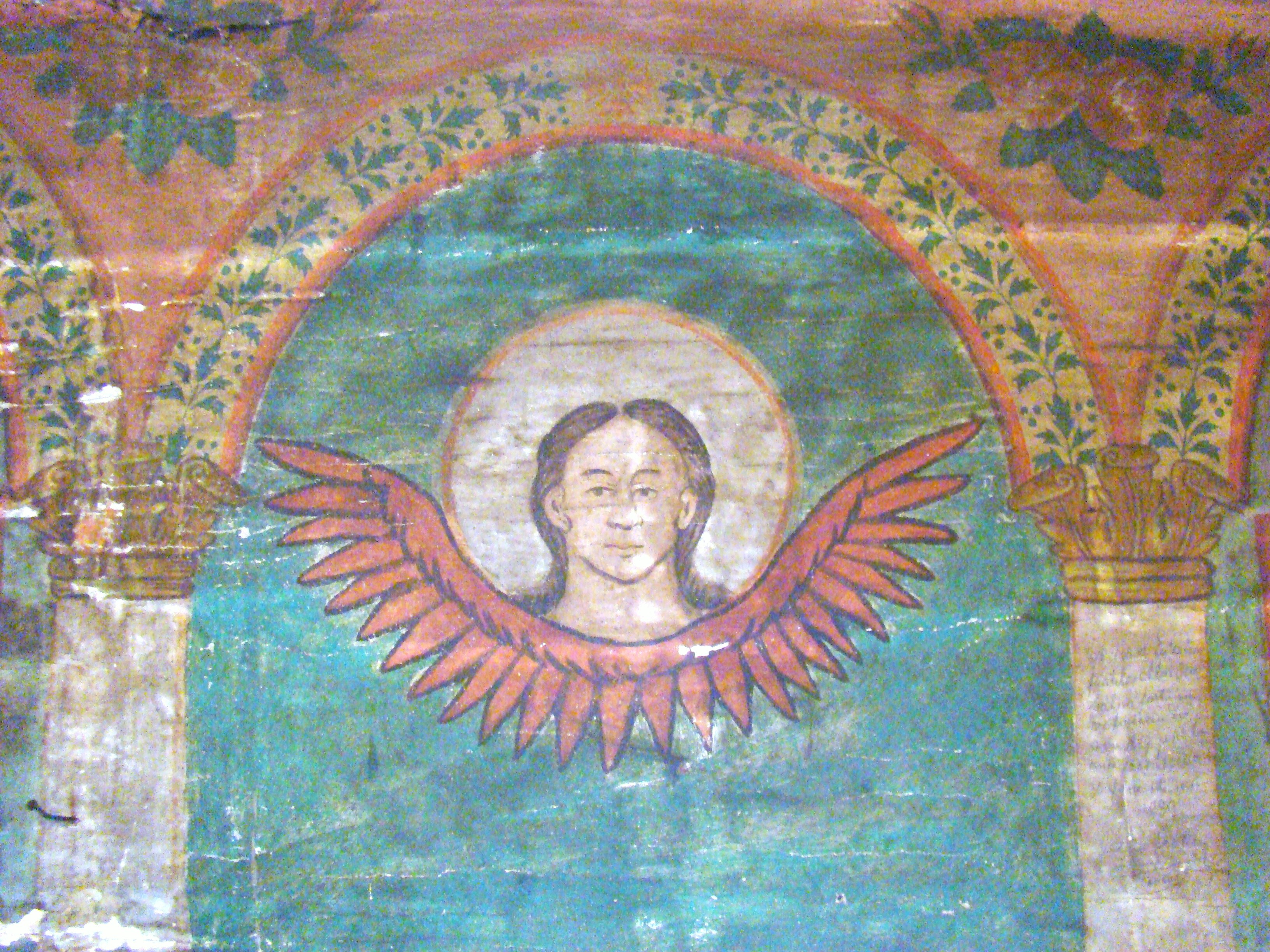
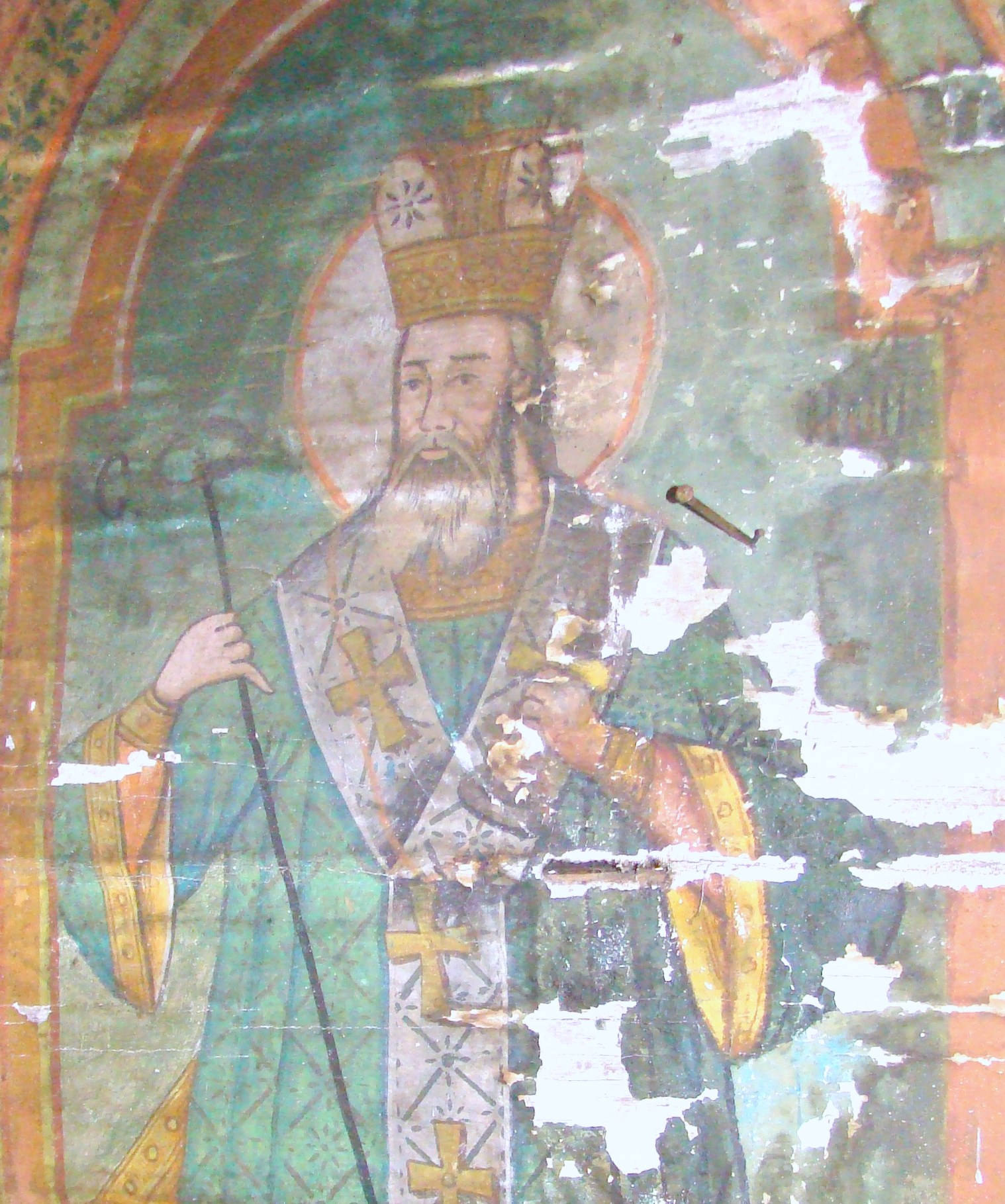
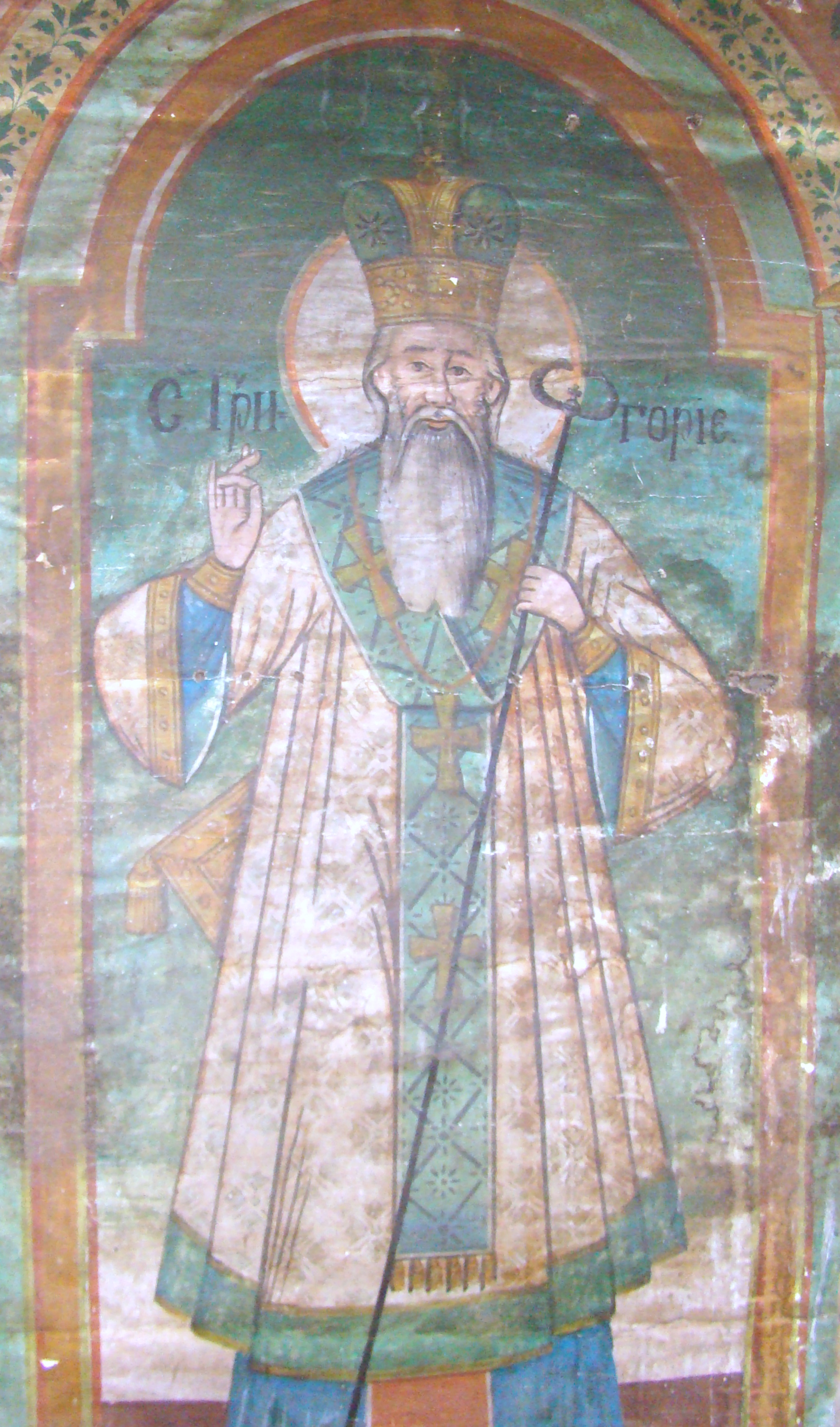
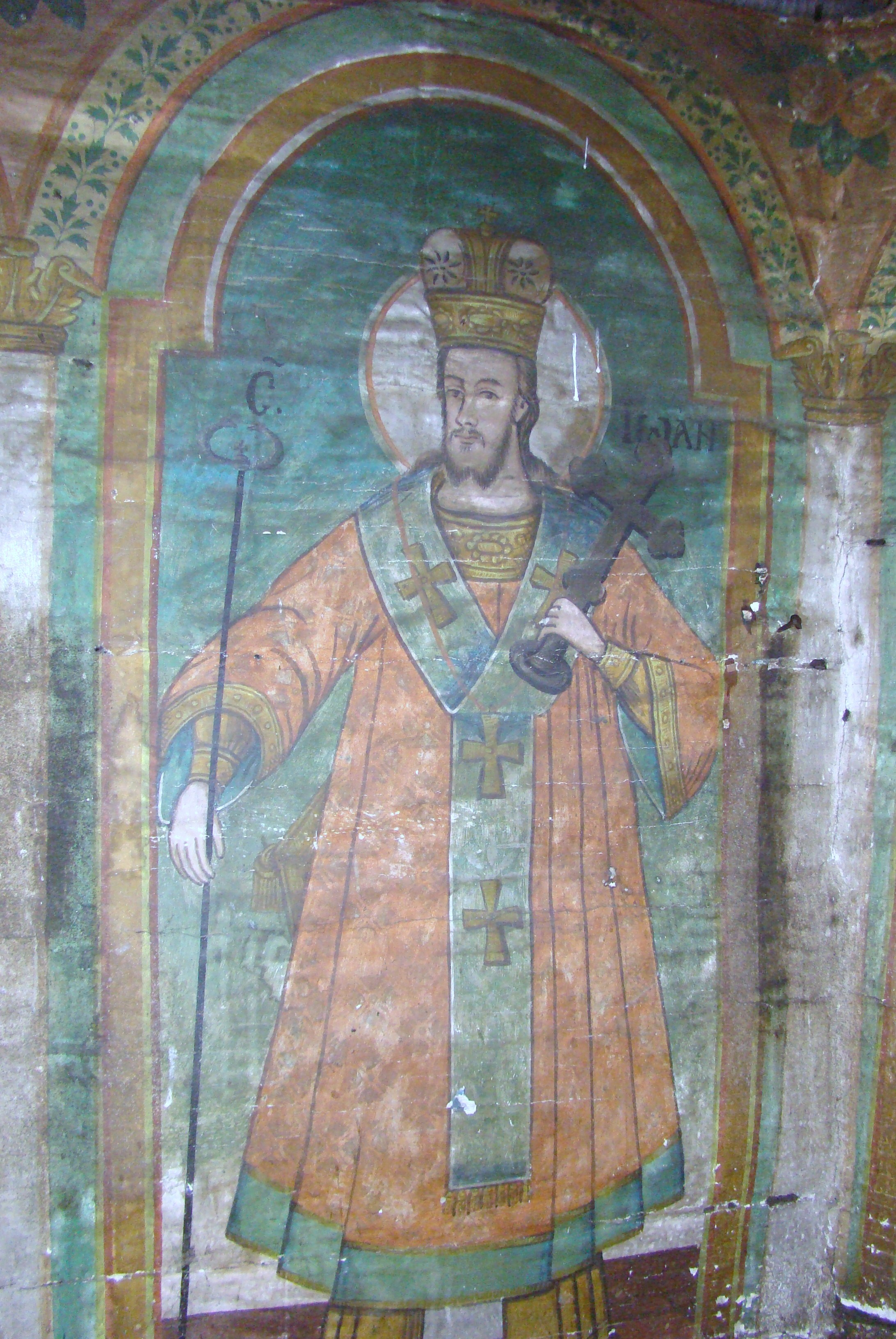
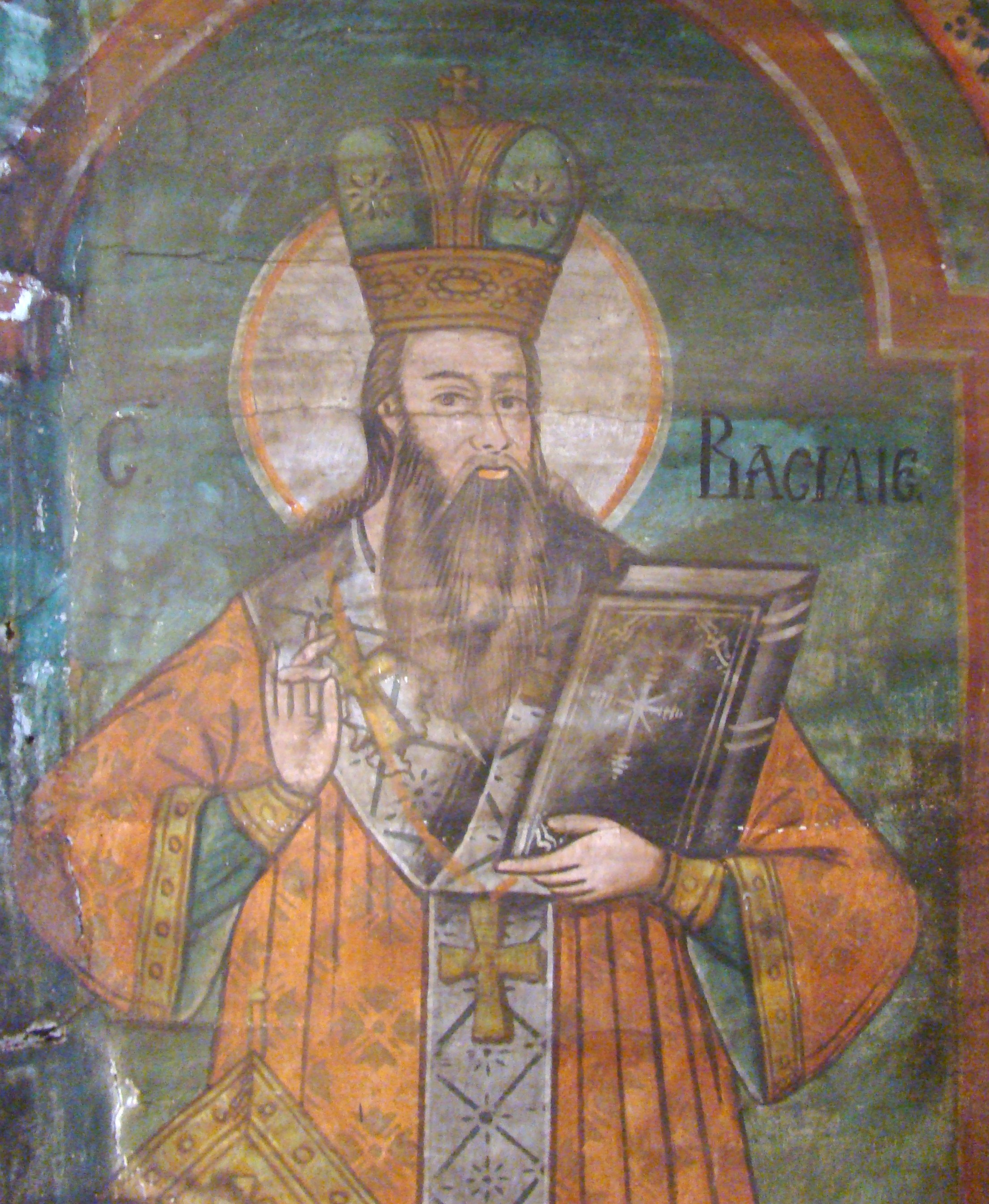
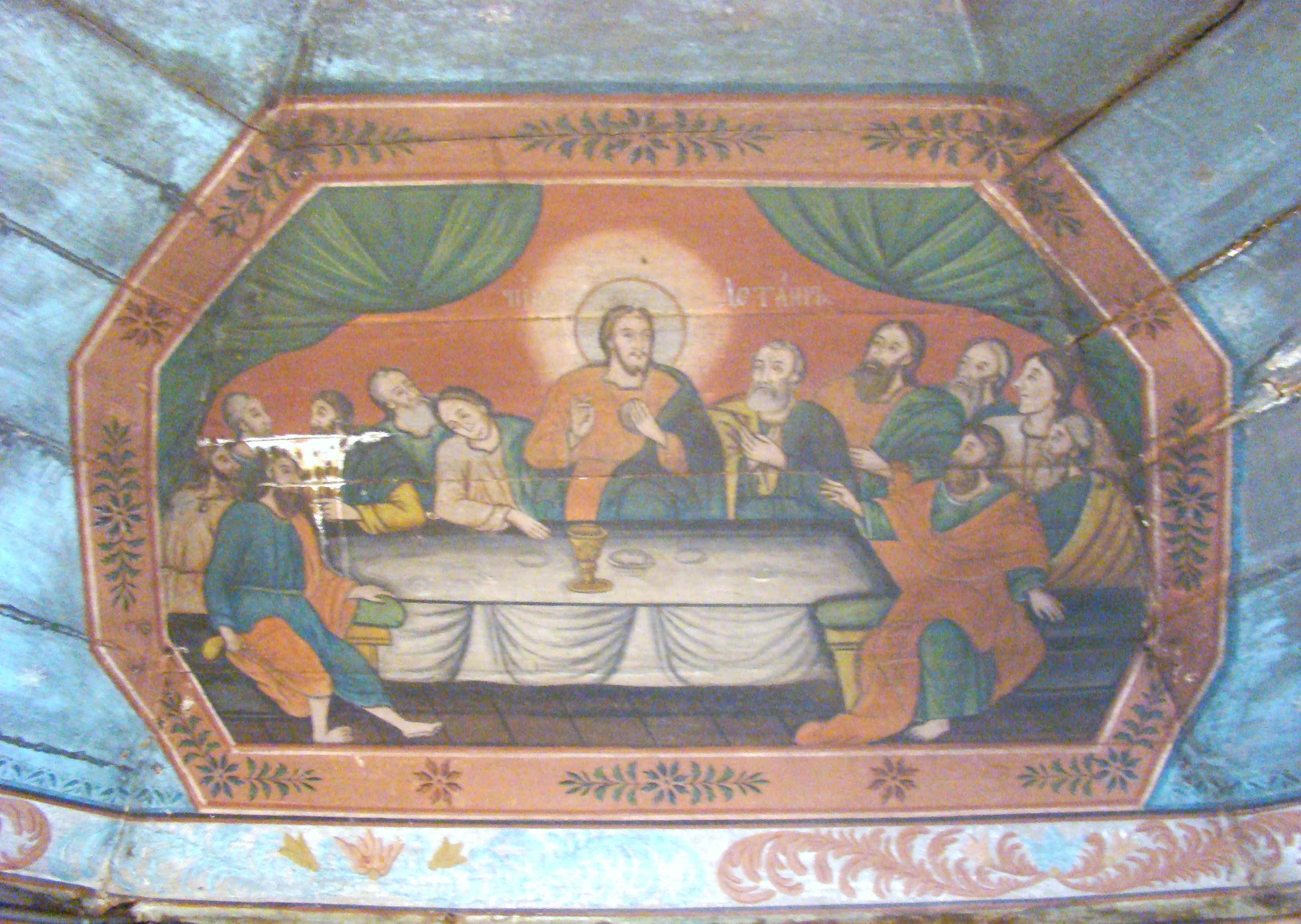
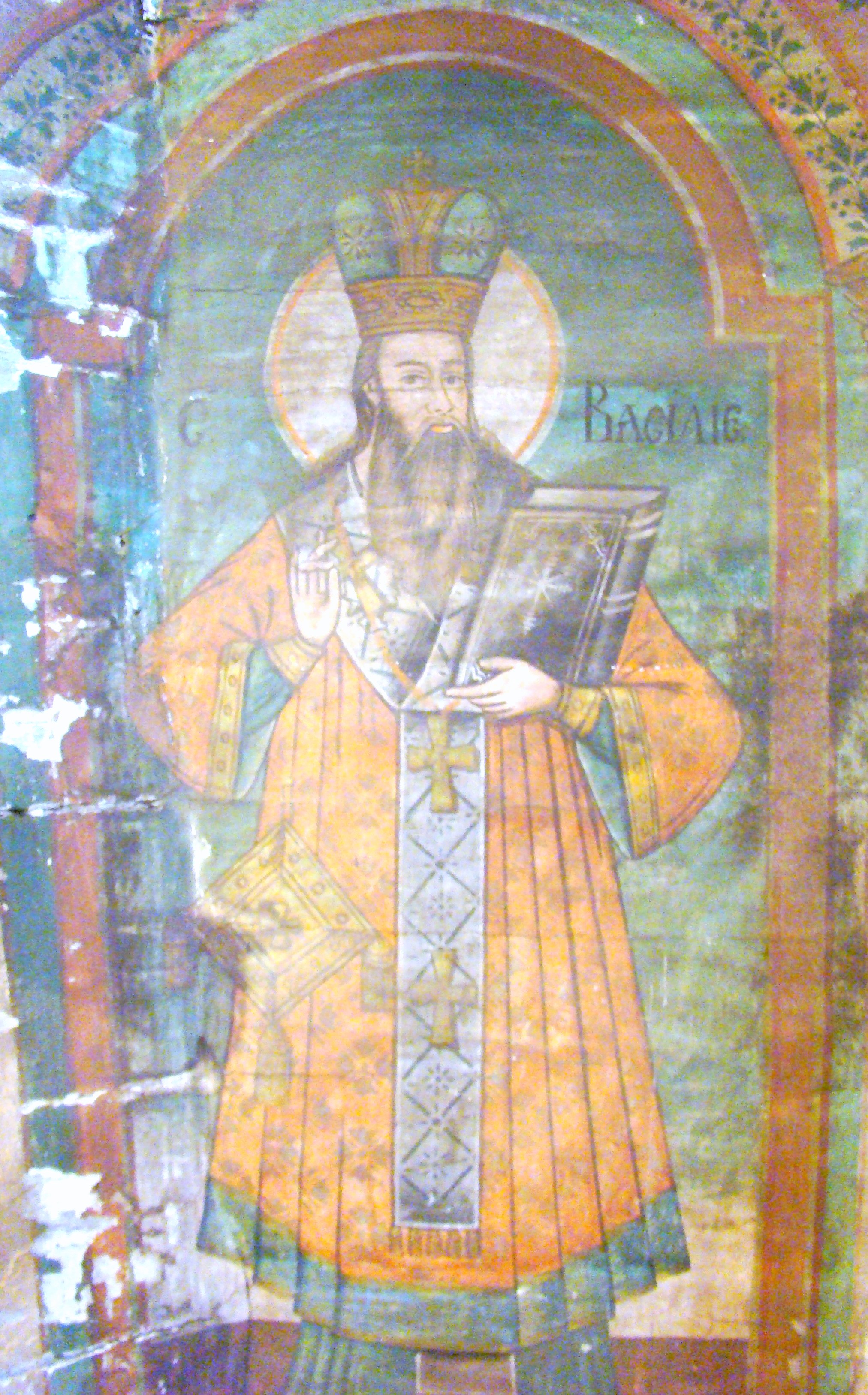
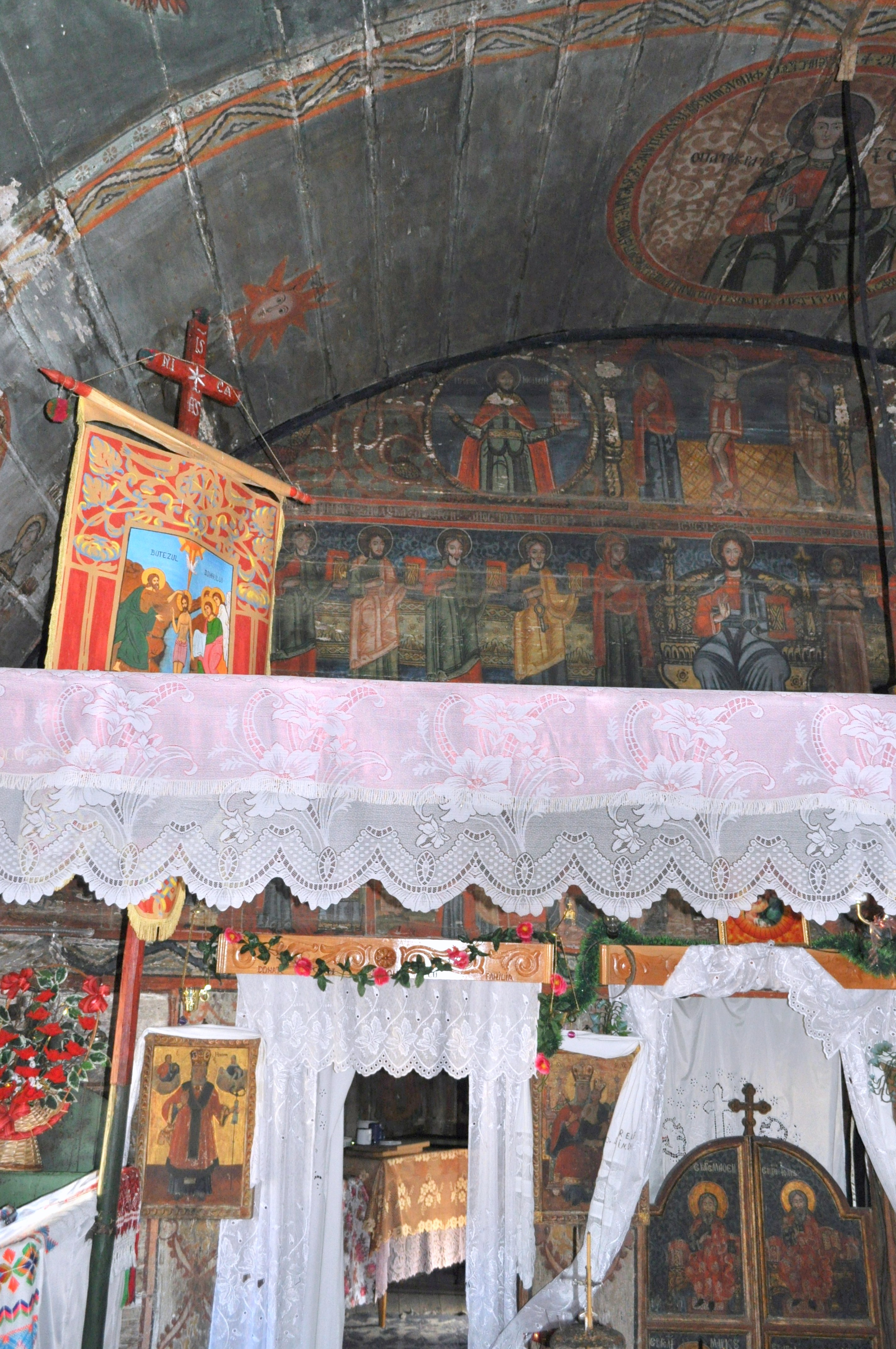
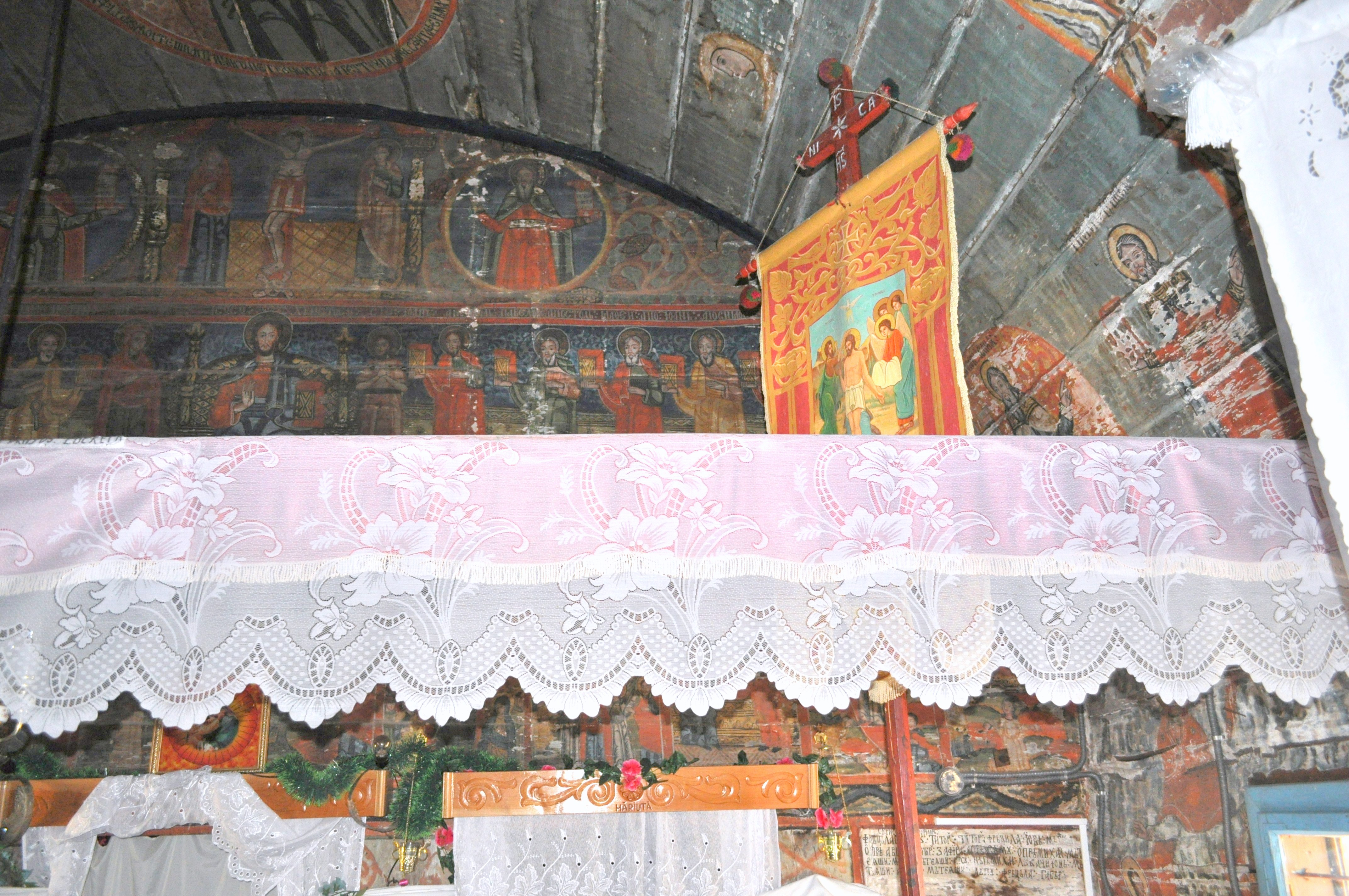
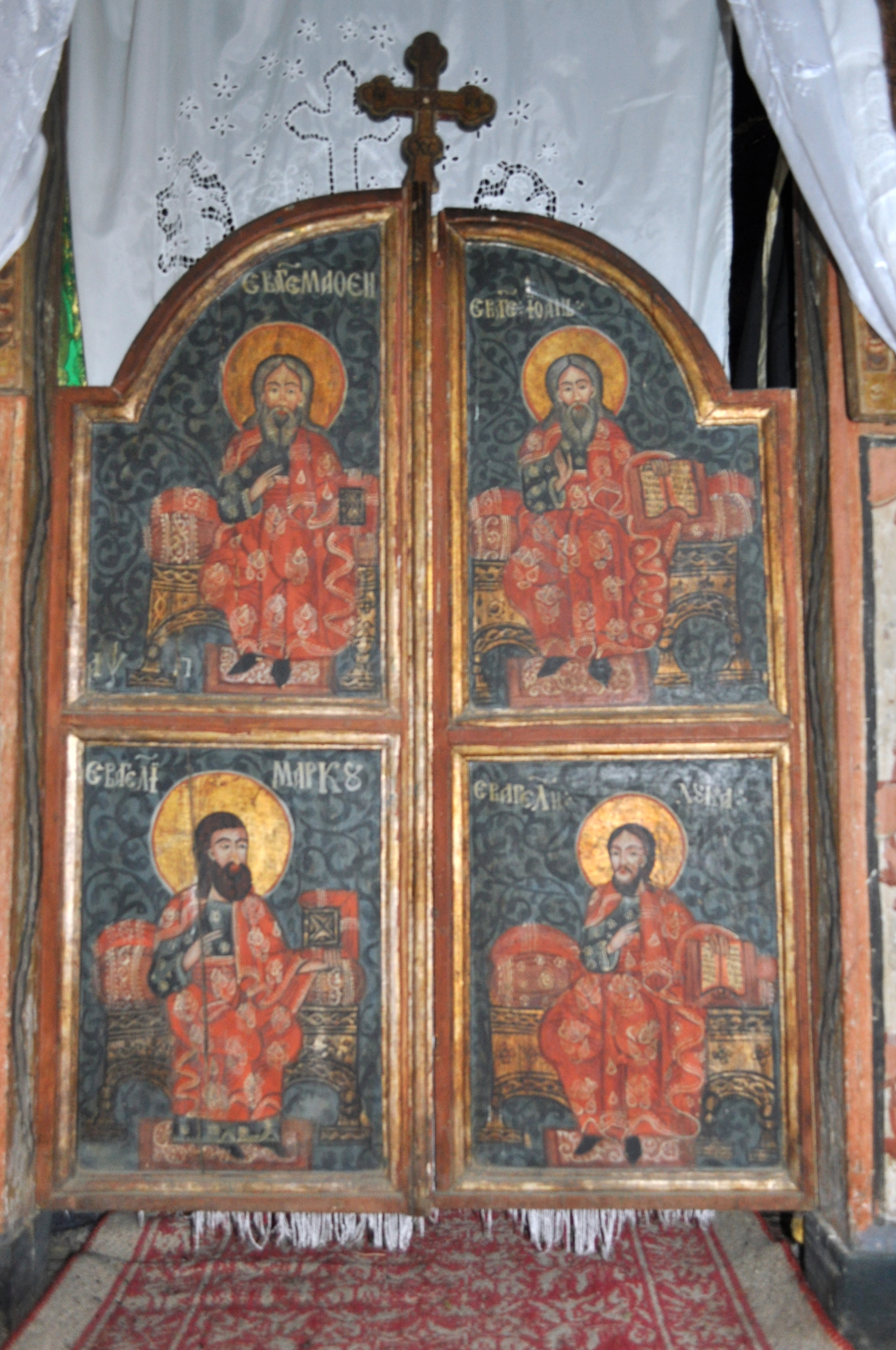
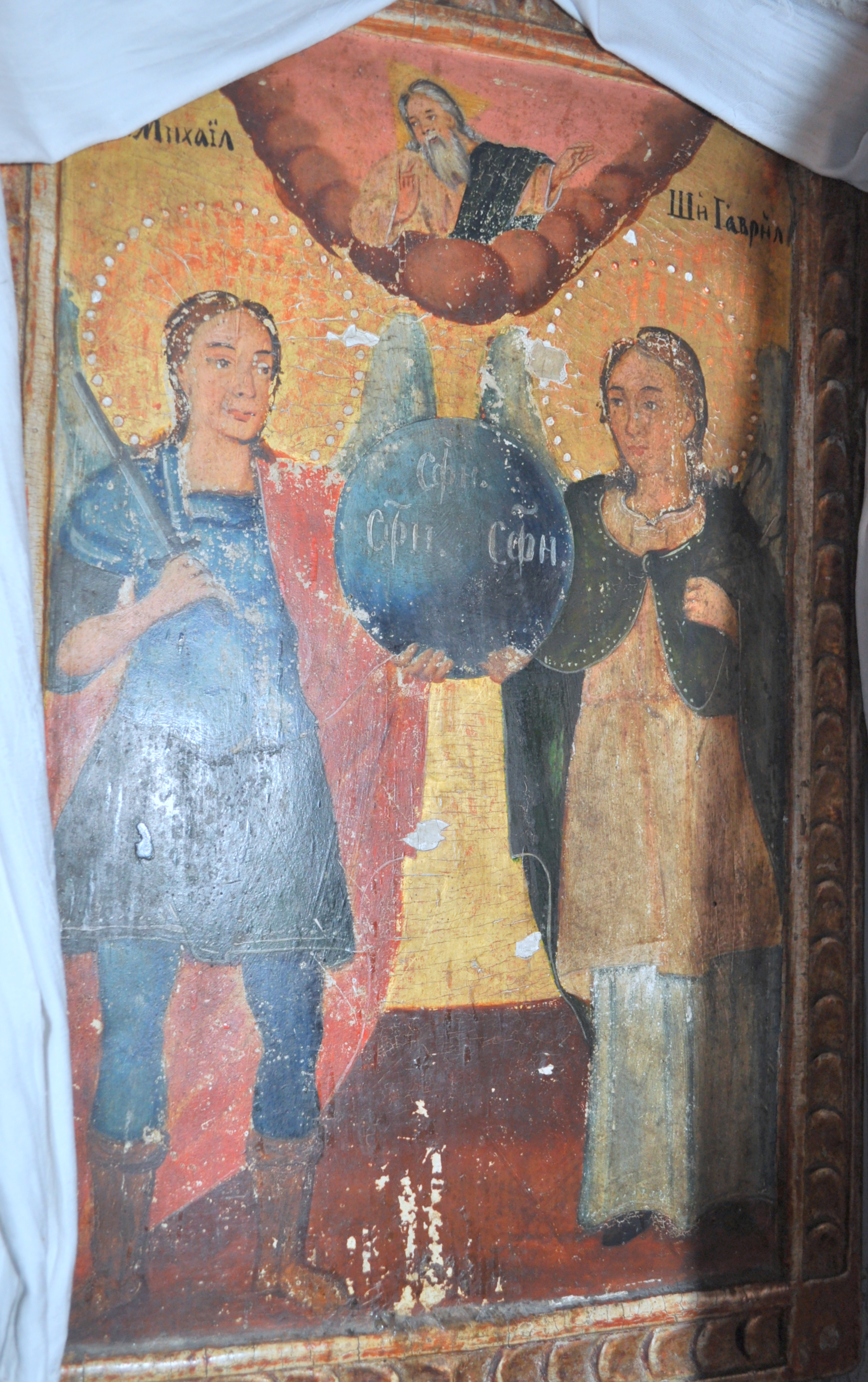
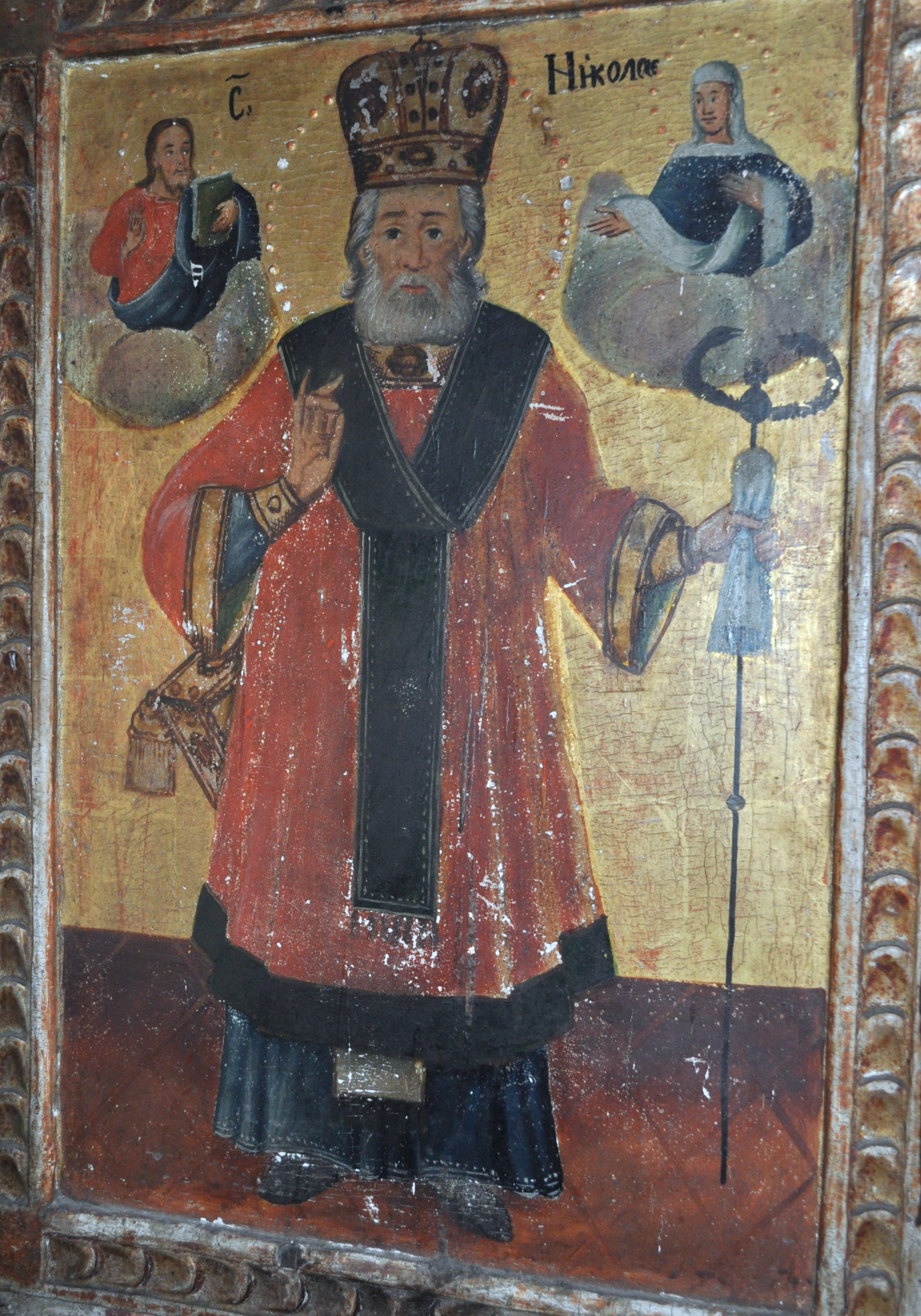
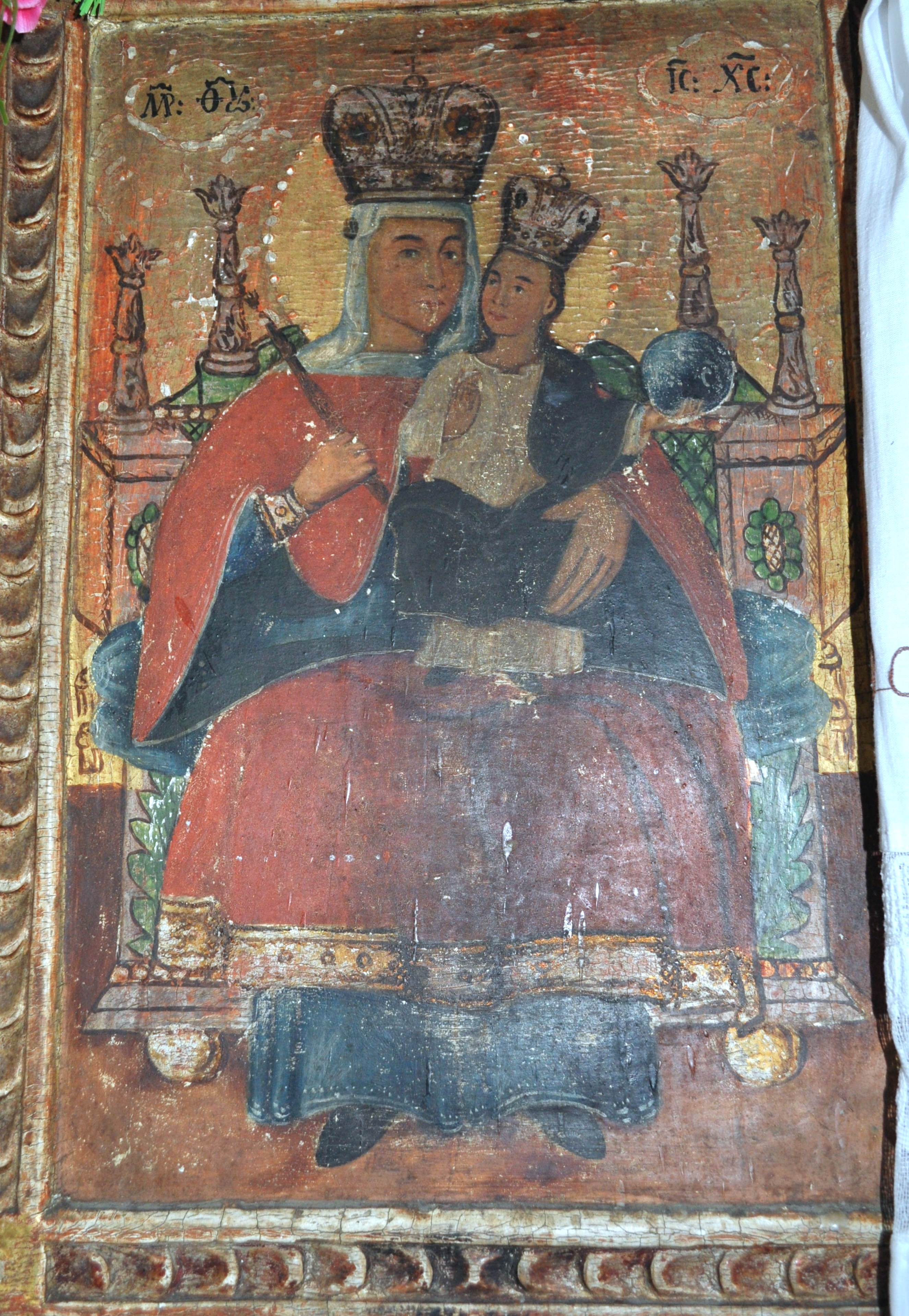
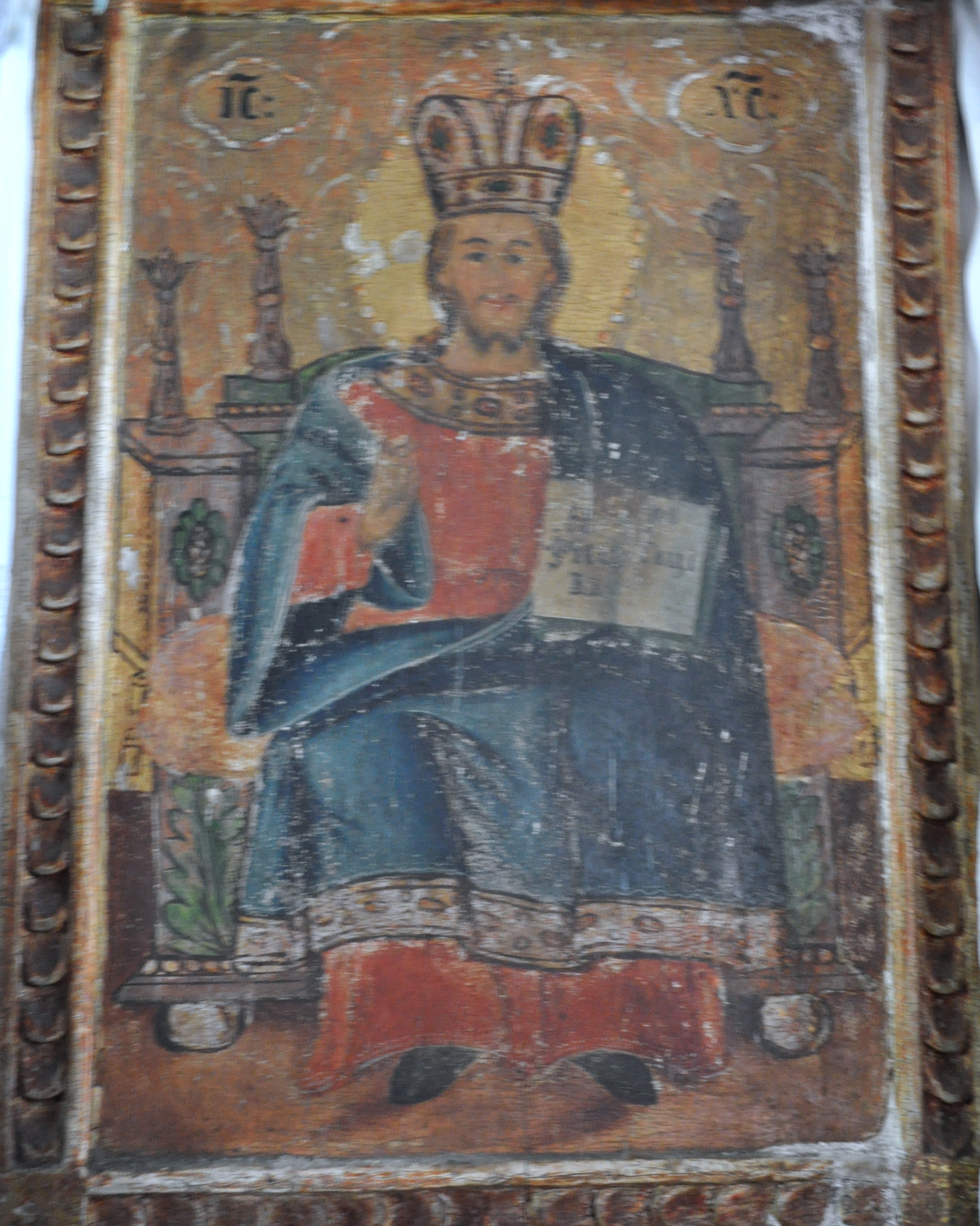
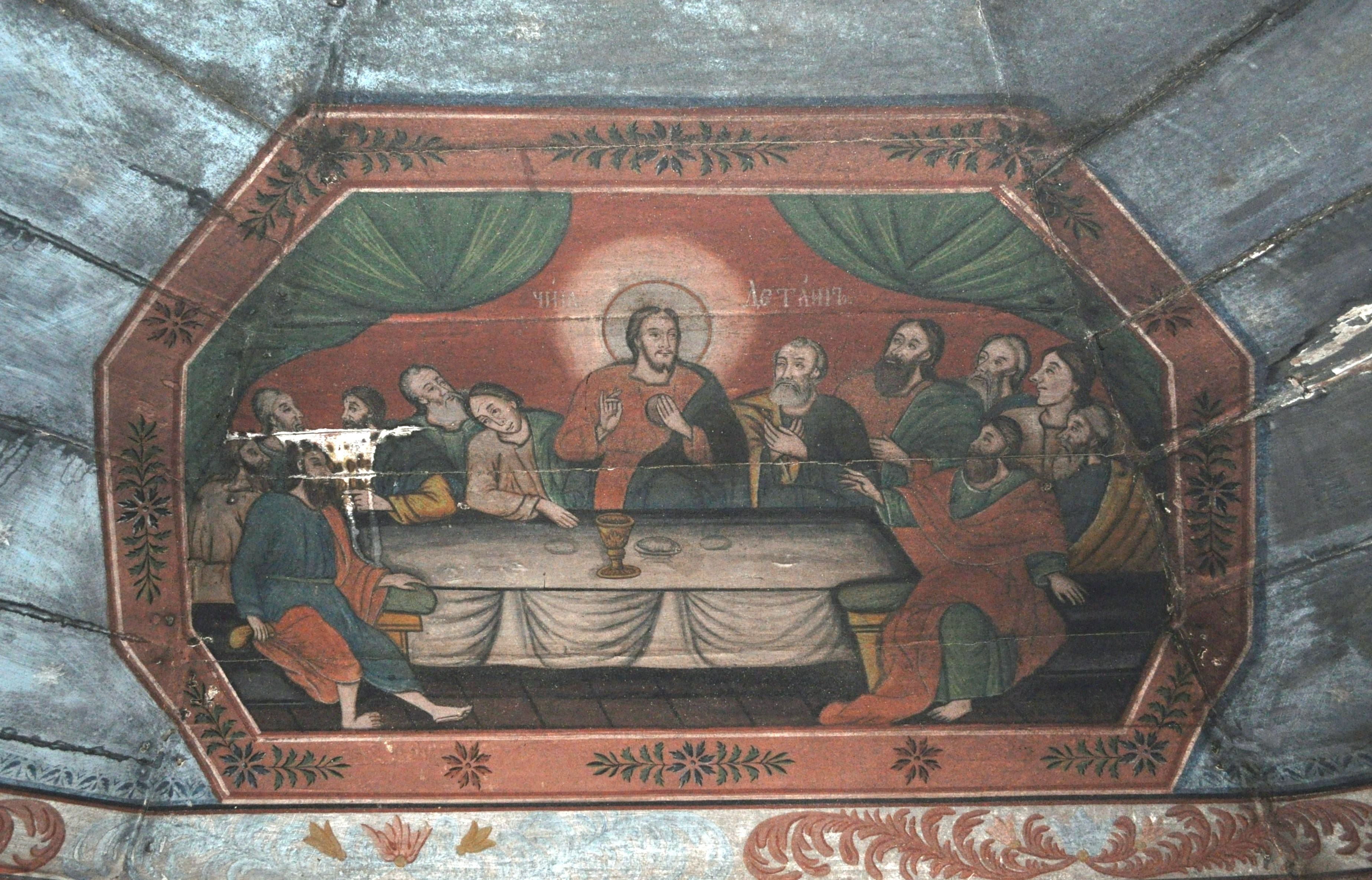
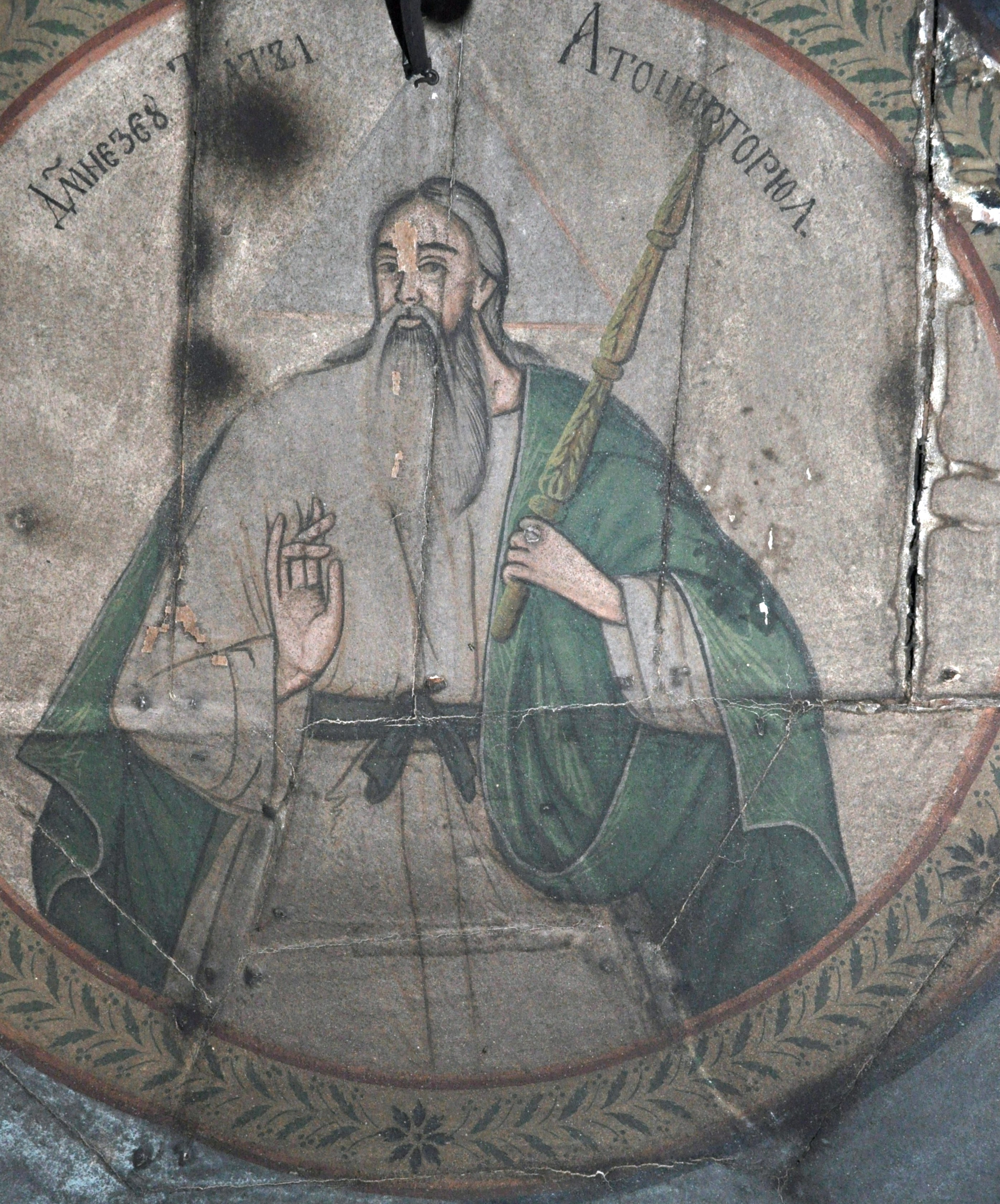
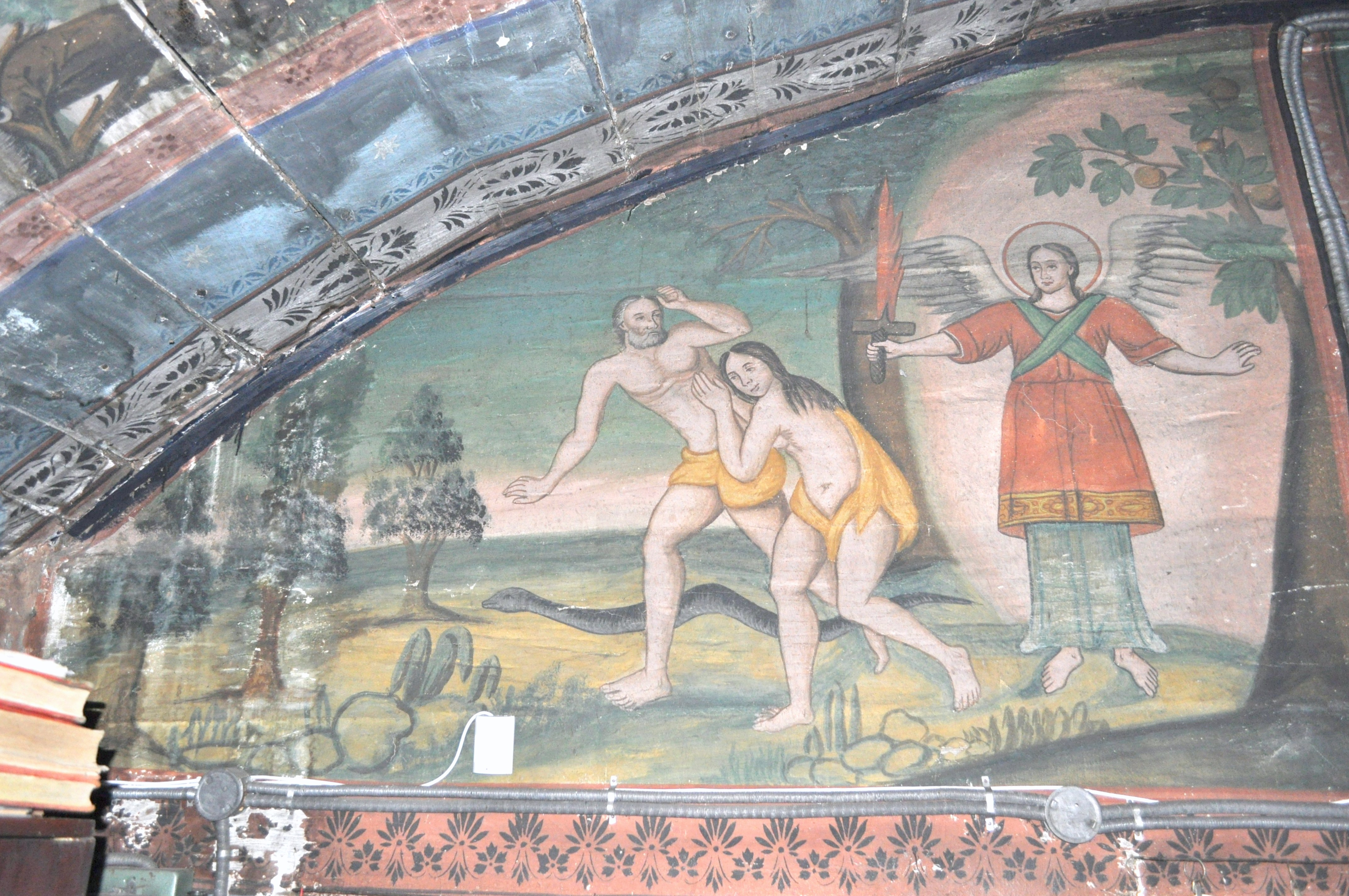
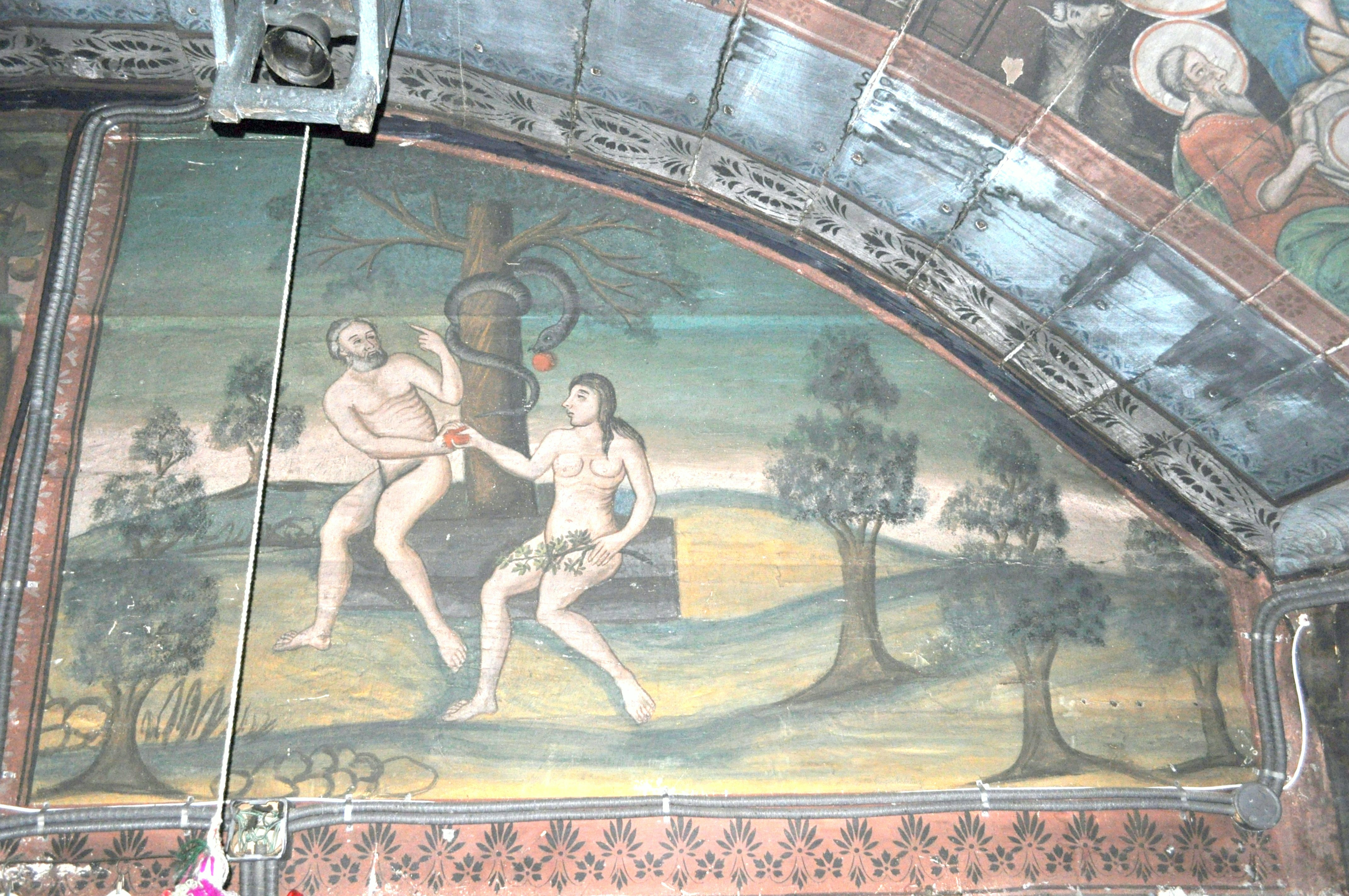
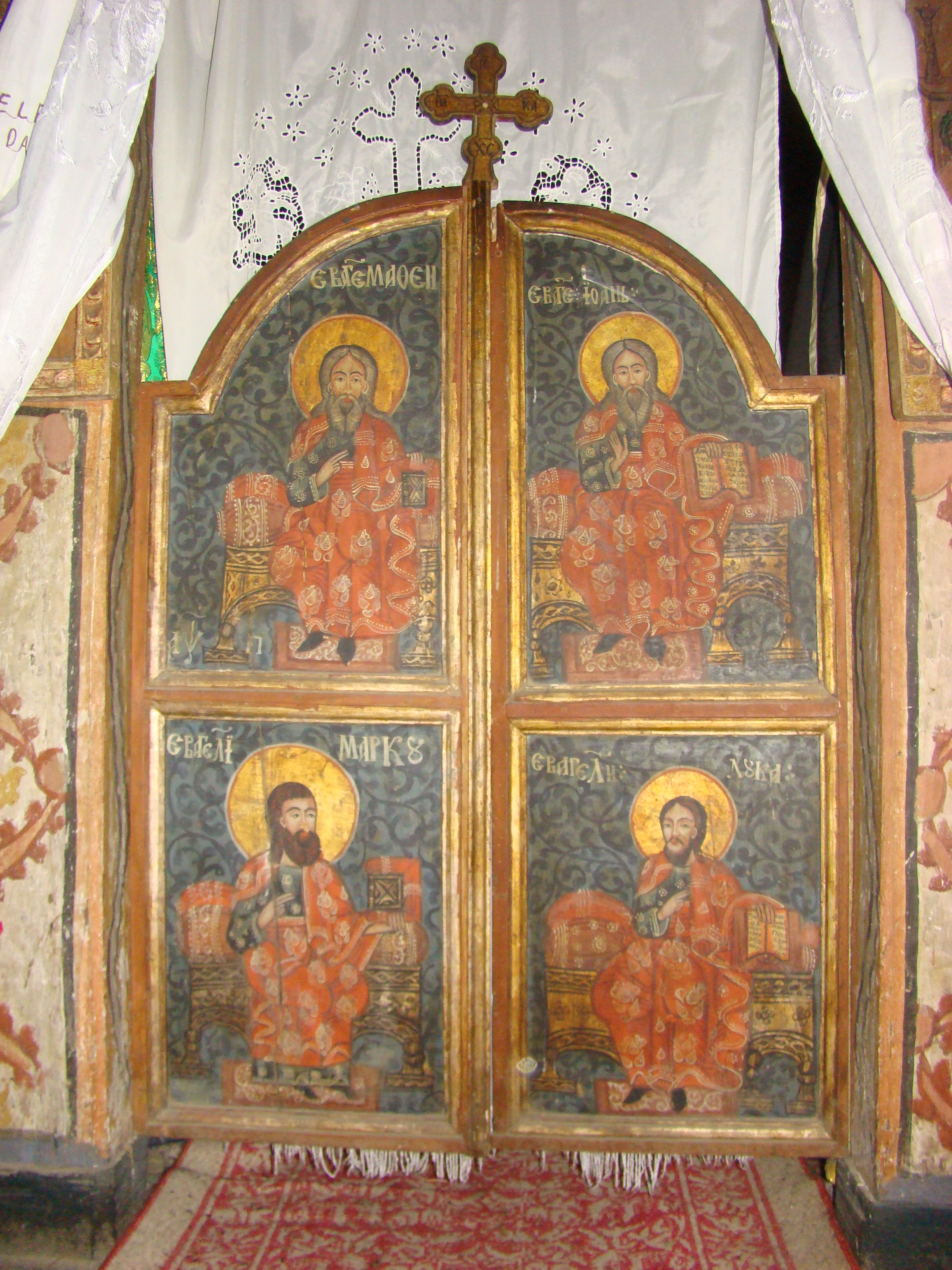
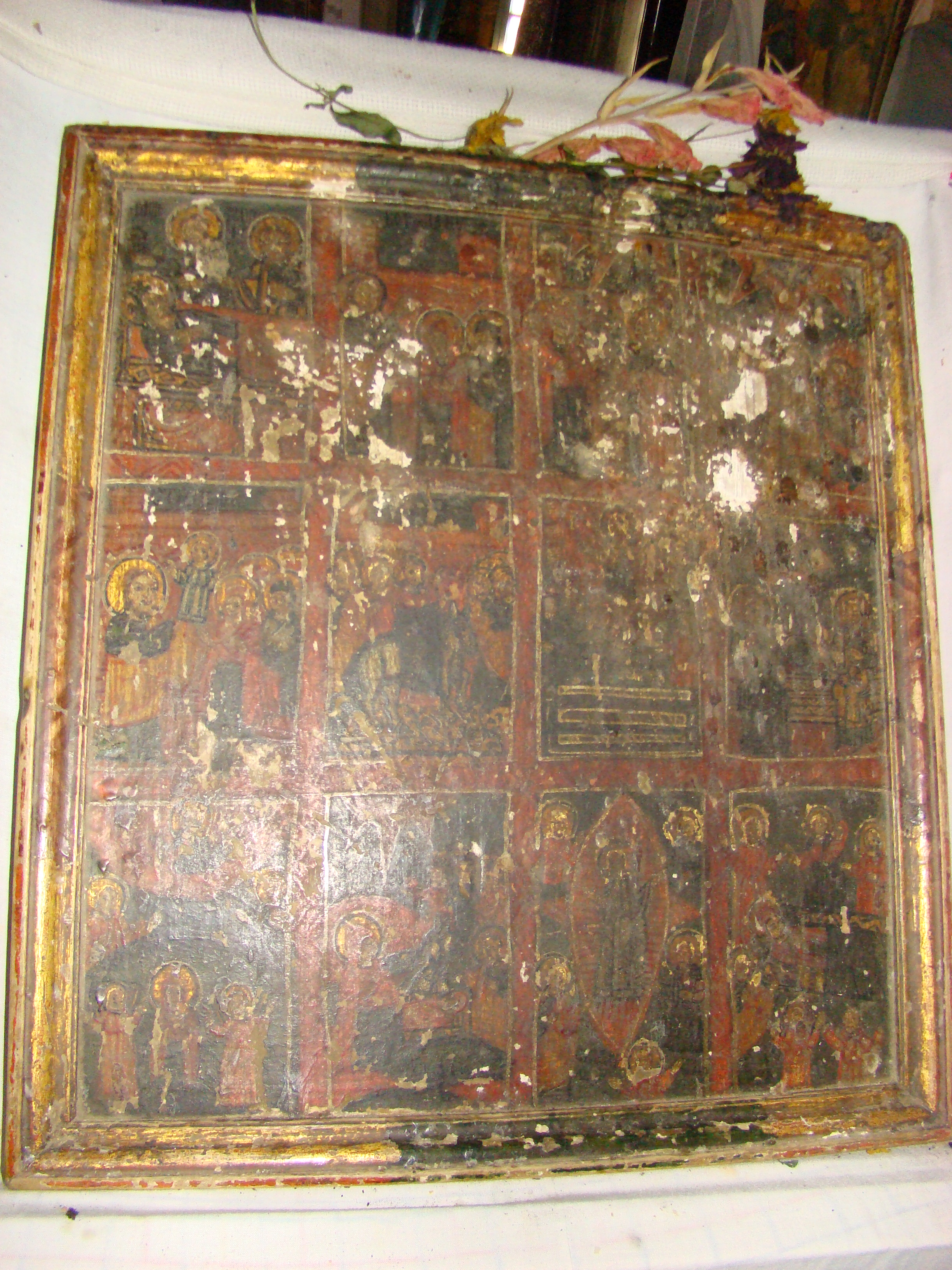
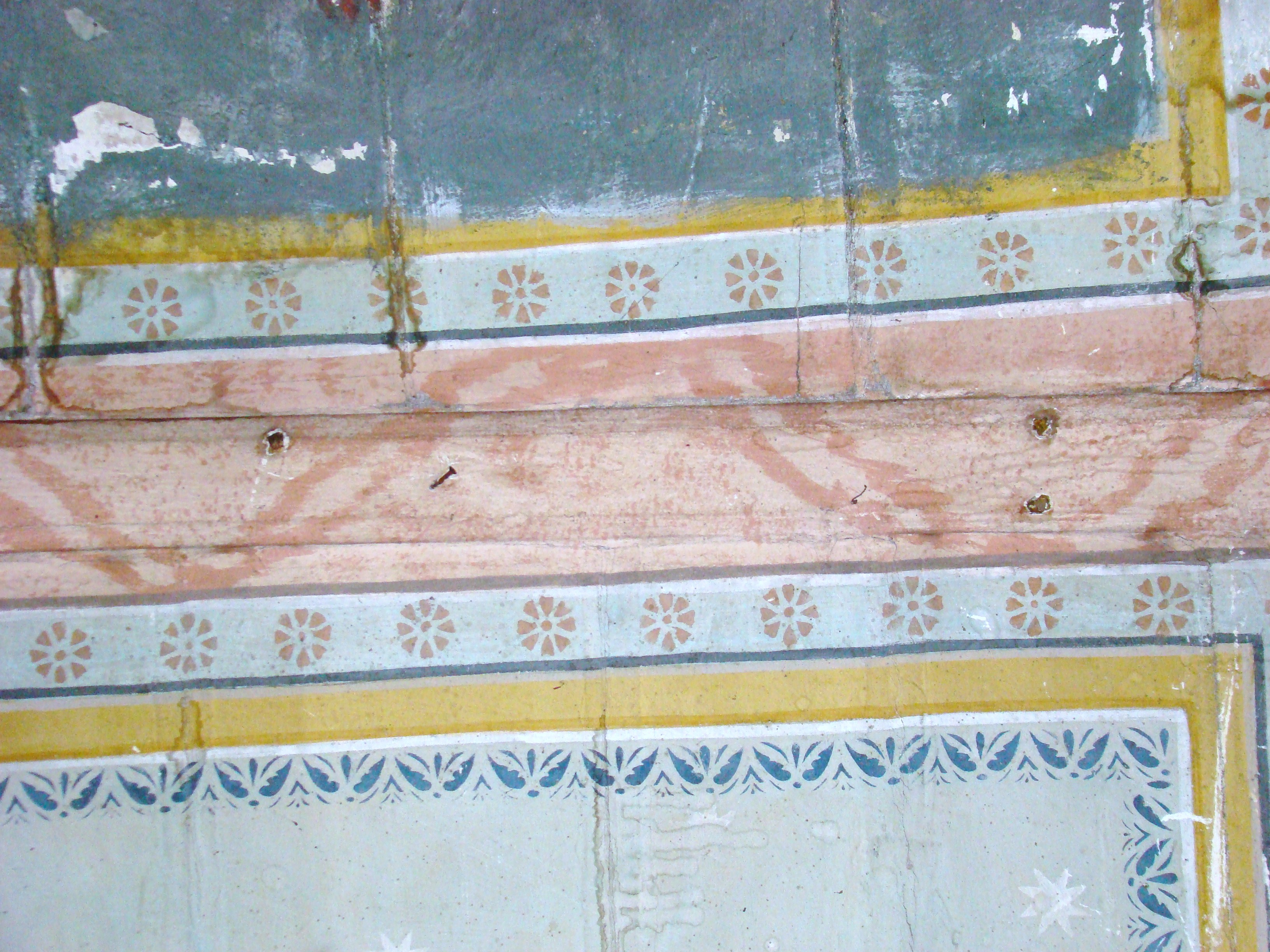
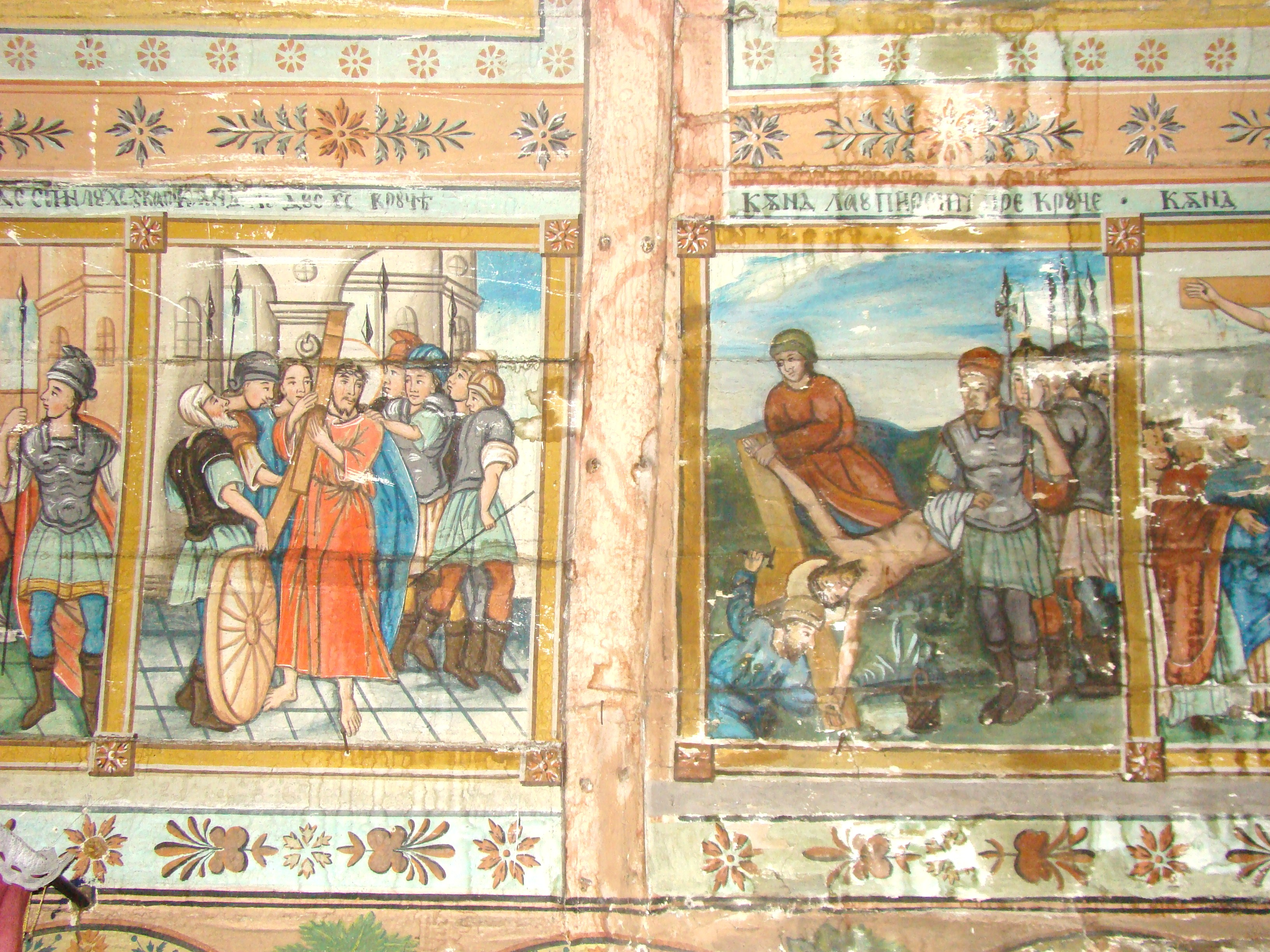
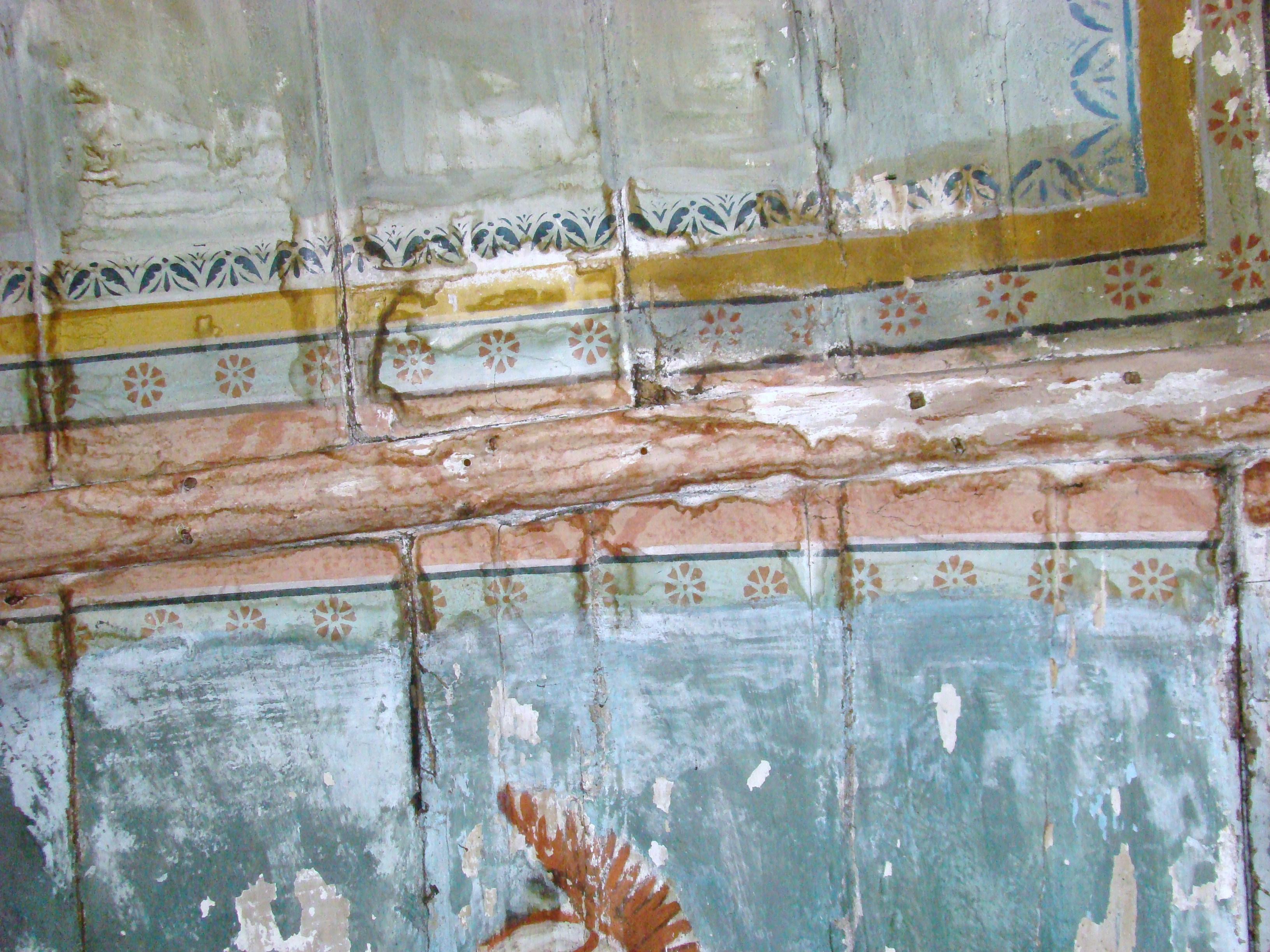
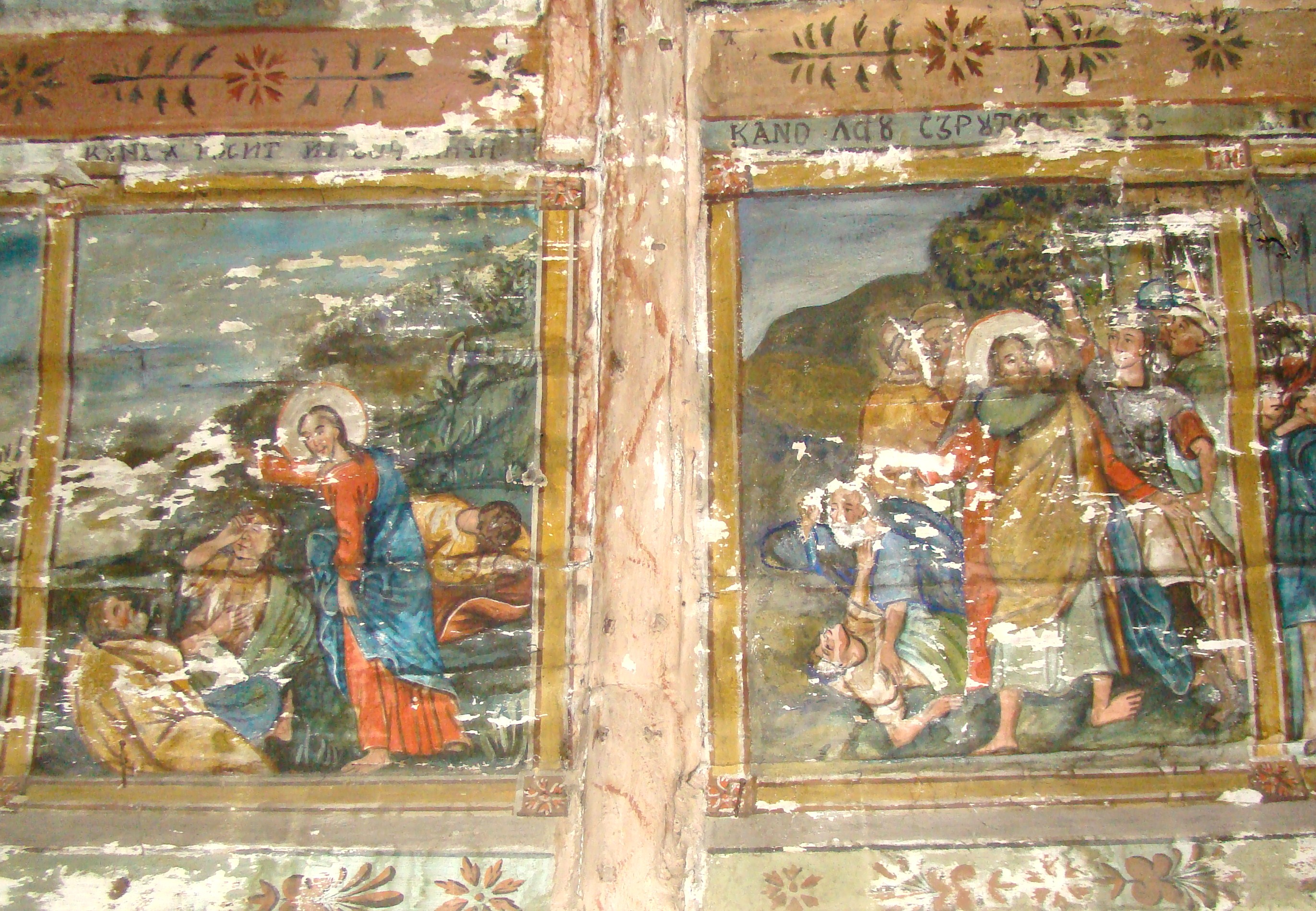
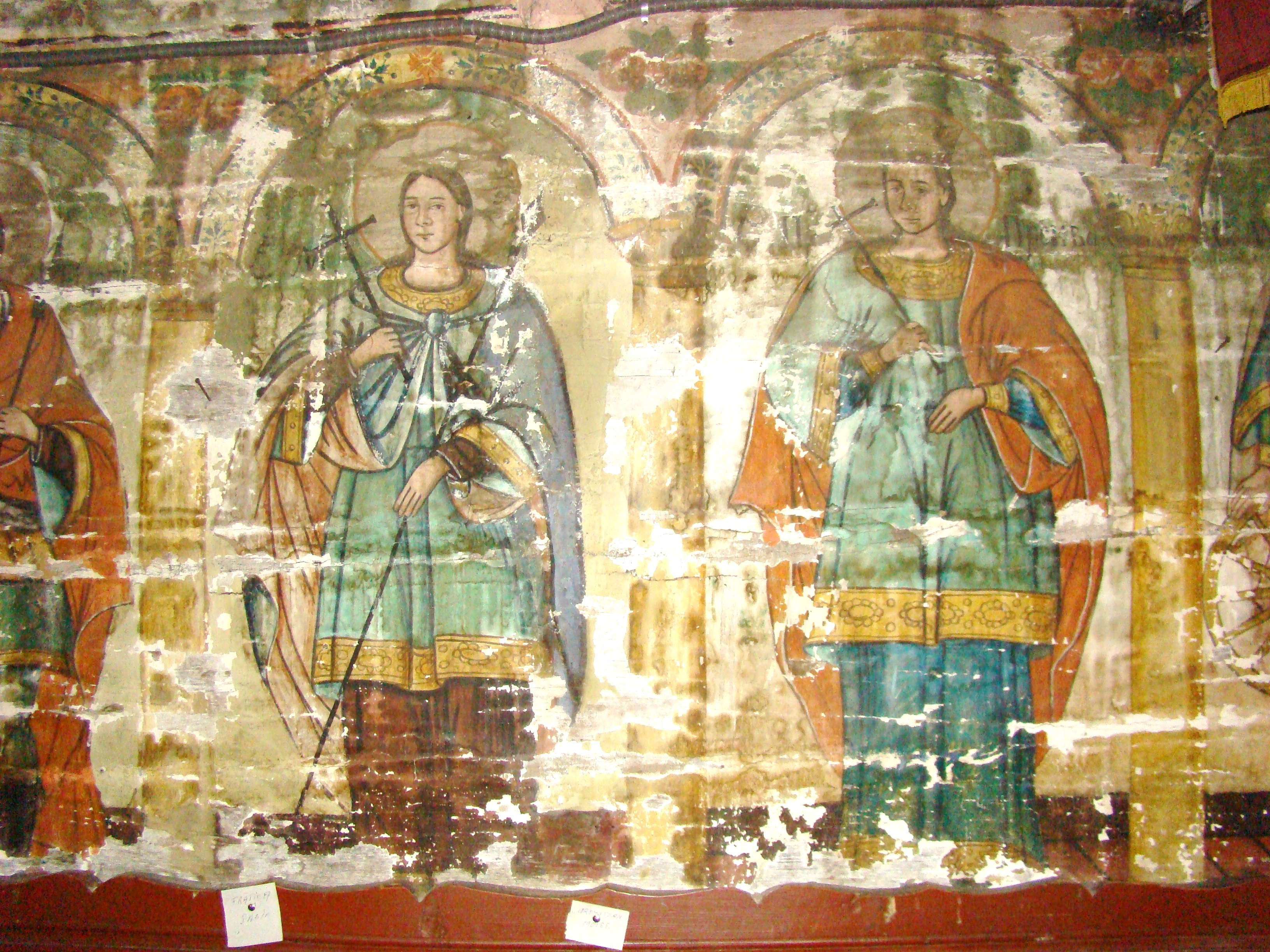
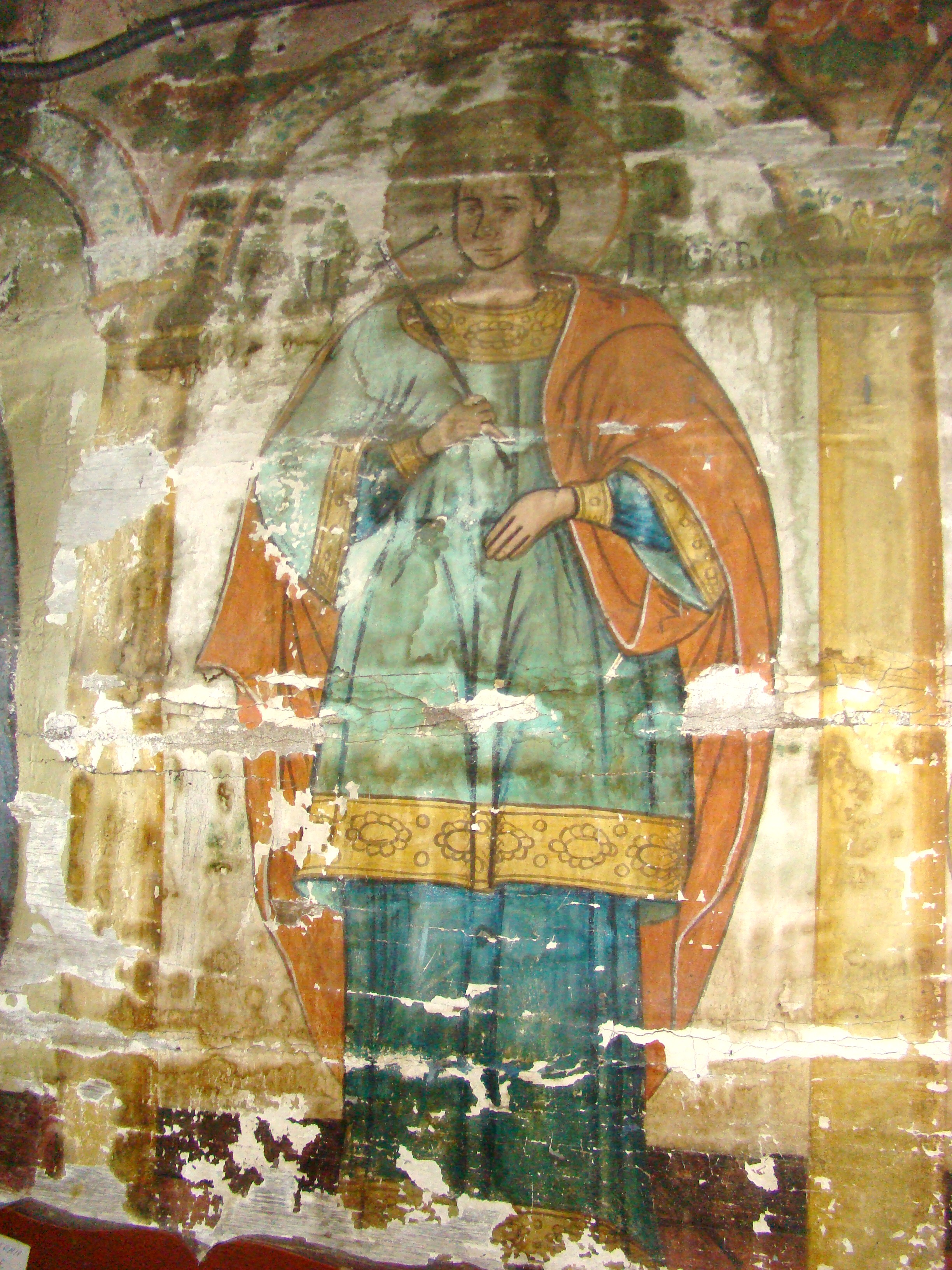
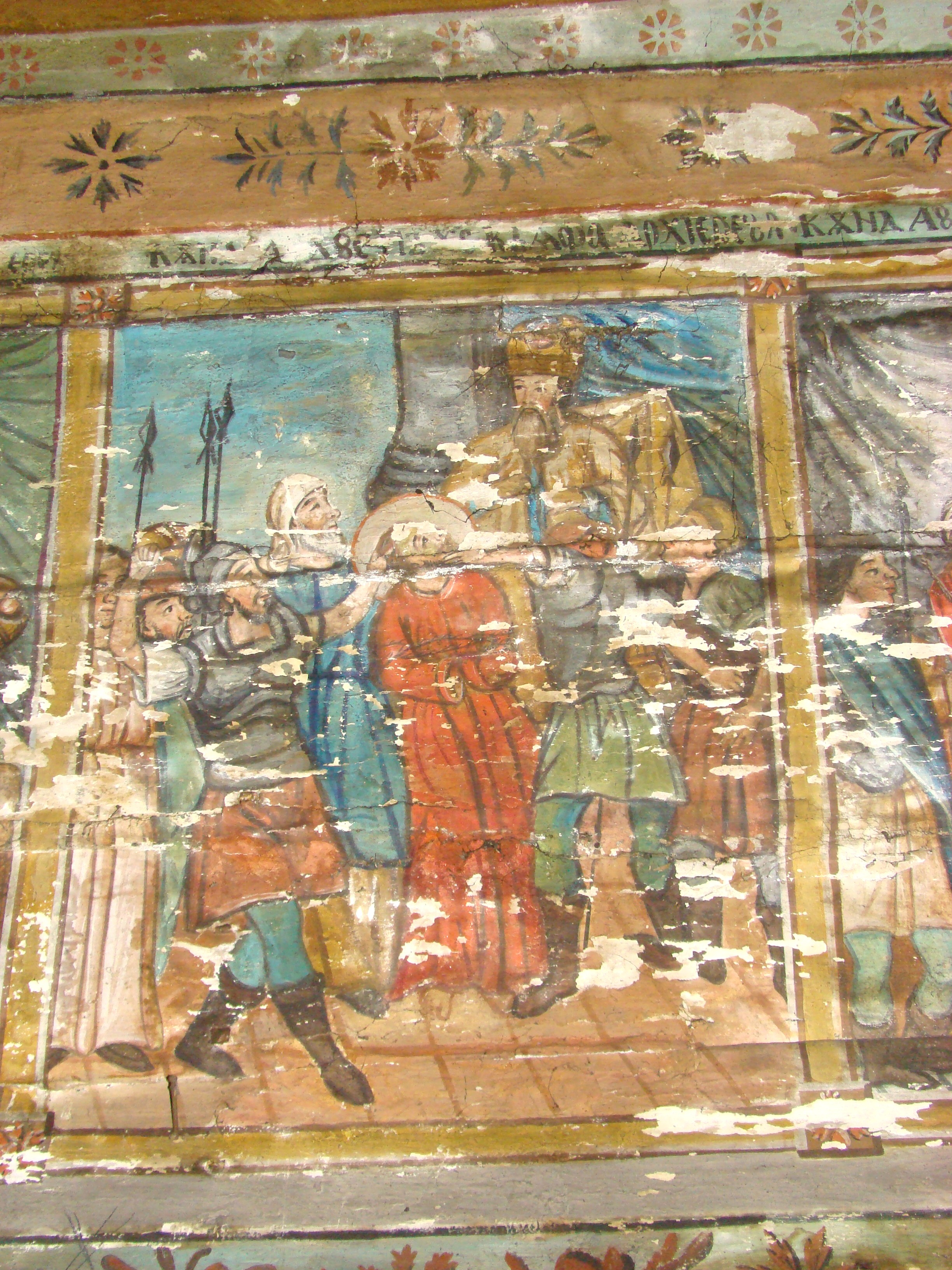
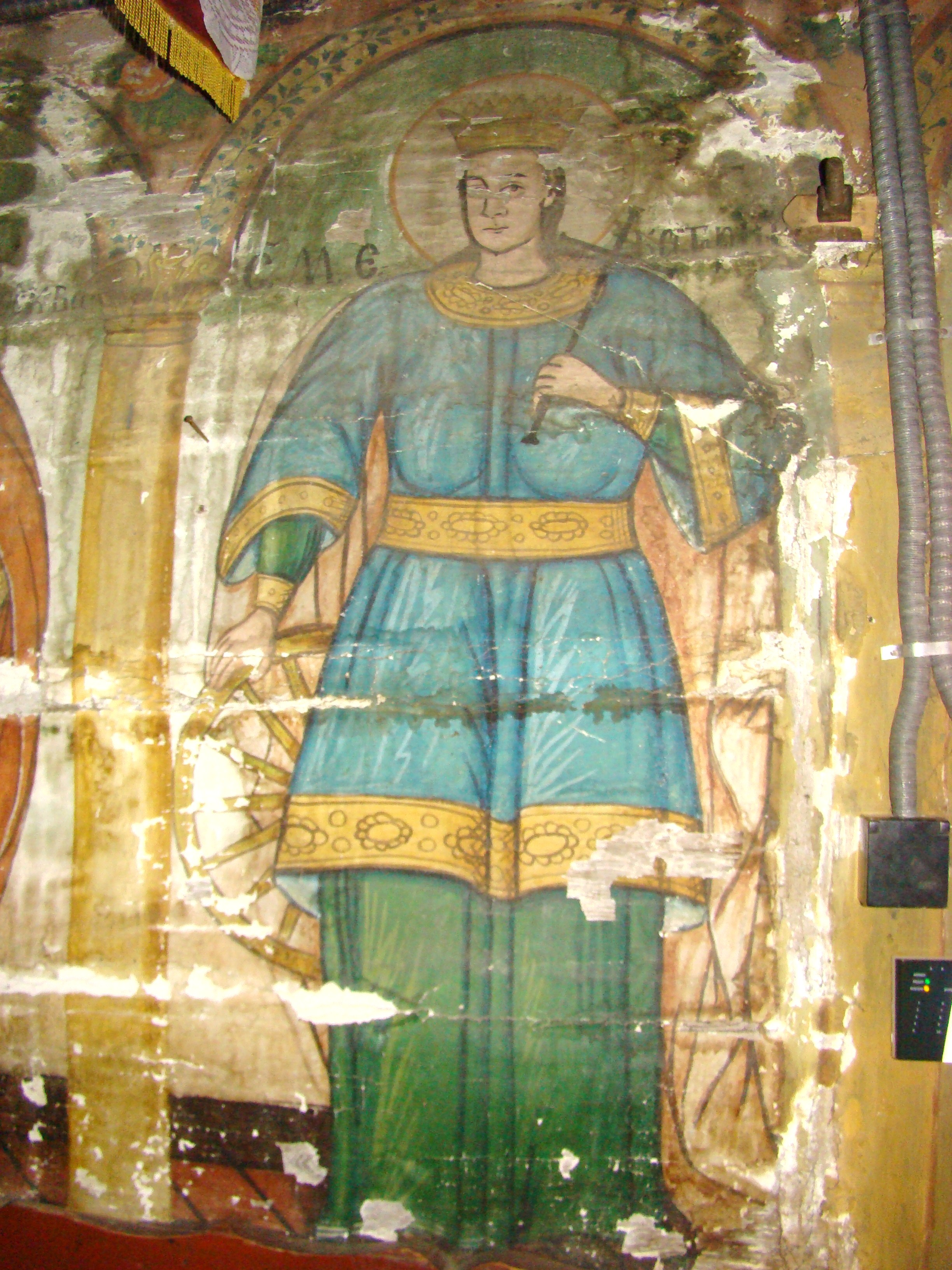
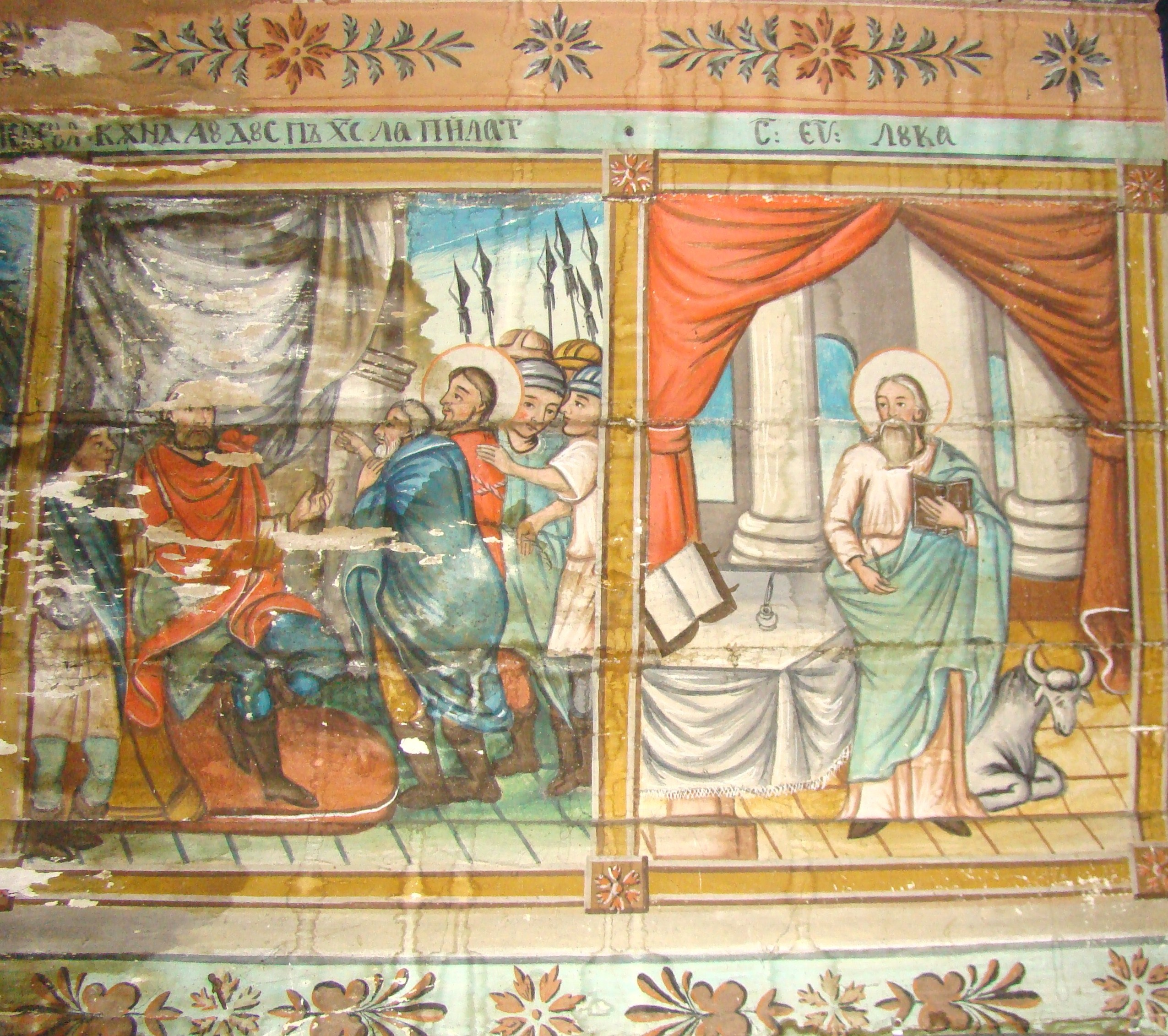
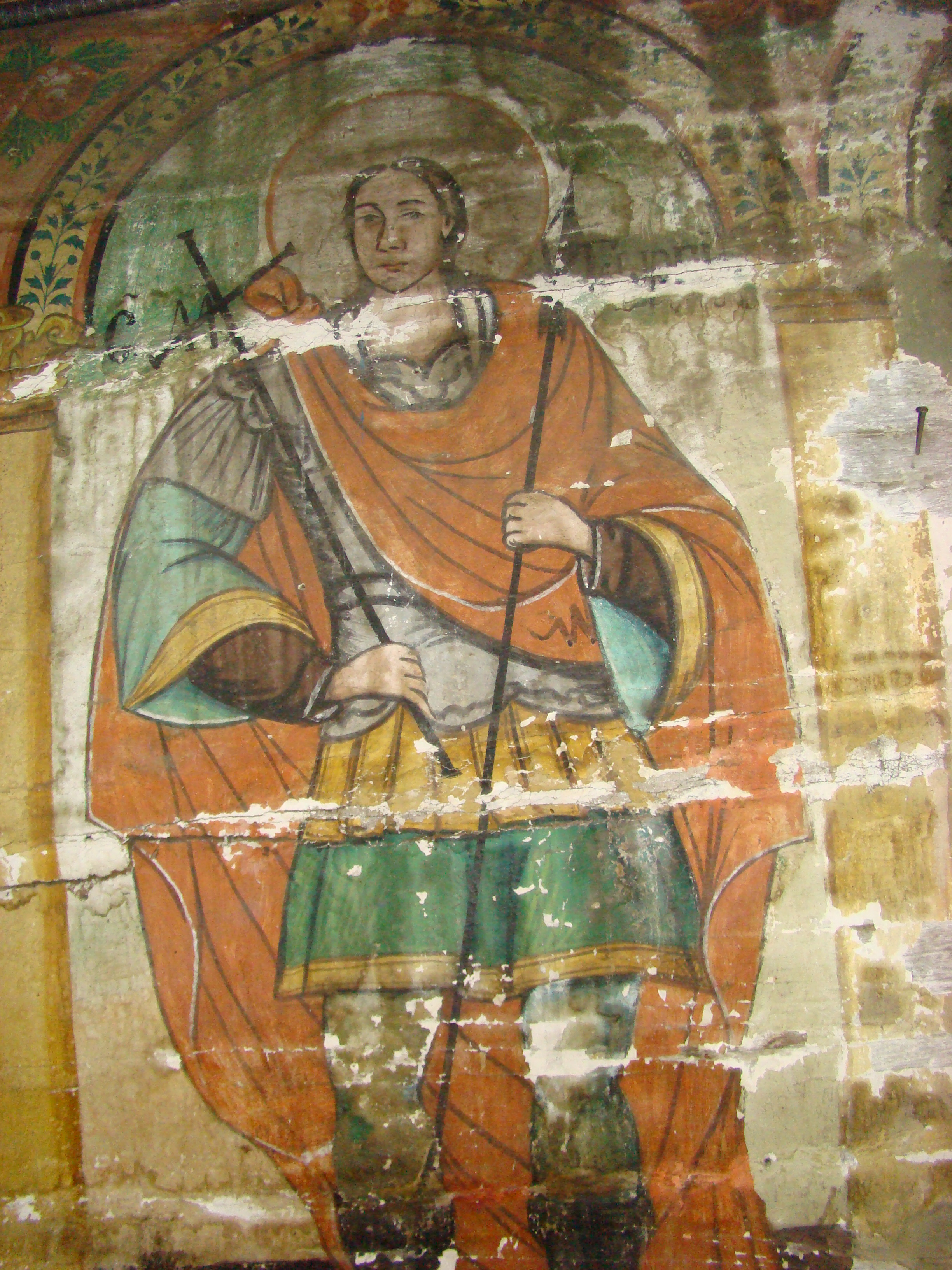
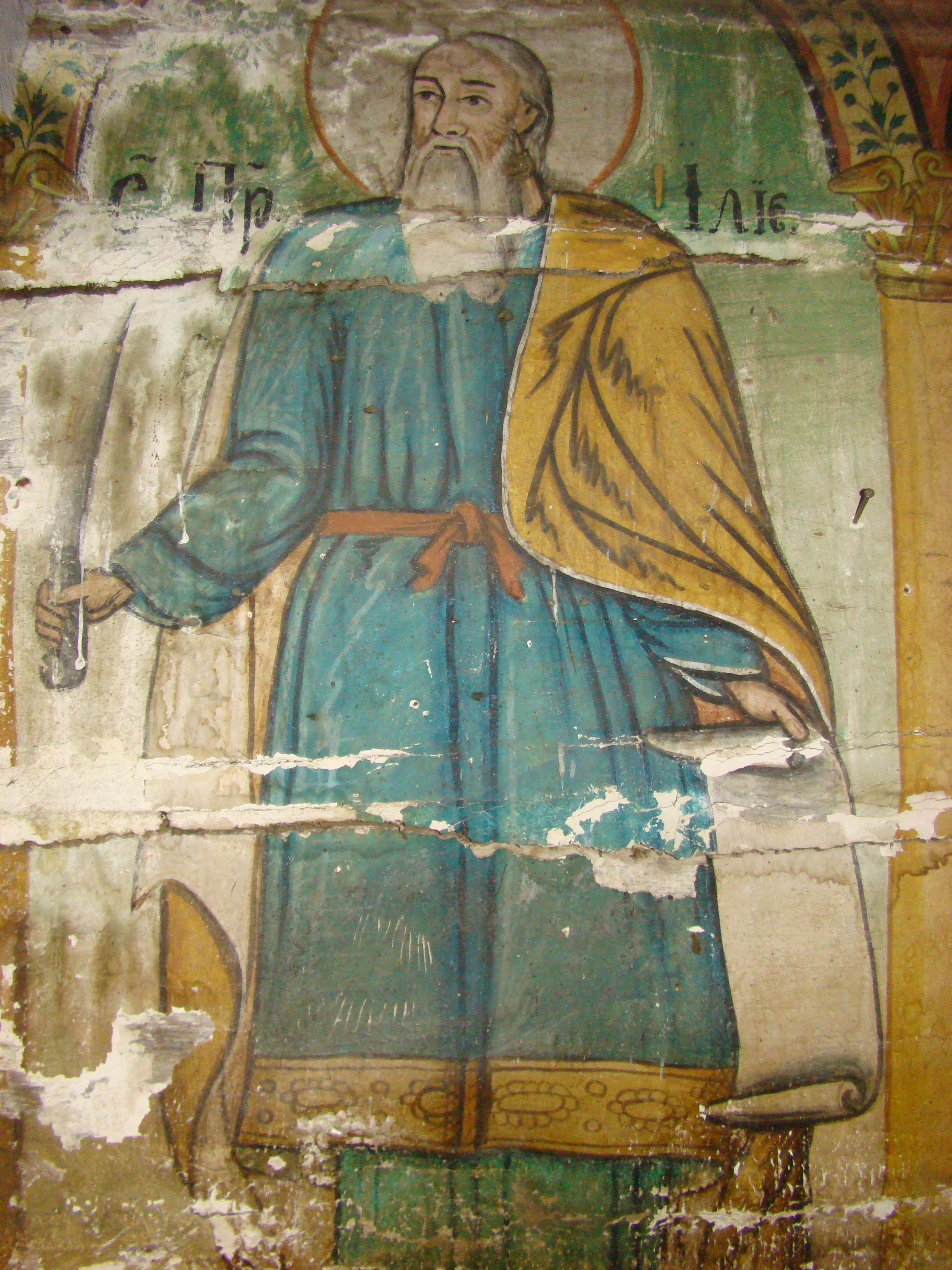
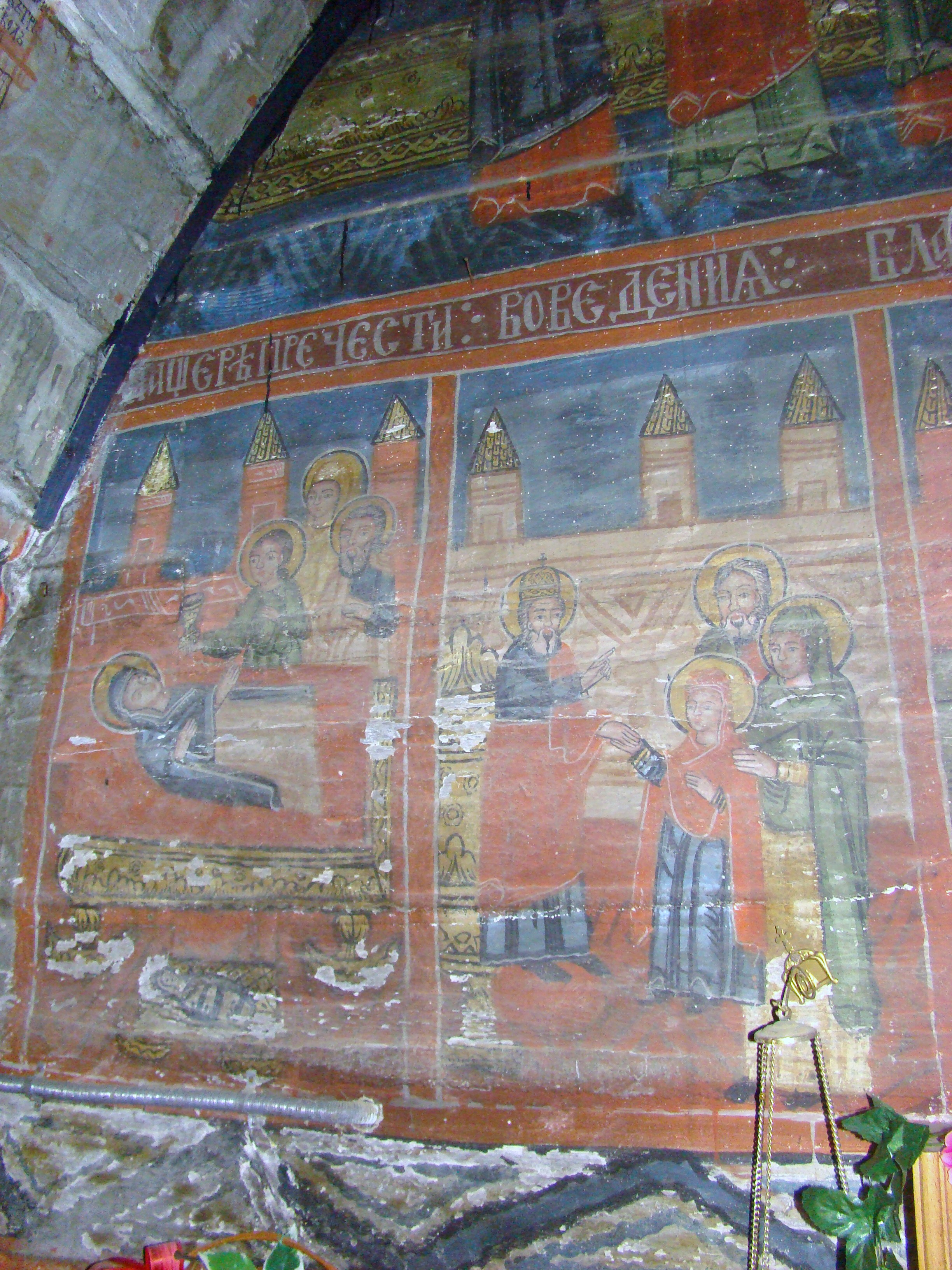
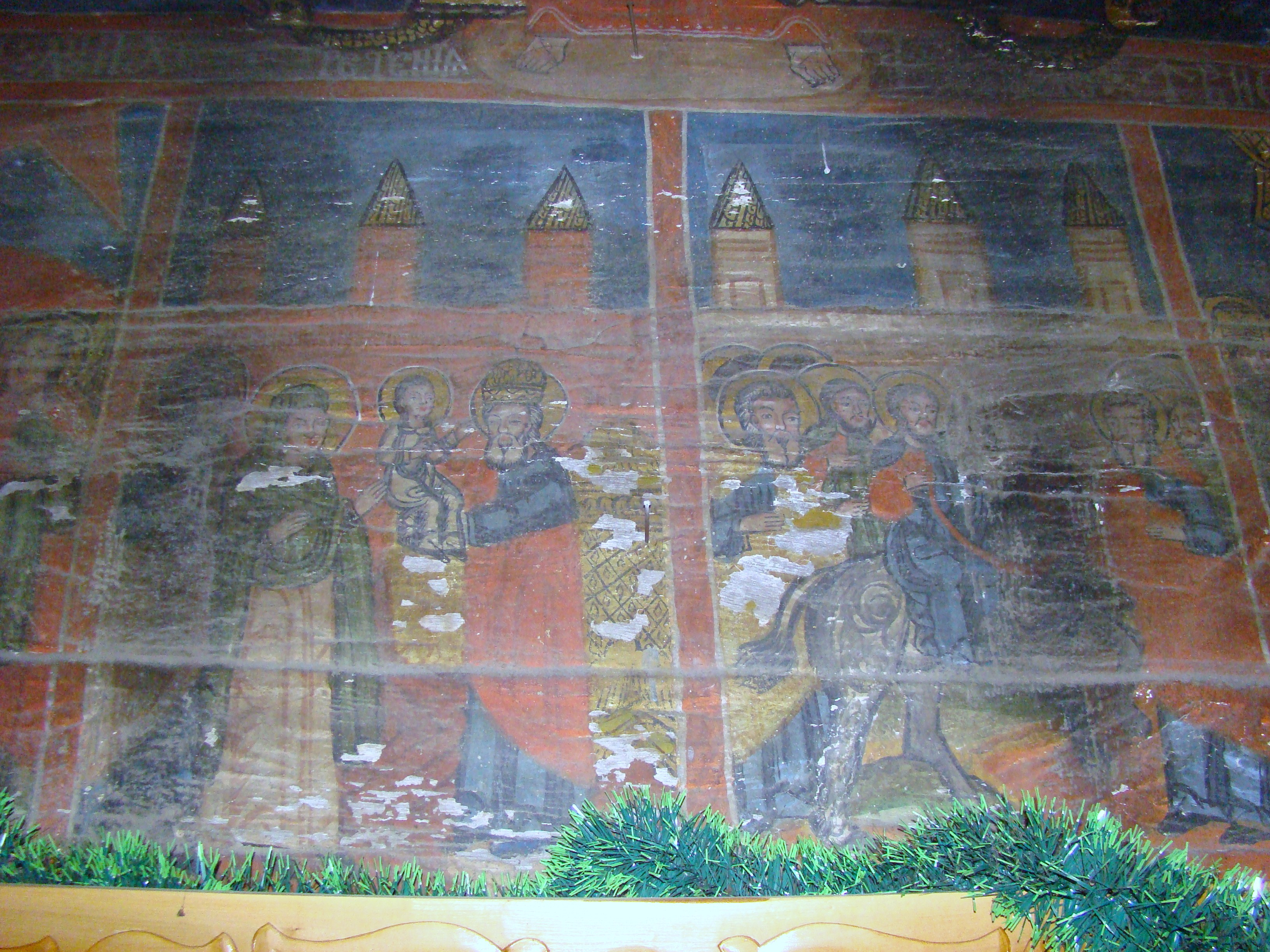
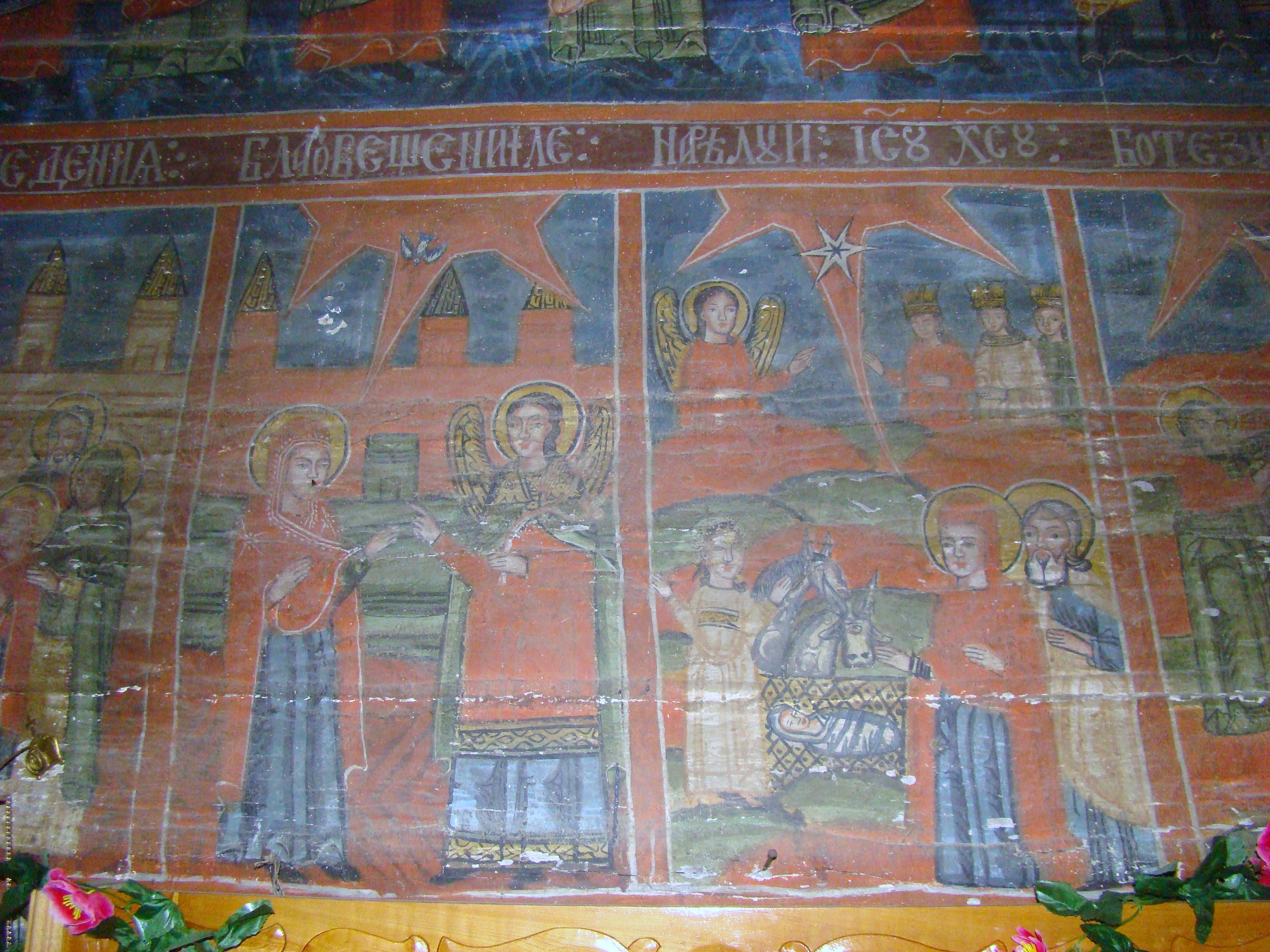
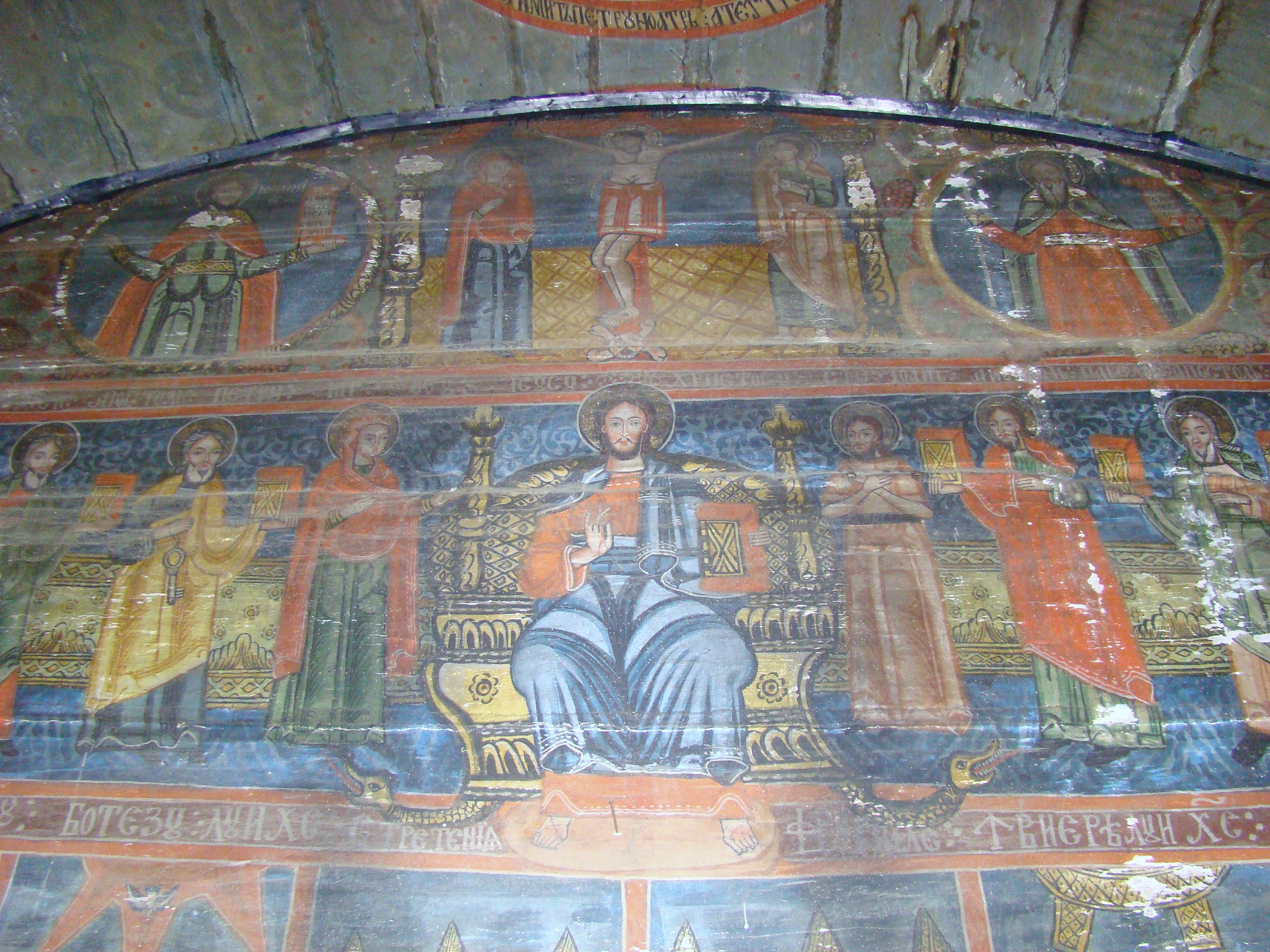
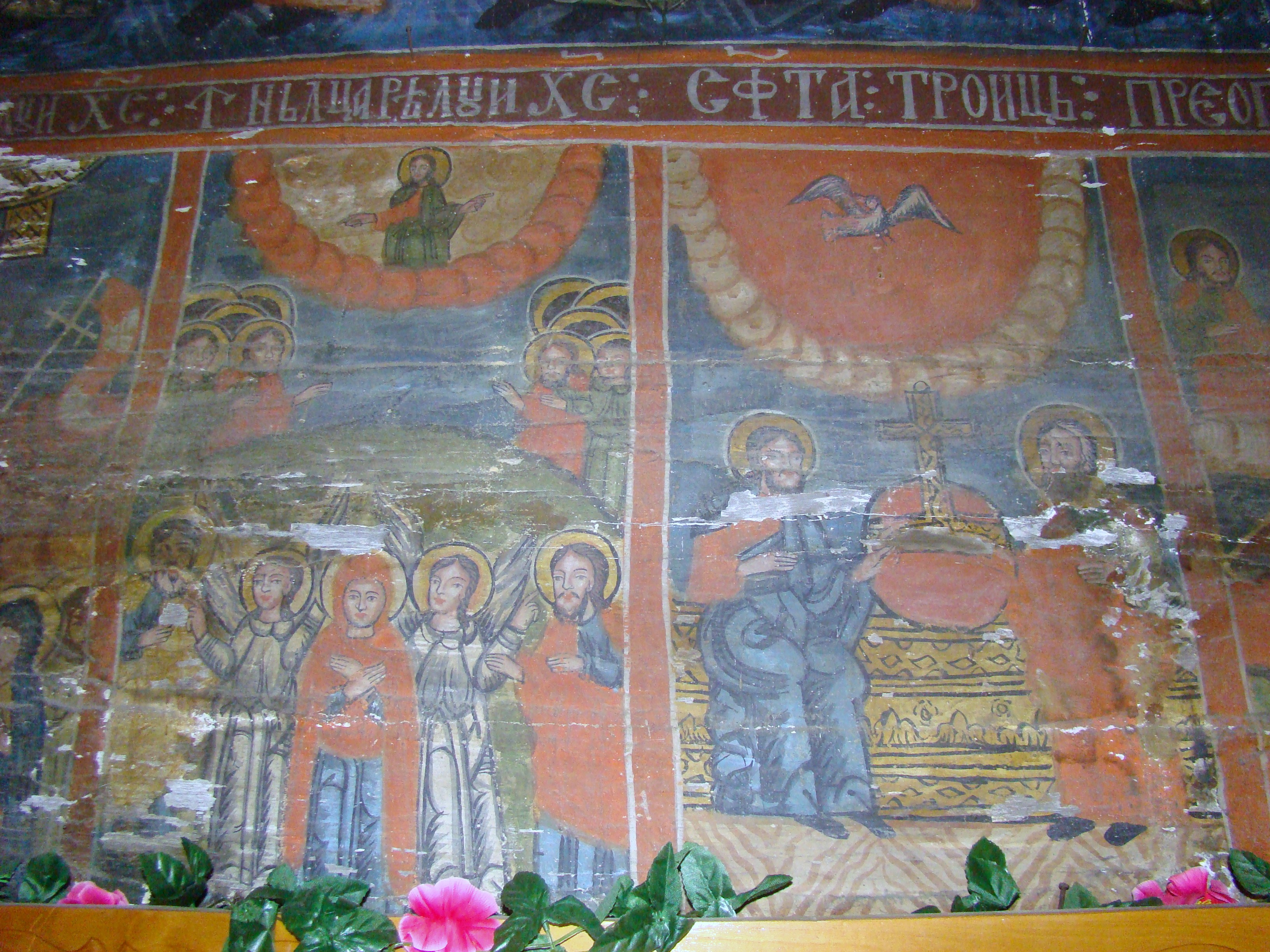
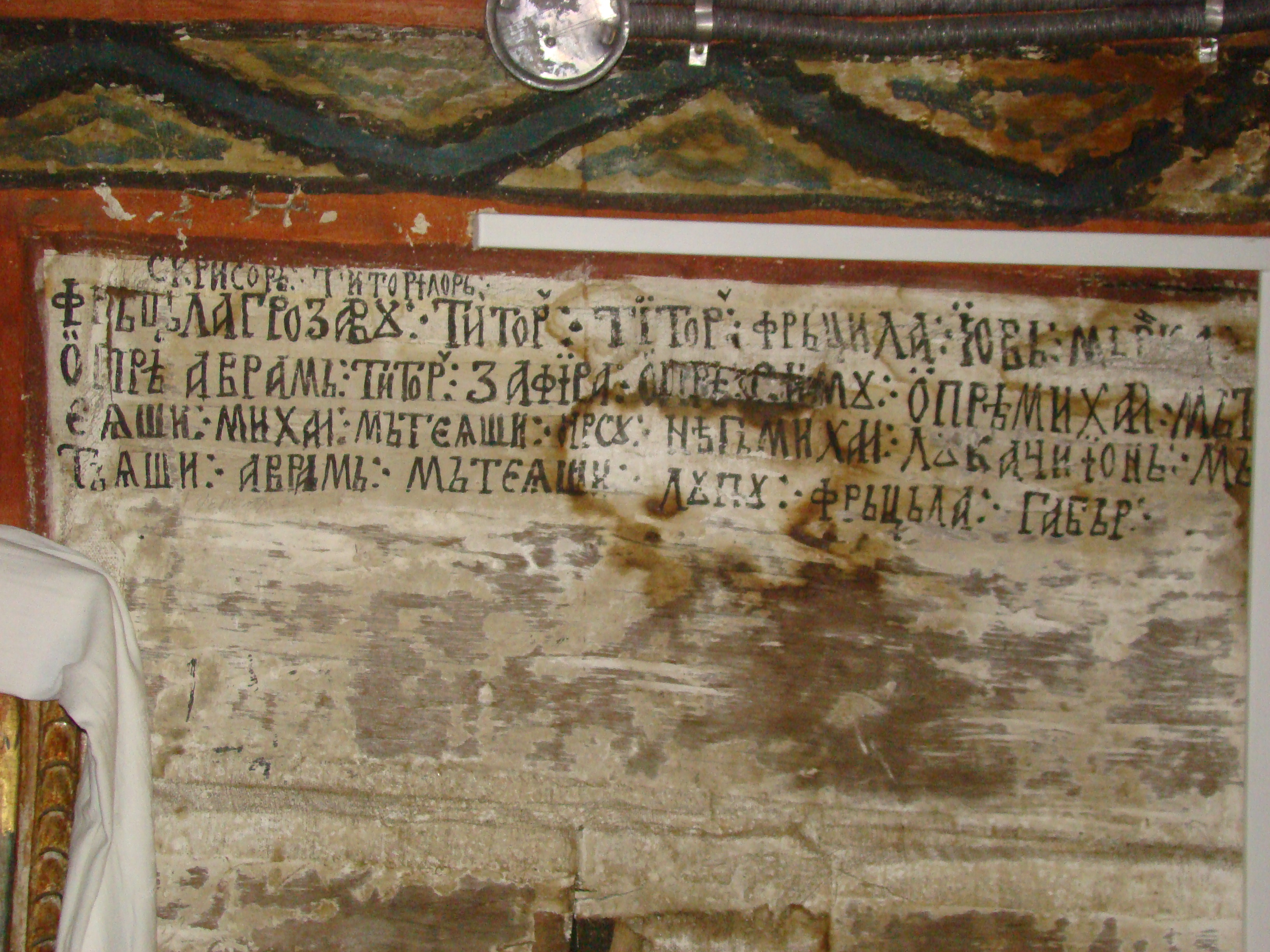
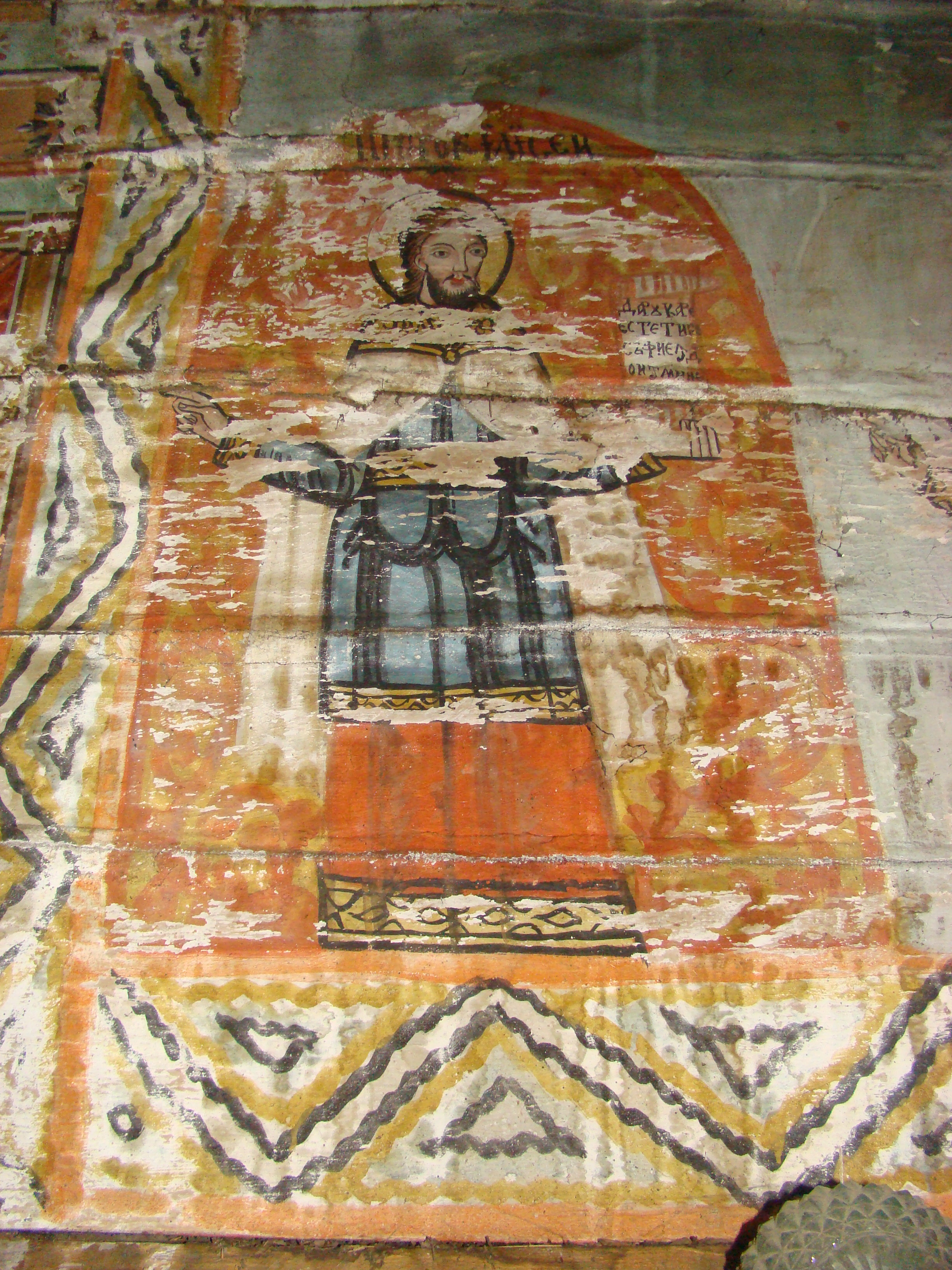
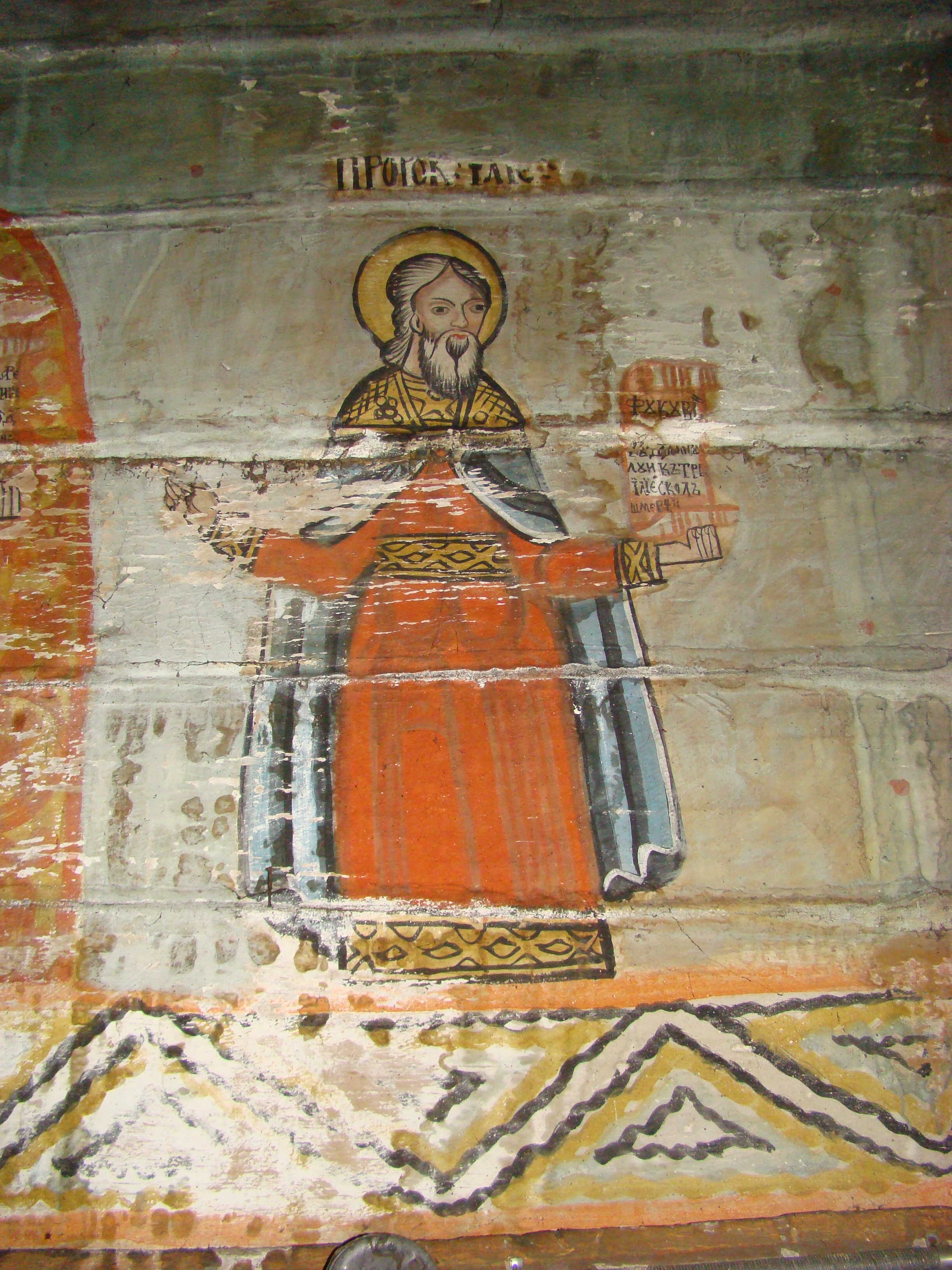
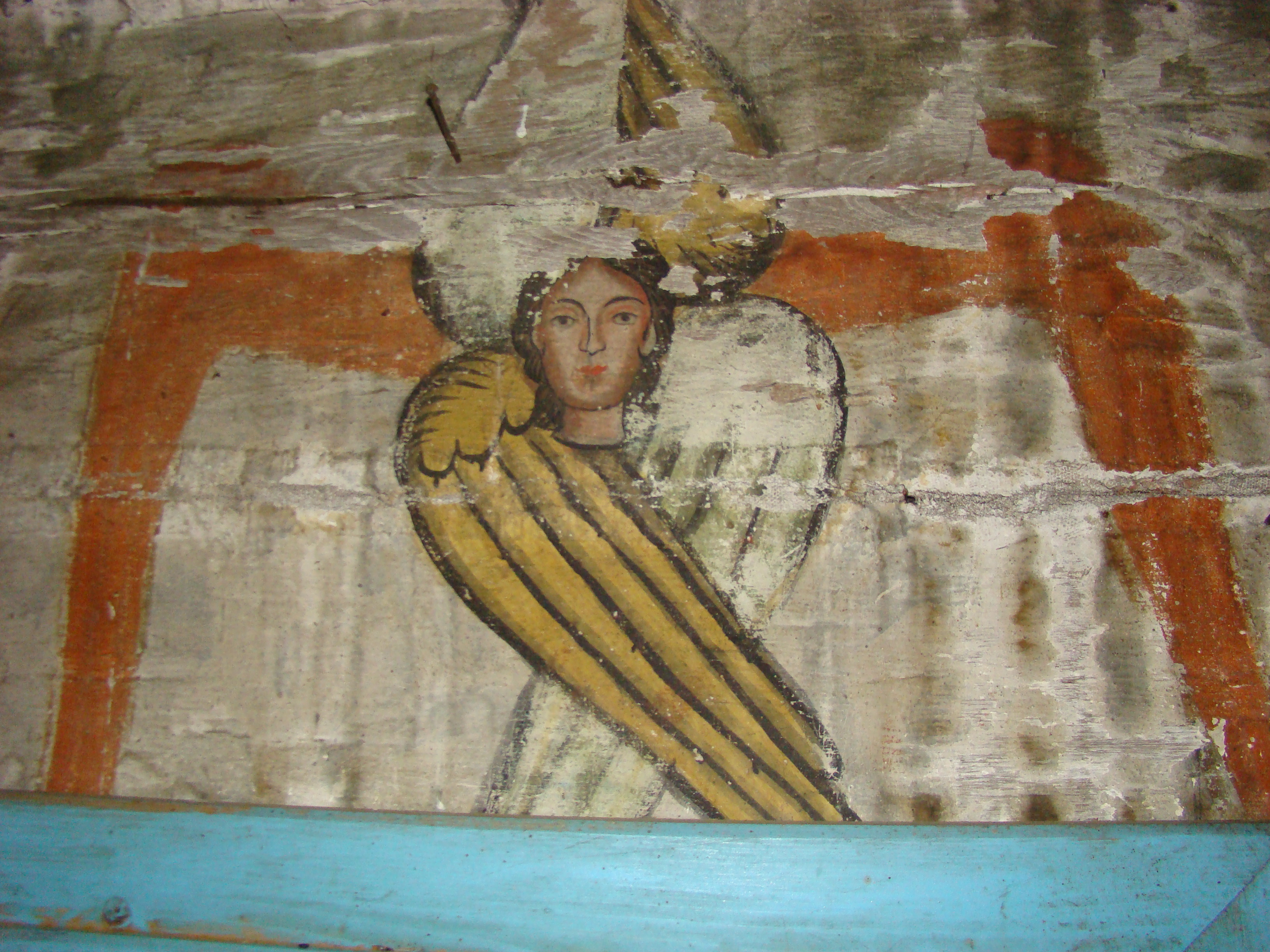
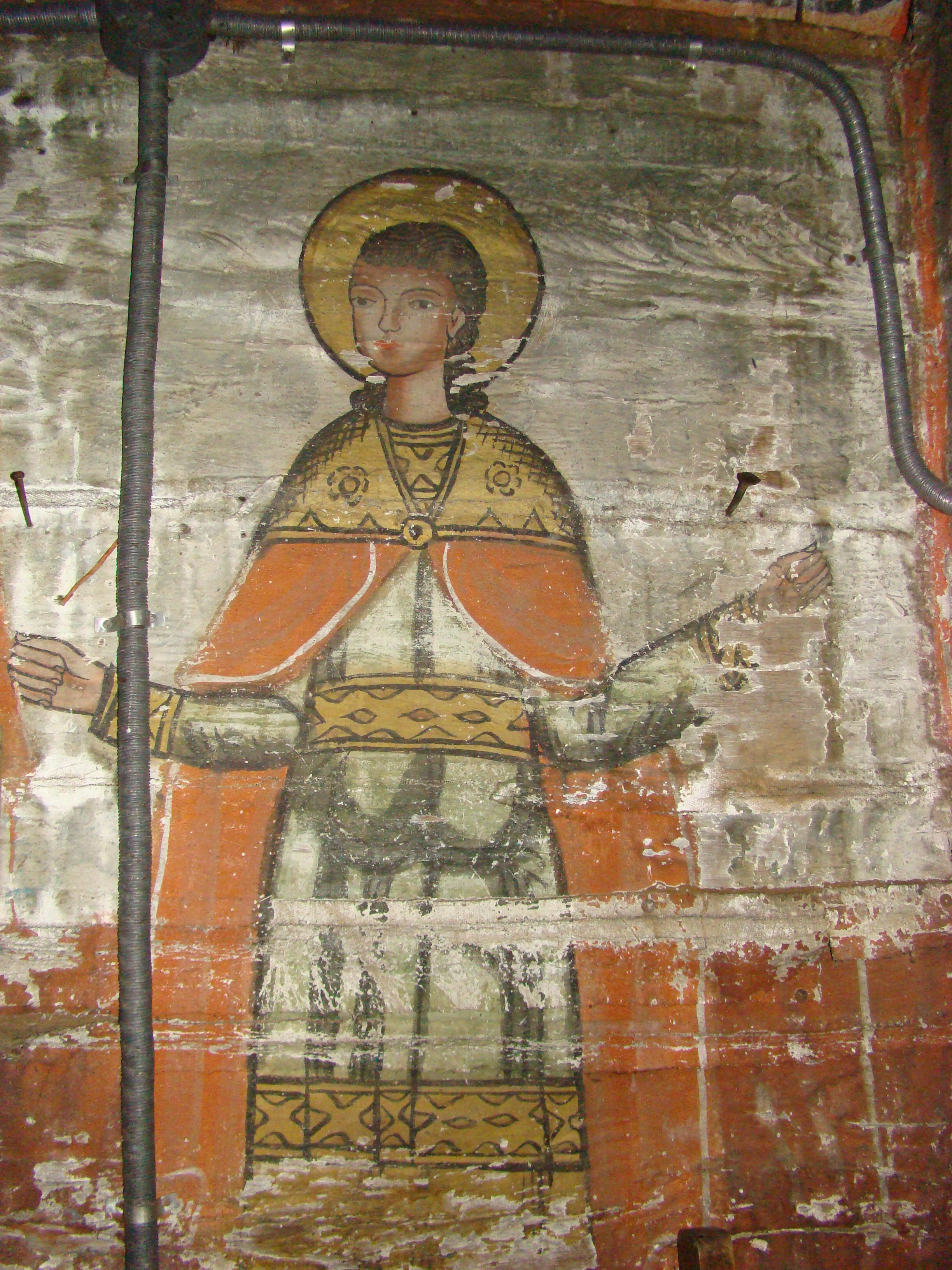
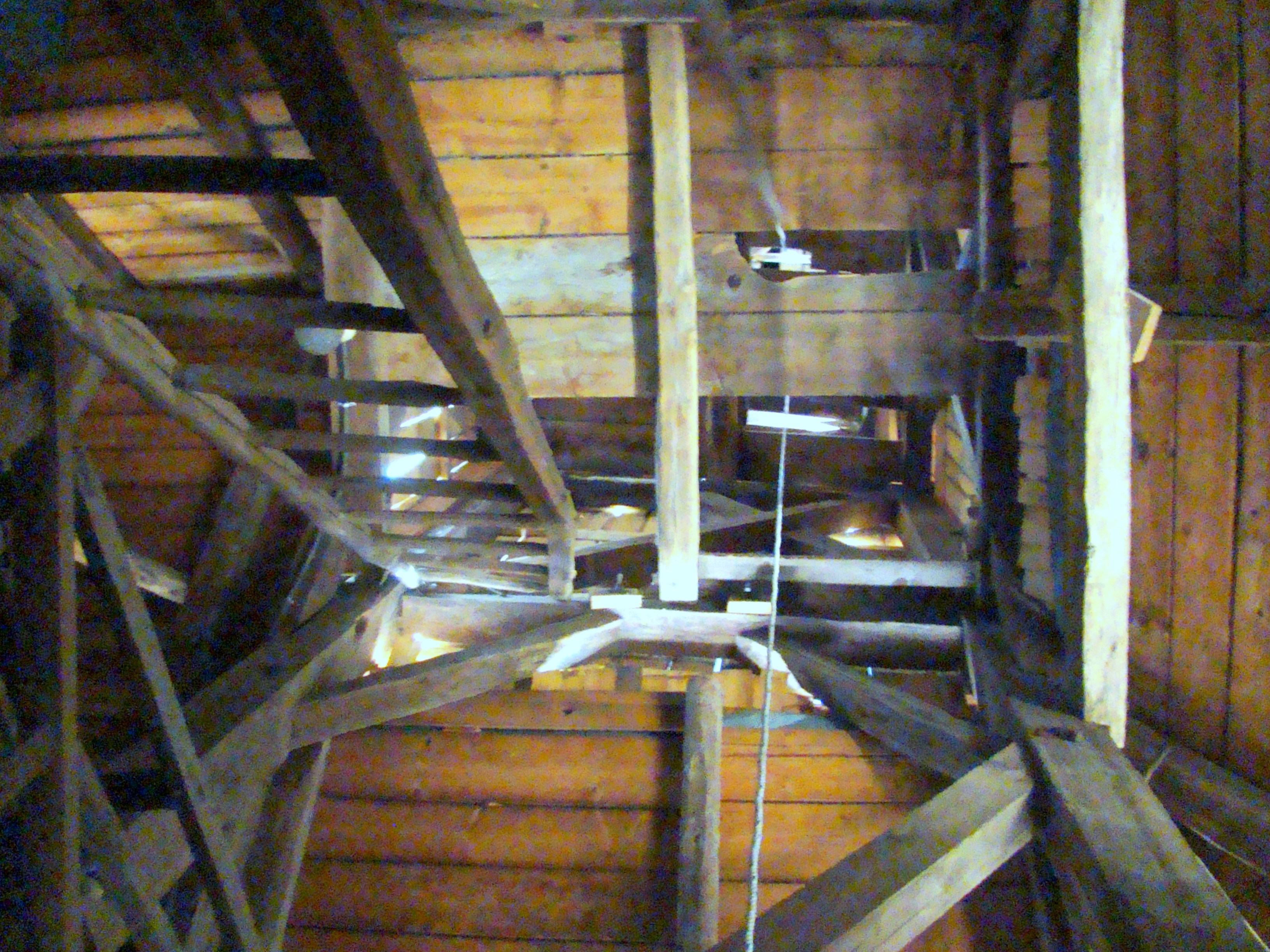
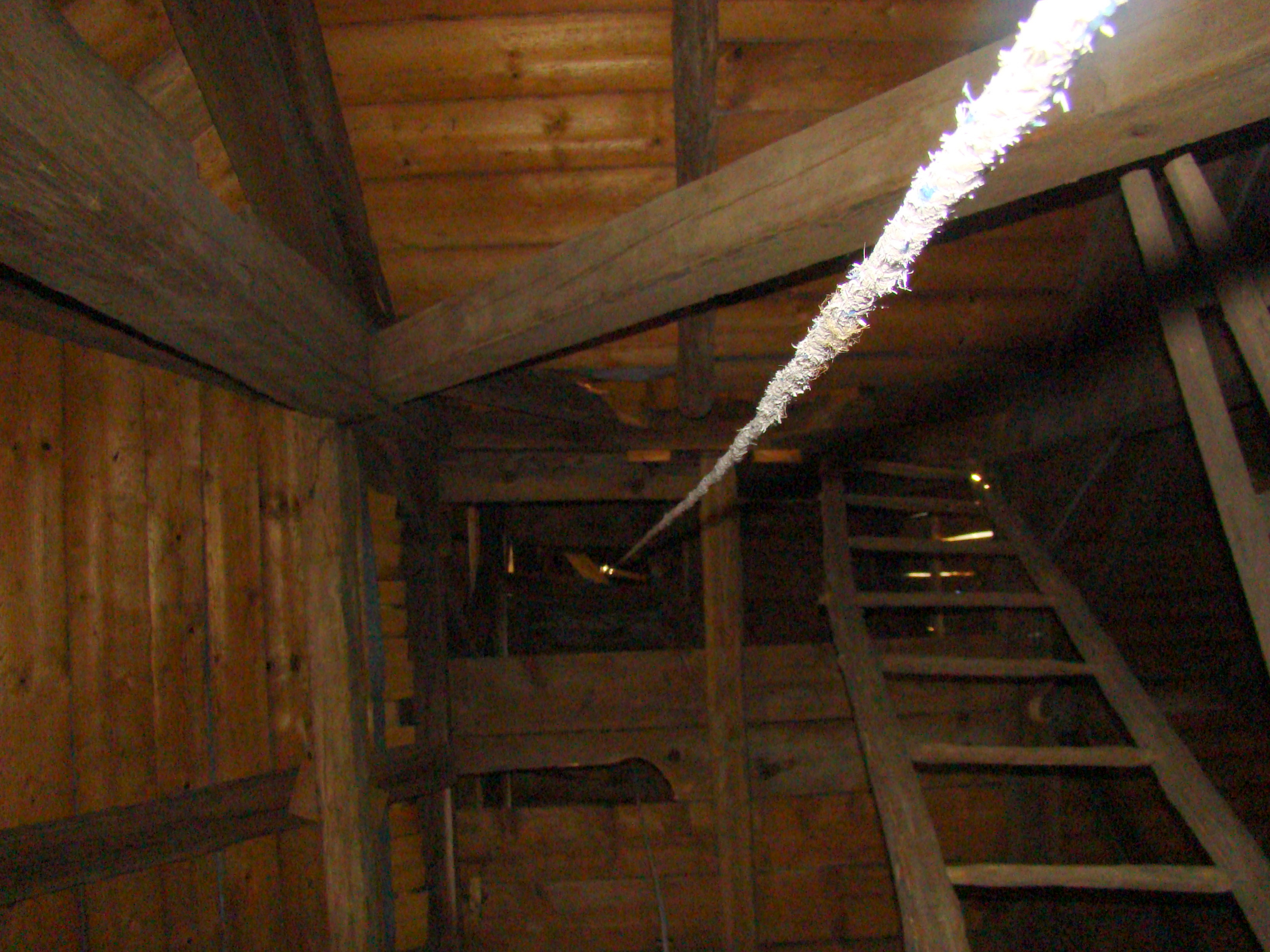
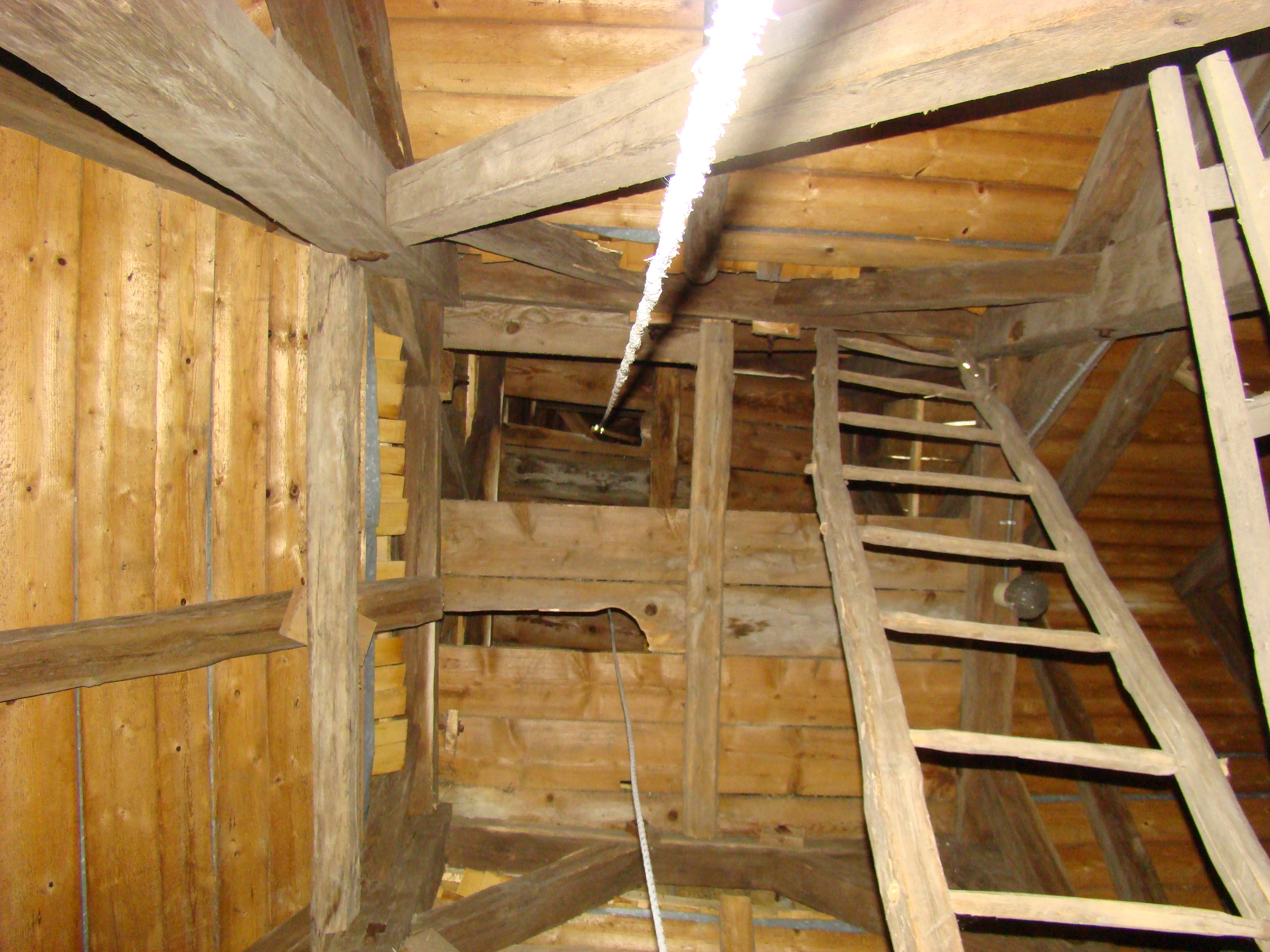